# قائمة إصدارات الطوابع البريدية في الشارقة (1971)
أدارت المملكة المتحدة العلاقات الخارجية لإمارات الساحل المتصالح نتيجة لمعاهدة «الاتفاقية الحصرية» لعام 1892، بما في ذلك إدارة البريد والبرق - حيث تكن هذه الإمارات منتمية للاتحاد البريدي العالمي. افتتحت حكومة الهند أول مكتب بريد في دبي في عام 1941. وفي عام 1948، وتولت إدارته وتشغيله الوكالات البريدية البريطانية في شرق شبه الجزيرة العربية، وهي شركة تابعة لمكتب البريد العام. كانت الطوابع في ذلك الوقت عبارة عن طوابع بريطانية مقابل رسوم إضافية بقيمة الروبية، حتى عام 1959، حيث أصدرت مجموعة من طوابع بريدية تحمل اسم «الإمارات المتصالحة» من دبي.
في عام 1963، تنازلت المملكة المتحدة عن مسؤوليتها عن الأنظمة البريدية في الإمارات المتصالحة إلى حكام الإمارات المتصالحة. لذا أصدرت إمارة الشارقة أول طوابعها البريدية في سنة 1963.
الكثير من الطوابع التي أصدرت في إمارة الشارقة تصنف ضمن طوابع الكثبان الرملية. طبعت هذه الطوابع بكثرة في الستينيات وأوائل السبعينيات من القرن الماضي، وتكاد تكون عديمة القيمة اليوم.
وجد فينبار كيني وهو رجل أعمال أمريكي ومن هواة جمع الطوابع الفرصة لإنشاء عدد من الإصدارات من الطوابع التي تستهدف سوق جامعي الطوابع المربح. وقد أبرم في عام 1964 اتفاقات مع إمارات الخليج العربي لإصدار طوابع، ومن بينها إمارة الشارقة. حملت هذه الطوابع مصورا ذات ألوان وأشكال صارخة وليس لها صلة فعلية بالإمارات.
كان بيع الطوابع البريدية لفترة قصيرة تجارة مربحة للإمارات، حيث كان لمعظم الإمارات القليل من مصادر الدخل، باستثناء إمارة أبو ظبي، التي توفر فيها إنتاج النفط منذ عام 1965. ومع ذلك، انخفضت الإيرادات التي تصل إلى 70 ألف جنيه إسترليني للإمارات الأفقر إلى 30 ألف جنيه إسترليني مع التشبع الحتمي للسوق. شكل بيع الطوابع بحلول عام 1966 المصدر الرئيسي لدخل الإمارات المتصالحة الشمالية.
أدى انتشارها في النهاية إلى تقليل قيمتها، ولهذا السبب، فإن العديد من الكتالوجات الشعبية اليوم لا تدرجها حتى.
اتهم فينبار كيني بالتورط في قضية رشوة في الولايات المتحدة بسبب تعاملاته مع حكومة جزر كوك. انتهت ترتيبات فينبار كيني عندما توحدت الإمارات العربية المتحدة في ديسمبر 1971.
هذه قائمة إصدارات الطوابع البريدية في إمارة الشارقة لعام 1971:

## إصدارات السيارات
في 31 يناير 1971، أصدرت الطوابع التالية التي تحمل صور سيارات، وكانت مناسبة الإصدار كما موضح على الطوابع هو "يوم البريد 1970".

### إصدارات السيارات الأوروبية

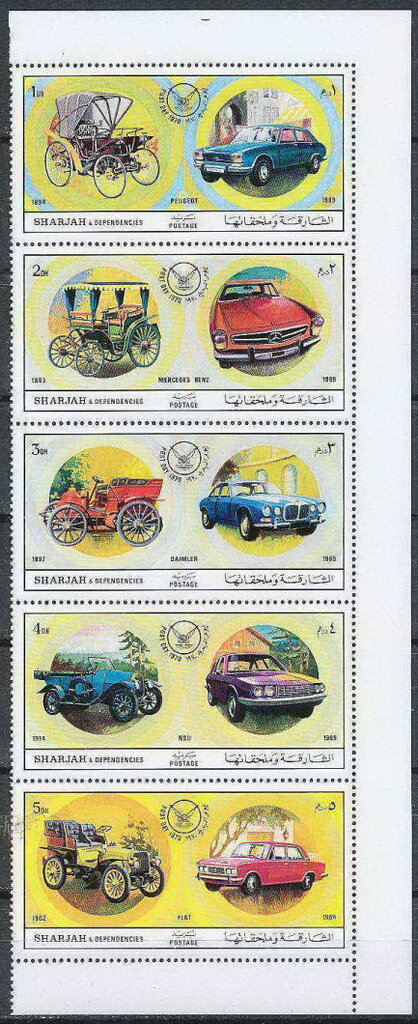
الطوابع الخمسة على هيئة طوابع متجاورة.

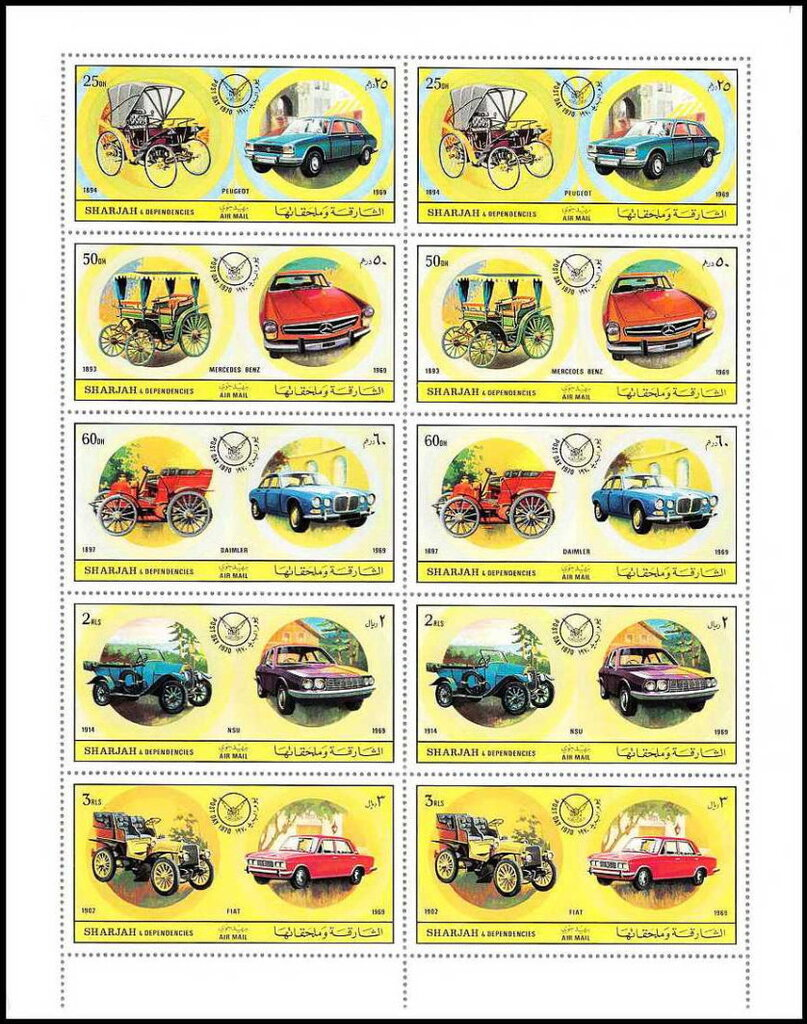
صحيفة الطوابع.

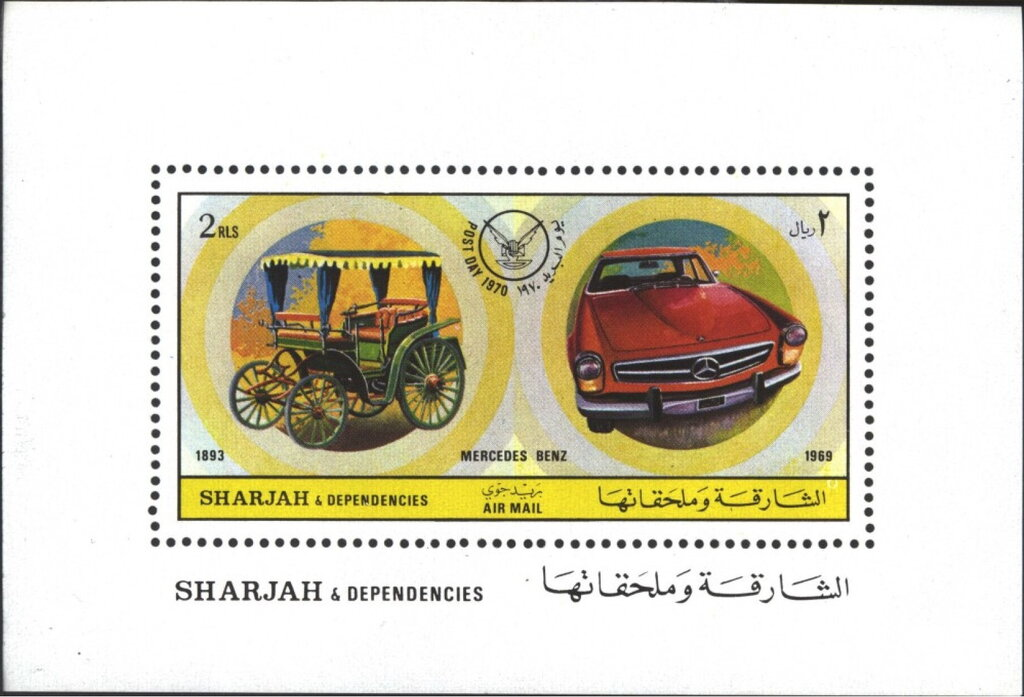
البطاقة المخرمة.

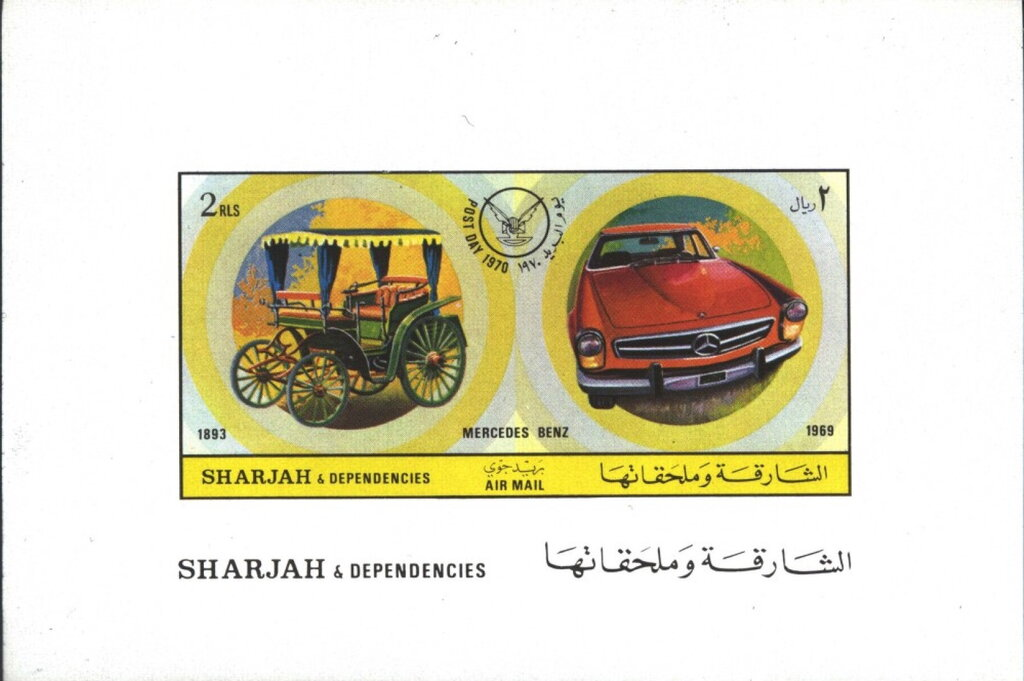
البطاقة غير المخرمة.

المجموعة الأولى كانت تحمل صور سيارات ذات مناشئ أوروبية، وكل طابع يحمل صورة سيارتين أنتجتها ذات الشركة، إحدى السيارتين كانت قديمة والأخرى حديثة، أي معاصر لتاريخ إصدار الطابع:
- 25 درهما
بيجو: سيارة صنعت سنة 1894 وسيارة صنعت سنة 1969.
- 50 درهما
مرسيدس بنز: سيارة صنعت سنة 1893 وسيارة صنعت سنة 1969.
- 60 درهما
دايملر: سيارة صنعت سنة 1896 وسيارة صنعت سنة 1969.
- ريالان
إن إس يو[الإنجليزية]: سيارة صنعت سنة 1914 وسيارة صنعت سنة 1969.
- 3 ريالات
فيات: سيارة صنعت سنة 1902 وسيارة صنعت سنة 1969.

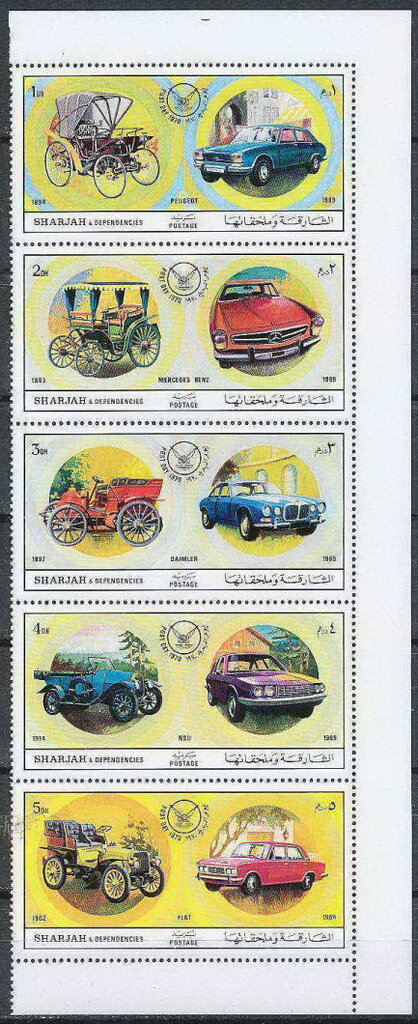
الطوابع الخمسة على هيئة طوابع متجاورة.

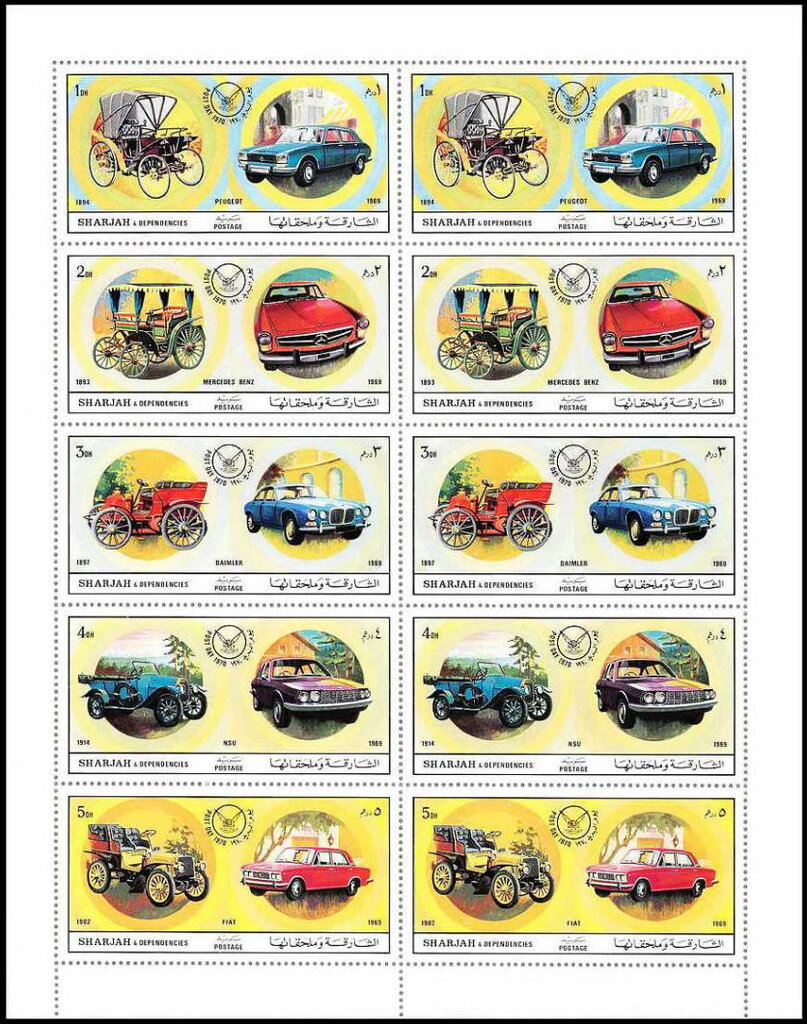
صحيفة الطوابع.

وكذلك توفرت من كل الطابع نسخة غير مخرمة:

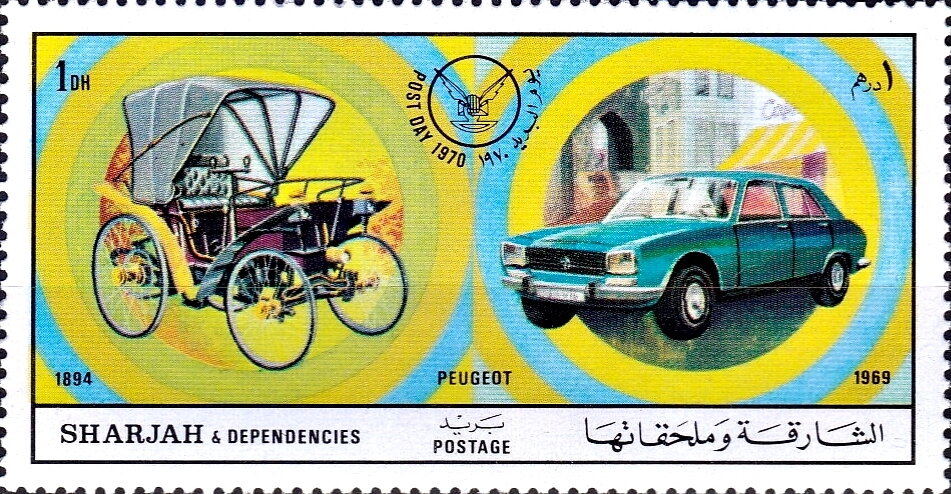
25 درهما بيجو: سيارة صنعت سنة 1894 وسيارة صنعت سنة 1969.
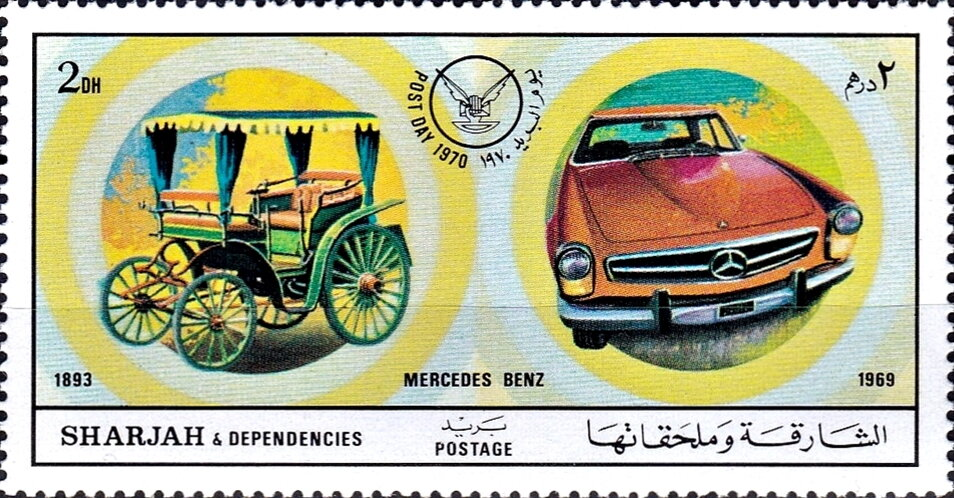
50 درهما مرسيدس بنز: سيارة صنعت سنة 1893 وسيارة صنعت سنة 1969.
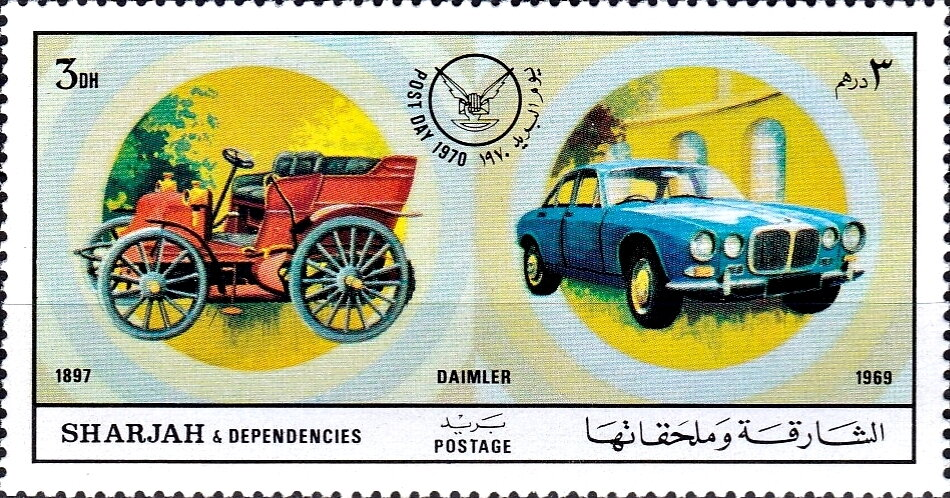
60 درهما دايملر: سيارة صنعت سنة 1896 وسيارة صنعت سنة 1969.
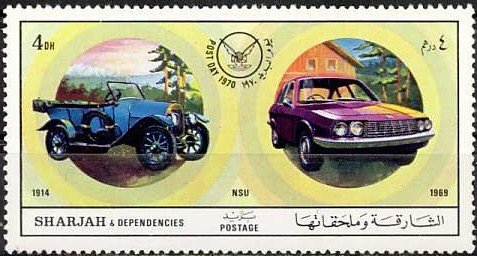
ريالان إن إس يو[الإنجليزية]: سيارة صنعت سنة 1914 وسيارة صنعت سنة 1969.
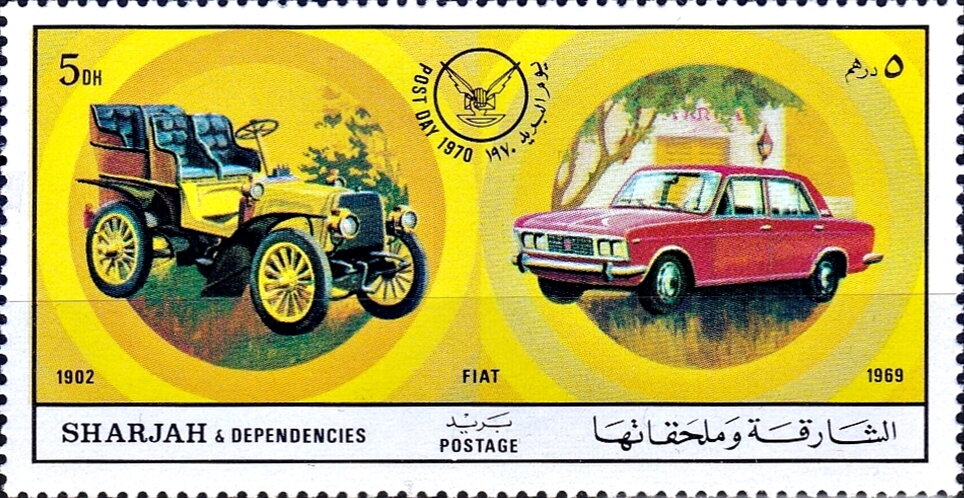
3 ريالات فيات: سيارة صنعت سنة 1902 وسيارة صنعت سنة 1969.

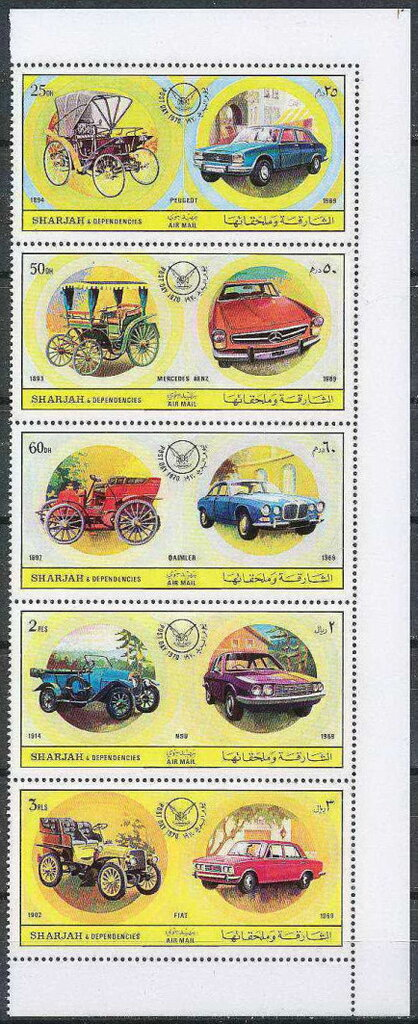
الطوابع الخمسة غير المخرمة على هيئة طوابع متجاورة.

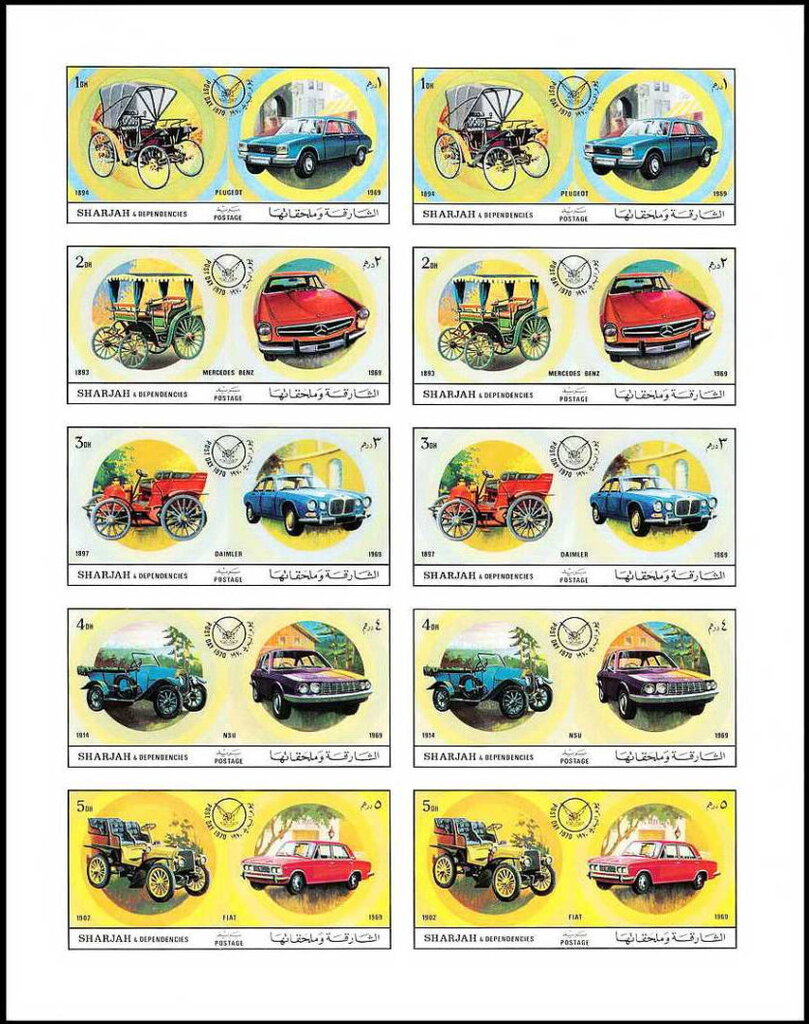
صحيفة الطوابع غير المخرمة.

كذلك أصدرت طوابع بنفس التصميم والصور مع اختلاف في لون جزء من الإطار واختلاف القيمة، وكانت مخصصة للبريد الجوي:

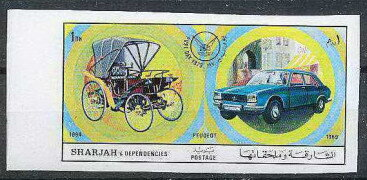
25 درهما بيجو: سيارة صنعت سنة 1894 وسيارة صنعت سنة 1969.
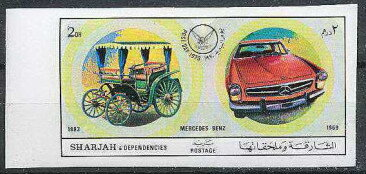
50 درهما مرسيدس بنز: سيارة صنعت سنة 1893 وسيارة صنعت سنة 1969.
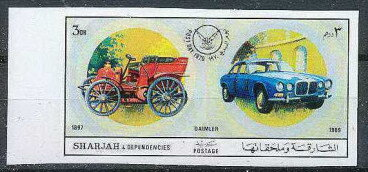
60 درهما دايملر: سيارة صنعت سنة 1896 وسيارة صنعت سنة 1969.
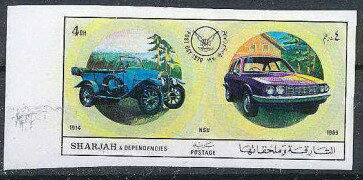
ريالان إن إس يو[الإنجليزية]: سيارة صنعت سنة 1914 وسيارة صنعت سنة 1969.
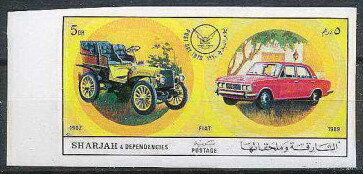
3 ريالات فيات: سيارة صنعت سنة 1902 وسيارة صنعت سنة 1969.

وكذلك توفرت منها نسخ غير مخرمة:

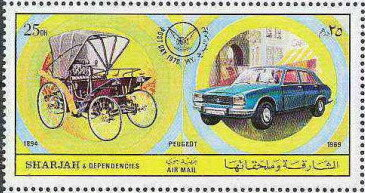
25 درهما بيجو: سيارة صنعت سنة 1894 وسيارة صنعت سنة 1969.
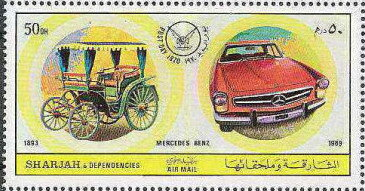
50 درهما مرسيدس بنز: سيارة صنعت سنة 1893 وسيارة صنعت سنة 1969.
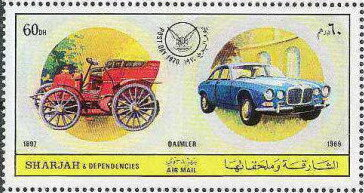
60 درهما دايملر: سيارة صنعت سنة 1896 وسيارة صنعت سنة 1969.
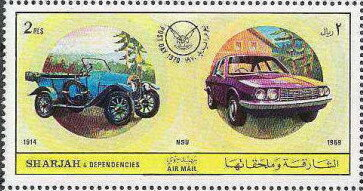
ريالان إن إس يو[الإنجليزية]: سيارة صنعت سنة 1914 وسيارة صنعت سنة 1969.
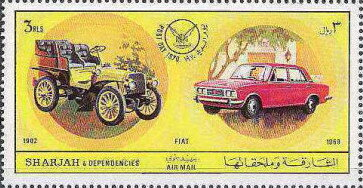
3 ريالات فيات: سيارة صنعت سنة 1902 وسيارة صنعت سنة 1969.

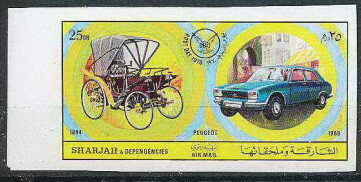
25 درهما بيجو: سيارة صنعت سنة 1894 وسيارة صنعت سنة 1969.
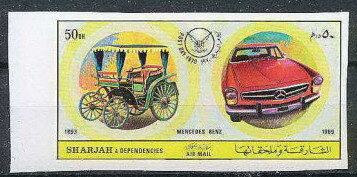
50 درهما مرسيدس بنز: سيارة صنعت سنة 1893 وسيارة صنعت سنة 1969.
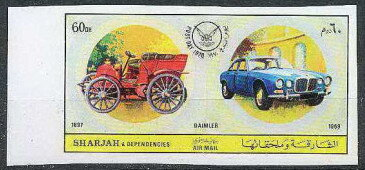
60 درهما دايملر: سيارة صنعت سنة 1896 وسيارة صنعت سنة 1969.
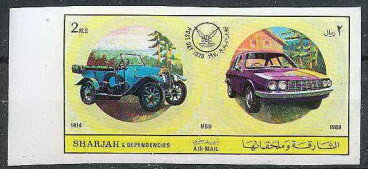
ريالان إن إس يو: سيارة صنعت سنة 1914 وسيارة صنعت سنة 1969.
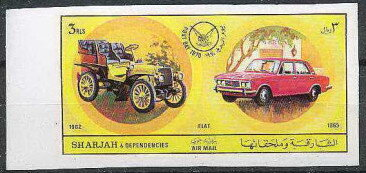
3 ريالات فيات: سيارة صنعت سنة 1902 وسيارة صنعت سنة 1969.

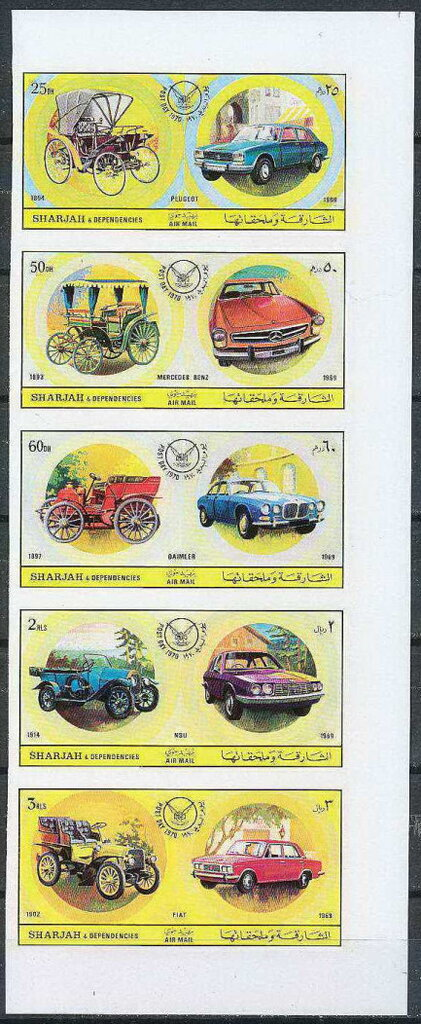
الطوابع الخمسة غير المخرمة على هيئة طوابع متجاورة.

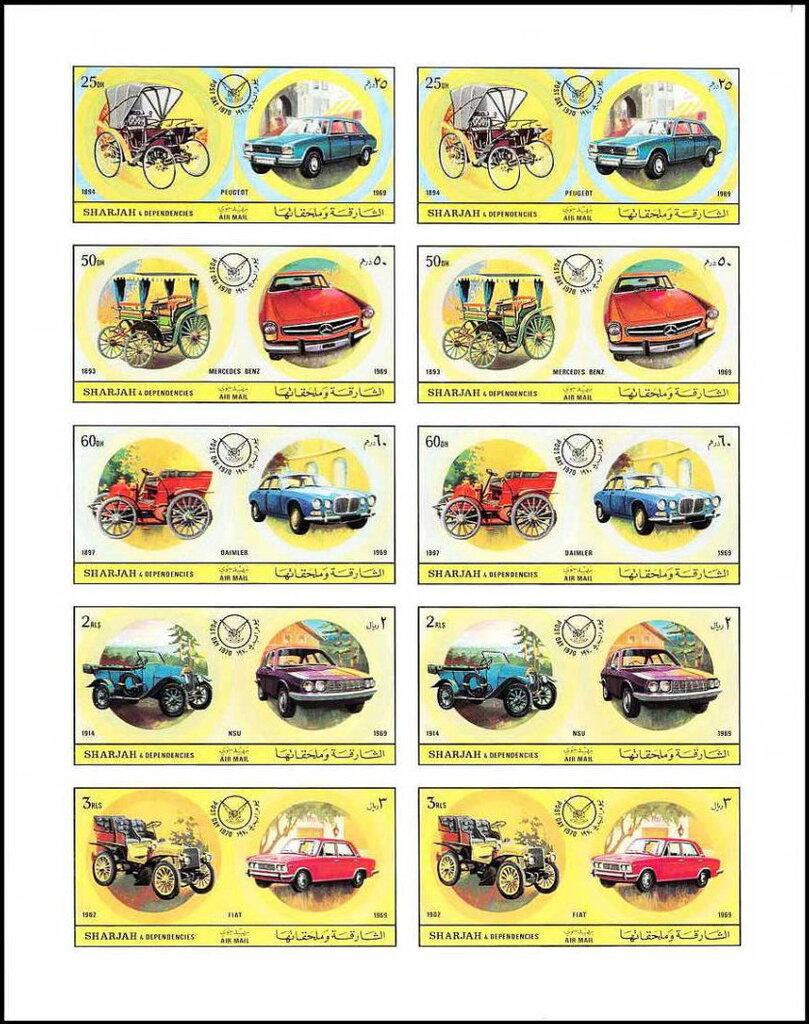
صحيفة الطوابع غير المخرمة.

كما أصدرت بطاقة تضم ذات الطابع الذي قيمته 50 درهما، لكنه في البطاقة بقيمة ريالين، وتوفر من البطاقة نسخة مخرمة وأخرى غير مخرمة:

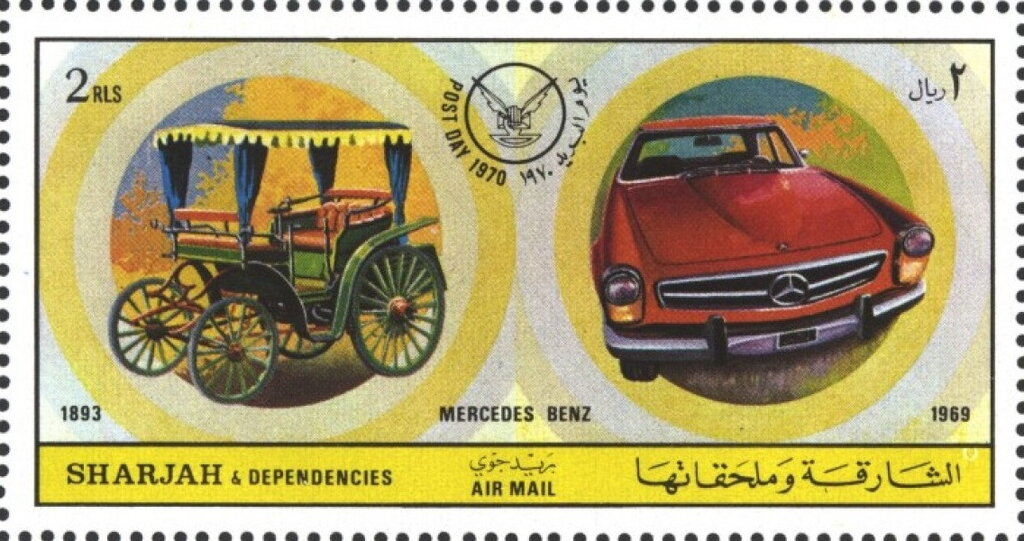
طابع مخرم ريالان دايملر: سيارة صنعت سنة 1896 وسيارة صنعت سنة 1969.
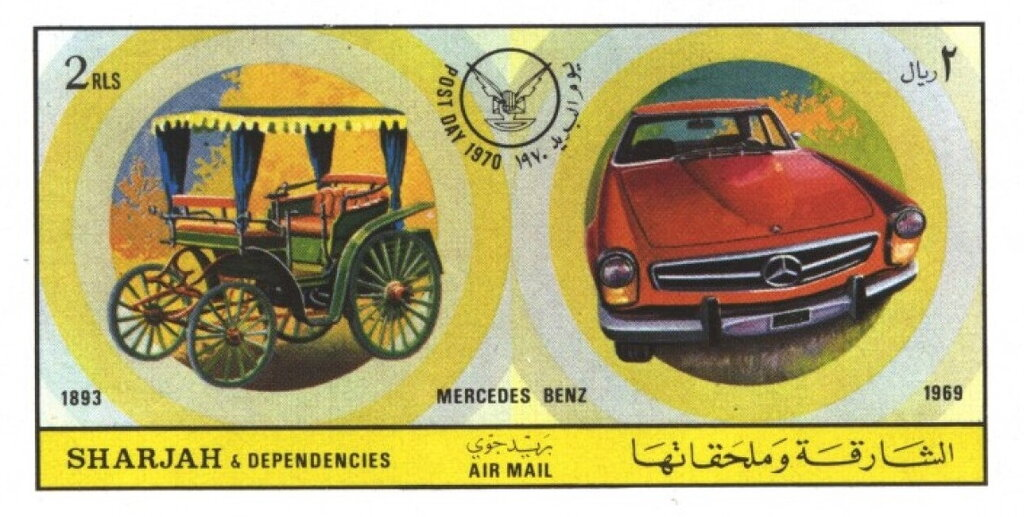
طابع غير مخرم ريالان دايملر: سيارة صنعت سنة 1896 وسيارة صنعت سنة 1969.

### إصدارات السيارات الأمريكية

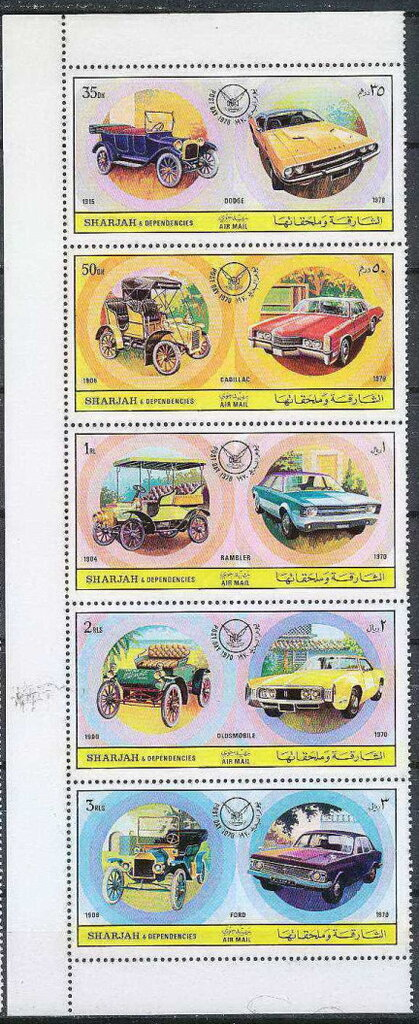
الطوابع الخمسة على هيئة طوابع متجاورة.

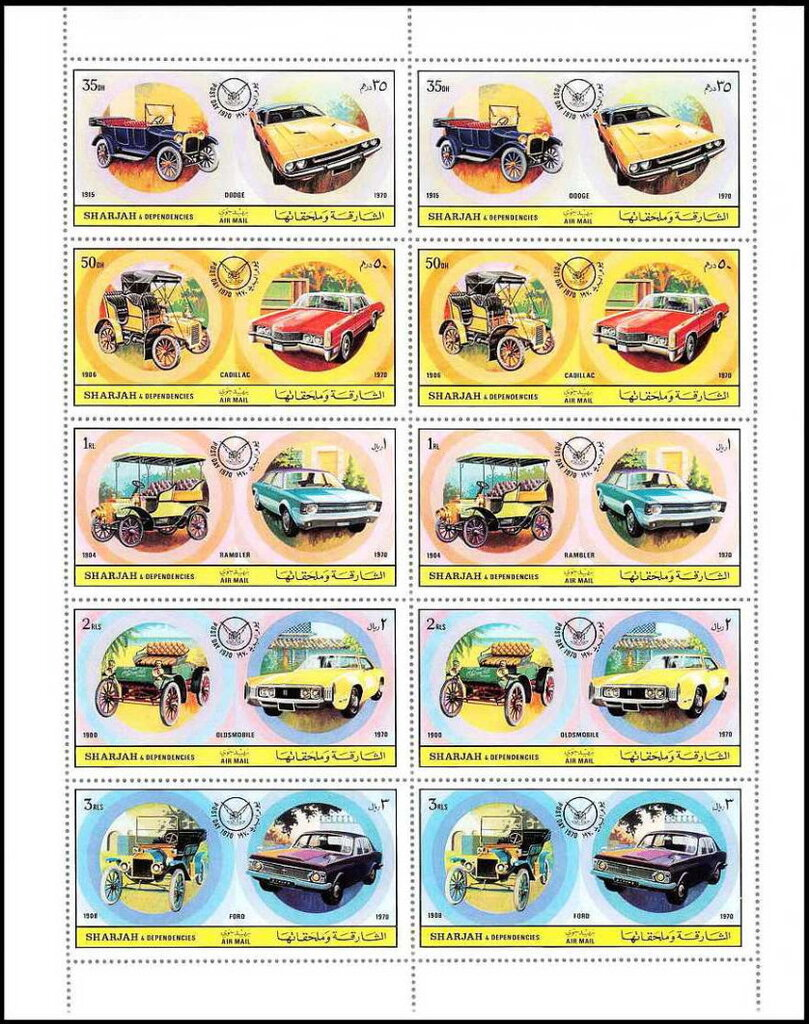
صحيفة طوابع البريد الجوي المخرمة.

أما المجموعة الثانية فكانت تحمل صور سيارات ذات مناشئ أمريكية، وكل طابع يحمل صورة سيارتين أنتجتها ذات الشركة، إحدى السيارتين كانت قديمة والأخرى حديثة، أي معاصر لتاريخ إصدار الطابع:

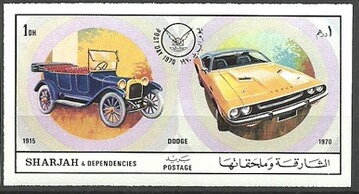
درهم واحد
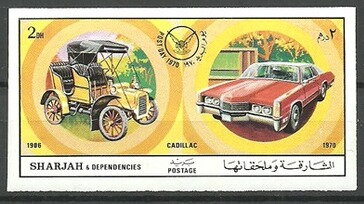
درهمان
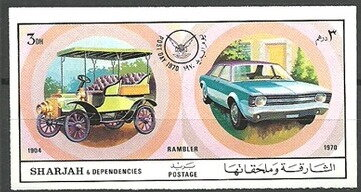
3 دراهم
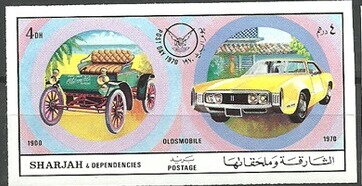
4 دراهم
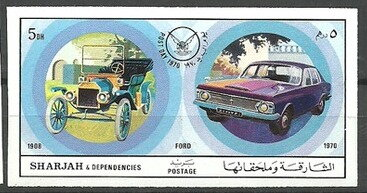
5 دراهم

وكذلك توفرت من كل الطابع نسخة غير مخرمة:

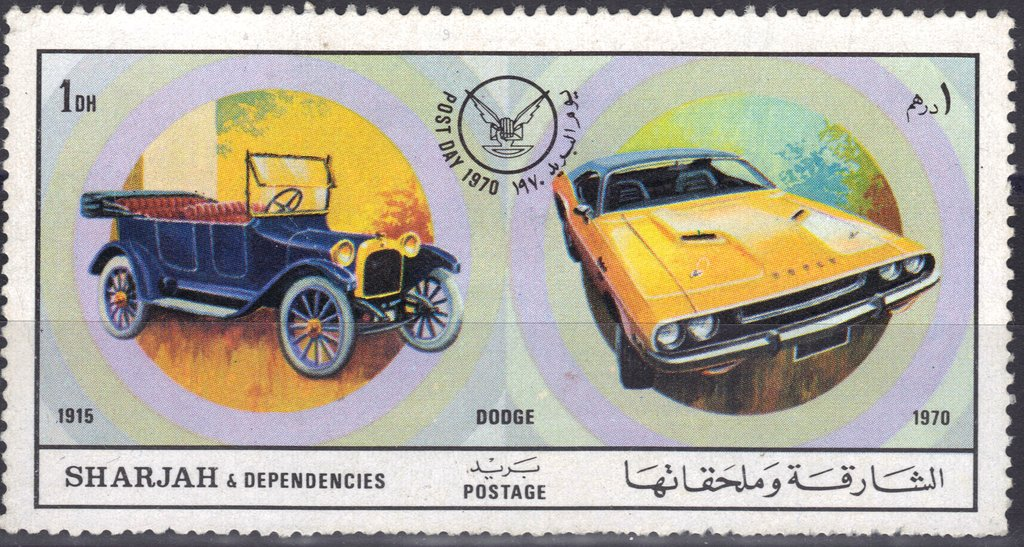
درهم واحد
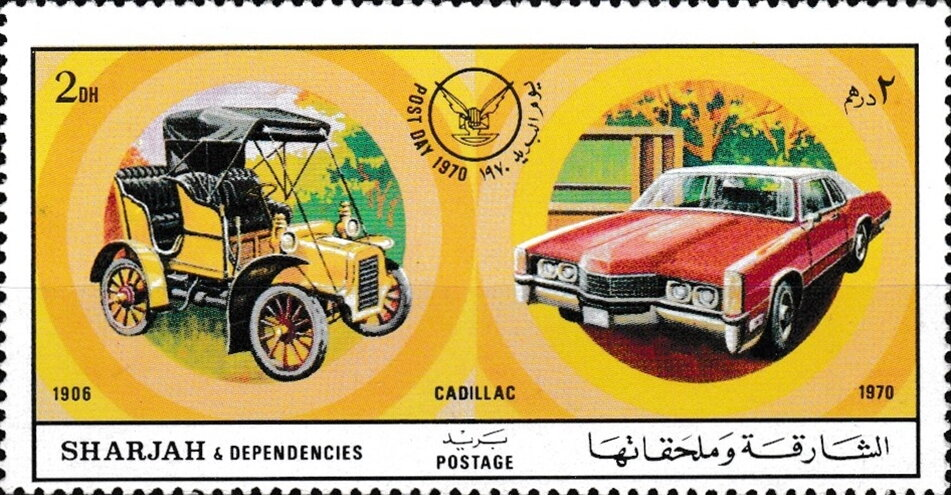
درهمان
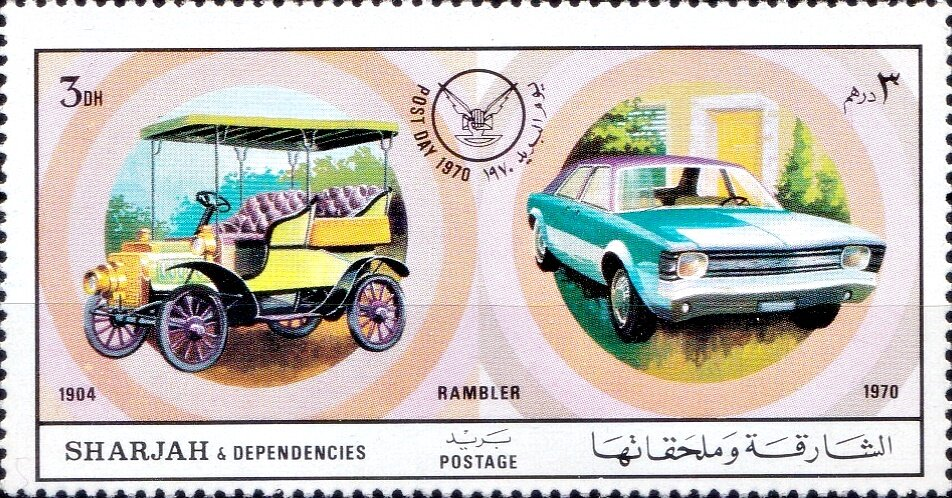
3 دراهم
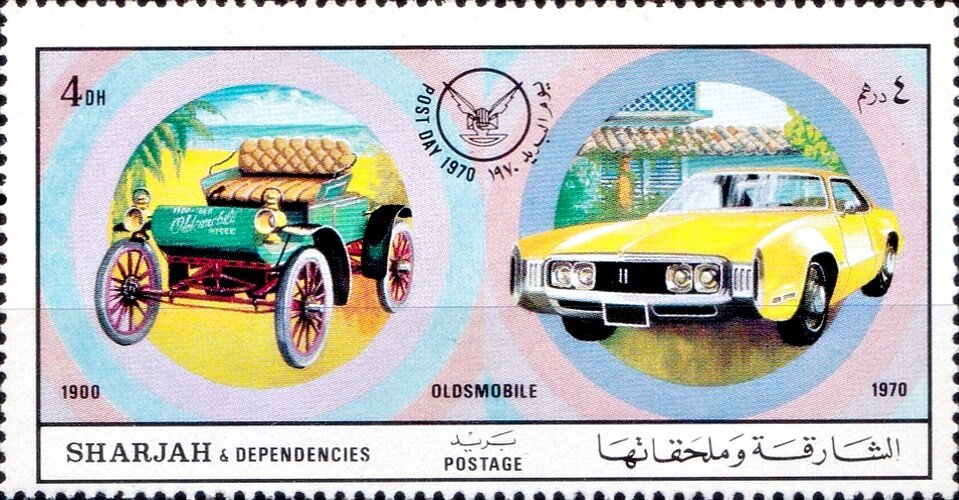
4 دراهم
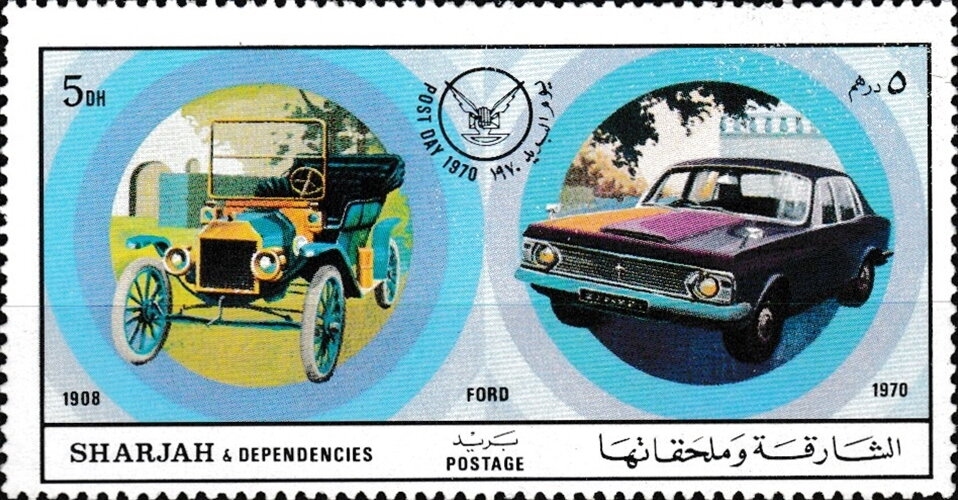
5 دراهم

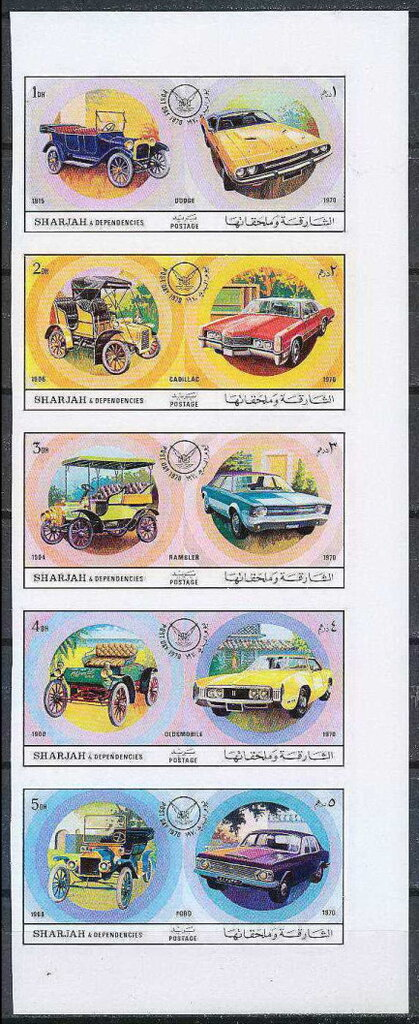
الطوابع الخمسة غير المخرمة على هيئة طوابع متجاورة.

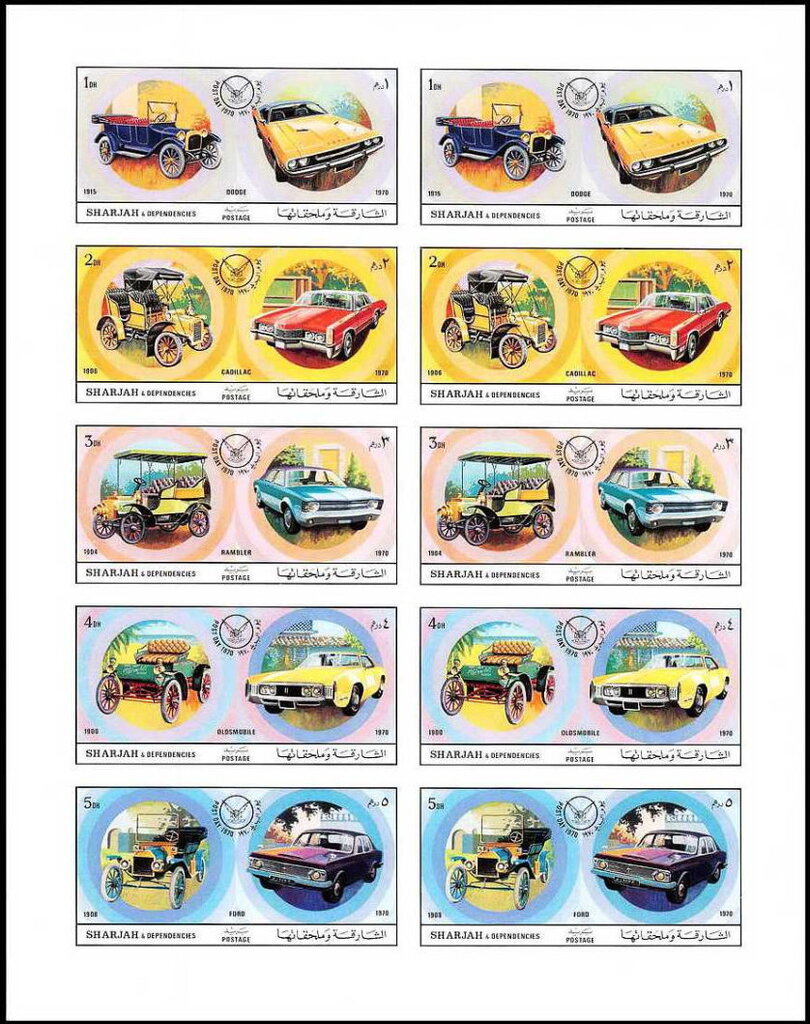
صحيفة الطوابع غير المخرمة.

كذلك أصدرت طوابع بنفس التصميم والصور مع اختلاف في لون جزء من الإطار واختلاف القيمة، وكانت مخصصة للبريد الجوي:

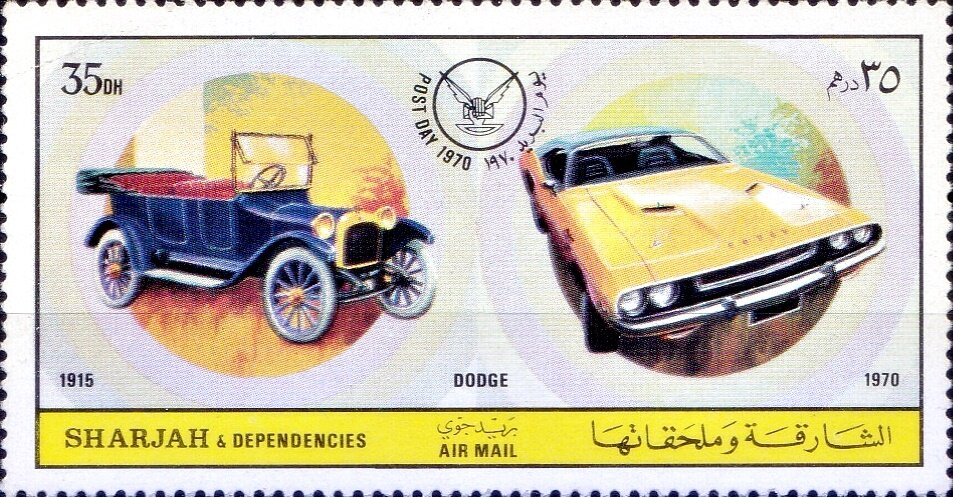
35 درهما
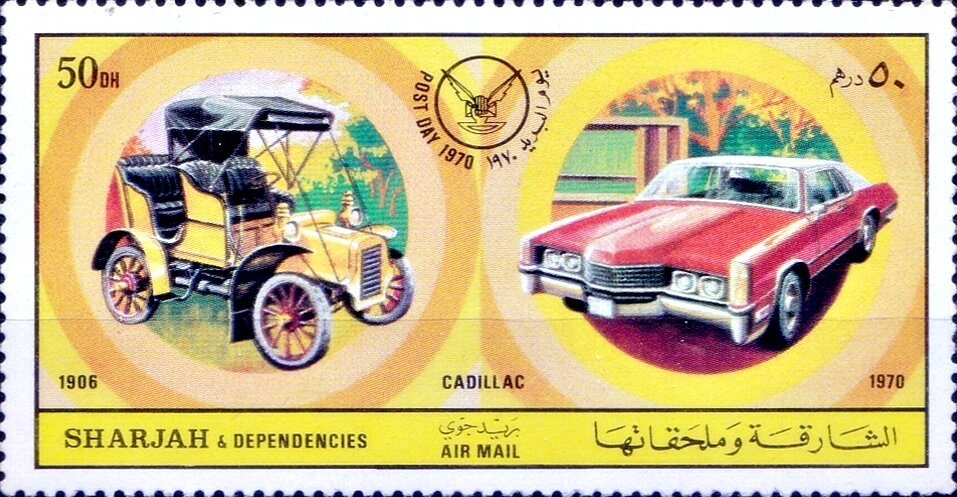
50 درهما
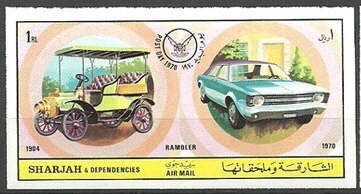
ريال واحد
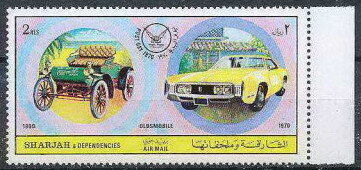
ريالان
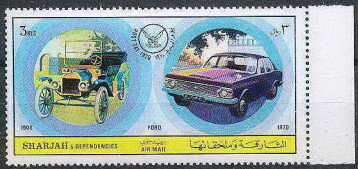
3 ريالات

وكذلك توفرت منها نسخ غير مخرمة:

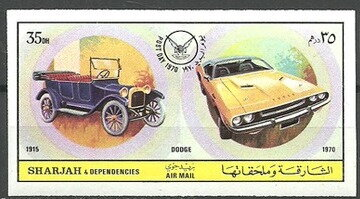
35 درهما
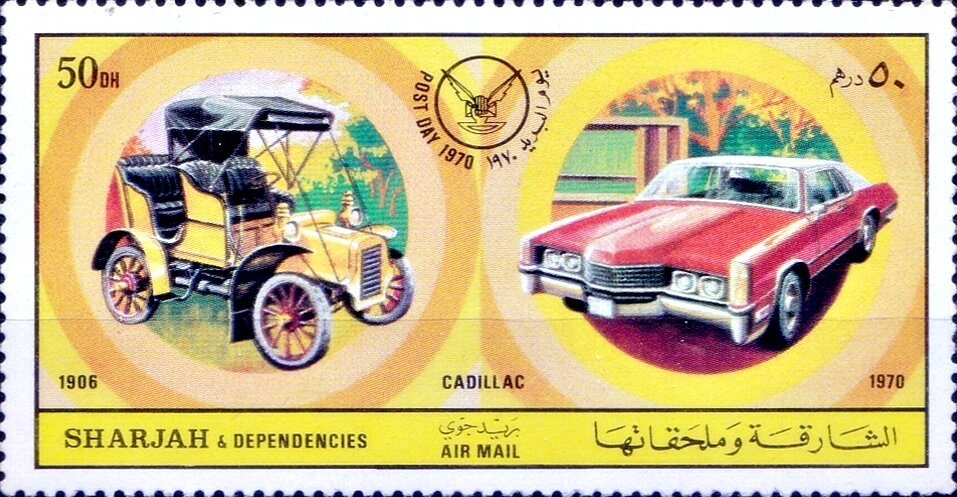
50 درهما
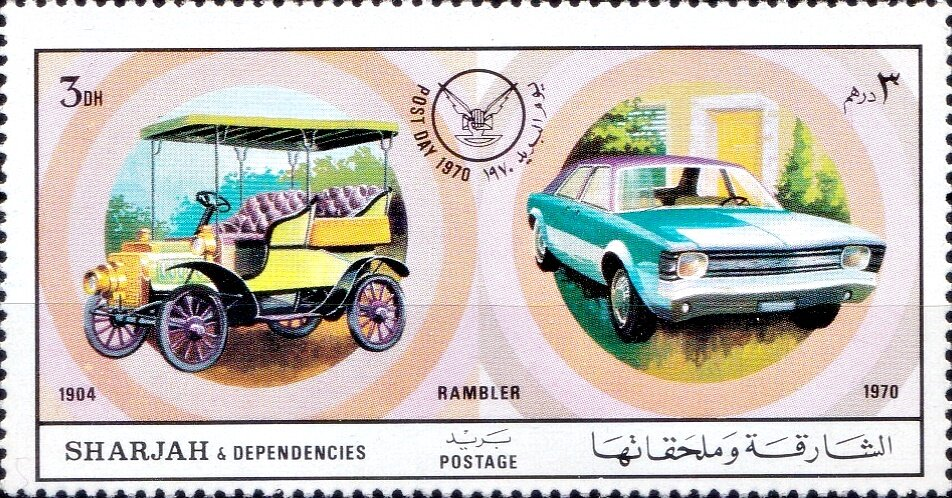
ريال واحد
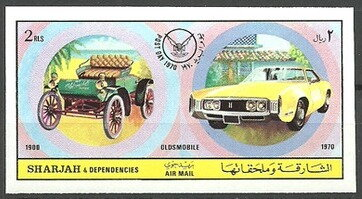
ريالان
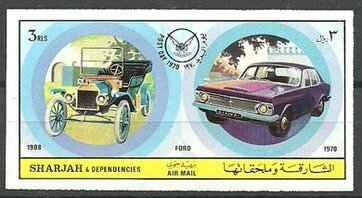
3 ريالات

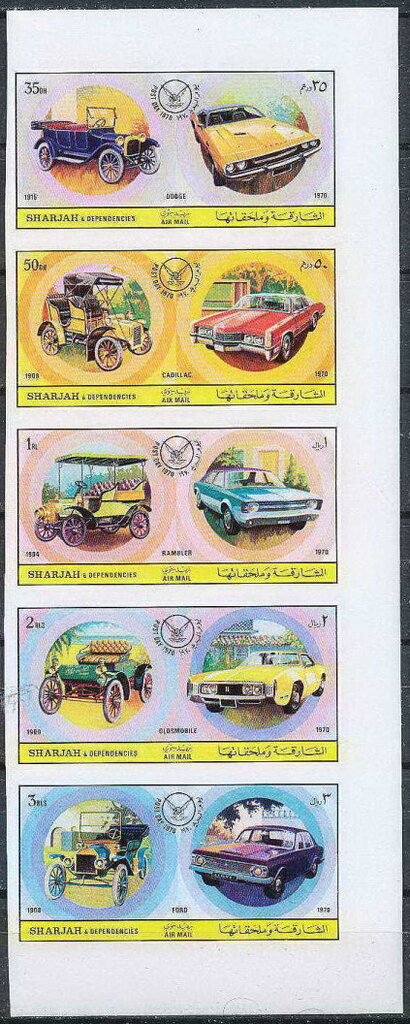
الطوابع الخمسة غير المخرمة على هيئة طوابع متجاورة.

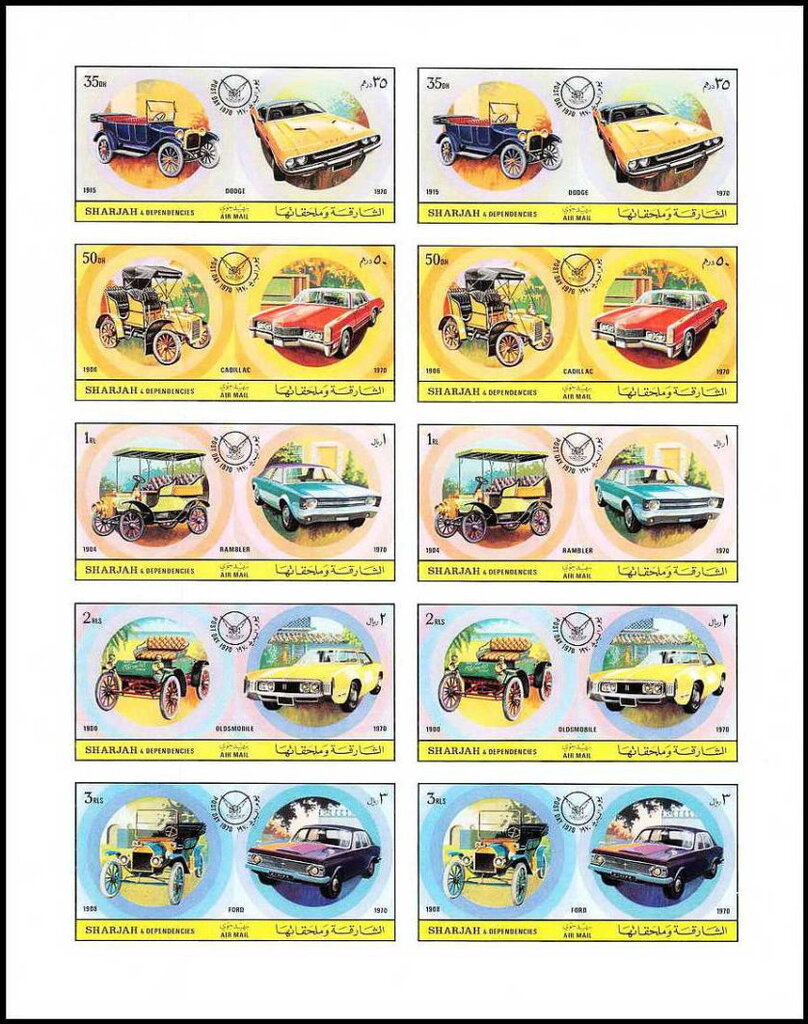
صحيفة طوابع البريد الجوي غير المخرمة.

كما أصدرت بطاقة تضم ذات الطابع الذي قيمته 50 درهما، لكنه في البطاقة بقيمة ريالين، وتوفر من البطاقة نسخة مخرمة وأخرى غير مخرمة:

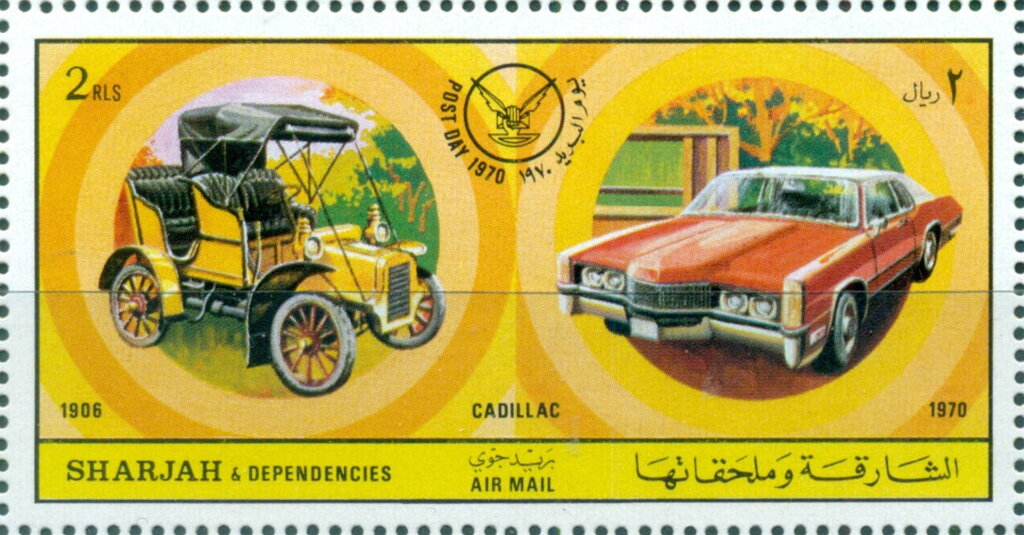
صورة الطابع المخرم.

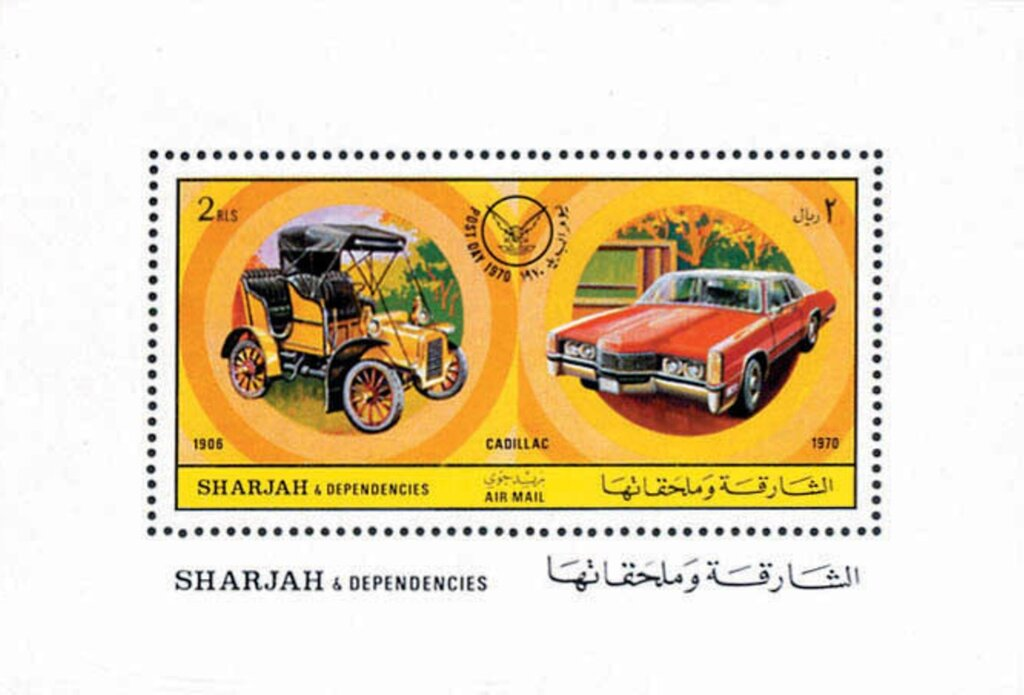
صورة البطاقة المخرمة.

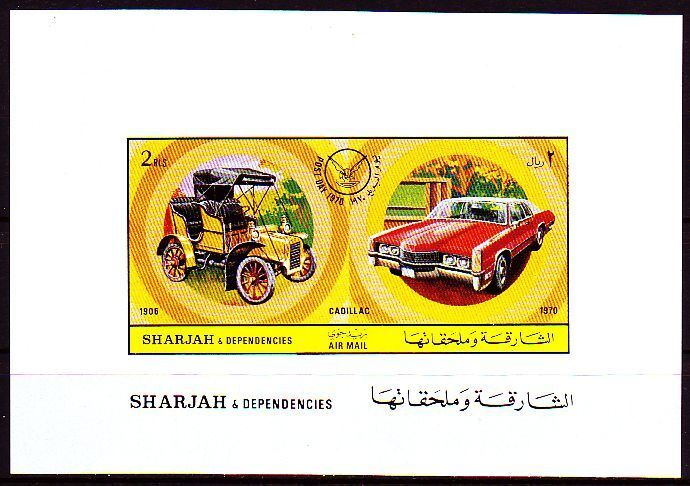
صورة البطاقة غير المخرمة.

## إصدارات القطارات

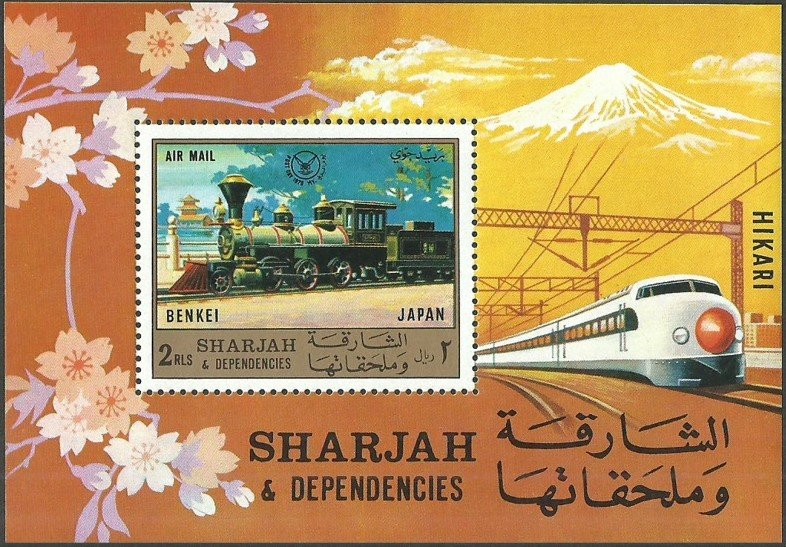
البطاقة المخرمة.

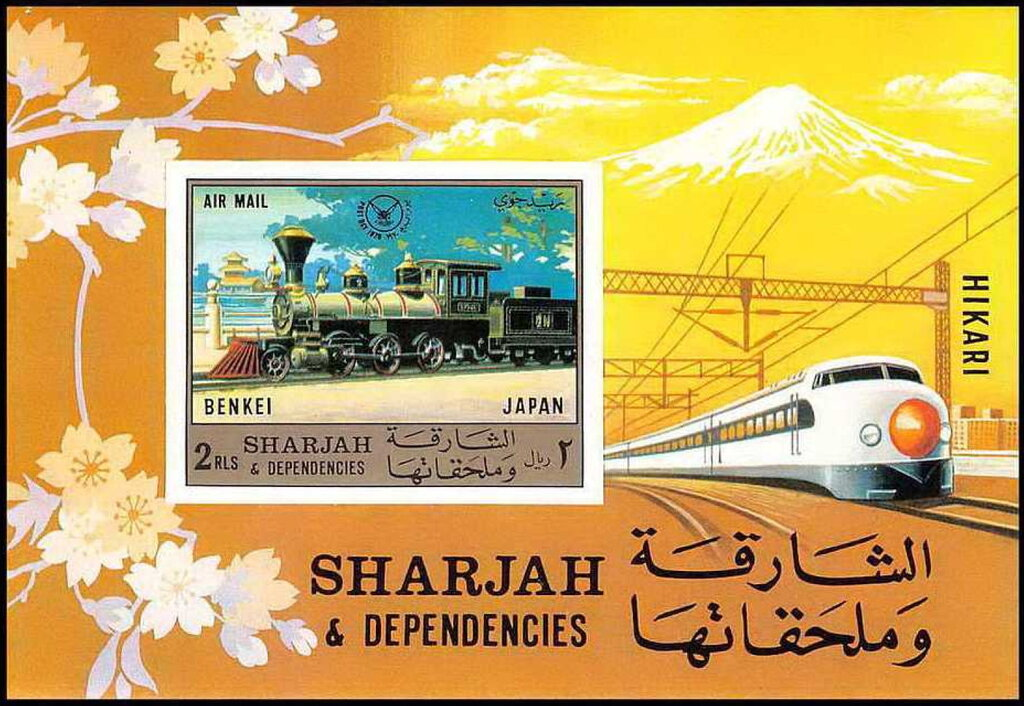
البطاقة غير المخرمة.

كذلك في 31 يناير 1971، أصدرت الطوابع التالية التي تحمل صور قطارات، وكانت مناسبة الإصدار كما موضح على الطوابع هو "يوم البريد 1970".

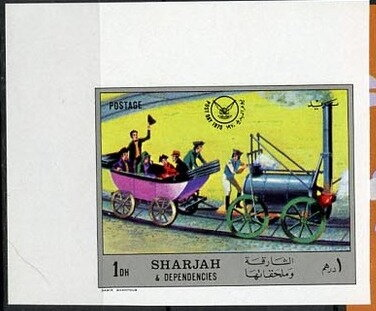
درهم واحد
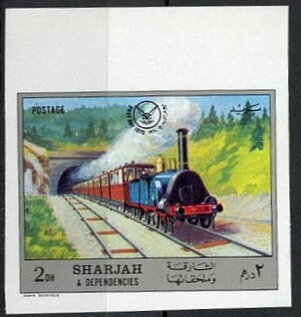
درهمان
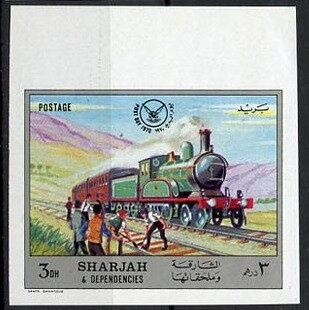
3 دراهم
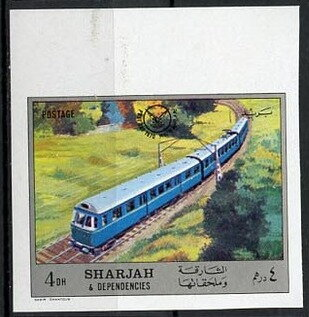
4 دراهم
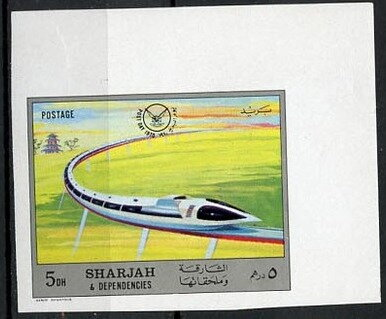
5 دراهم

وكذلك توفرت من كل الطابع نسخة غير مخرمة:

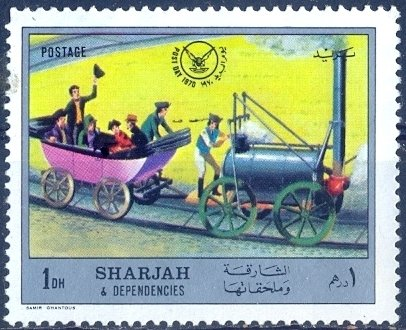
درهم واحد
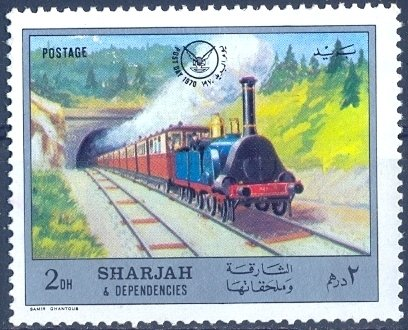
درهمان
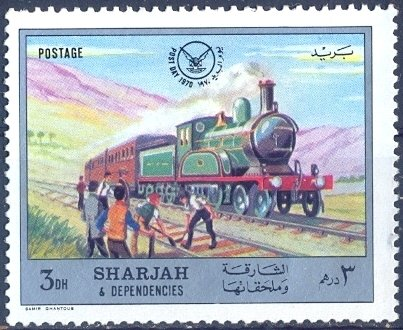
3 دراهم
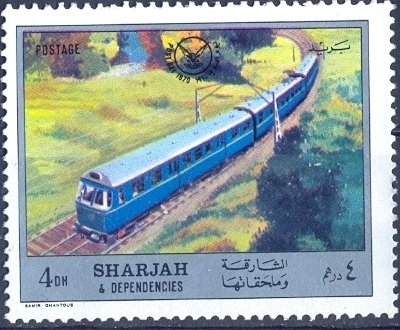
4 دراهم
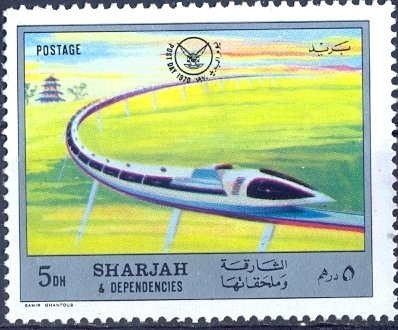
5 دراهم

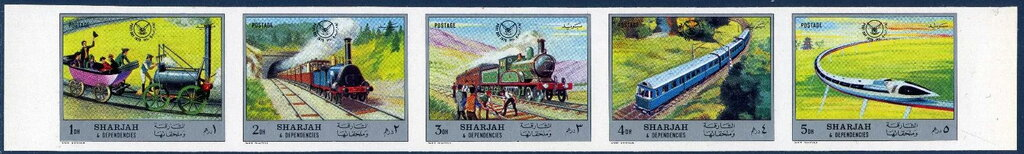
الطوابع الخمسة غير المخرمة على هيئة طوابع متجاورة.

كذلك أصدرت طوابع بنفس التصميم والصور مع اختلاف في لون جزء من الإطار واختلاف القيمة، وكانت مخصصة للبريد الجوي:

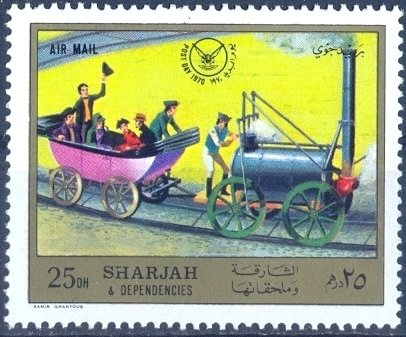
25 درهما
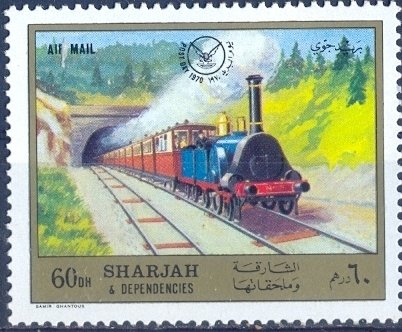
50 درهما
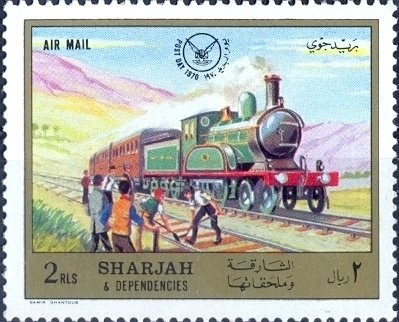
60 درهما
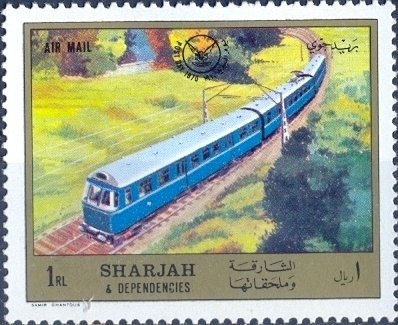
ريال واحد
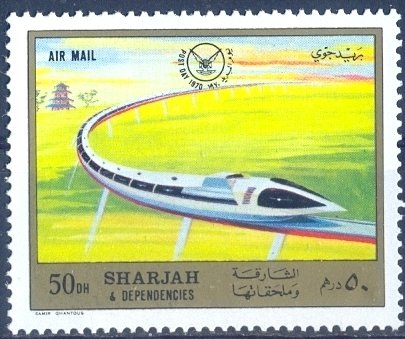
ريالان

وكذلك توفرت منها نسخ غير مخرمة:

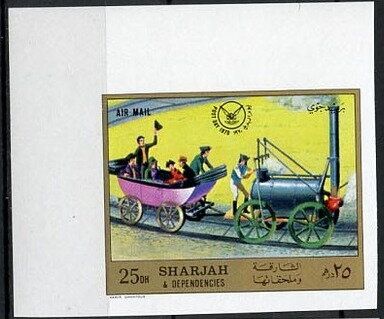
25 درهما
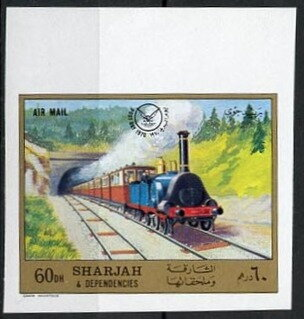
50 درهما
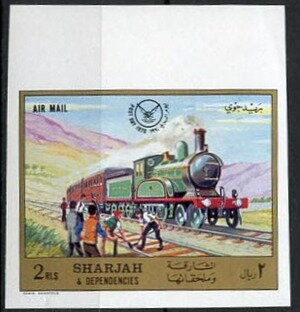
60 درهما
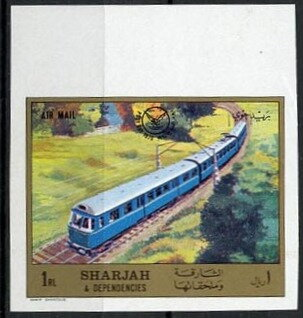
ريال واحد
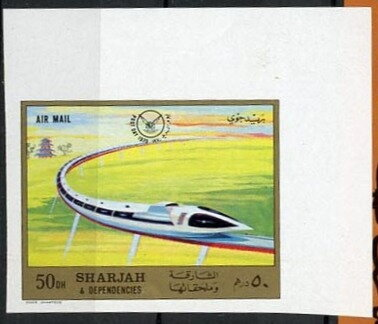
ريالان

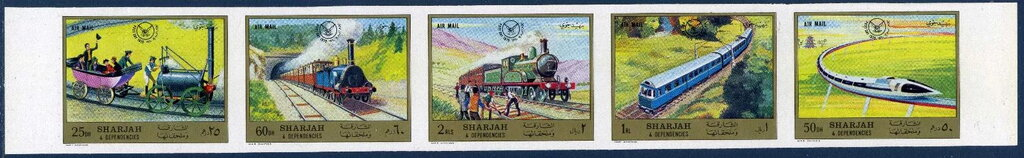
الطوابع الخمسة غير المخرمة على هيئة طوابع متجاورة.

كما أصدرت بطاقة تضم طابعا قيمته ريالان، وتوفر من البطاقة نسخة مخرمة وأخرى غير مخرمة:

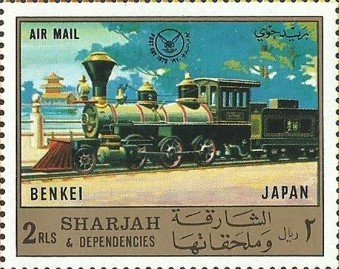
الطابع المخرم
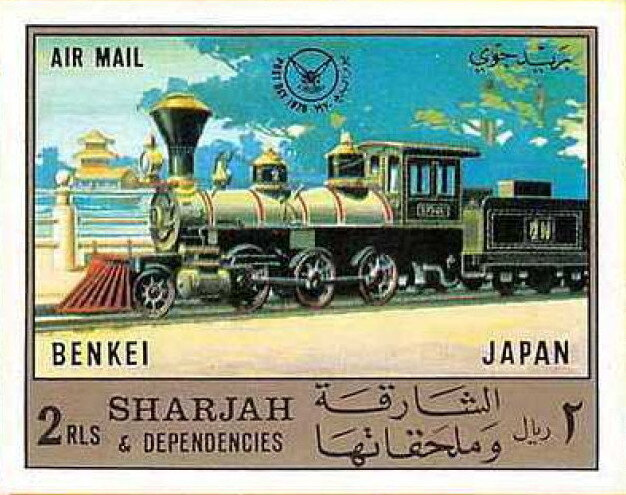
الطابع غير المخرم

## إصدارات جمال عبد الناصر (المجموعة الأولى)

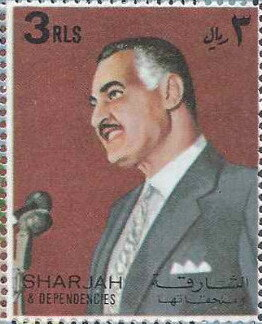
طابع قيمته 3 ريالات.

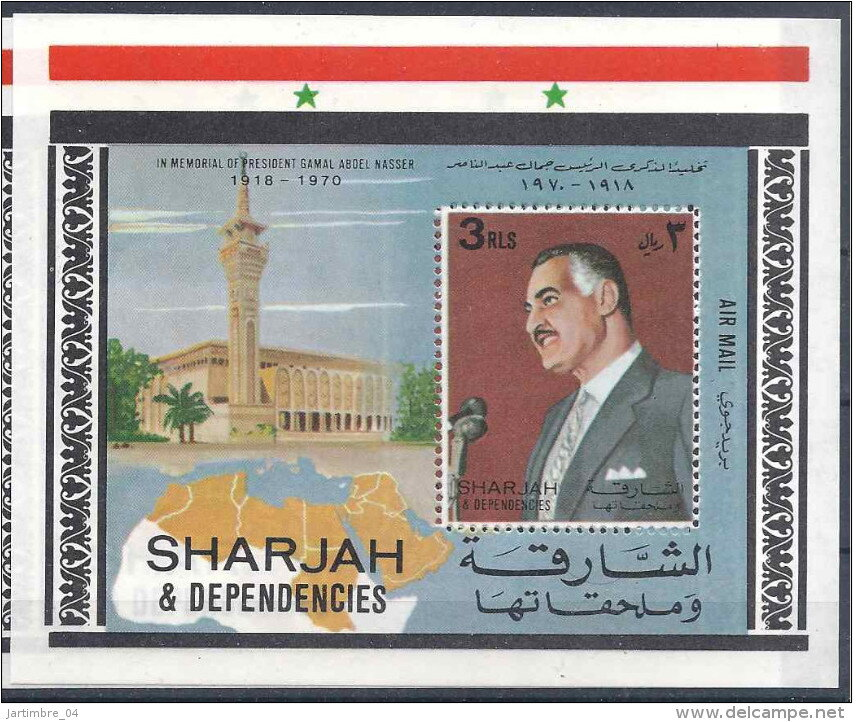
البطاقة التذكارية التي تضم الطابع الذي قيمته 3 ريالات.

كذلك أصدرت في عام 1971 طوابع تخلد رئيس مصر الراحل جمال عبد الناصر، وتظهر على الطوابع صورته خلال مراحل مختلفة من حياته:

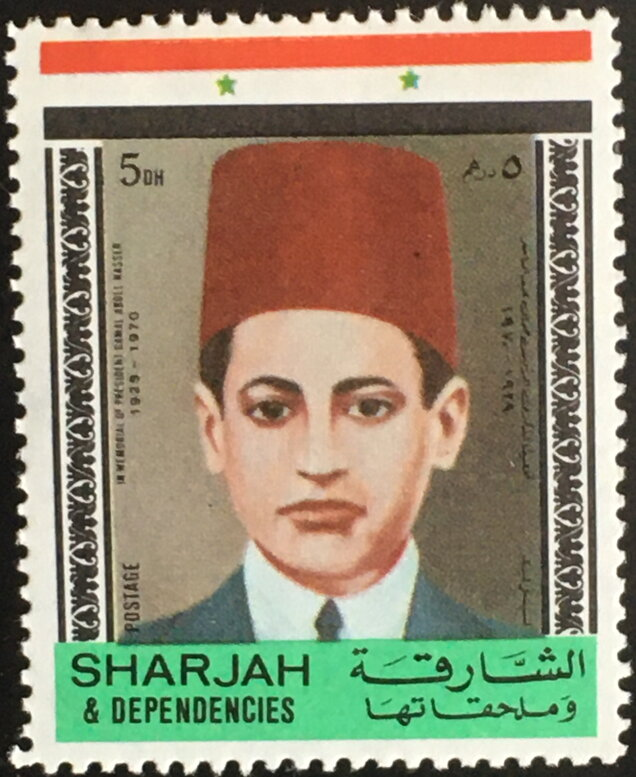
5 دراهم
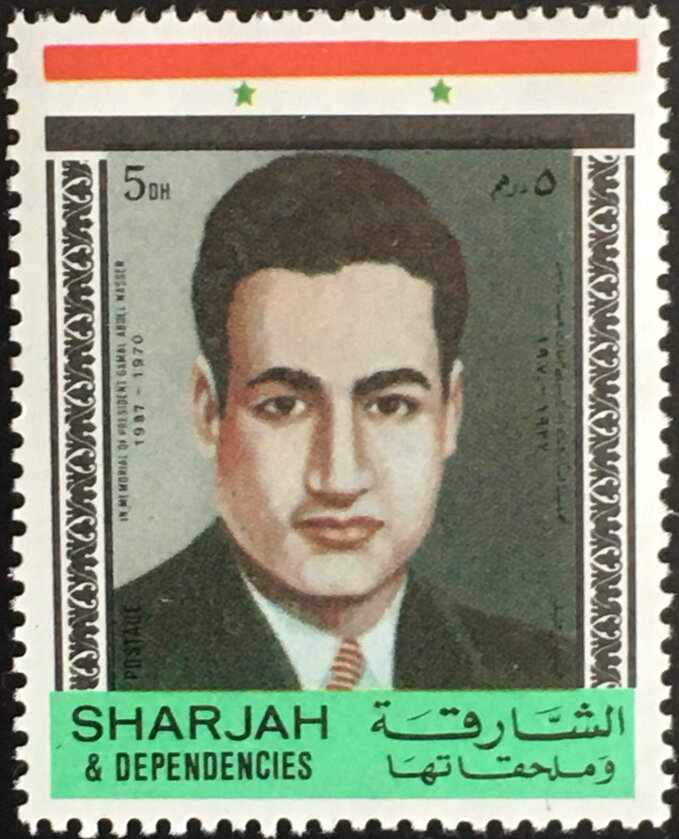
5 دراهم
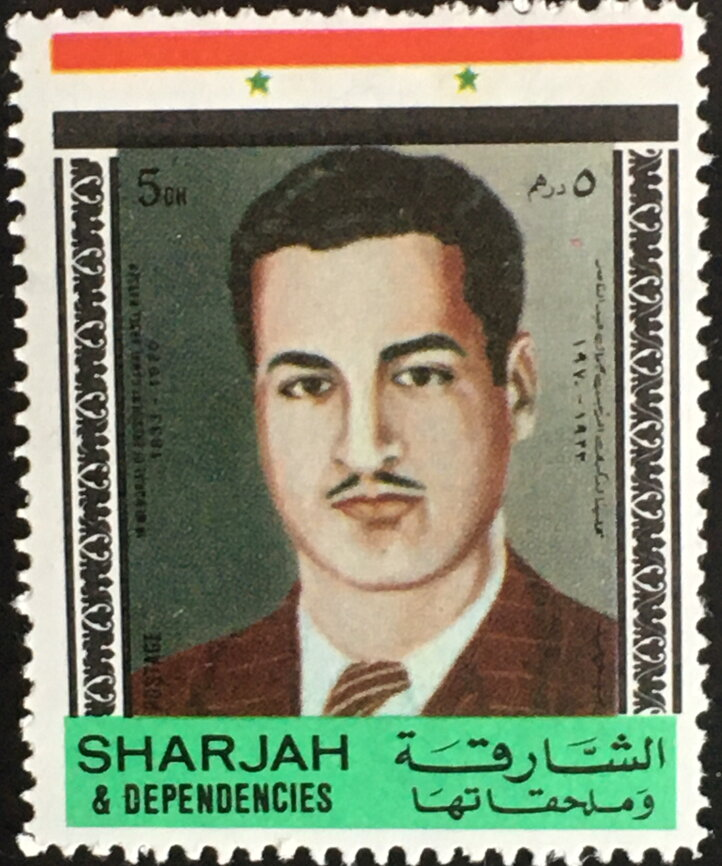
5 دراهم
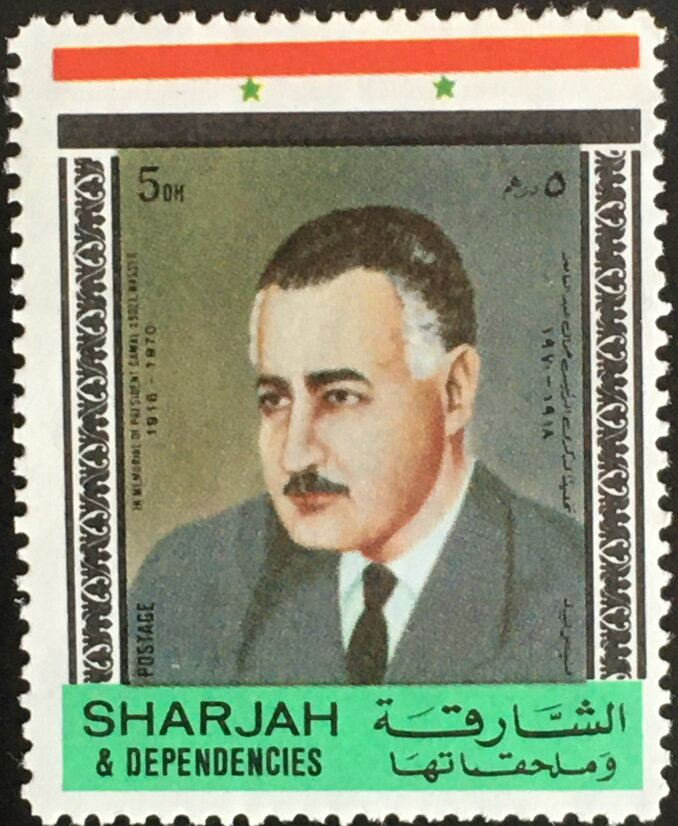
5 دراهم
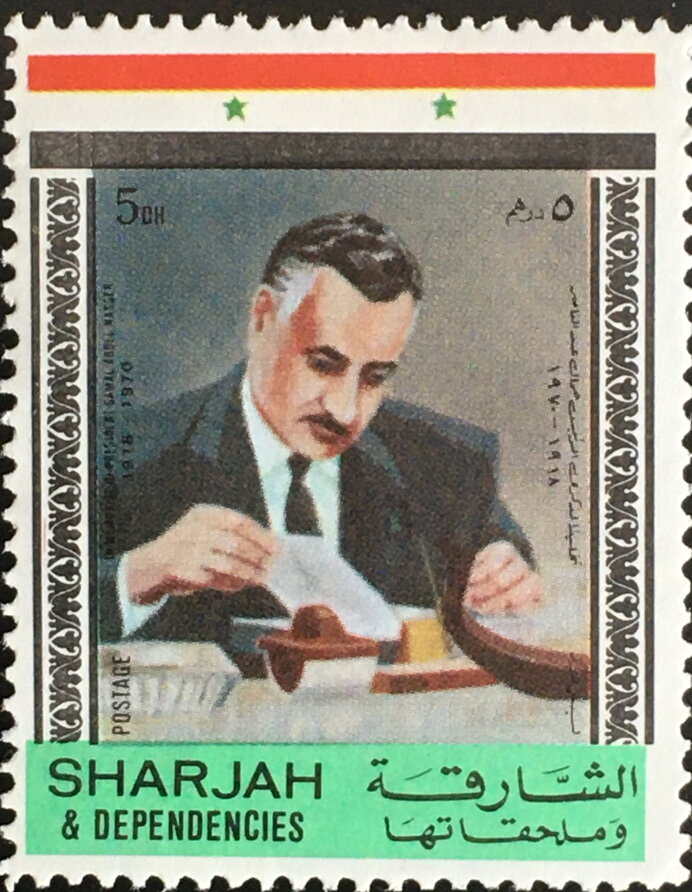
5 دراهم

وهذه صور صحائف الطوابع:

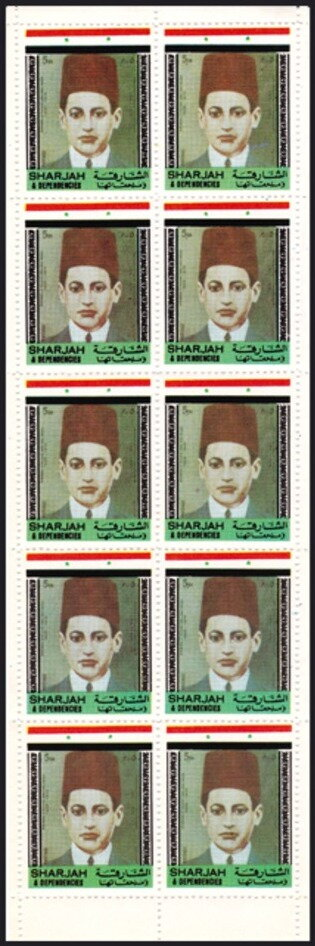
5 دراهم
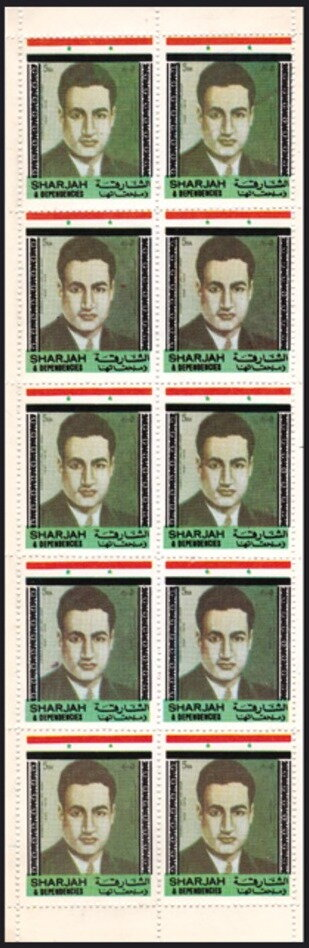
5 دراهم
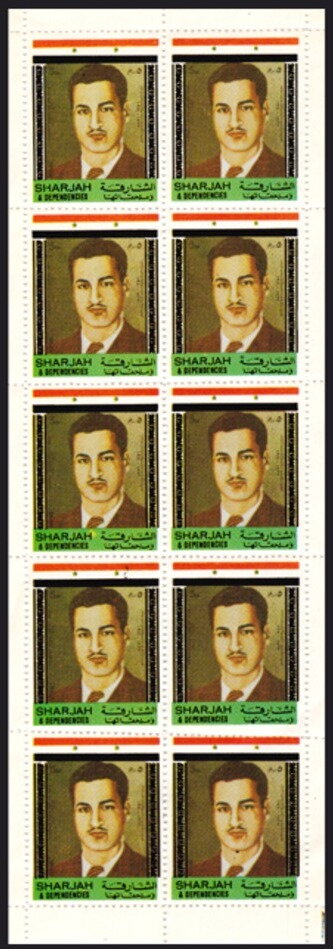
5 دراهم
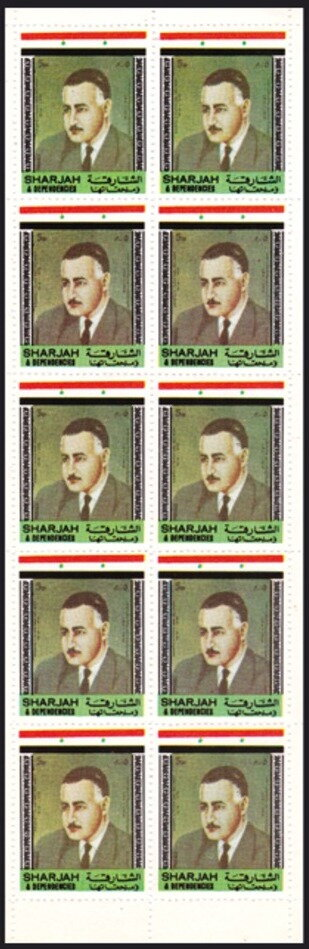
5 دراهم
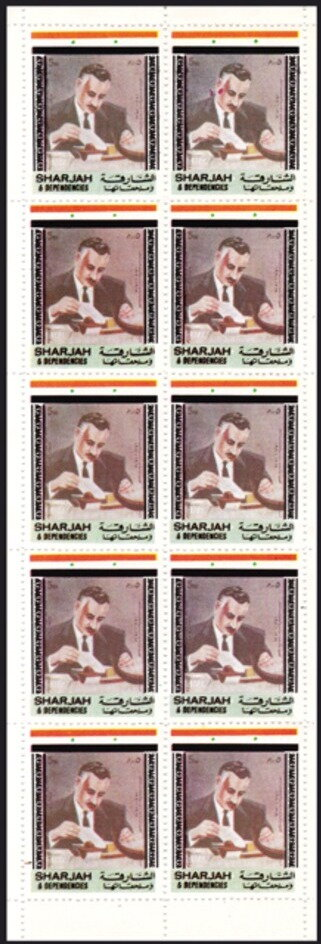
5 دراهم

وتذكر الفهارس وجود إصدار غير مخرم لهذه الطوابع. كذلك أصدرت طوابع بنفس التصميم والصور مع اختلاف في لون جزء من الإطار واختلاف القيمة، وكانت مخصصة للبريد الجوي:

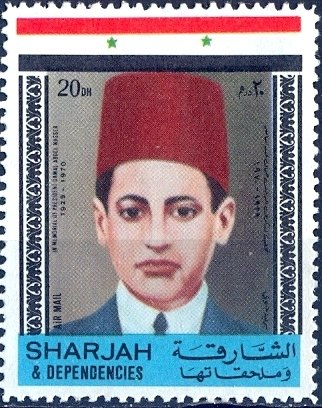
20 درهما
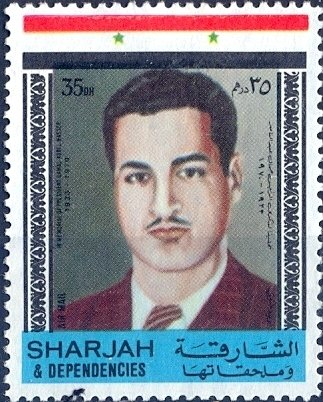
35 درهما
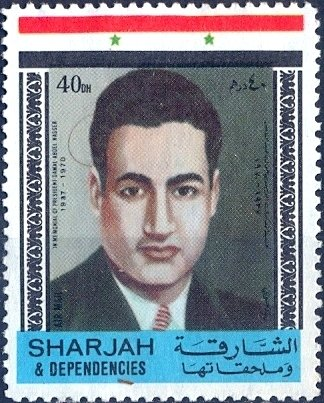
40 درهما
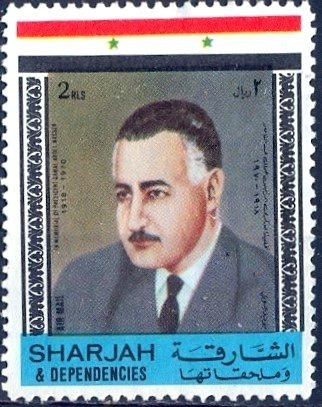
60 درهما
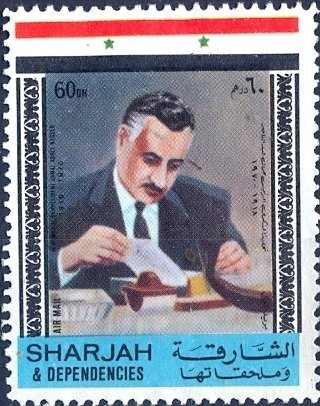
ريالان

وكذلك توفرت منها نسخة غير مخرمة:

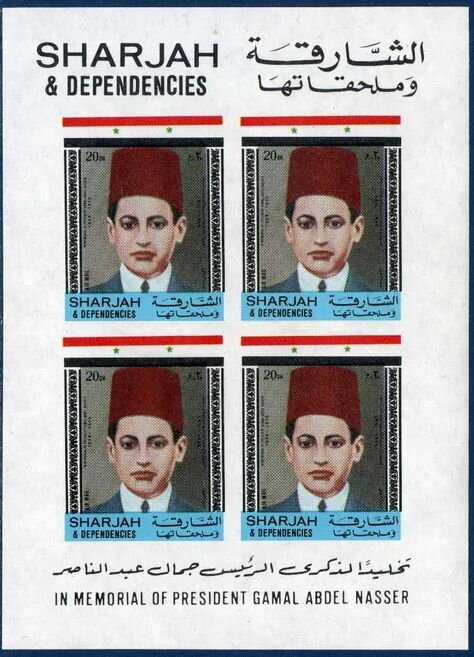
20 درهما
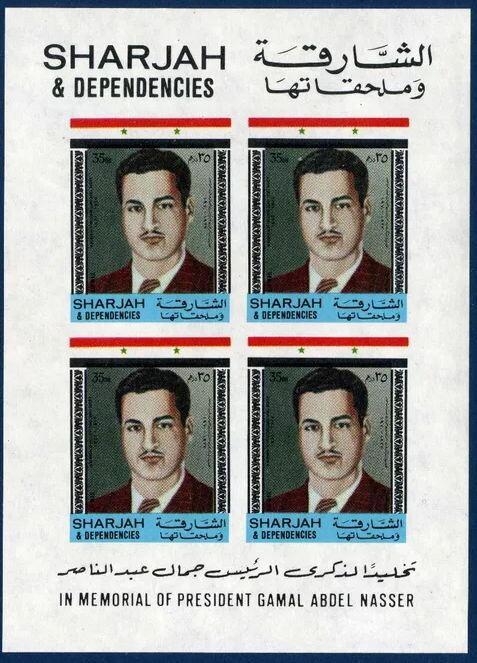
35 درهما
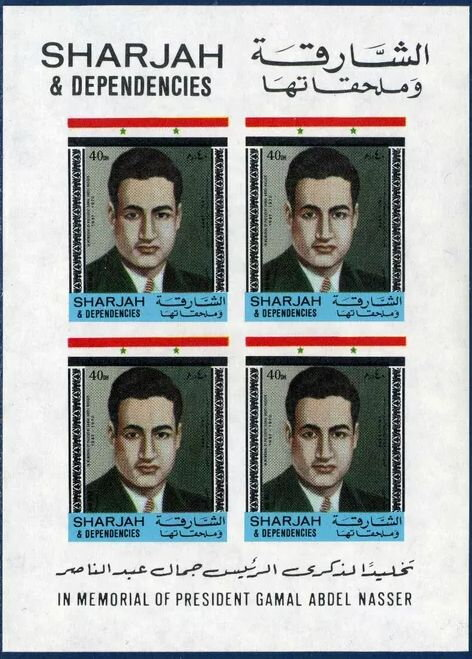
40 درهما
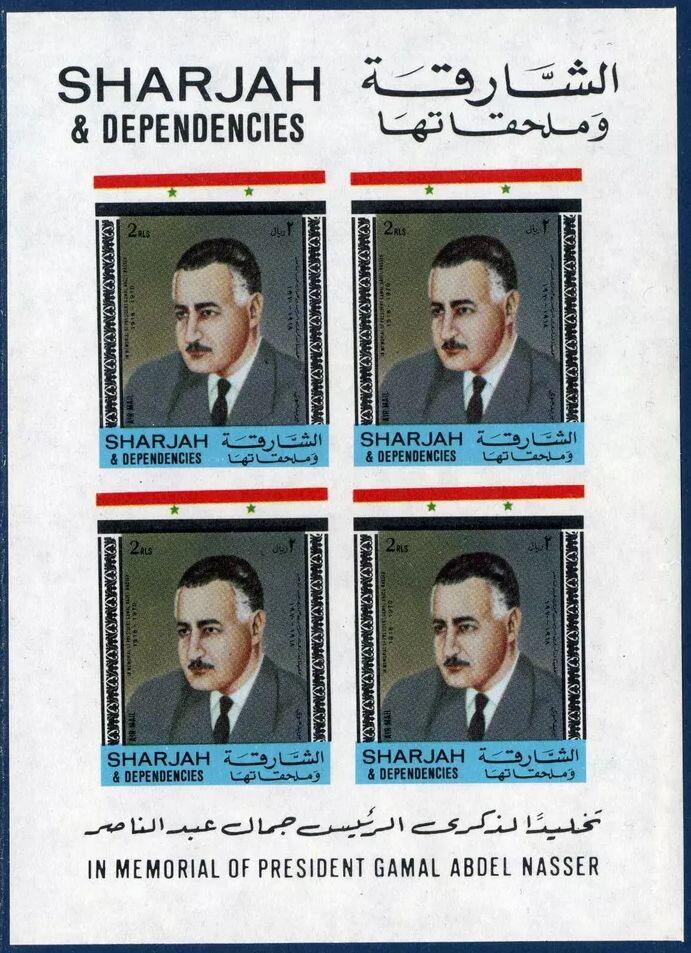
60 درهما
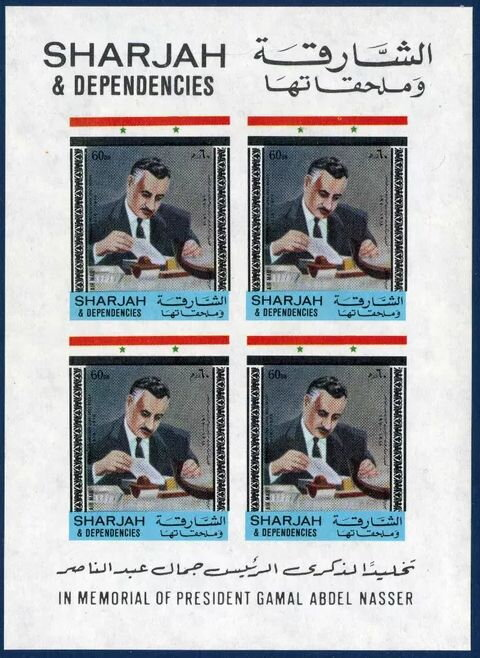
ريالان

وكذلك أصدرت أوراق طوابع صغيرة تضم 4 طوابع غير مخرمة:

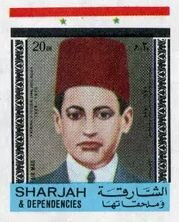
20 درهما
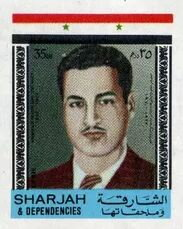
35 درهما
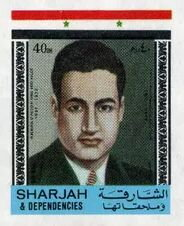
40 درهما
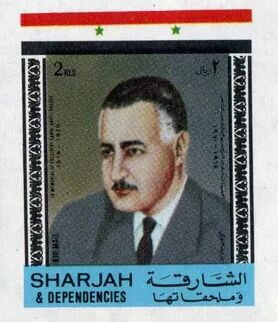
60 درهما
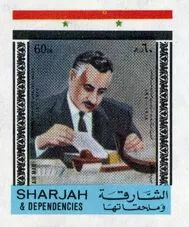
ريالان

كما أصدرت بطاقة تذكارية تضم طابعا:

## إصدارات طوابع الفضاء الموشحة

### إصدارات أبولو 13
وشحت إصدارات سابقة من طوابع الفضاء احتفاء ببعثات فضائية، ومنها الطوابع التي أصدرت بتاريخ 4 مارس 1971 وقد وشحت بمناسبة عودة بعثة أبولو 13 إلى الأرض، ووشحت بعبارة ""سلامة العودة" ومثيلتها باللغة الإنجليزية، والطوابع مخصصة للبريد الجوي:

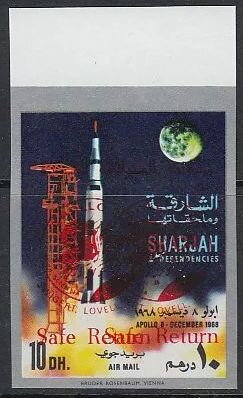
10 دراهم
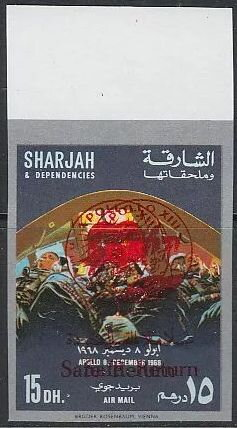
15 درهما
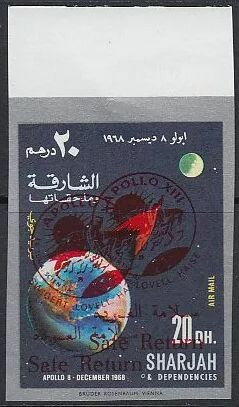
20 درهما
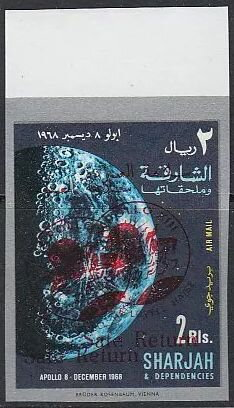
ريالان
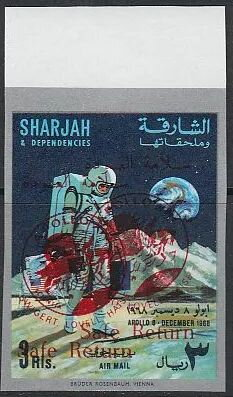
3 ريالات
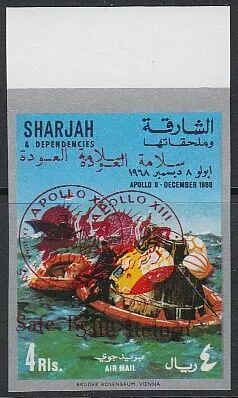
4 ريالات

بالإضافة إلى طوابع أخرى لم تتوفر صورها.

### إصدارات أبولو 14

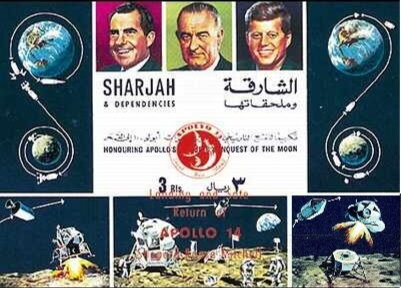
بطاقة موشحة بقيمة 3 ريالات

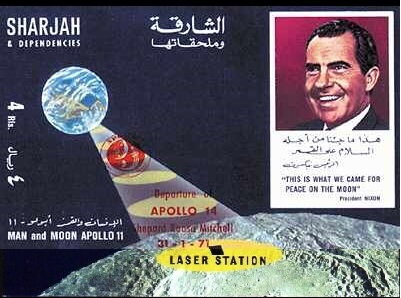
بطاقة موشحة بقيمة 4 ريالات

كذلك وشحت إصدارات سابقة من طوابع الفضاء احتفاء ببعثات فضائية، ومنها الطوابع التي أصدرت بتاريخ 5 مارس 1971 وقد وشحت بمناسبة مغادرة بعثة أبولو 14 من الأرض، بالتوشيح التالي:

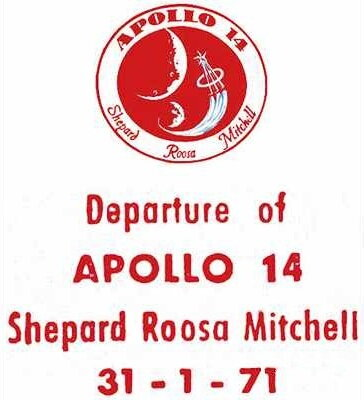
التوشيح الظاهر على الطوابع.

ومن الطوابع الصادرة كانت كما يلي:

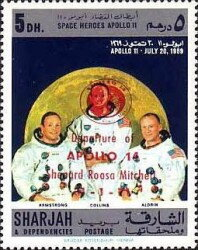
5 دراهم
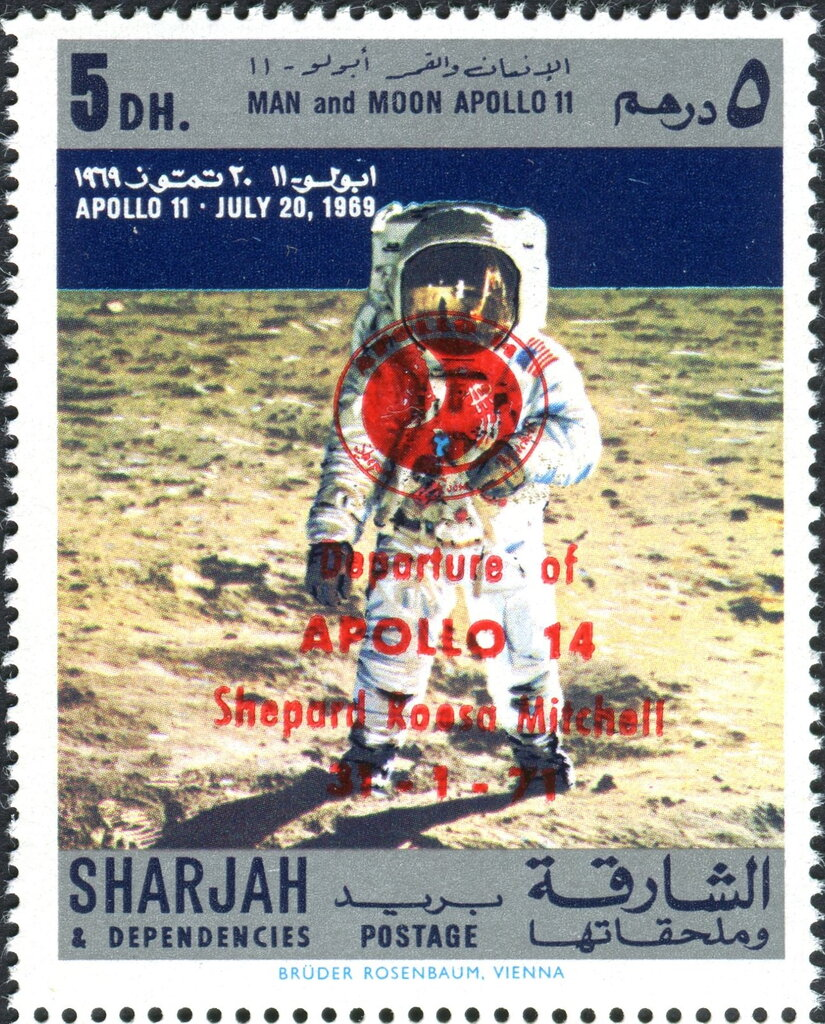
5 دراهم
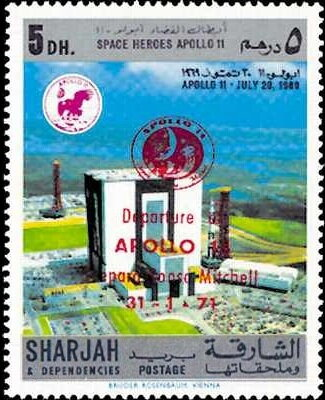
5 دراهم
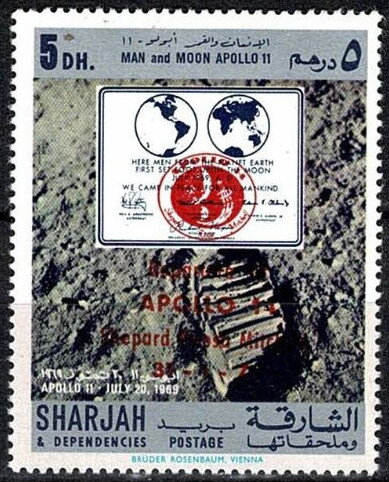
5 دراهم
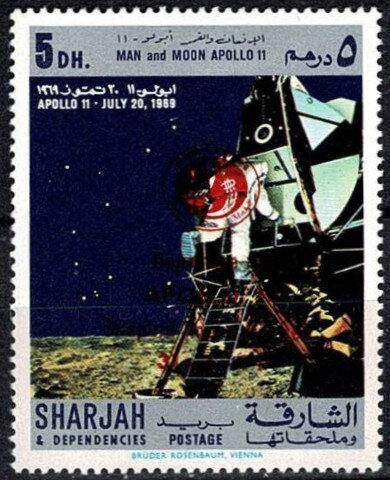
5 دراهم
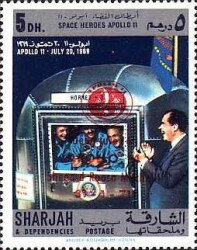
5 دراهم
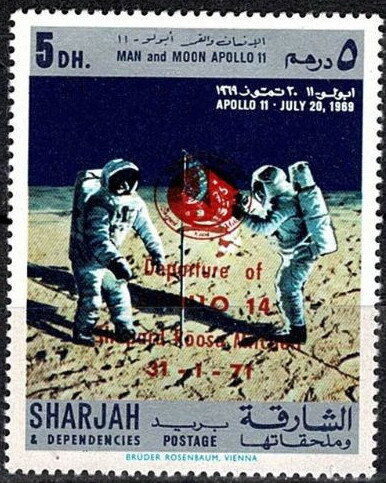
5 دراهم
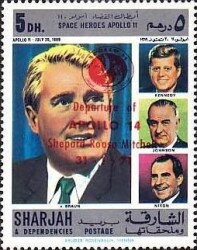
5 دراهم

وكذلك توفرت طوابع مخصصة للبريد الجوي:

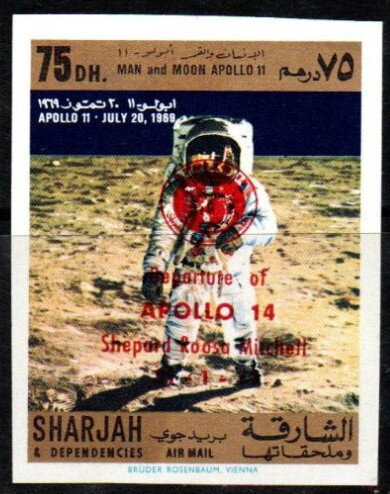
75 درهما
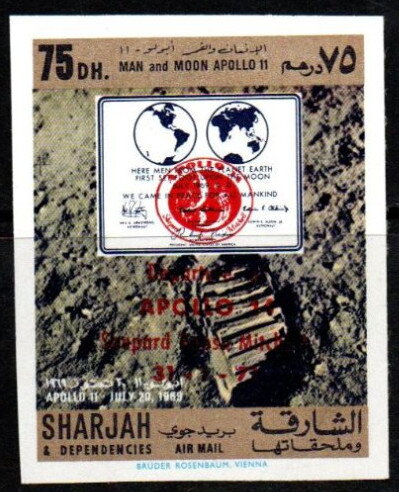
75 درهما
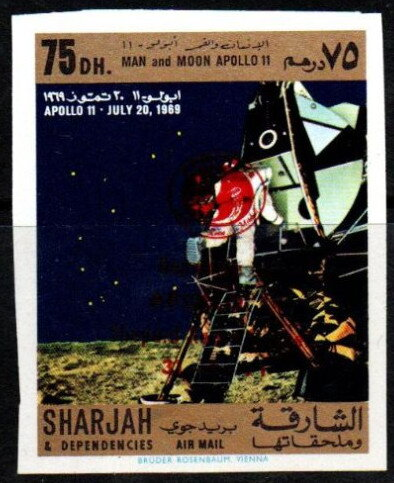
75 درهما
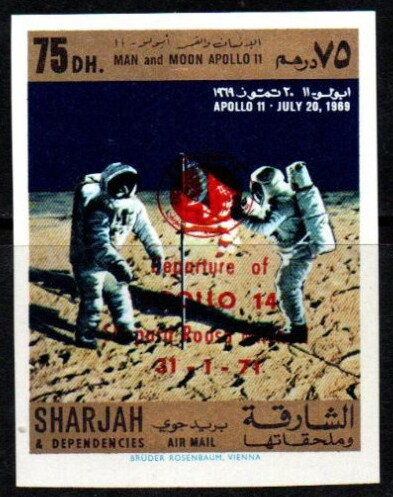
75 درهما
- ريال واحد
- ريال واحد
- ريال واحد
- ريال واحد

وكذلك توفرت نسخة طوابع غير مخرمة من طوابع البريد الجوي:

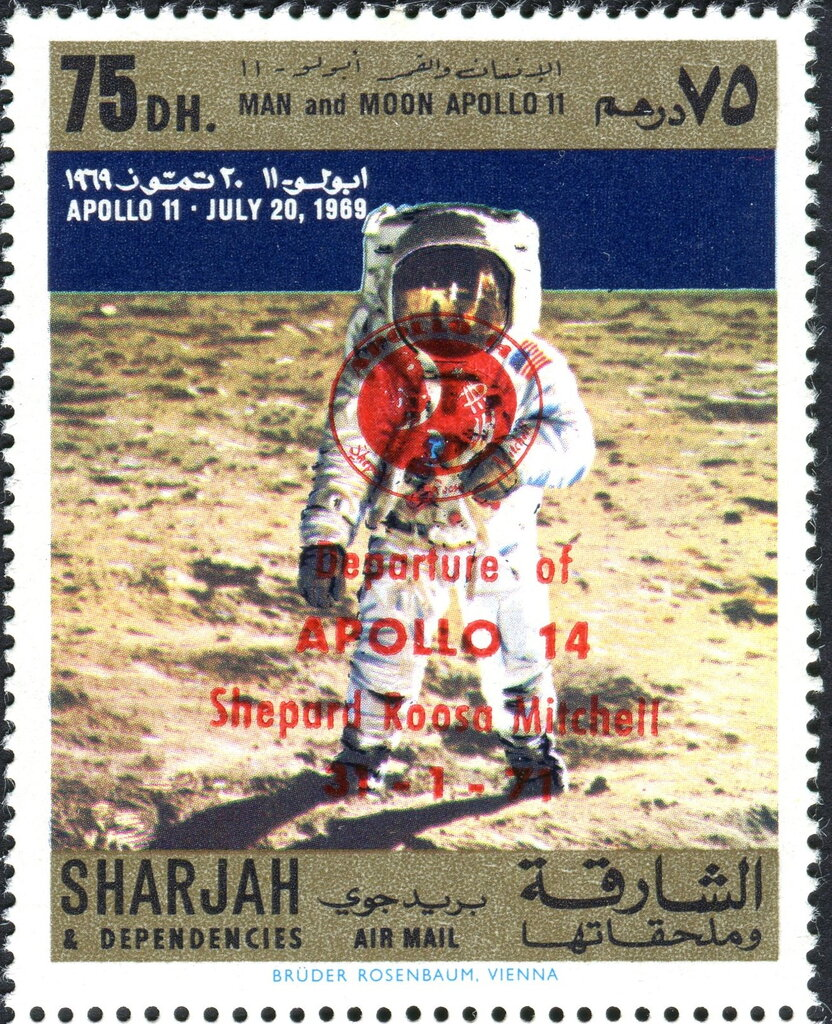
75 درهما
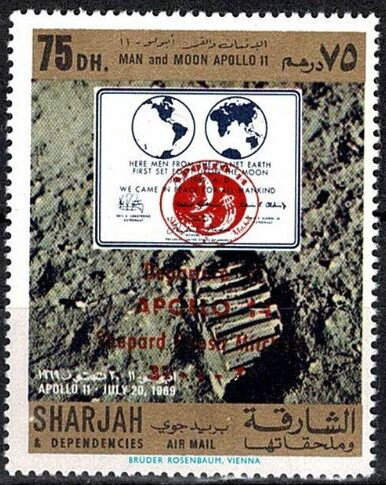
75 درهما
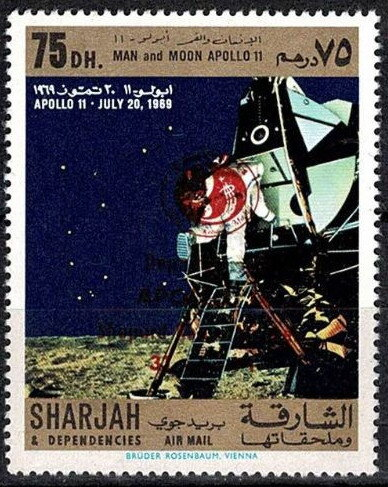
75 درهما
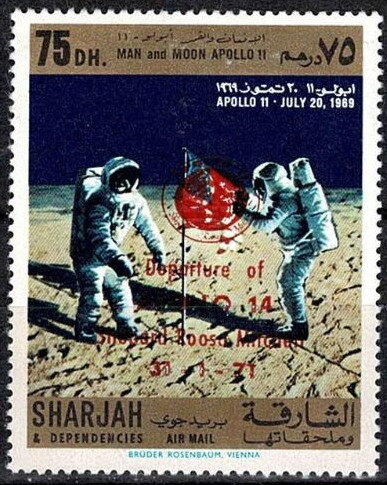
75 درهما
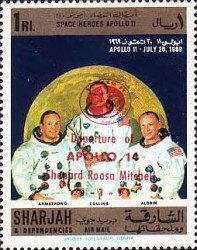
ريال واحد
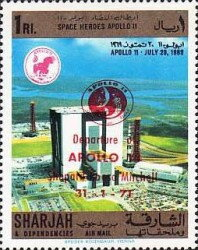
ريال واحد
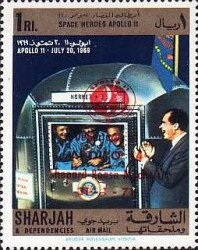
ريال واحد
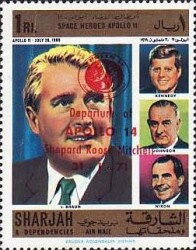
ريال واحد

كما أصدرت بطاقتان موشحتان:

## إصدارات معرض الطوابع العالمي في اليابان

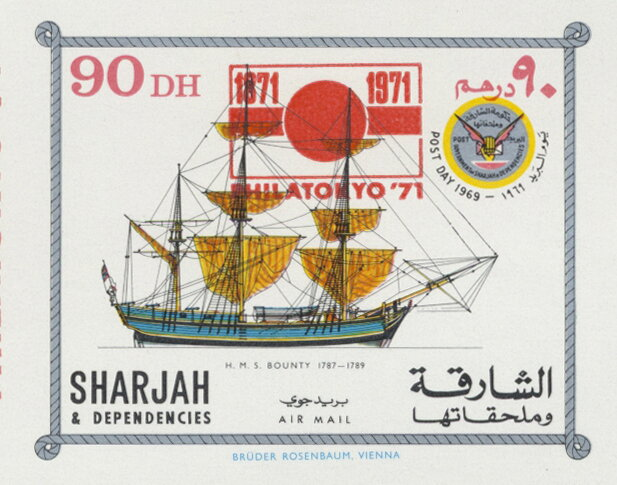
90 درهما
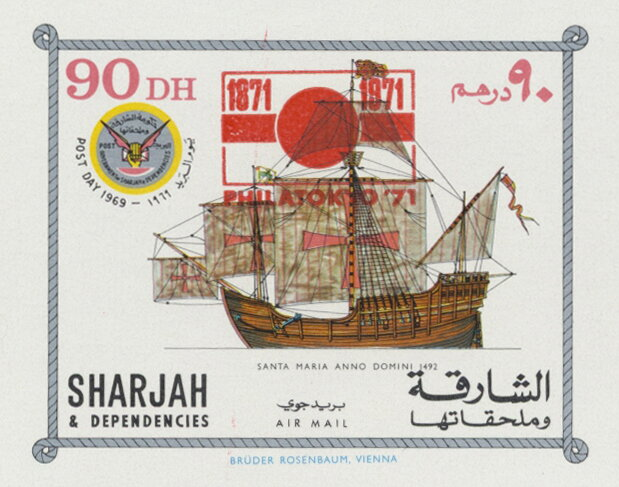
90 درهما

في أبريل 1971، وشحت طوابع إصدار السفن لعام 1969 بتوشيح لمناسبة معرض الطوابع العالمي في اليابان. ومن الطوابع الموشحة والمتوفرة صورها:

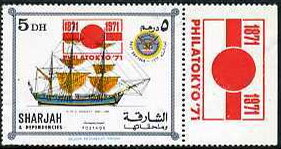
5 دراهم
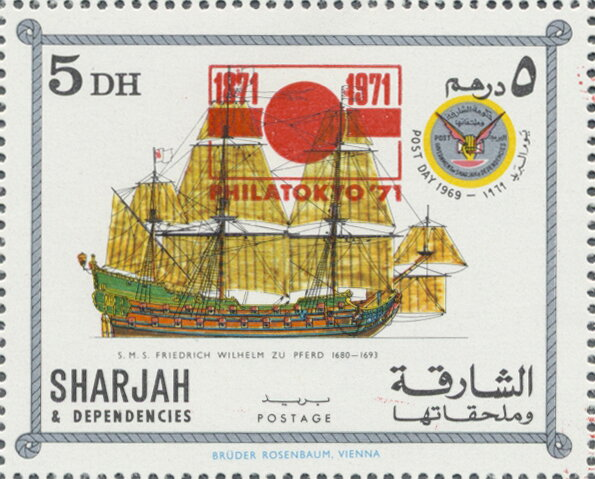
5 دراهم
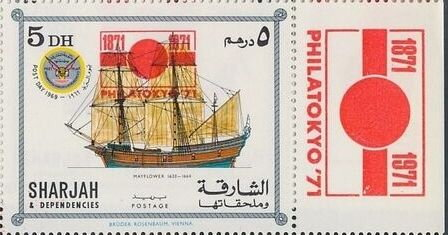
5 دراهم
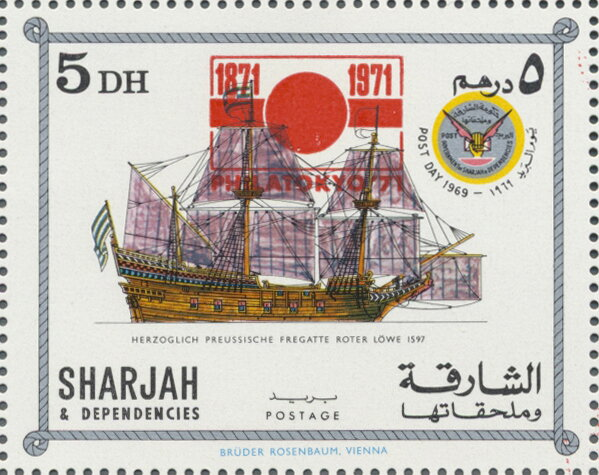
5 دراهم
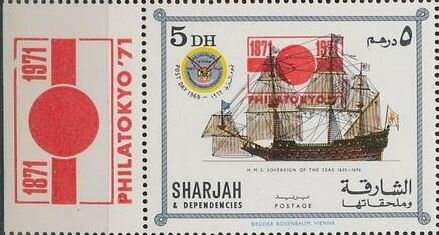
5 دراهم

وكذلك طوابع البريد الجوي:
- 90 درهما
- 90 درهما

وهذه صور بعض صحائف الطوابع:

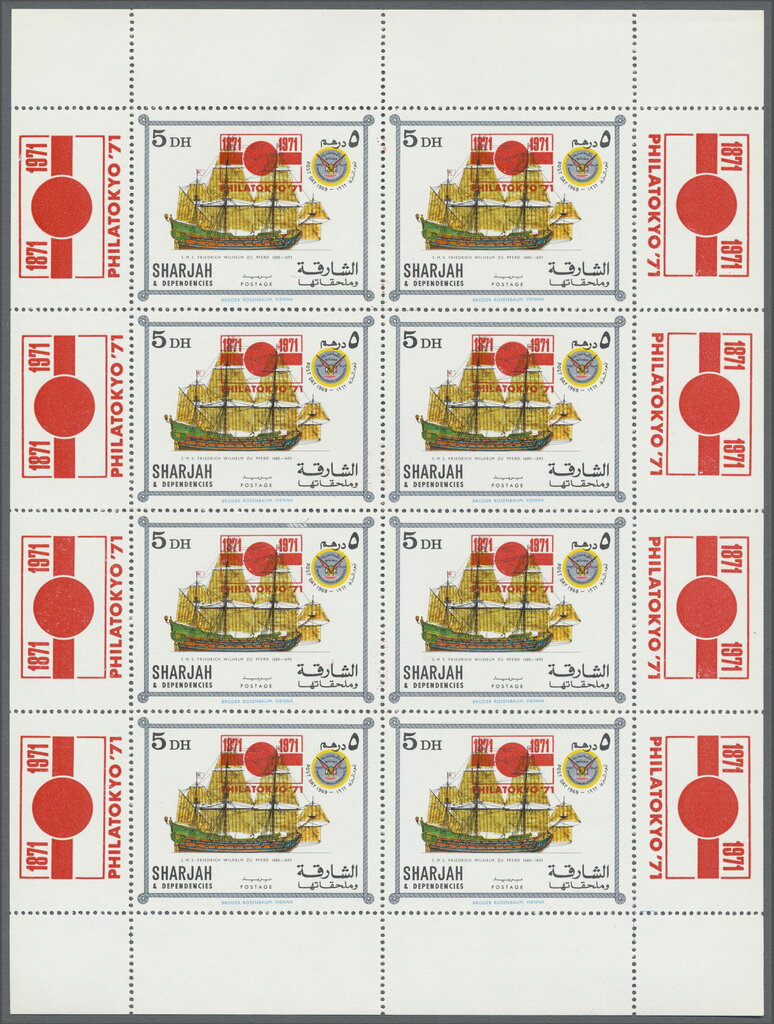
5 دراهم
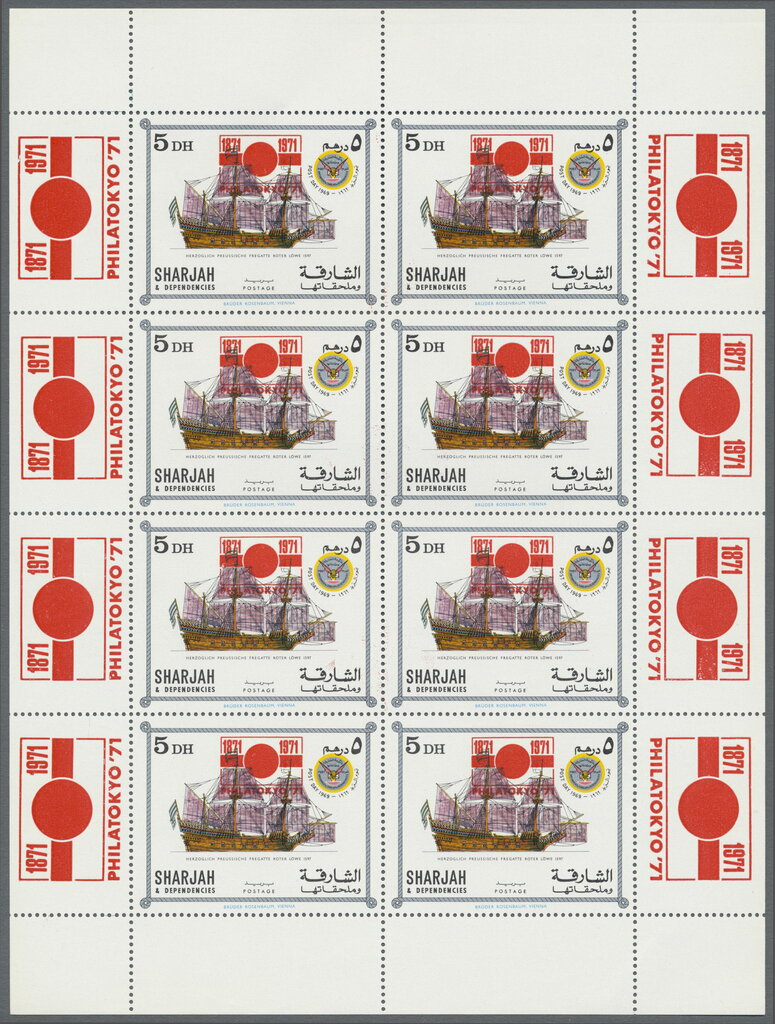
5 دراهم
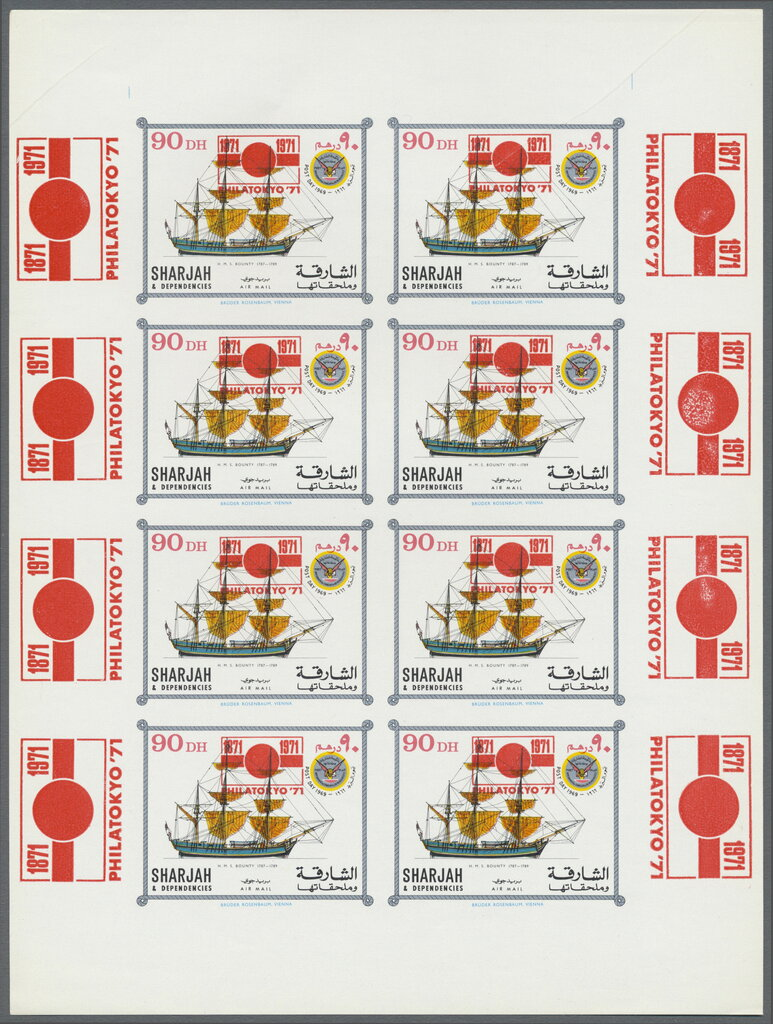
90 درهما
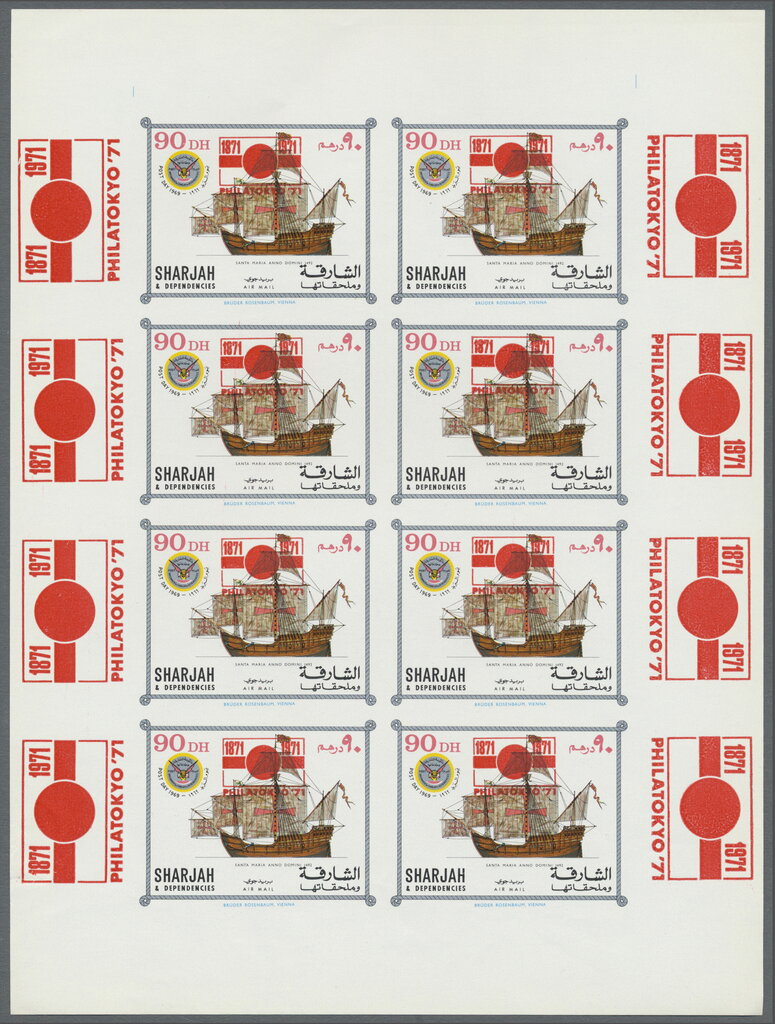
90 درهما

وكذلك وشحت البطاقة التذكارية المصاحبة للإصدار:

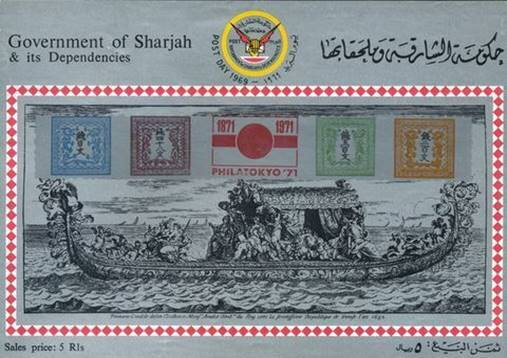
بطاقة تذكارية بقيمة 5 ريالات.

## إصدارات الألعاب الأولمبية الشتوية في اليابان

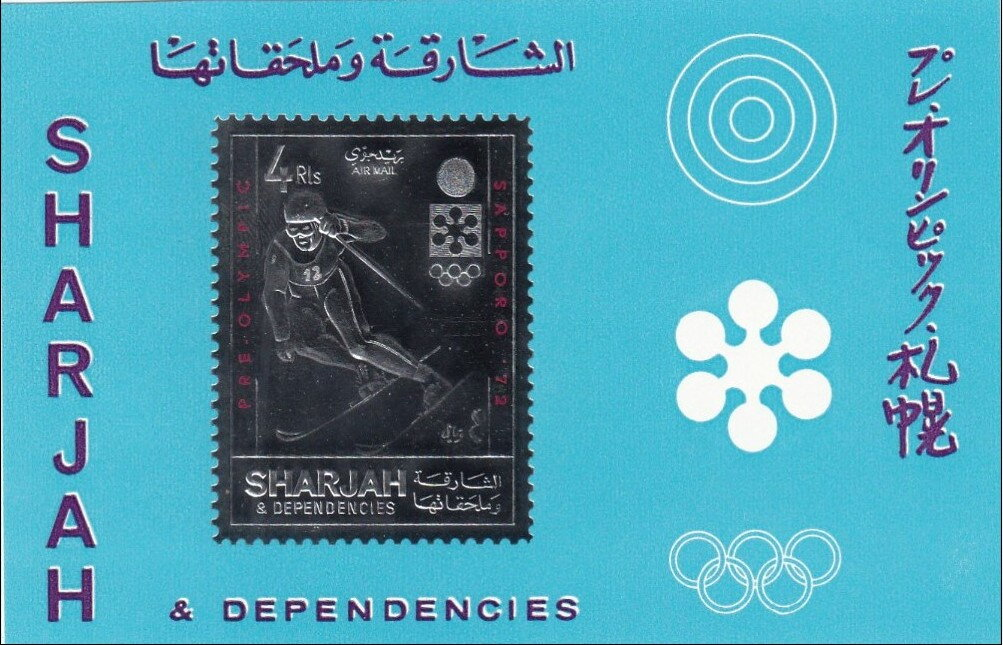
بطاقة بطابع فضي قيمته 4 ريالات.

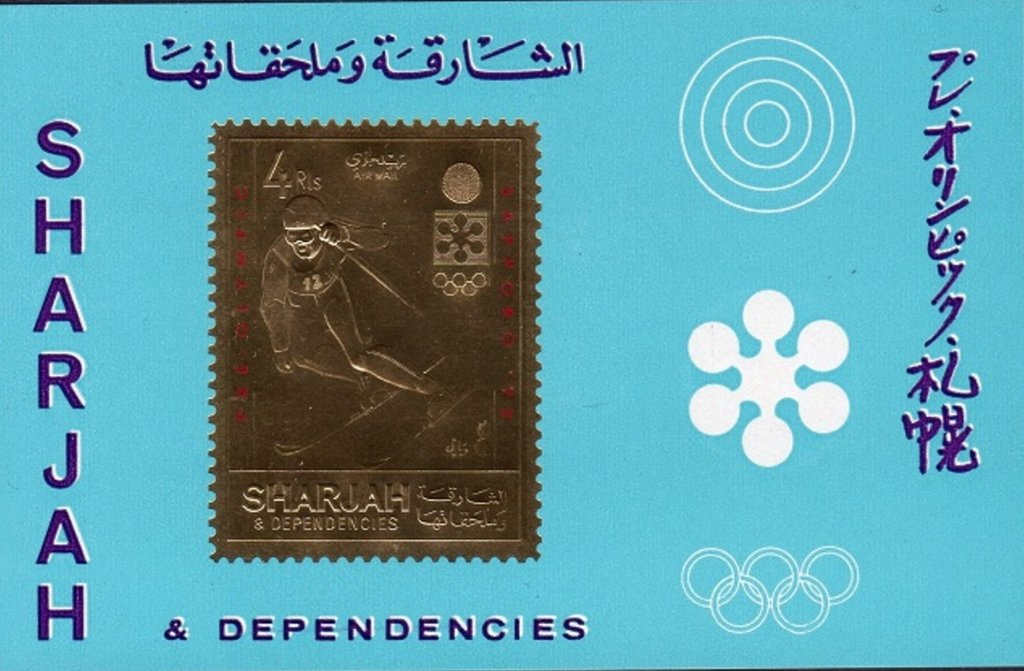
بطاقة بطابع ذهبي قيمته 4 ريالات.

في 28 يونيو 1971، أصدرت الطوابع التالية التي تحتفي بالتحضير للألعاب الأولمبية الشتوية في سابورو في اليابان عام 1972، وتظهر على كل طابع صورة شعارين لمدن استضافت دورات سابقة من الألعاب الأولمبية الشتوية مع رقم السنة التي حدثت في دورة الألعاب الأولمبية الشتوية، مع صورة رمزية مختلفة على كل طابع، وقد صمم هذه الطوابع اللبناني سمير غنطوس:
- درهمان
يظهر على الطابع في الوسط صورة مرأة بزي ياباني تقليدي، وعلى اليمين صورة شعار بلدة سان موريتز في سويسرا (1928)، وإلى اليسار صورة شعار بلدة شاموني في فرنسا (1924).
- 3 دراهم
يظهر على الطابع في الوسط صورة جبل فوجي، وعلى اليمين صورة شعار قرية غارميش في ألمانيا (1936)، وإلى اليسار صورة شعار قرية ليك بلاسيد في الولايات المتحدة (1932).
- 4 دراهم
يظهر على الطابع في الوسط صورة لاعب تزلج، وعلى اليمين صورة شعار مدينة أوسلو في النرويج (1952)، وإلى اليسار صورة شعار بلدة سان موريتز في سويسرا (1948).
- 5 دراهم
يظهر على الطابع في الوسط صورة شعار دورة سابورو الأولمبية الشتوية، وعلى اليمين صورة شعار مدينة وادي سكواو في الولايات المتحدة (1960)، وإلى اليسار صورة شعار بلدة كورتينا في إيطاليا (1956).
- 6 دراهم
يظهر على الطابع في الوسط صورة أربع وردات، وعلى اليمين صورة شعار مدينة غرونوبل في فرنسا (1968)، وإلى اليسار صورة شعار بلدة إنسبروك في النمسا (1964).

وهذه صور صحائف الطوابع، وتضم كل صحيفة 15 طابعا:

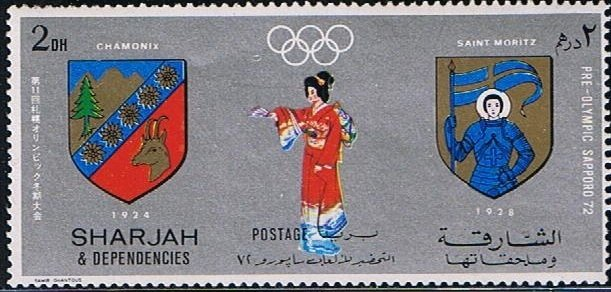
درهمان يظهر على الطابع في الوسط صورة مرأة بزي ياباني تقليدي، وعلى اليمين صورة شعار بلدة سان موريتز في سويسرا (1928)، وإلى اليسار صورة شعار بلدة شاموني في فرنسا (1924).
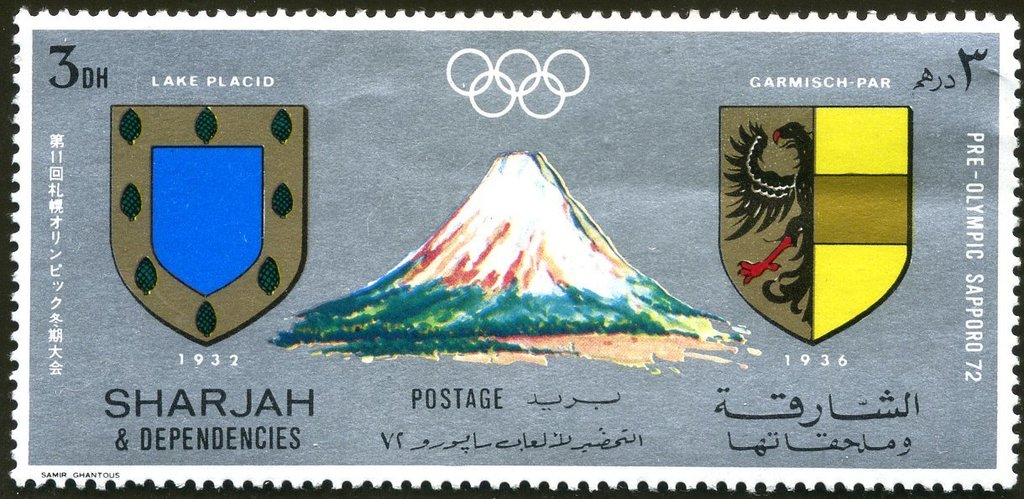
3 دراهم يظهر على الطابع في الوسط صورة جبل فوجي، وعلى اليمين صورة شعار قرية غارميش في ألمانيا (1936)، وإلى اليسار صورة شعار قرية ليك بلاسيد في الولايات المتحدة (1932).
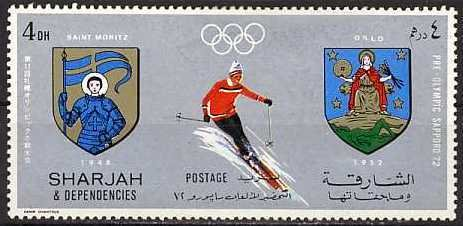
4 دراهم يظهر على الطابع في الوسط صورة لاعب تزلج، وعلى اليمين صورة شعار مدينة أوسلو في النرويج (1952)، وإلى اليسار صورة شعار بلدة سان موريتز في سويسرا (1948).
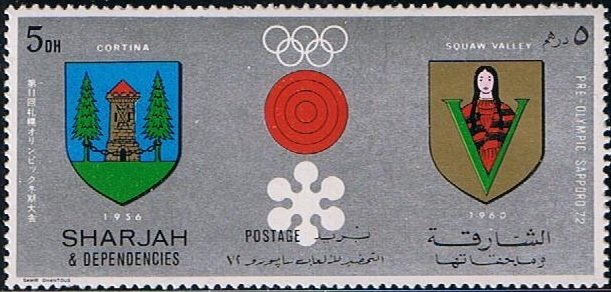
5 دراهم يظهر على الطابع في الوسط صورة شعار دورة سابورو الأولمبية الشتوية، وعلى اليمين صورة شعار مدينة وادي سكواو في الولايات المتحدة (1960)، وإلى اليسار صورة شعار بلدة كورتينا في إيطاليا (1956).
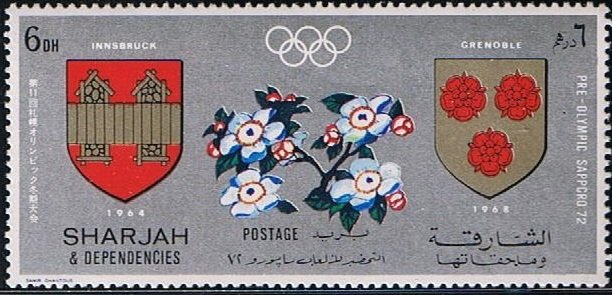
6 دراهم يظهر على الطابع في الوسط صورة أربع وردات، وعلى اليمين صورة شعار مدينة غرونوبل في فرنسا (1968)، وإلى اليسار صورة شعار بلدة إنسبروك في النمسا (1964).

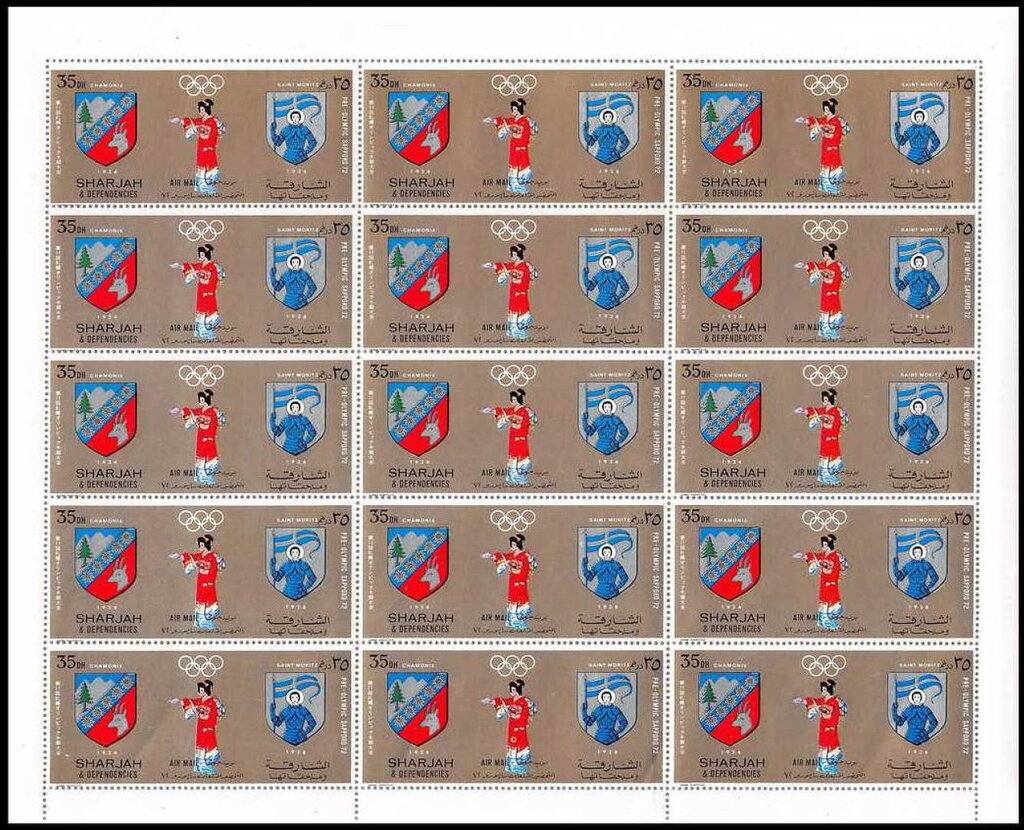
35 درهما يظهر على الطابع في الوسط صورة مرأة بزي ياباني تقليدي، وعلى اليمين صورة شعار بلدة سان موريتز في سويسرا (1928)، وإلى اليسار صورة شعار بلدة شاموني في فرنسا (1924).
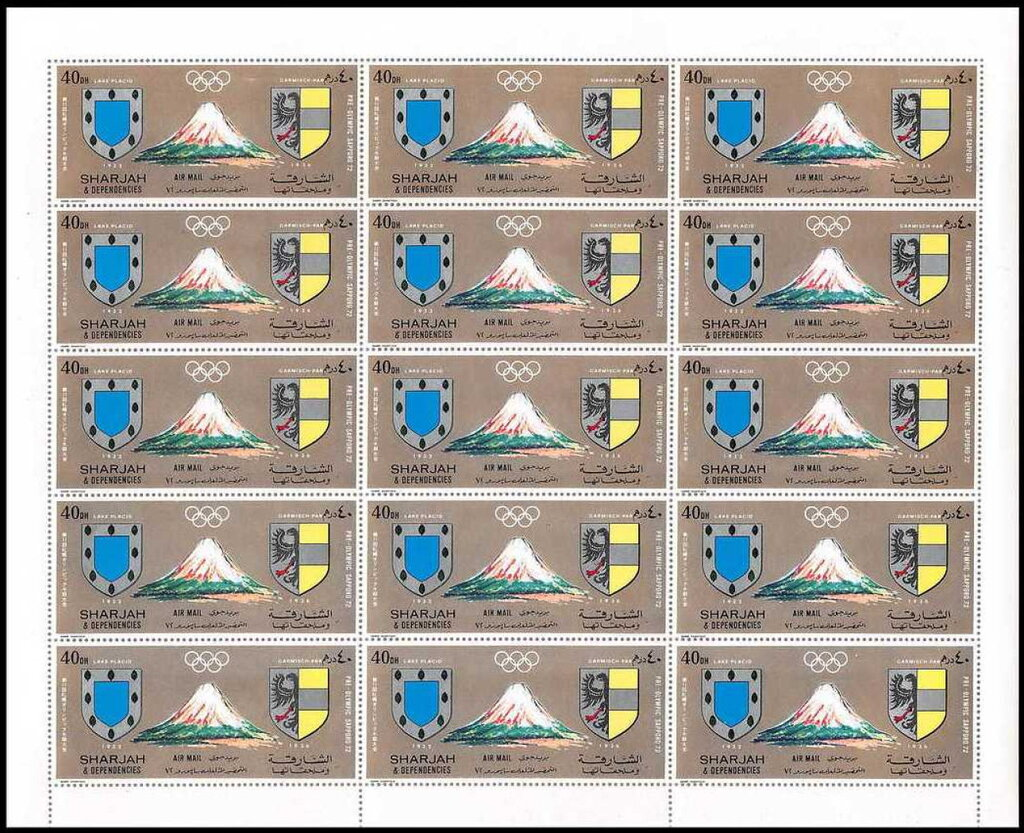
40 درهما يظهر على الطابع في الوسط صورة جبل فوجي، وعلى اليمين صورة شعار قرية غارميش في ألمانيا (1936)، وإلى اليسار صورة شعار قرية ليك بلاسيد في الولايات المتحدة (1932).
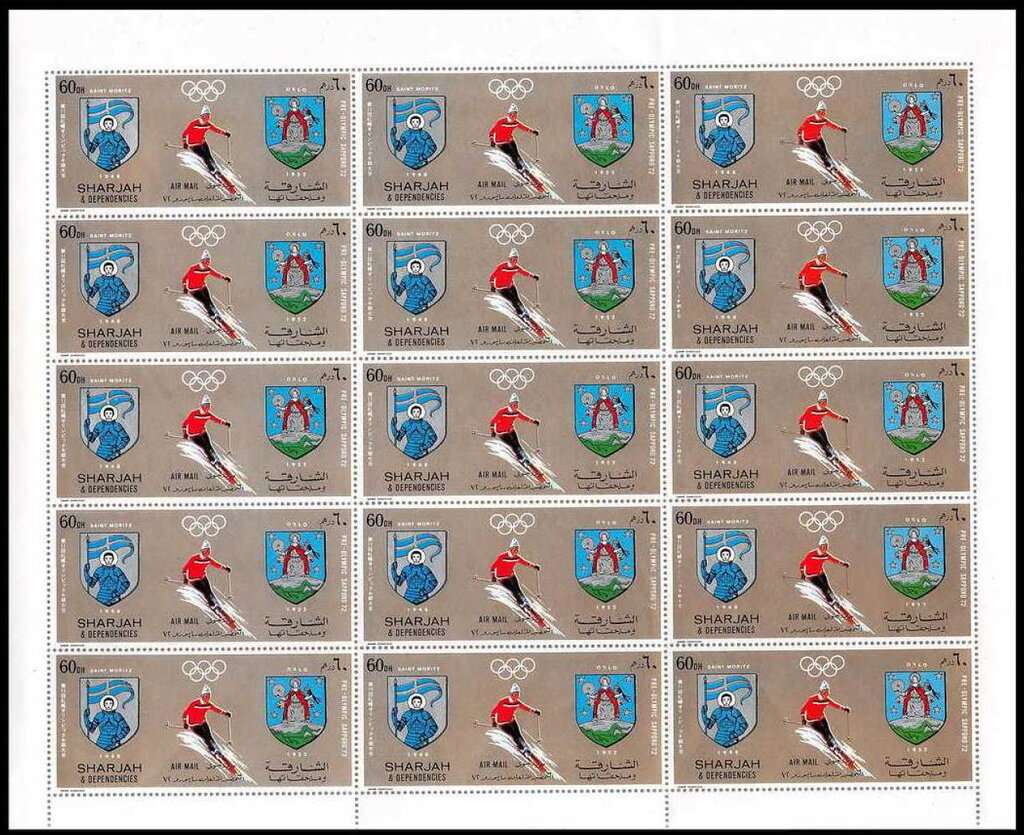
60 درهما يظهر على الطابع في الوسط صورة لاعب تزلج، وعلى اليمين صورة شعار مدينة أوسلو في النرويج (1952)، وإلى اليسار صورة شعار بلدة سان موريتز في سويسرا (1948).
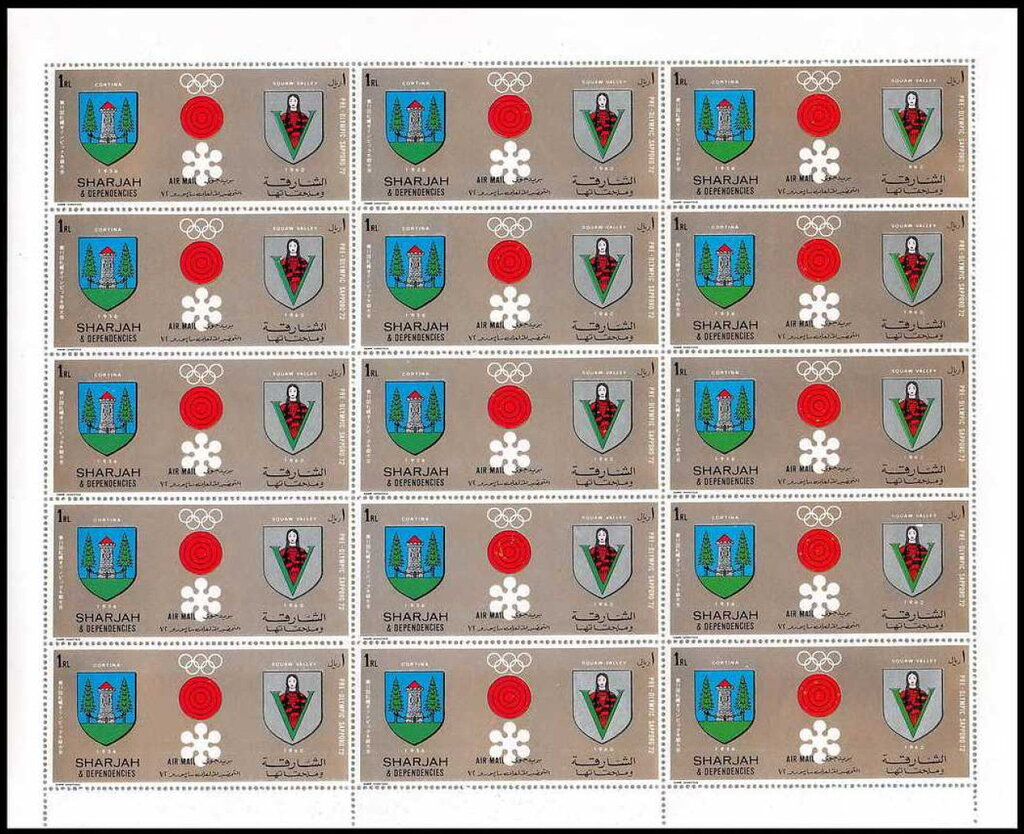
ريال يظهر على الطابع في الوسط صورة شعار دورة سابورو الأولمبية الشتوية، وعلى اليمين صورة شعار مدينة وادي سكواو في الولايات المتحدة (1960)، وإلى اليسار صورة شعار بلدة كورتينا في إيطاليا (1956).
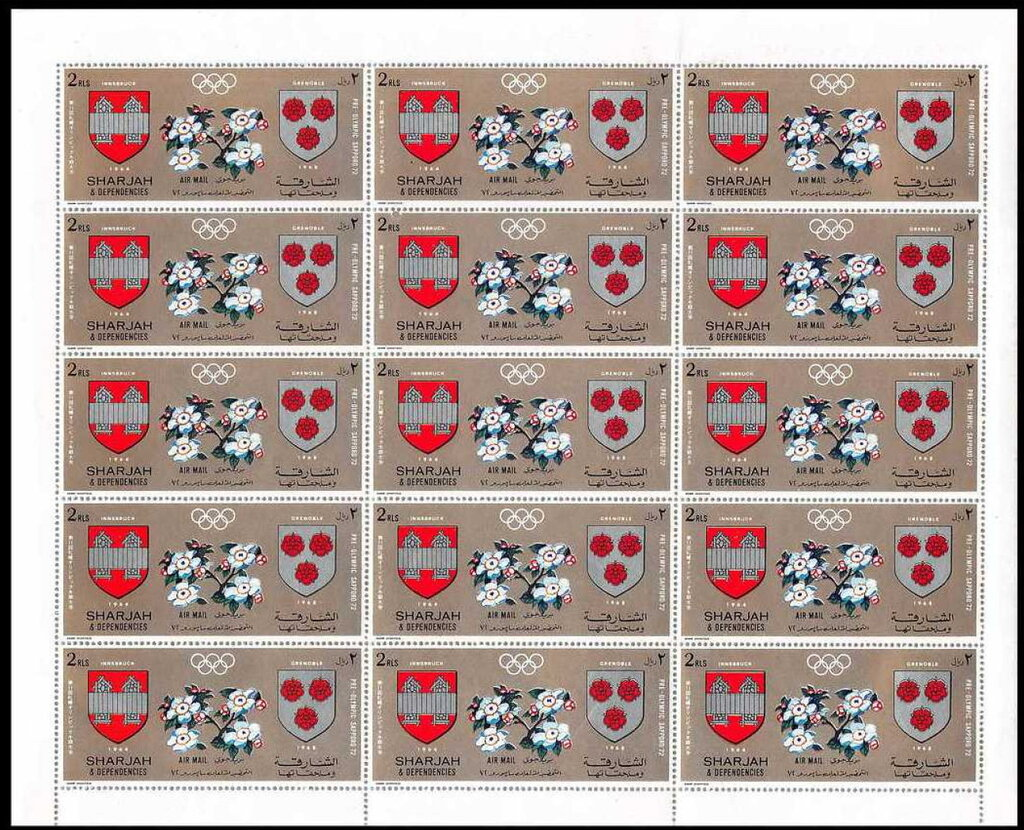
ريالان يظهر على الطابع في الوسط صورة أربع وردات، وعلى اليمين صورة شعار مدينة غرونوبل في فرنسا (1968)، وإلى اليسار صورة شعار بلدة إنسبروك في النمسا (1964).

وكذلك توفرت من هذه الطوابع نسخة غير مخرمة:

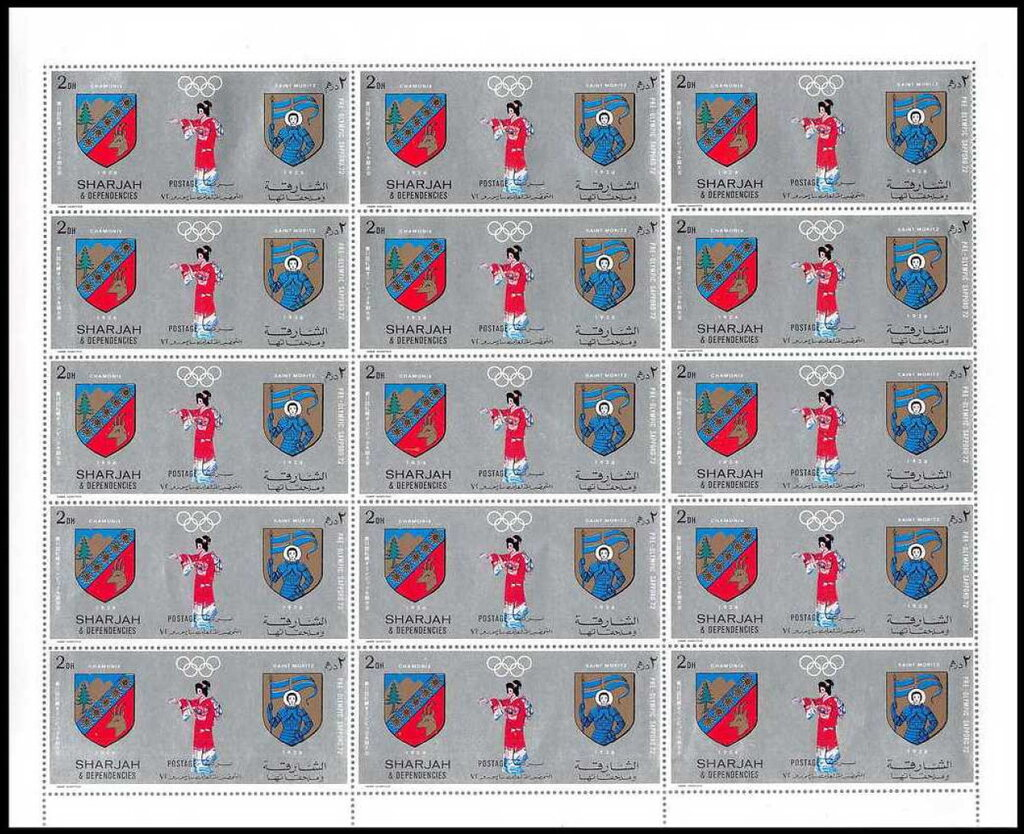
درهمان يظهر على الطابع في الوسط صورة مرأة بزي ياباني تقليدي، وعلى اليمين صورة شعار بلدة سان موريتز في سويسرا (1928)، وإلى اليسار صورة شعار بلدة شاموني في فرنسا (1924).
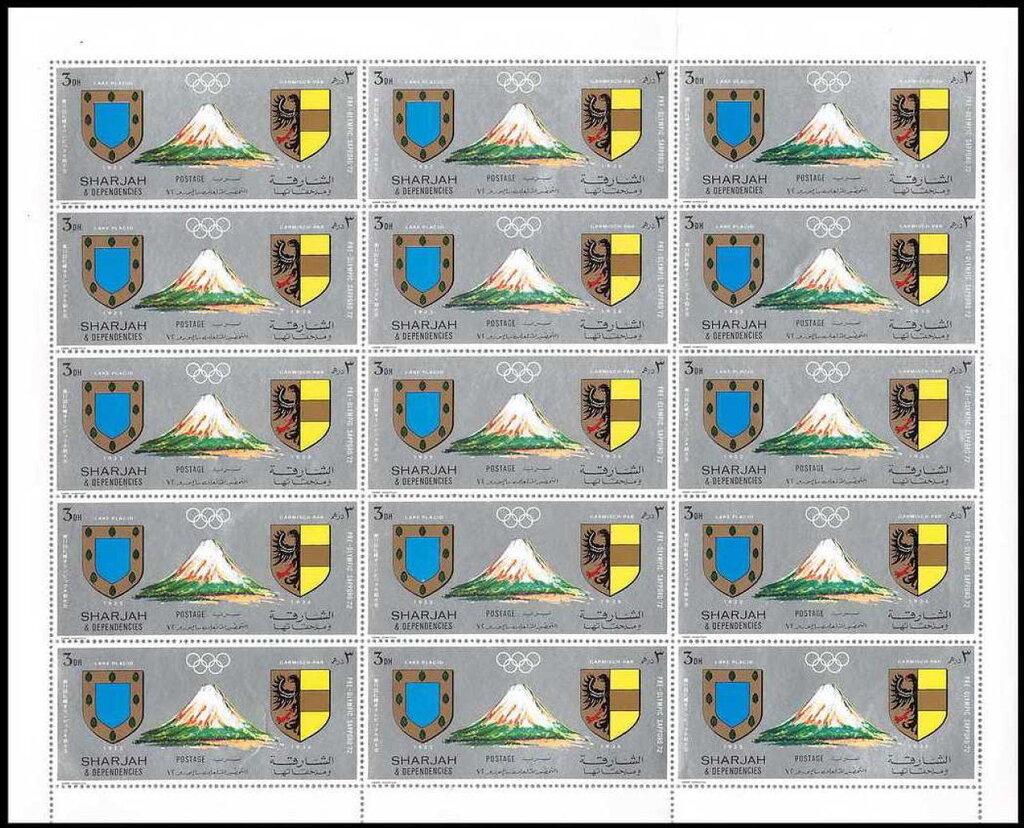
3 دراهم يظهر على الطابع في الوسط صورة جبل فوجي، وعلى اليمين صورة شعار قرية غارميش في ألمانيا (1936)، وإلى اليسار صورة شعار قرية ليك بلاسيد في الولايات المتحدة (1932).
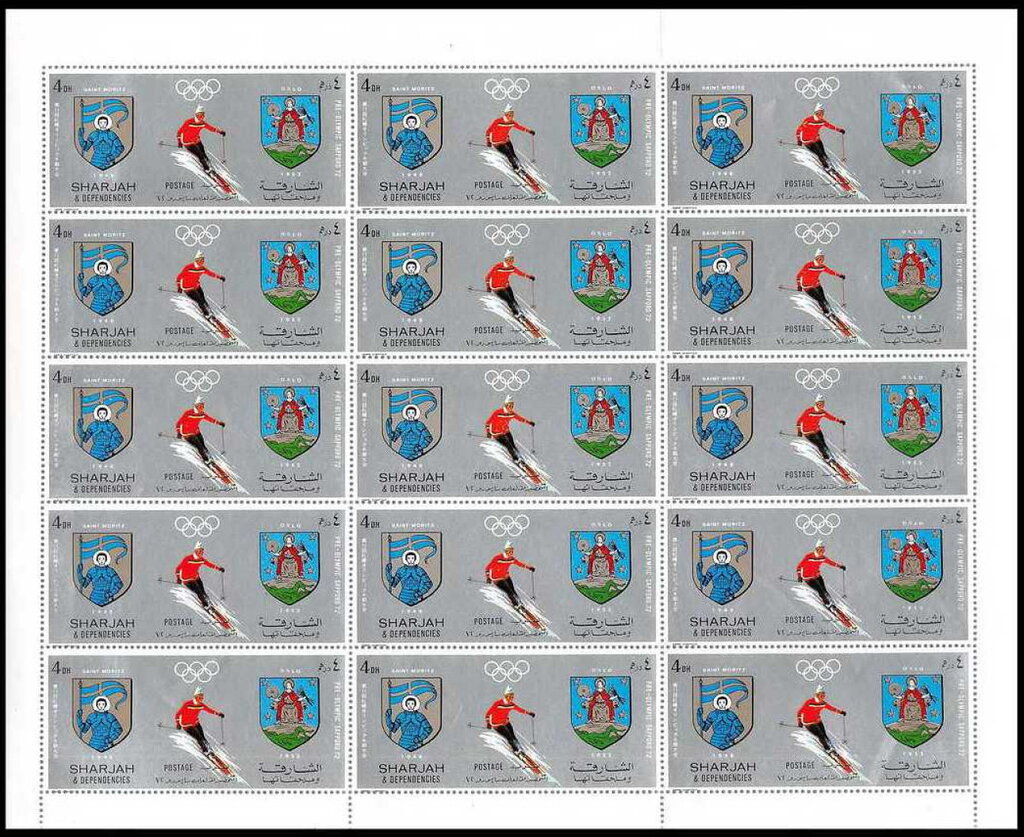
4 دراهم يظهر على الطابع في الوسط صورة لاعب تزلج، وعلى اليمين صورة شعار مدينة أوسلو في النرويج (1952)، وإلى اليسار صورة شعار بلدة سان موريتز في سويسرا (1948).
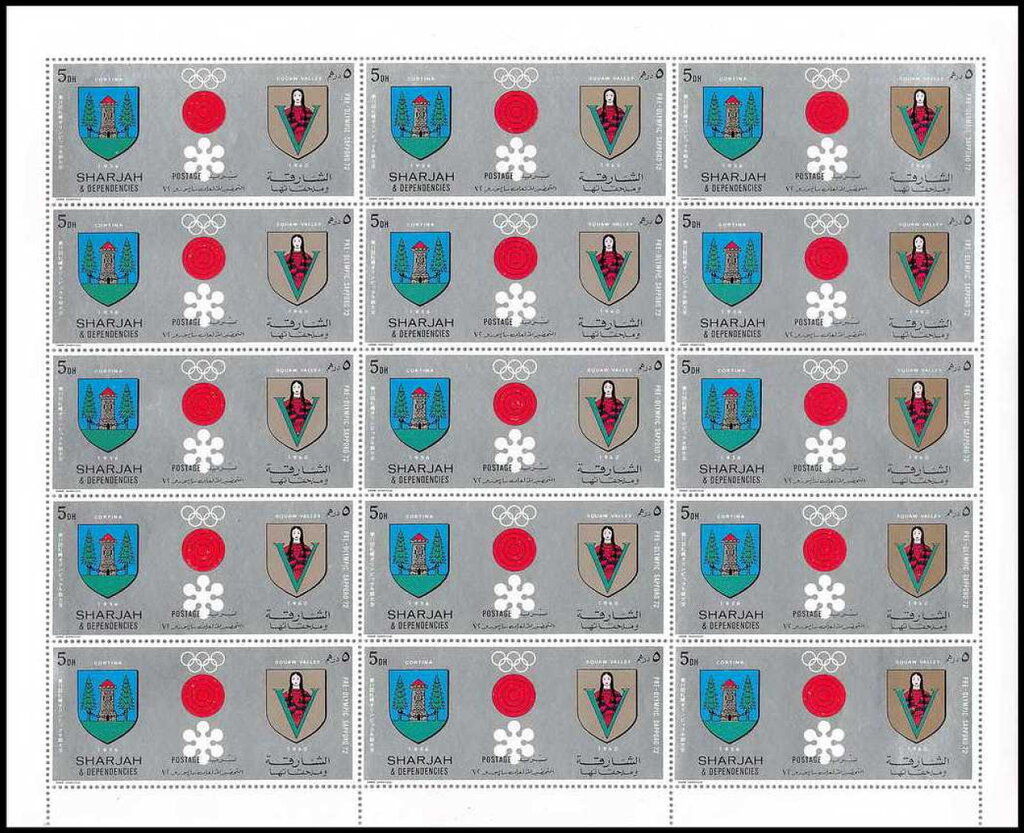
5 دراهم يظهر على الطابع في الوسط صورة شعار دورة سابورو الأولمبية الشتوية، وعلى اليمين صورة شعار مدينة وادي سكواو في الولايات المتحدة (1960)، وإلى اليسار صورة شعار بلدة كورتينا في إيطاليا (1956).
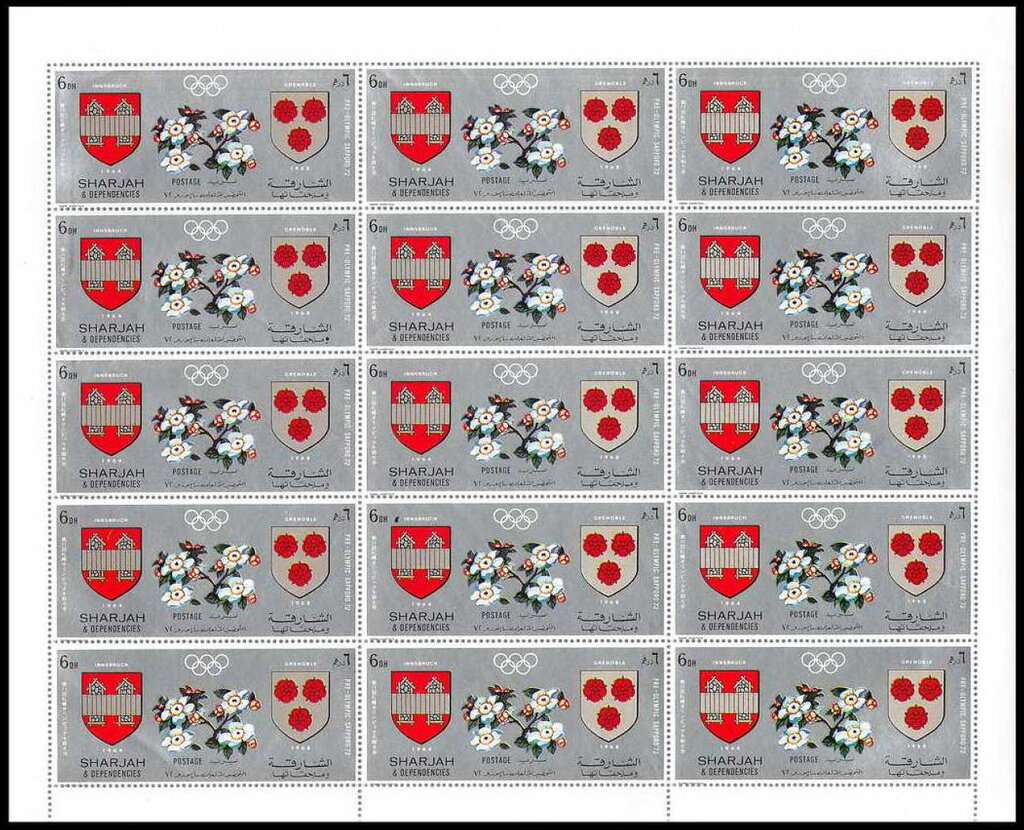
6 دراهم يظهر على الطابع في الوسط صورة أربع وردات، وعلى اليمين صورة شعار مدينة غرونوبل في فرنسا (1968)، وإلى اليسار صورة شعار بلدة إنسبروك في النمسا (1964).

وهذه صور صحائف الطوابع غير المخرمة، وتضم كل صحيفة 15 طابعا:

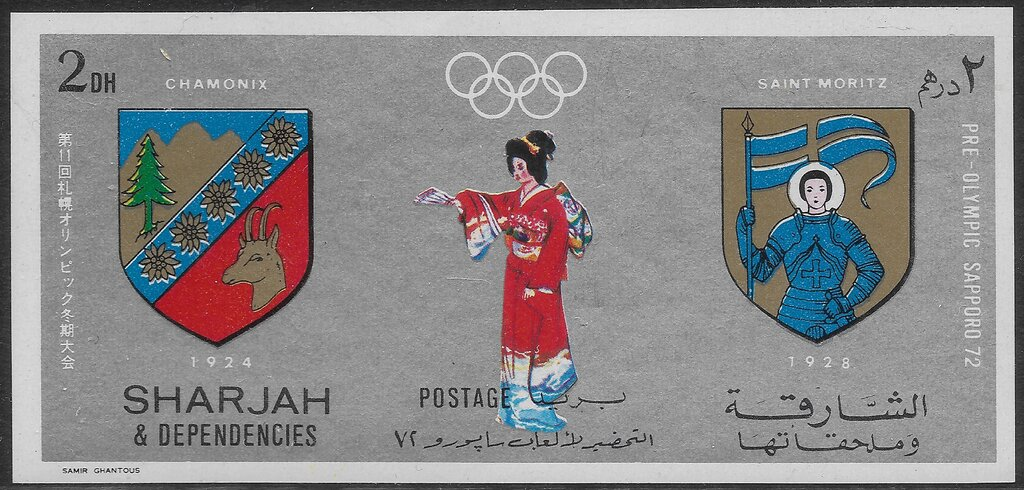
درهمان يظهر على الطابع في الوسط صورة مرأة بزي ياباني تقليدي، وعلى اليمين صورة شعار بلدة سان موريتز في سويسرا (1928)، وإلى اليسار صورة شعار بلدة شاموني في فرنسا (1924).
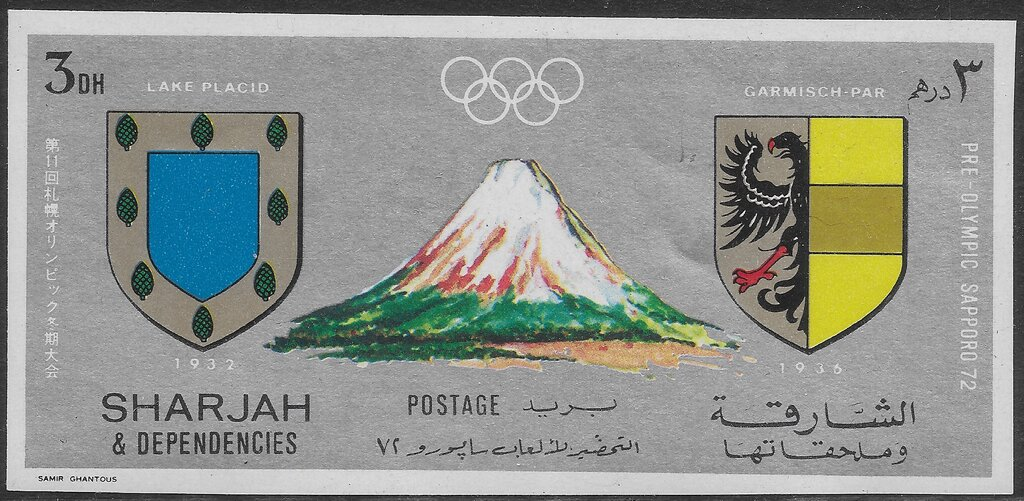
3 دراهم يظهر على الطابع في الوسط صورة جبل فوجي، وعلى اليمين صورة شعار قرية غارميش في ألمانيا (1936)، وإلى اليسار صورة شعار قرية ليك بلاسيد في الولايات المتحدة (1932).
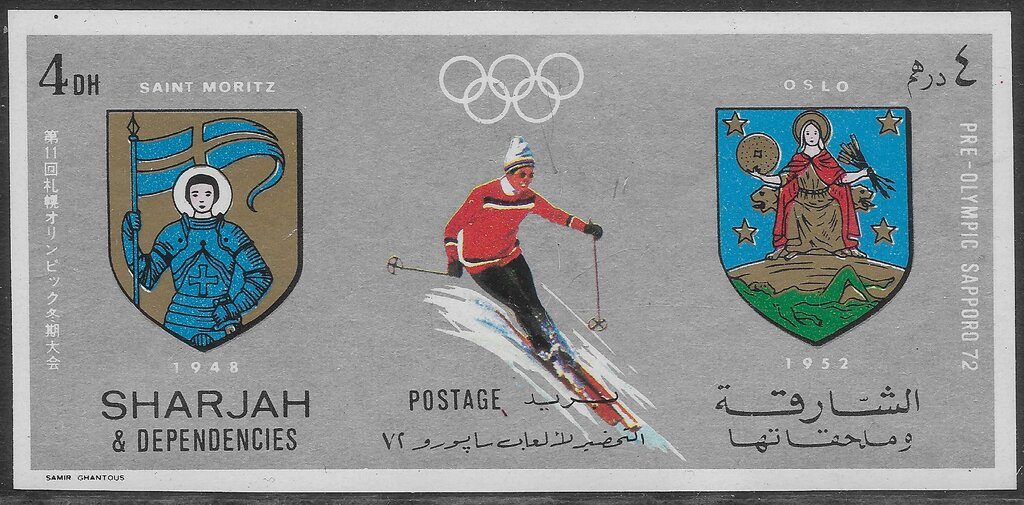
4 دراهم يظهر على الطابع في الوسط صورة لاعب تزلج، وعلى اليمين صورة شعار مدينة أوسلو في النرويج (1952)، وإلى اليسار صورة شعار بلدة سان موريتز في سويسرا (1948).
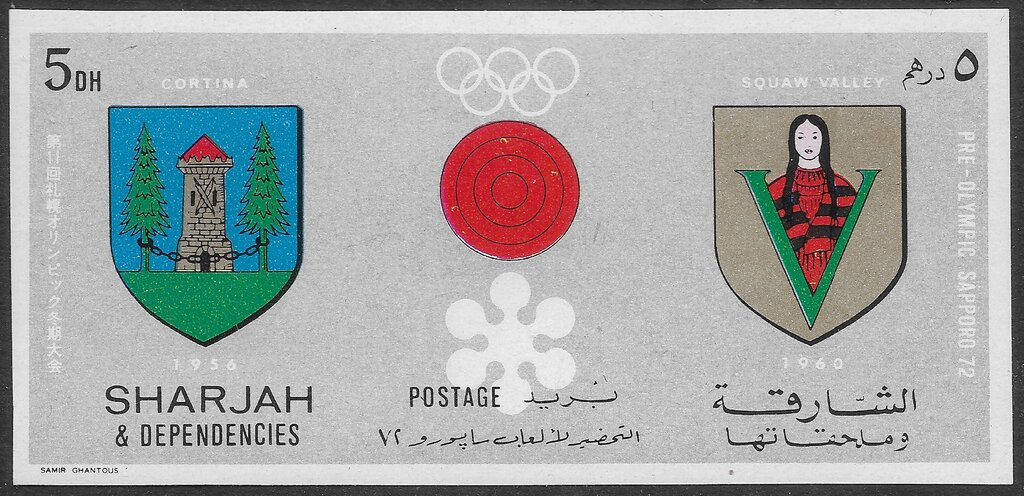
5 دراهم يظهر على الطابع في الوسط صورة شعار دورة سابورو الأولمبية الشتوية، وعلى اليمين صورة شعار مدينة وادي سكواو في الولايات المتحدة (1960)، وإلى اليسار صورة شعار بلدة كورتينا في إيطاليا (1956).
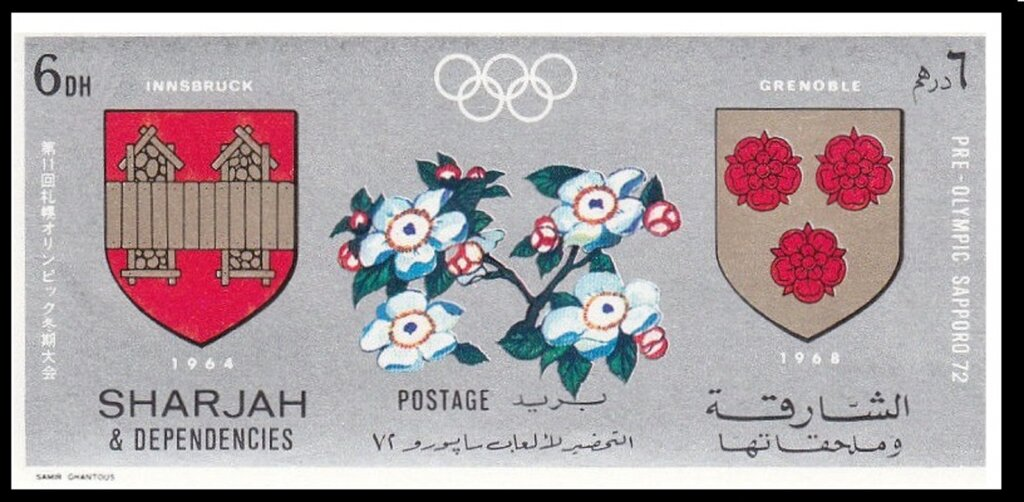
6 دراهم يظهر على الطابع في الوسط صورة أربع وردات، وعلى اليمين صورة شعار مدينة غرونوبل في فرنسا (1968)، وإلى اليسار صورة شعار بلدة إنسبروك في النمسا (1964).

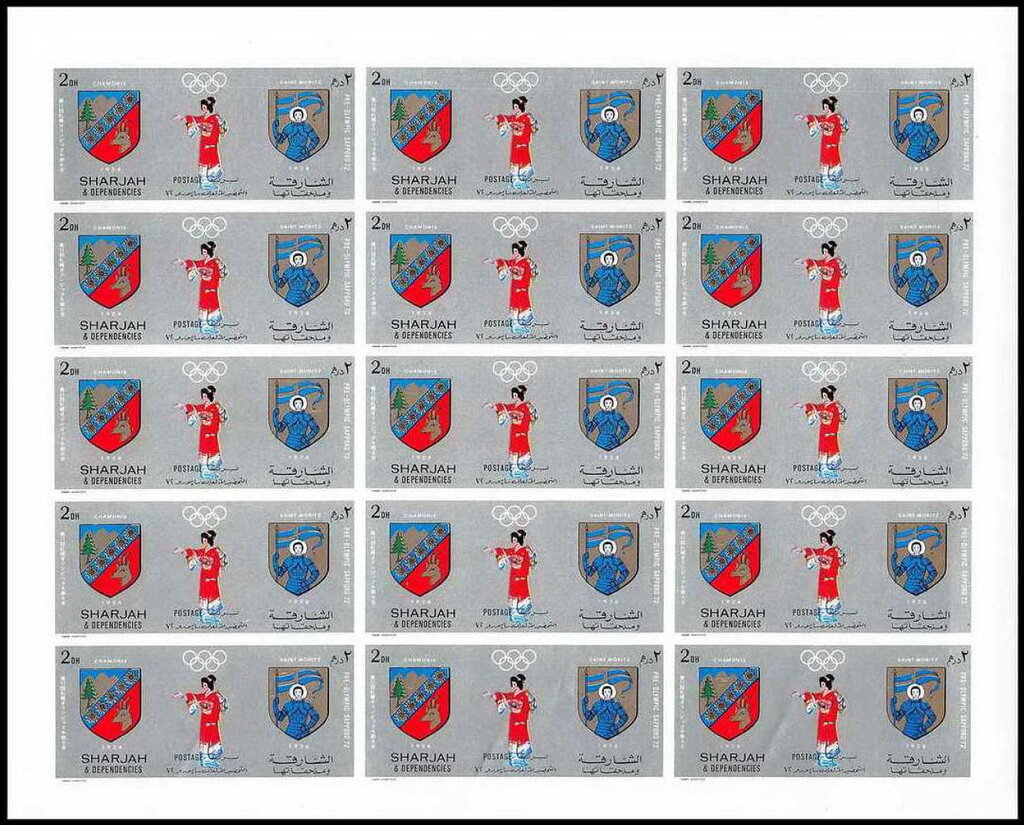
درهمان يظهر على الطابع في الوسط صورة مرأة بزي ياباني تقليدي، وعلى اليمين صورة شعار بلدة سان موريتز في سويسرا (1928)، وإلى اليسار صورة شعار بلدة شاموني في فرنسا (1924).
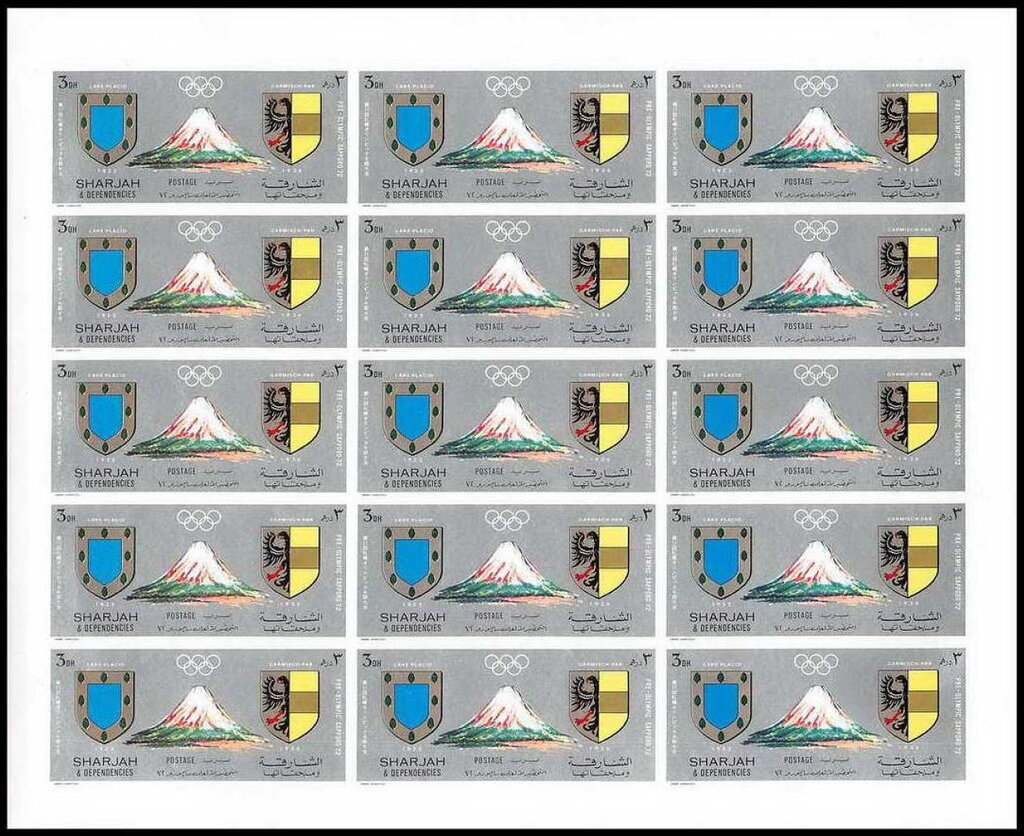
3 دراهم يظهر على الطابع في الوسط صورة جبل فوجي، وعلى اليمين صورة شعار قرية غارميش في ألمانيا (1936)، وإلى اليسار صورة شعار قرية ليك بلاسيد في الولايات المتحدة (1932).
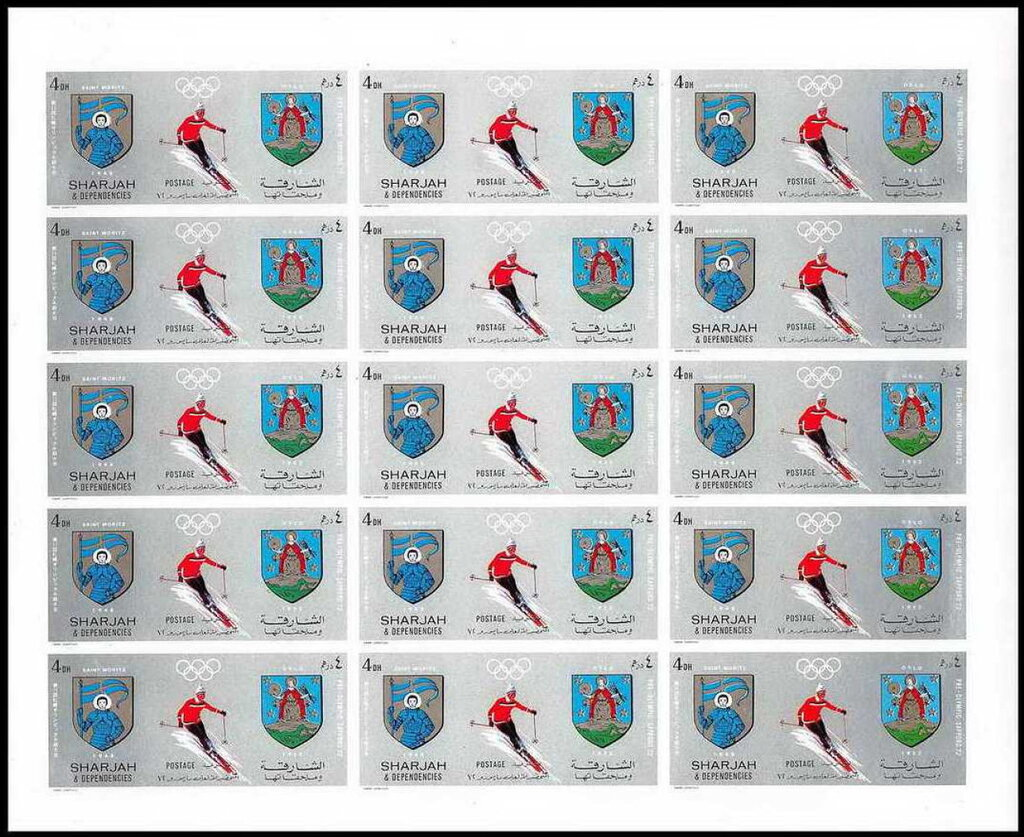
4 دراهم يظهر على الطابع في الوسط صورة لاعب تزلج، وعلى اليمين صورة شعار مدينة أوسلو في النرويج (1952)، وإلى اليسار صورة شعار بلدة سان موريتز في سويسرا (1948).
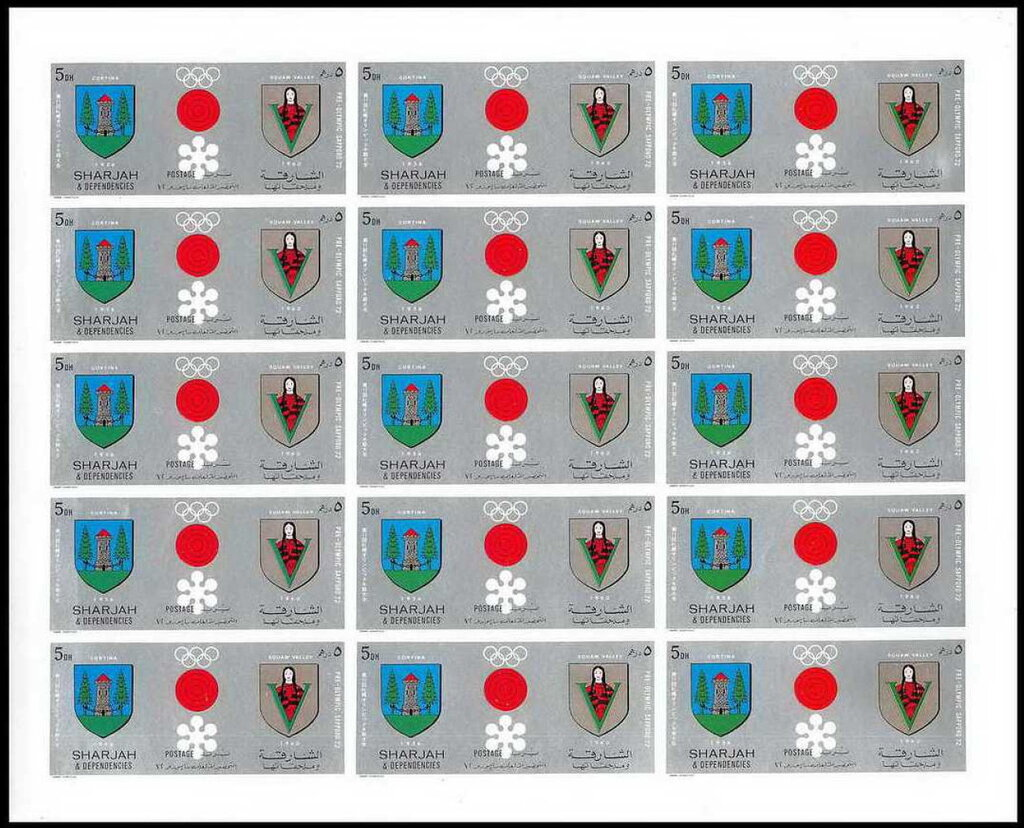
5 دراهم يظهر على الطابع في الوسط صورة شعار دورة سابورو الأولمبية الشتوية، وعلى اليمين صورة شعار مدينة وادي سكواو في الولايات المتحدة (1960)، وإلى اليسار صورة شعار بلدة كورتينا في إيطاليا (1956).
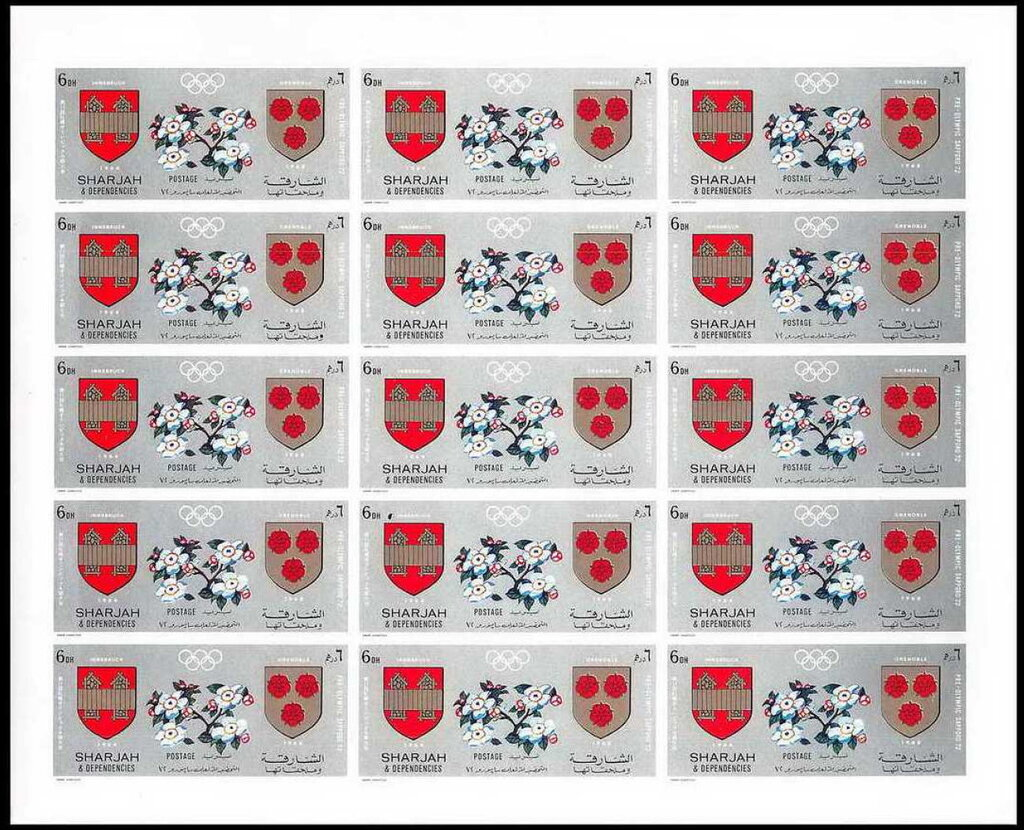
6 دراهم يظهر على الطابع في الوسط صورة أربع وردات، وعلى اليمين صورة شعار مدينة غرونوبل في فرنسا (1968)، وإلى اليسار صورة شعار بلدة إنسبروك في النمسا (1964).

كذلك أصدرت طوابع بنفس التصميم والصور مع اختلاف في الألوان واختلاف القيمة، وكانت هذه الطوابع مخصصة للبريد الجوي:

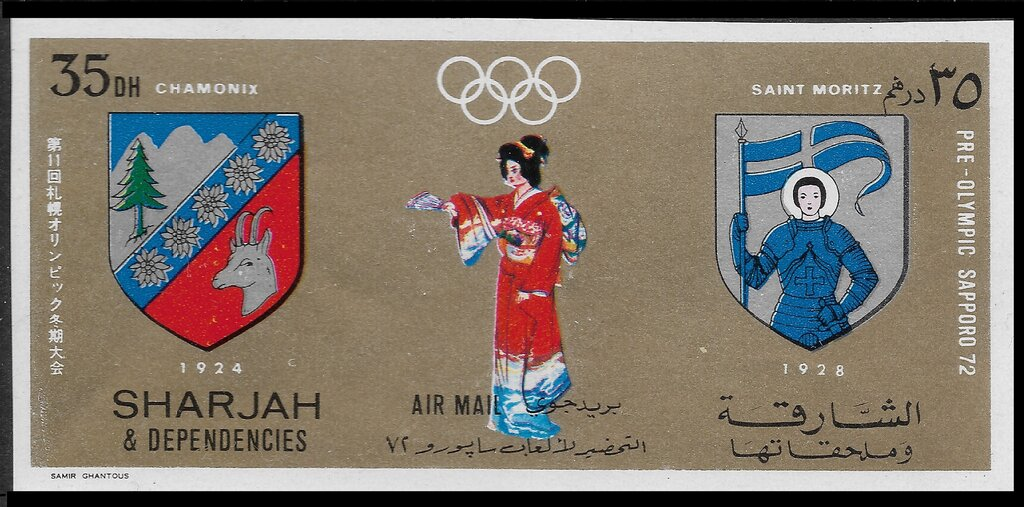
35 درهما يظهر على الطابع في الوسط صورة مرأة بزي ياباني تقليدي، وعلى اليمين صورة شعار بلدة سان موريتز في سويسرا (1928)، وإلى اليسار صورة شعار بلدة شاموني في فرنسا (1924).
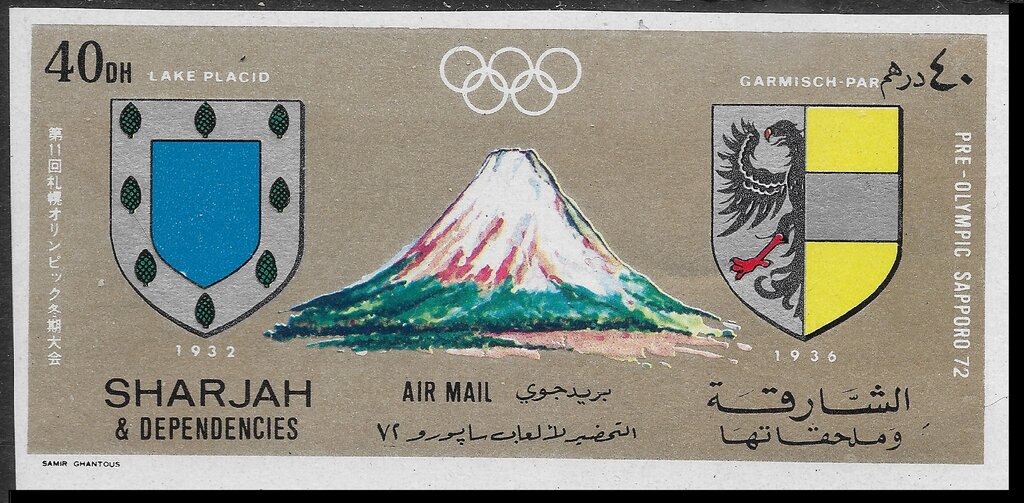
40 درهما يظهر على الطابع في الوسط صورة جبل فوجي، وعلى اليمين صورة شعار قرية غارميش في ألمانيا (1936)، وإلى اليسار صورة شعار قرية ليك بلاسيد في الولايات المتحدة (1932).
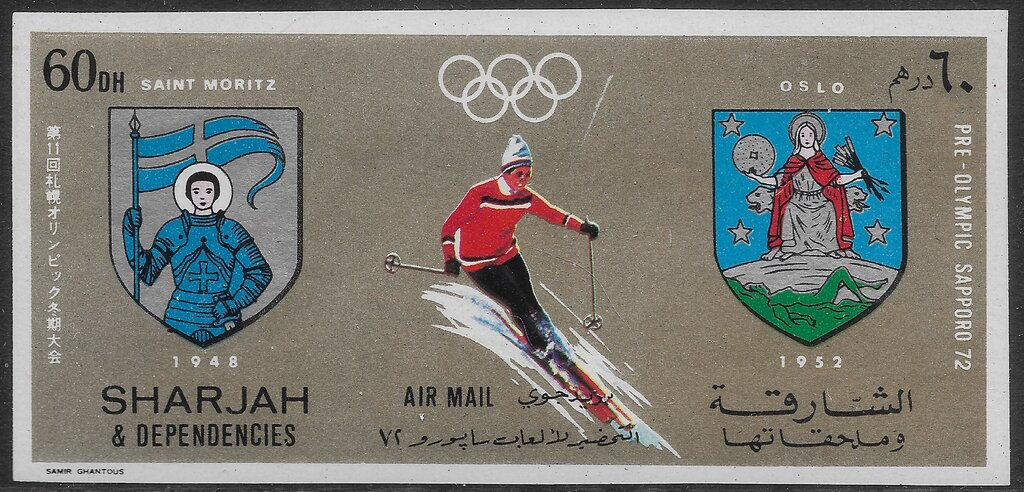
60 درهما يظهر على الطابع في الوسط صورة لاعب تزلج، وعلى اليمين صورة شعار مدينة أوسلو في النرويج (1952)، وإلى اليسار صورة شعار بلدة سان موريتز في سويسرا (1948).
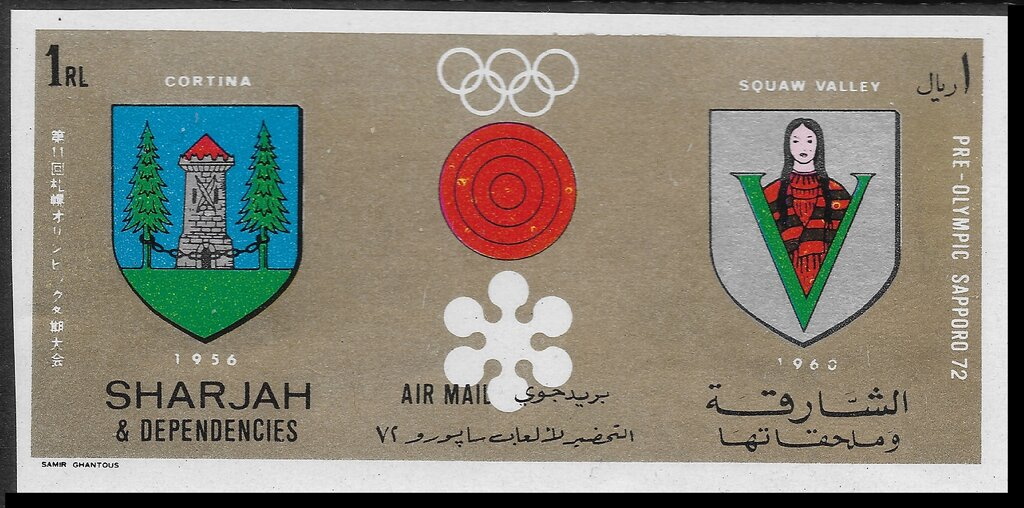
ريال يظهر على الطابع في الوسط صورة شعار دورة سابورو الأولمبية الشتوية، وعلى اليمين صورة شعار مدينة وادي سكواو في الولايات المتحدة (1960)، وإلى اليسار صورة شعار بلدة كورتينا في إيطاليا (1956).
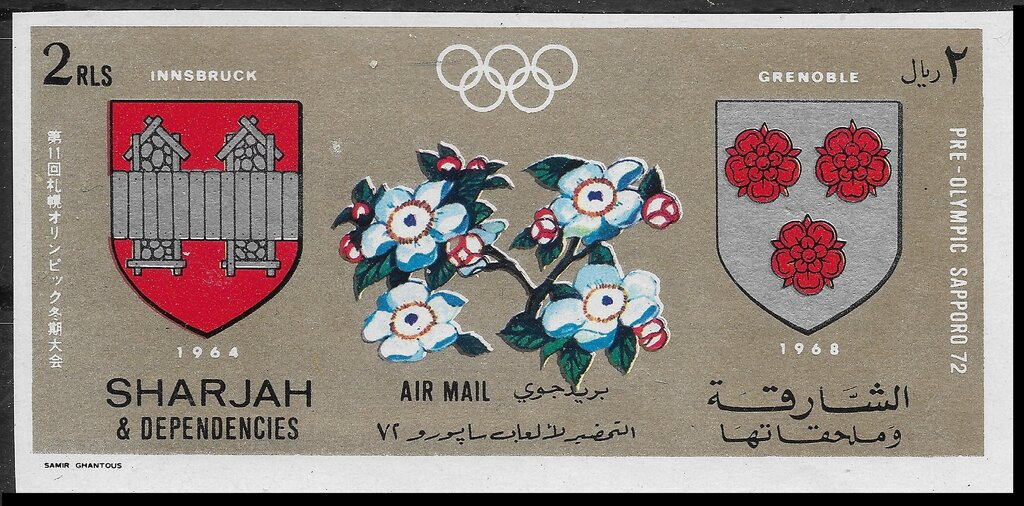
ريالان يظهر على الطابع في الوسط صورة أربع وردات، وعلى اليمين صورة شعار مدينة غرونوبل في فرنسا (1968)، وإلى اليسار صورة شعار بلدة إنسبروك في النمسا (1964).

وهذه صور صحائف الطوابع المخصصة للبريد الجوي، وتضم كل صحيفة 15 طابعا:

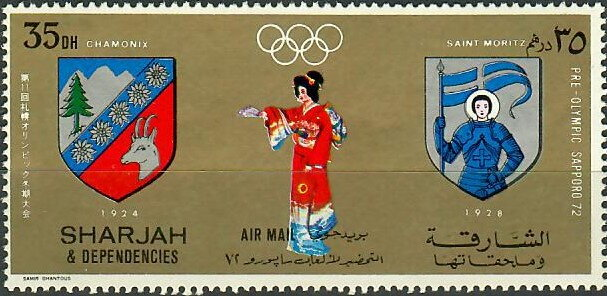
35 درهما يظهر على الطابع في الوسط صورة مرأة بزي ياباني تقليدي، وعلى اليمين صورة شعار بلدة سان موريتز في سويسرا (1928)، وإلى اليسار صورة شعار بلدة شاموني في فرنسا (1924).
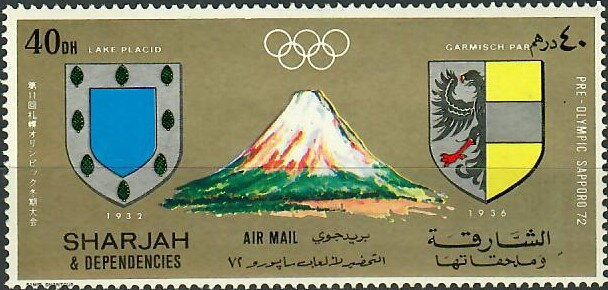
40 درهما يظهر على الطابع في الوسط صورة جبل فوجي، وعلى اليمين صورة شعار قرية غارميش في ألمانيا (1936)، وإلى اليسار صورة شعار قرية ليك بلاسيد في الولايات المتحدة (1932).
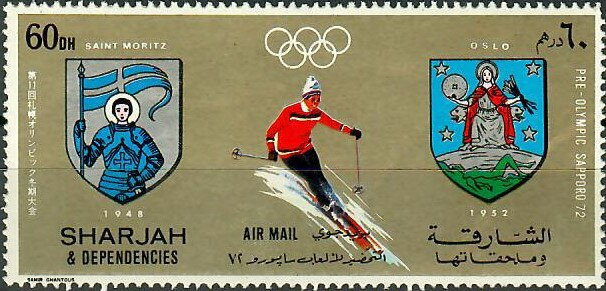
60 درهما يظهر على الطابع في الوسط صورة لاعب تزلج، وعلى اليمين صورة شعار مدينة أوسلو في النرويج (1952)، وإلى اليسار صورة شعار بلدة سان موريتز في سويسرا (1948).
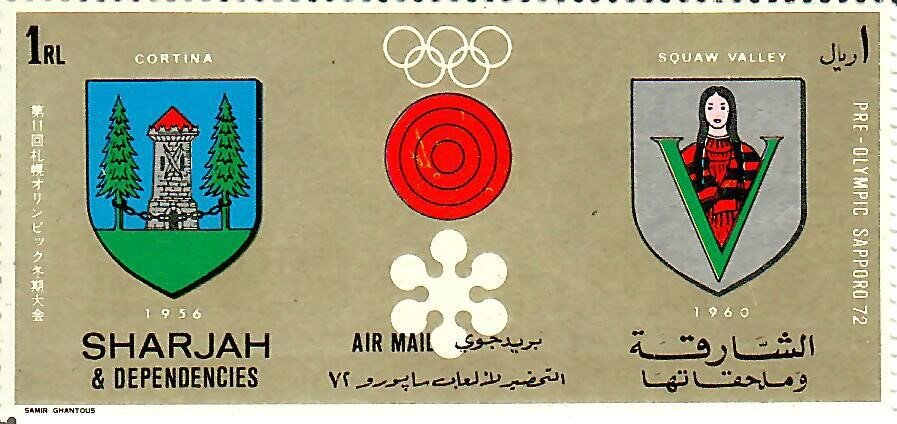
ريال يظهر على الطابع في الوسط صورة شعار دورة سابورو الأولمبية الشتوية، وعلى اليمين صورة شعار مدينة وادي سكواو في الولايات المتحدة (1960)، وإلى اليسار صورة شعار بلدة كورتينا في إيطاليا (1956).
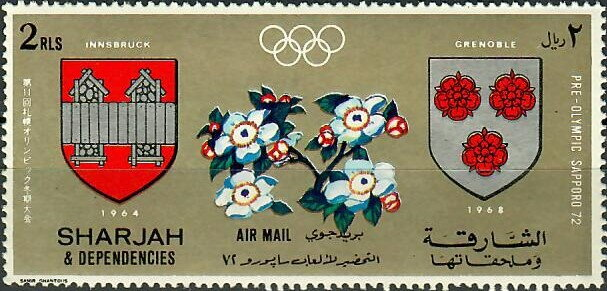
ريالان يظهر على الطابع في الوسط صورة أربع وردات، وعلى اليمين صورة شعار مدينة غرونوبل في فرنسا (1968)، وإلى اليسار صورة شعار بلدة إنسبروك في النمسا (1964).

وكذلك توفرت من هذه الطوابع نسخة غير مخرمة:
- 35 درهما
يظهر على الطابع في الوسط صورة مرأة بزي ياباني تقليدي، وعلى اليمين صورة شعار بلدة سان موريتز في سويسرا (1928)، وإلى اليسار صورة شعار بلدة شاموني في فرنسا (1924).
- 40 درهما
يظهر على الطابع في الوسط صورة جبل فوجي، وعلى اليمين صورة شعار قرية غارميش في ألمانيا (1936)، وإلى اليسار صورة شعار قرية ليك بلاسيد في الولايات المتحدة (1932).
- 60 درهما
يظهر على الطابع في الوسط صورة لاعب تزلج، وعلى اليمين صورة شعار مدينة أوسلو في النرويج (1952)، وإلى اليسار صورة شعار بلدة سان موريتز في سويسرا (1948).
- ريال
يظهر على الطابع في الوسط صورة شعار دورة سابورو الأولمبية الشتوية، وعلى اليمين صورة شعار مدينة وادي سكواو في الولايات المتحدة (1960)، وإلى اليسار صورة شعار بلدة كورتينا في إيطاليا (1956).
- ريالان
يظهر على الطابع في الوسط صورة أربع وردات، وعلى اليمين صورة شعار مدينة غرونوبل في فرنسا (1968)، وإلى اليسار صورة شعار بلدة إنسبروك في النمسا (1964).

وهذه صور صحائف الطوابع غير المخرمة والمخصصة للبريد الجوي، وتضم كل صحيفة 15 طابعا:

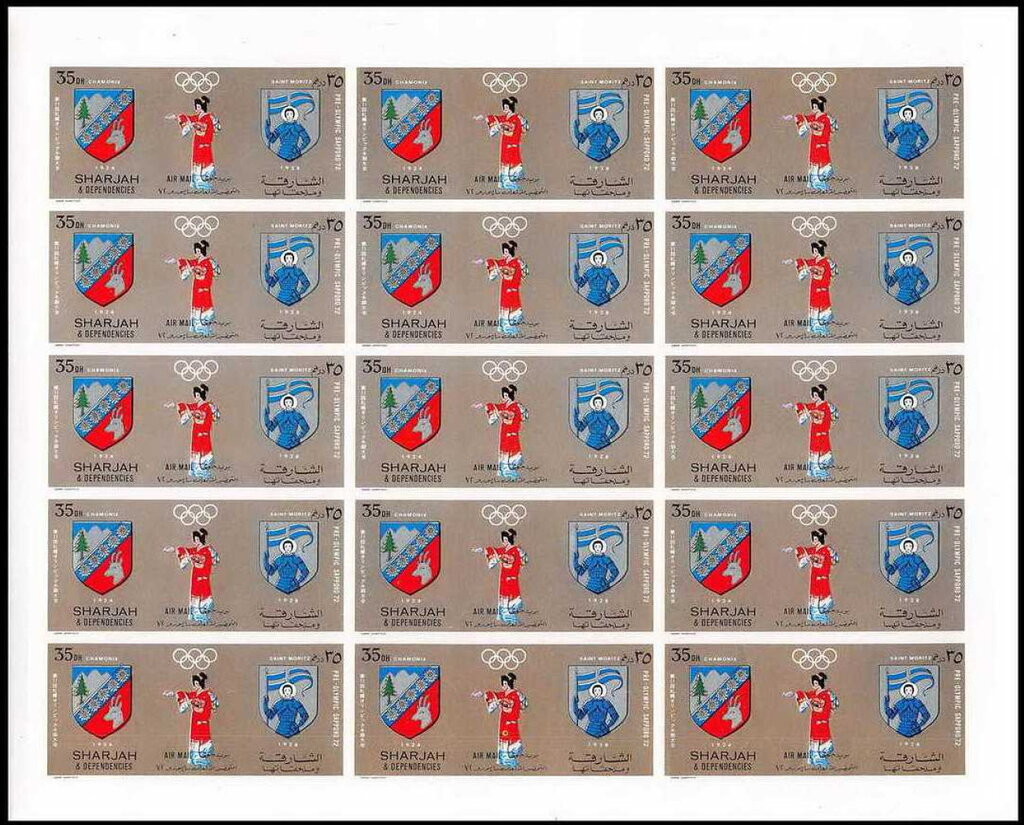
35 درهما يظهر على الطابع في الوسط صورة مرأة بزي ياباني تقليدي، وعلى اليمين صورة شعار بلدة سان موريتز في سويسرا (1928)، وإلى اليسار صورة شعار بلدة شاموني في فرنسا (1924).
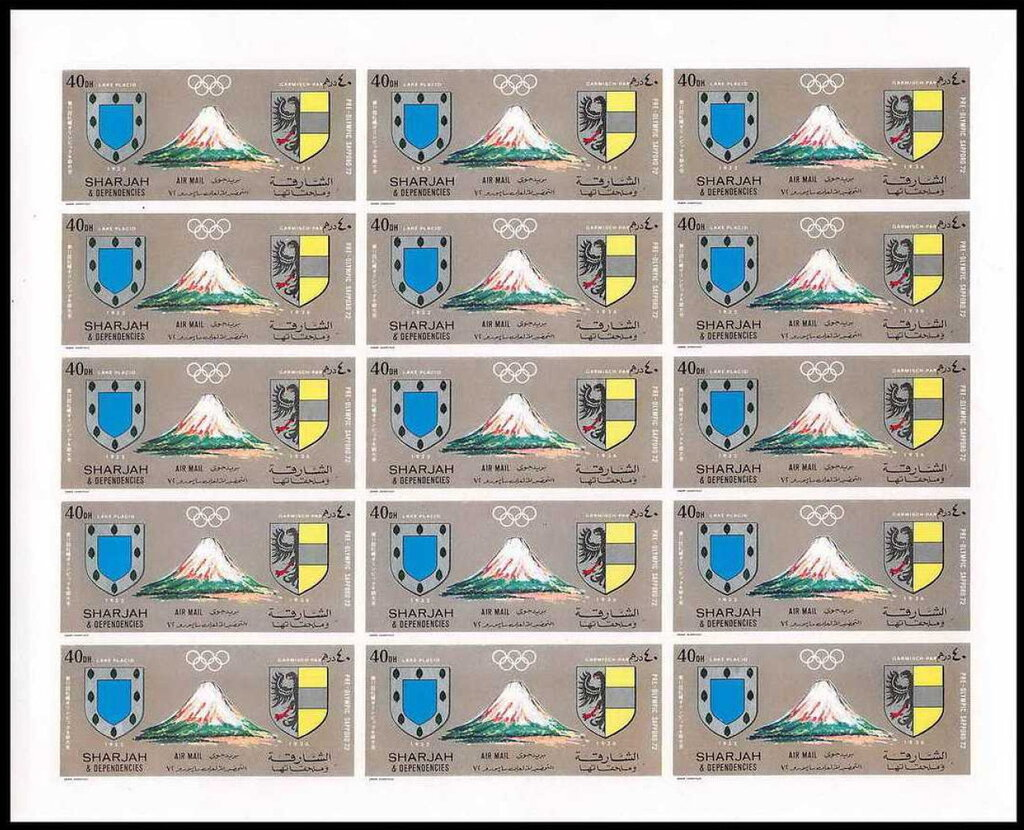
40 درهما يظهر على الطابع في الوسط صورة جبل فوجي، وعلى اليمين صورة شعار قرية غارميش في ألمانيا (1936)، وإلى اليسار صورة شعار قرية ليك بلاسيد في الولايات المتحدة (1932).
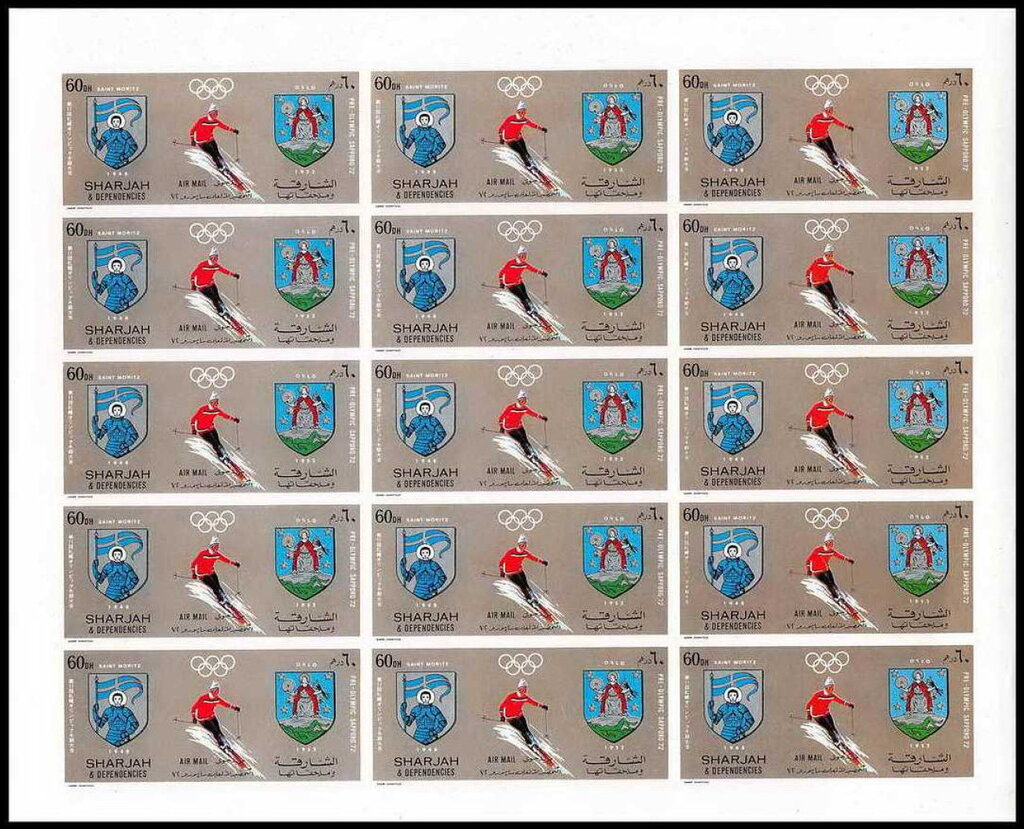
60 درهما يظهر على الطابع في الوسط صورة لاعب تزلج، وعلى اليمين صورة شعار مدينة أوسلو في النرويج (1952)، وإلى اليسار صورة شعار بلدة سان موريتز في سويسرا (1948).
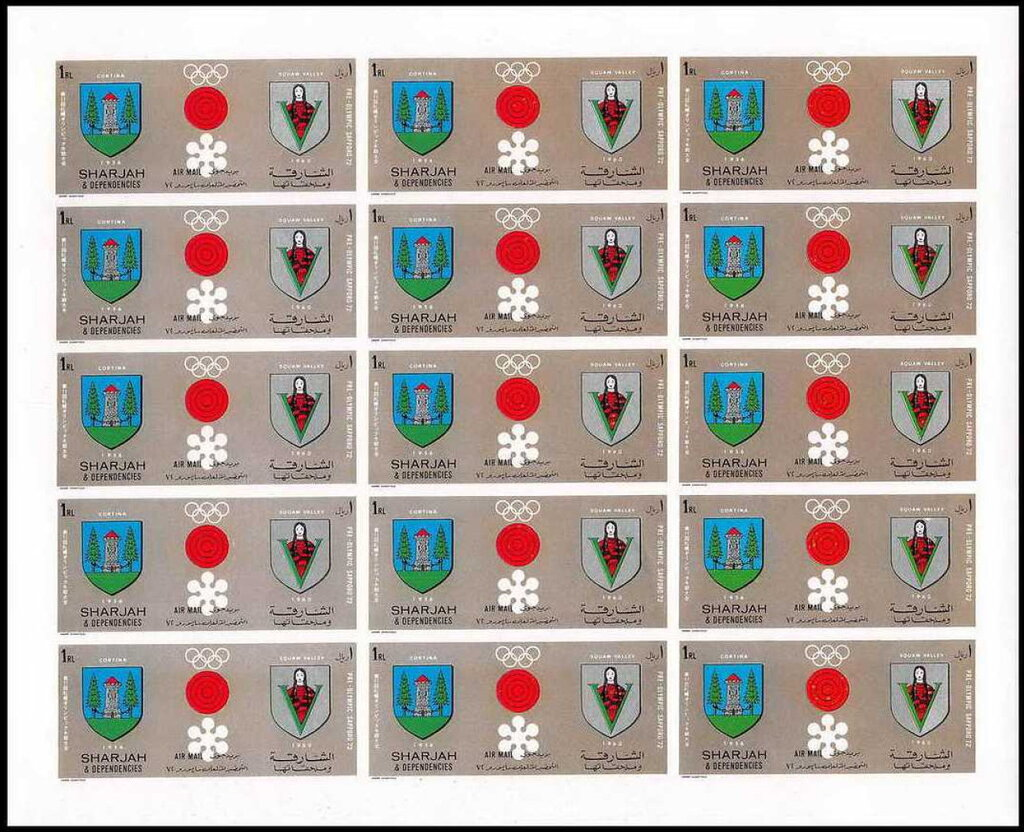
ريال يظهر على الطابع في الوسط صورة شعار دورة سابورو الأولمبية الشتوية، وعلى اليمين صورة شعار مدينة وادي سكواو في الولايات المتحدة (1960)، وإلى اليسار صورة شعار بلدة كورتينا في إيطاليا (1956).
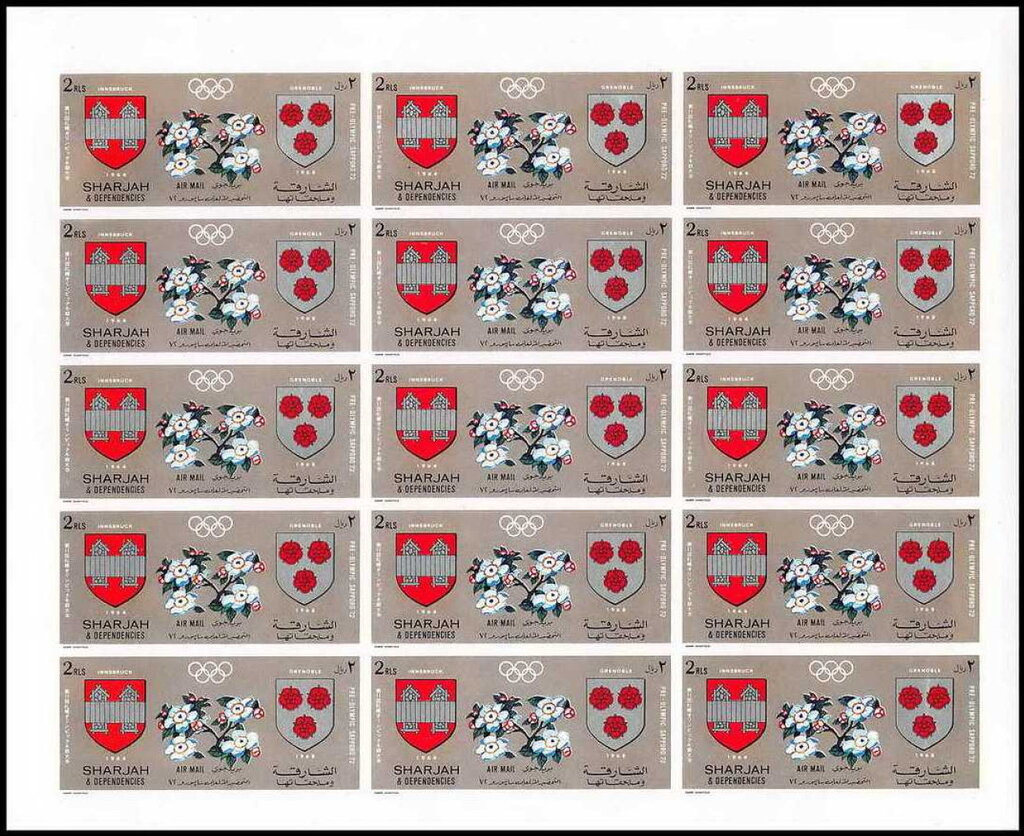
ريالان يظهر على الطابع في الوسط صورة أربع وردات، وعلى اليمين صورة شعار مدينة غرونوبل في فرنسا (1968)، وإلى اليسار صورة شعار بلدة إنسبروك في النمسا (1964).

كذلك أصدرت بطاقة تذكارية تضم طابعا بقيمة 4 ريالات وأخرى بقيمة 6 ريالات، وتظهر في الطابع صورة لاعبي تزلج يقفز بزلاجتيه:

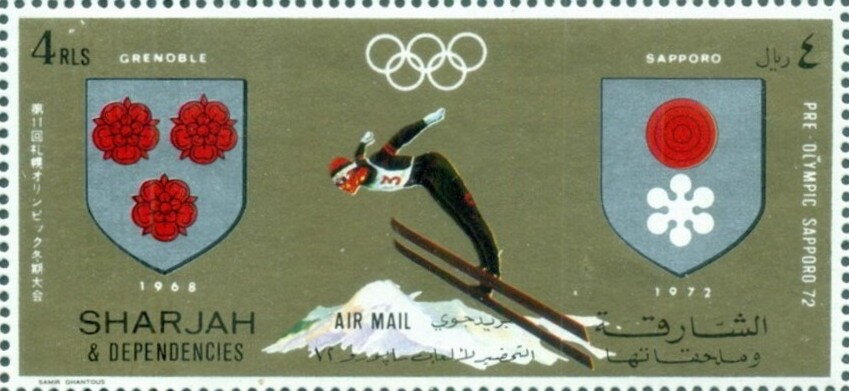
4 ريالات طابع مخرم
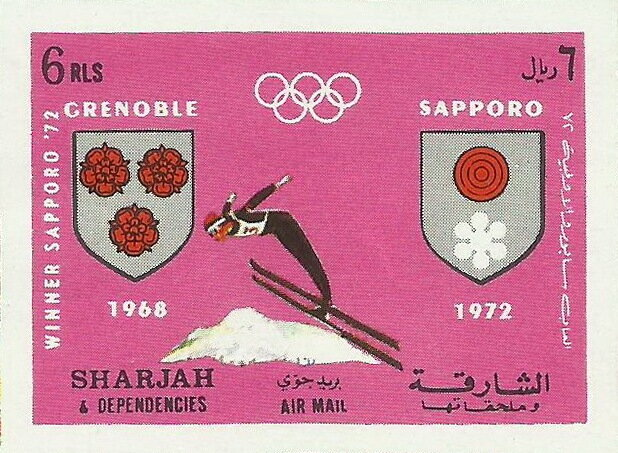
6 ريالات طابع غير مخرم

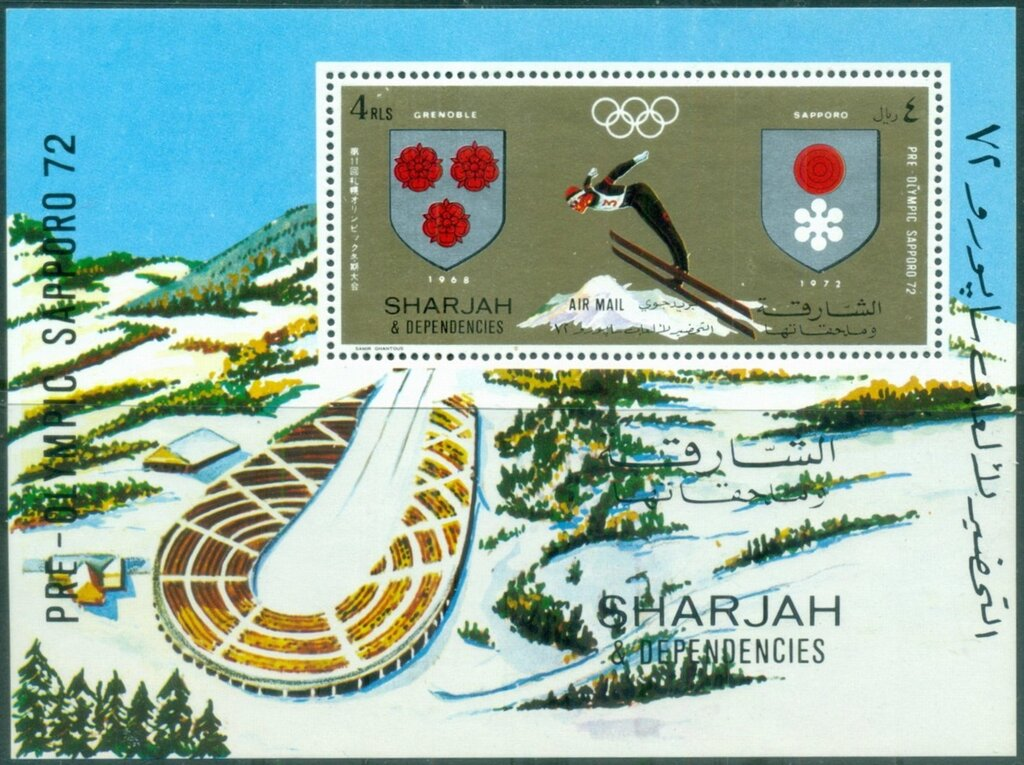
بطاقة مخرمة بقيمة 4 ريالات.

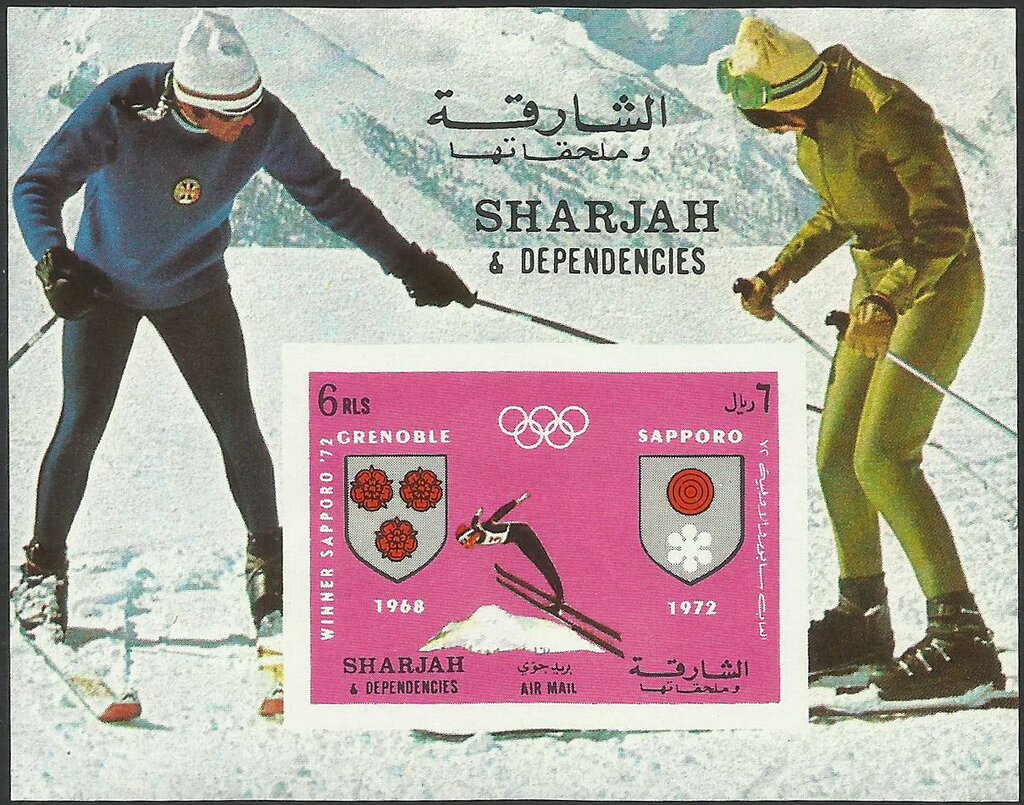
بطاقة غير مخرمة بقيمة 6 ريالات.

كما أصدرت طوابع وبطاقات بألوان فضية وذهبية:

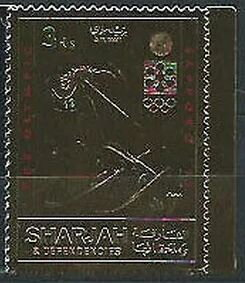
3 ريالات طابع ذهبي مخرم
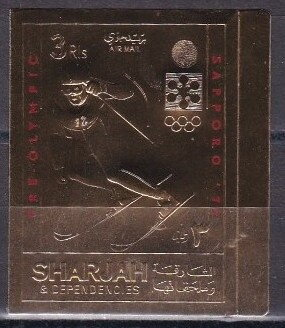
3 ريالات طابع ذهبي غير مخرم
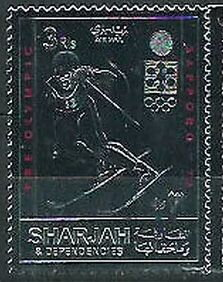
3 ريالات طابع فضي مخرم
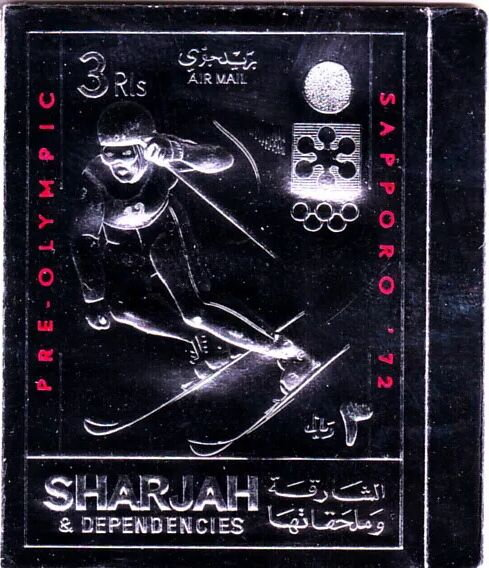
3 ريالات طابع فضي غير مخرم

## إصدارات الألعاب الأولمبية الصيفية في ميونخ

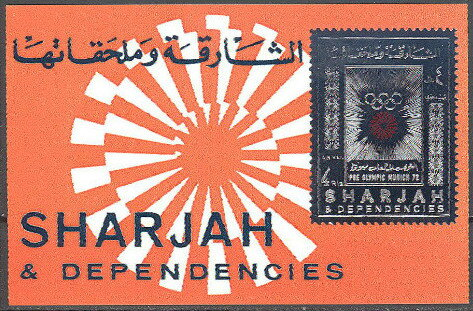
بطاقة تذكارية تضم طابعا فضيا بقيمة 4 ريالات.

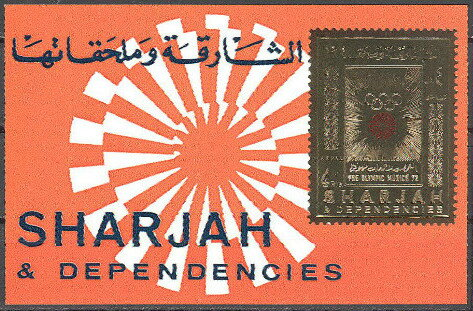
بطاقة تذكارية تضم طابعا ذهبيا بقيمة 4 ريالات.

كذلك في عام 1971، أصدرت طوابع صممها اللبناني سمير غنطوس، وكان الطوابع تحتفي بالتحضير للألعاب الأولمبية في ميونخ الألمانية عام 1972، وكانت الطوابع تحتوي على عبارة "التحضير للألعاب ميونخ 72".

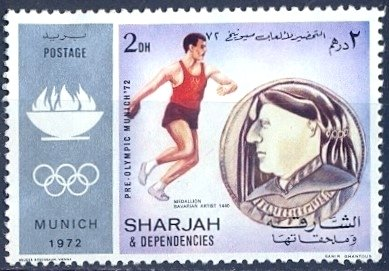
35 درهما
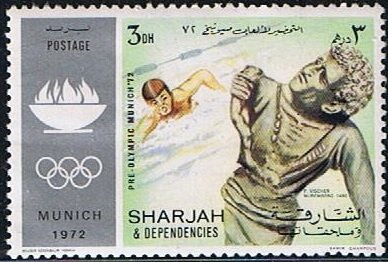
40 درهما
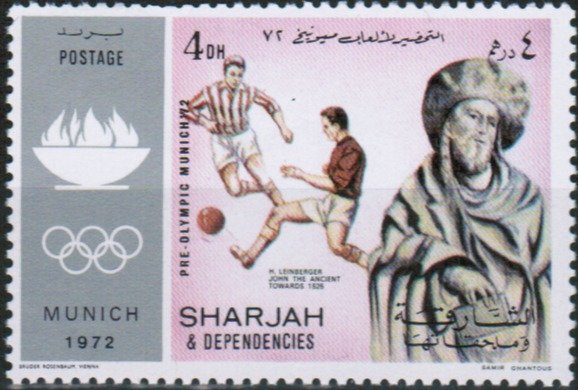
60 درهما
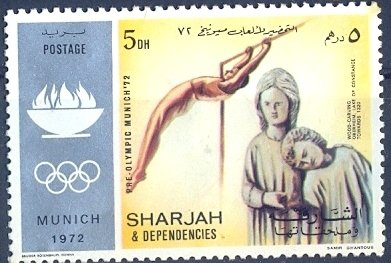
ريال واحد
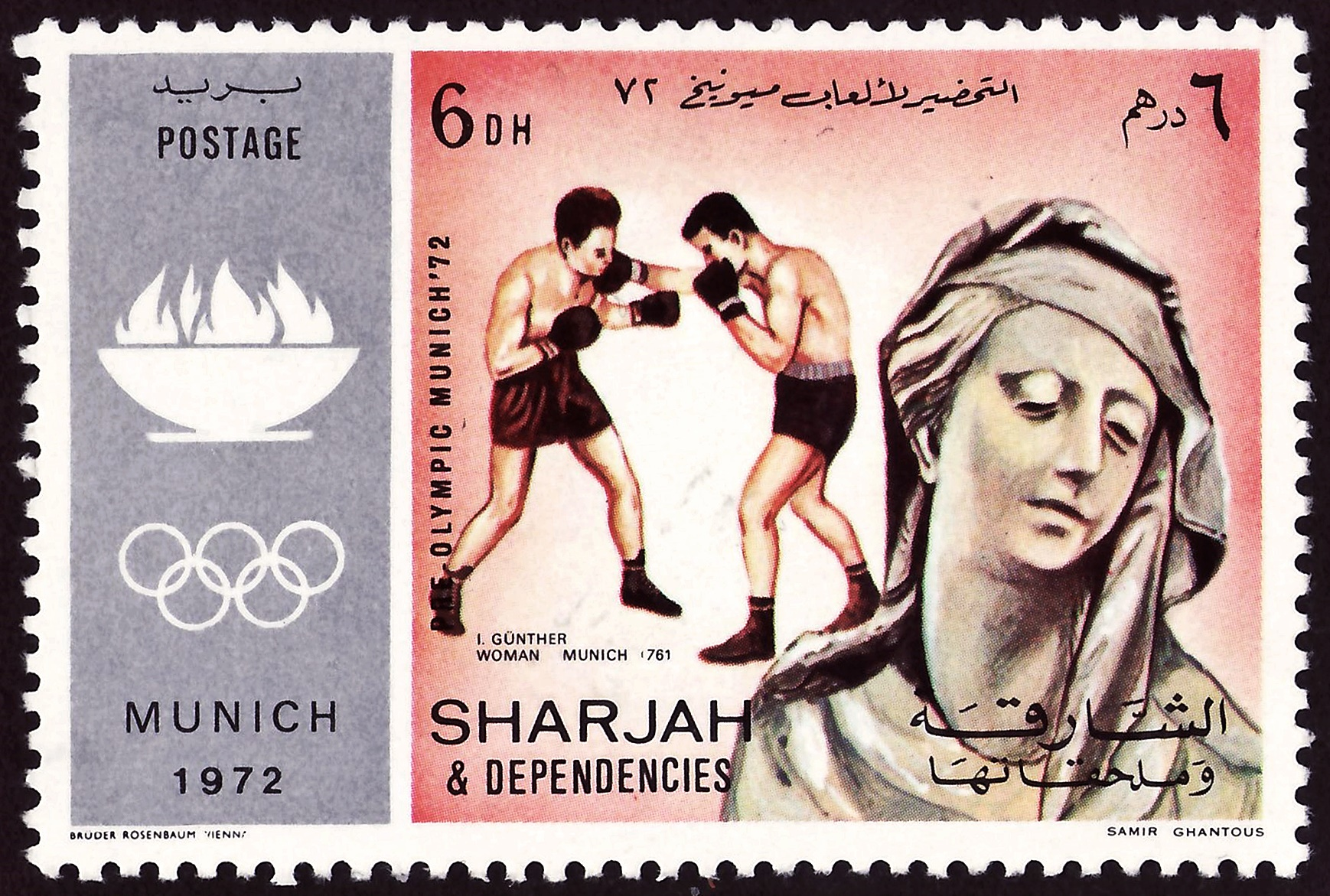
6 دراهم

وهذه صور صحائف الطوابع:

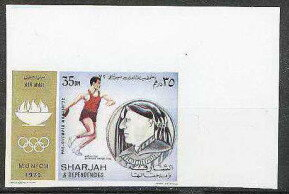
35 درهما
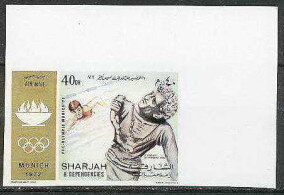
40 درهما
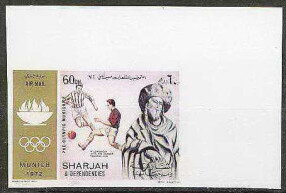
60 درهما
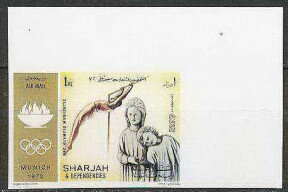
ريال واحد
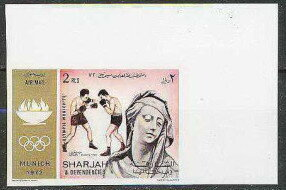
ريالان

وتذكر الفهارس وجود إصدار غير مخرم لهذه الطوابع. كذلك أصدرت طوابع بنفس التصميم والصور مع اختلاف في لون جزء من الإطار واختلاف القيمة، وكانت مخصصة للبريد الجوي:

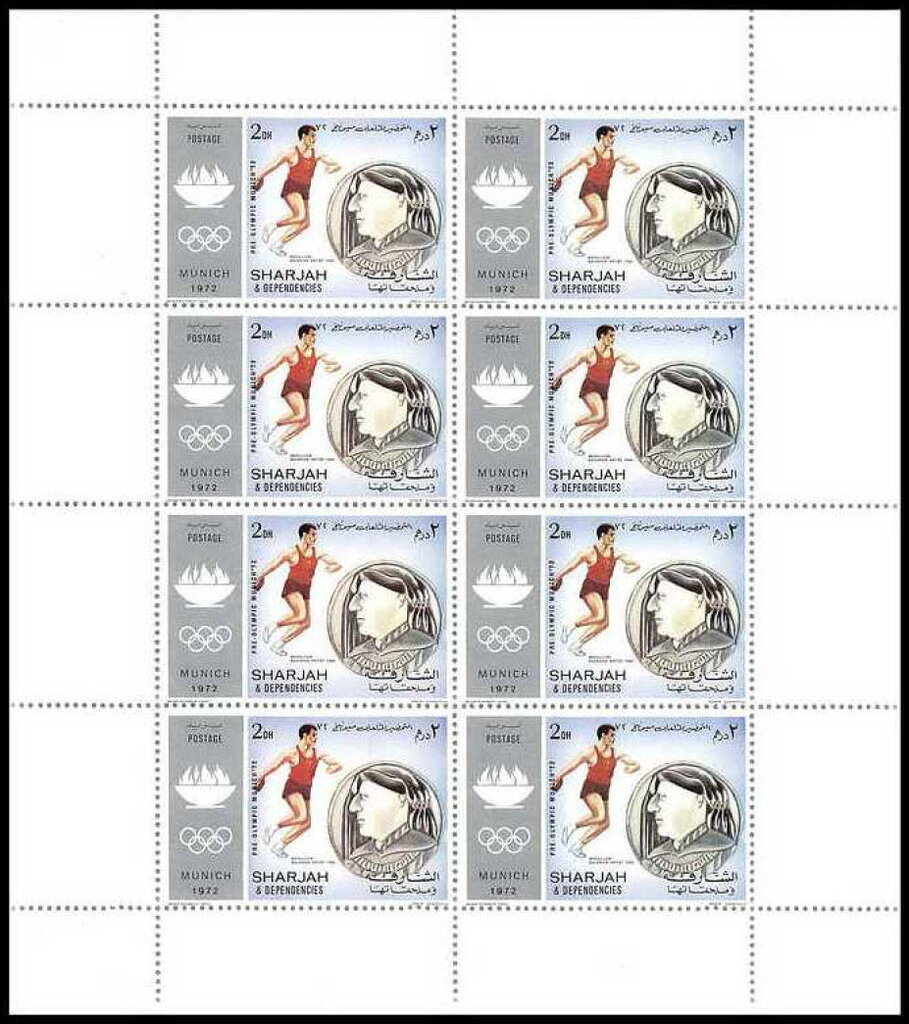
35 درهما
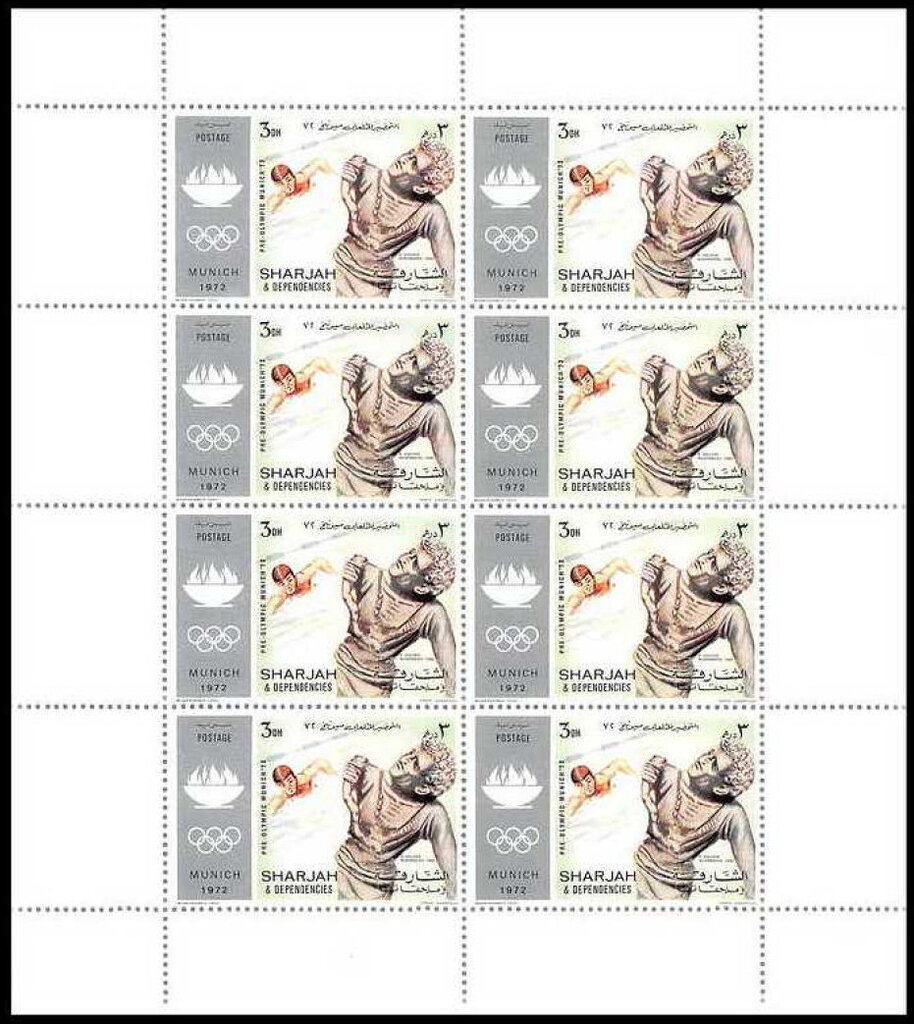
40 درهما
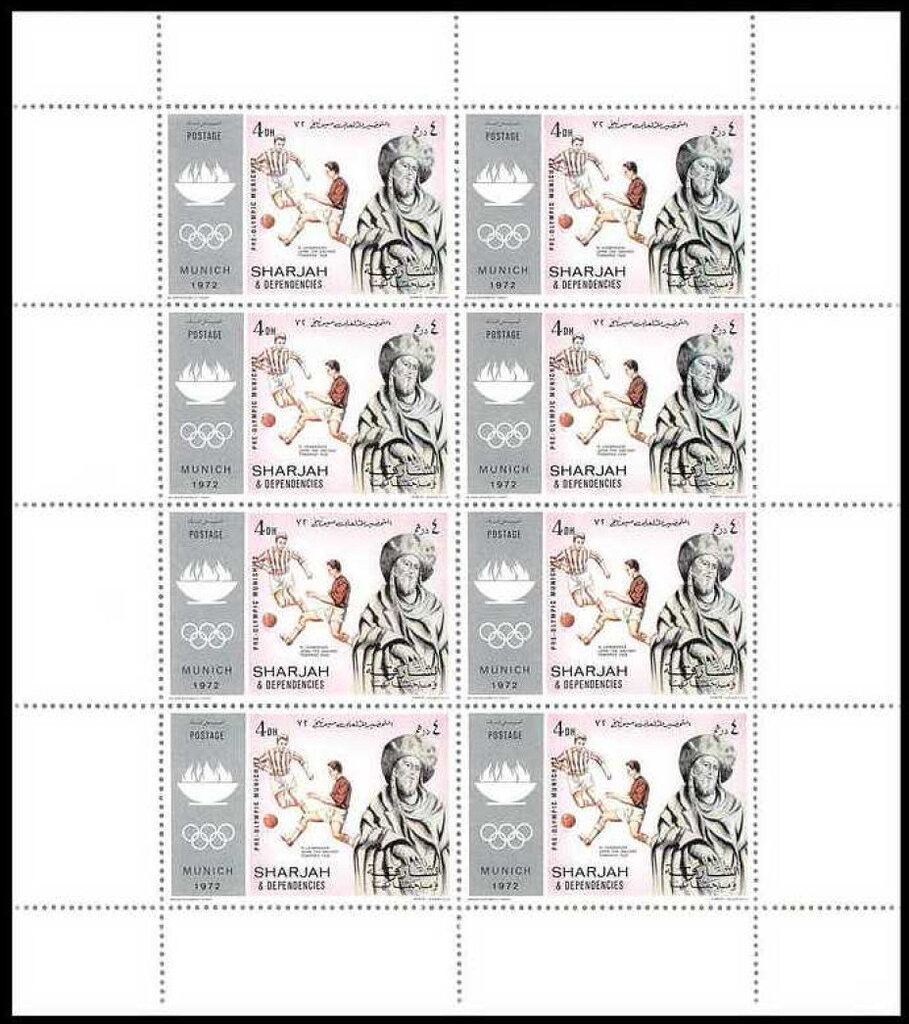
60 درهما
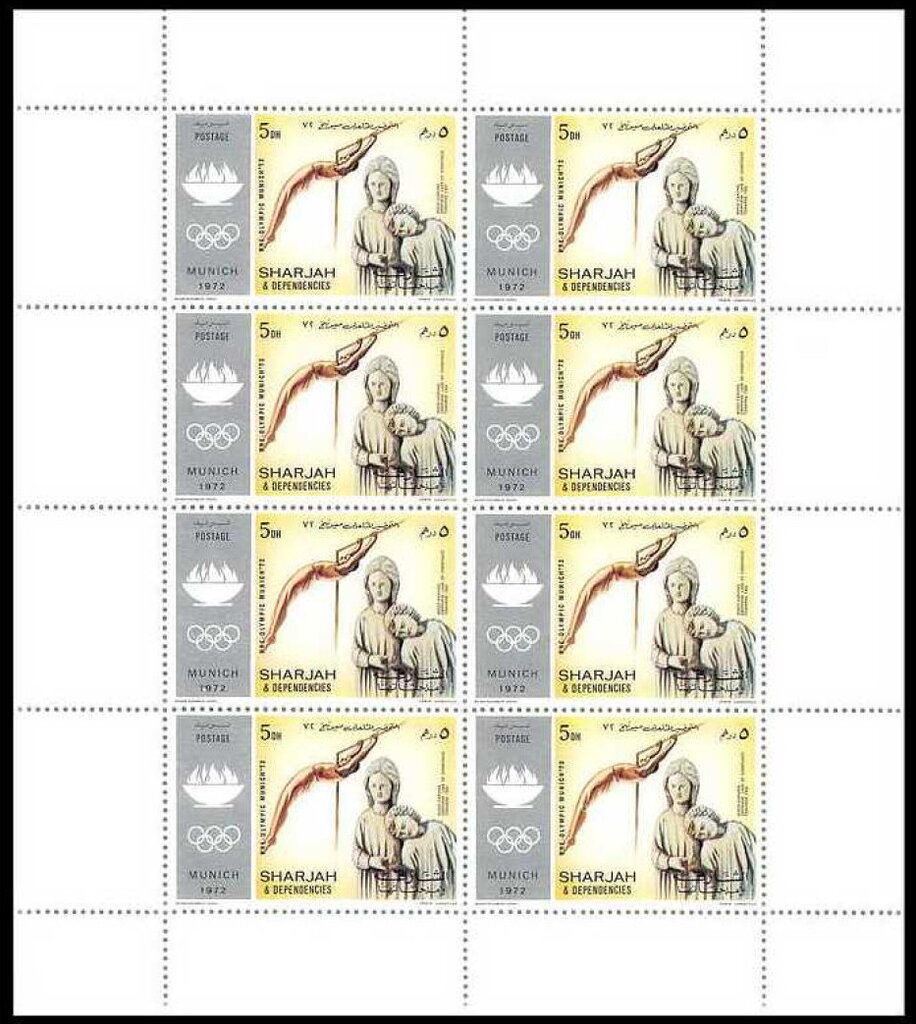
ريال واحد
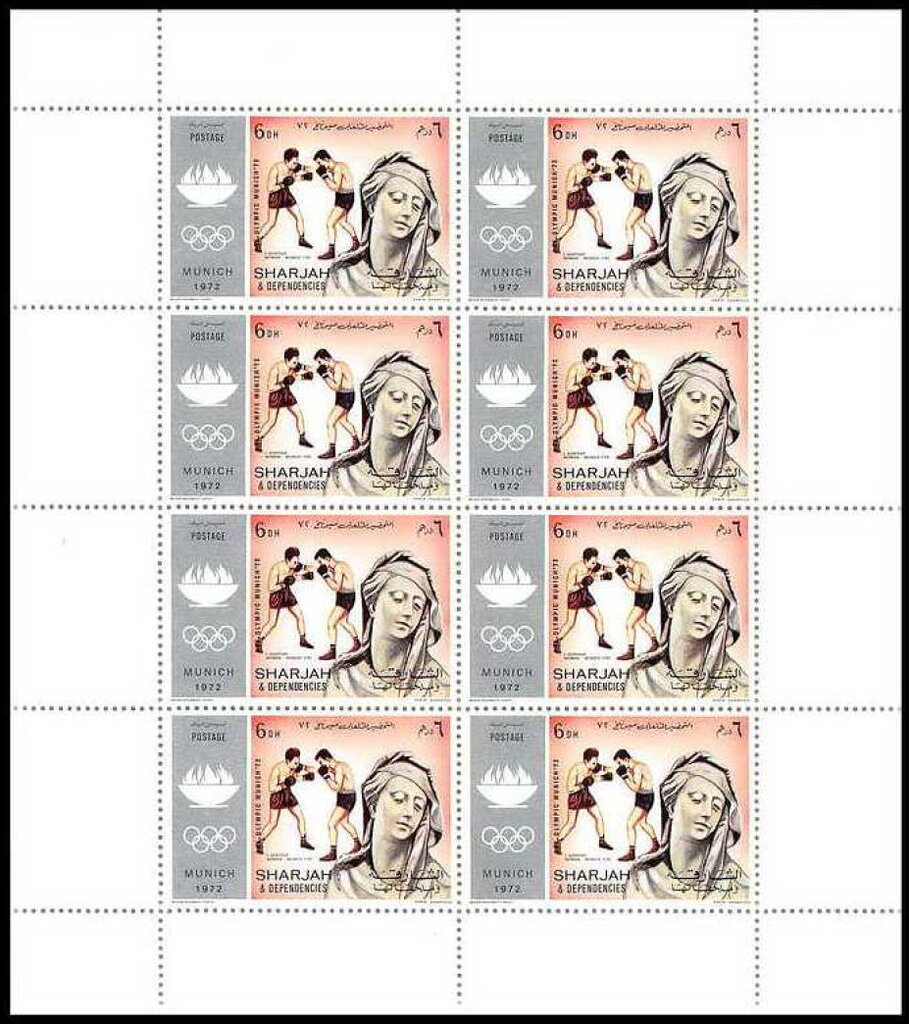
ريالان

وهذه صور صحائف الطوابع المخصصة للبريد الجوي:

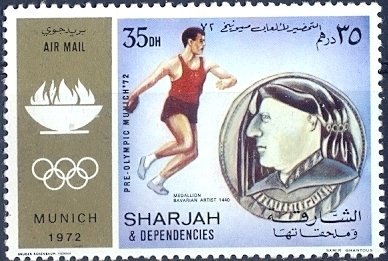
35 درهما
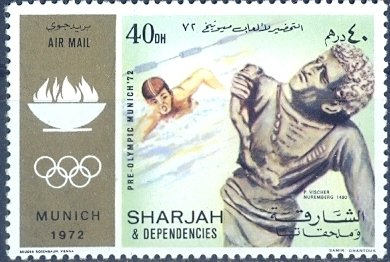
40 درهما
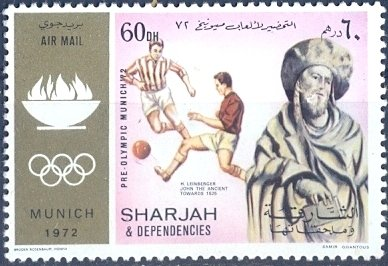
60 درهما
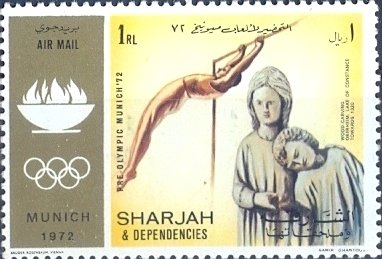
ريال واحد
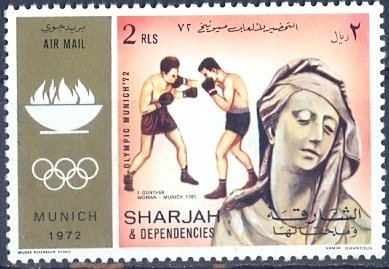
ريالان

وكذلك توفرت منها نسخة غير مخرمة:

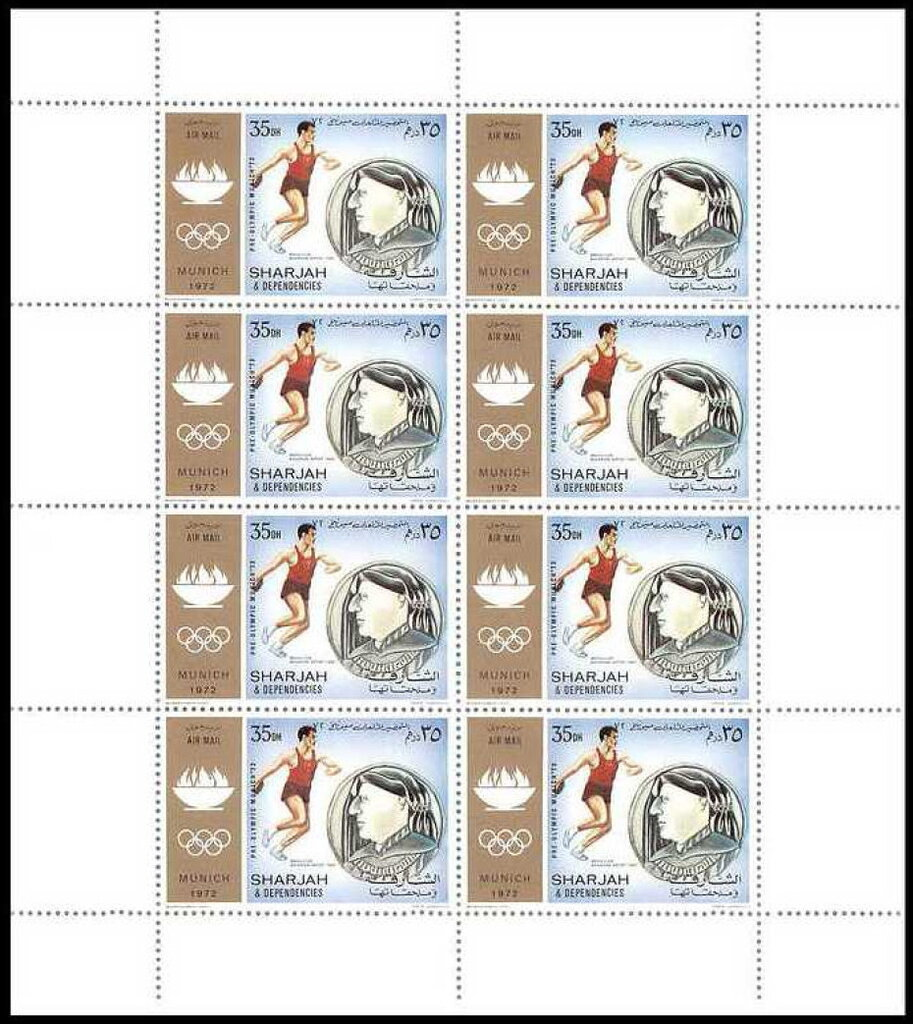
35 درهما
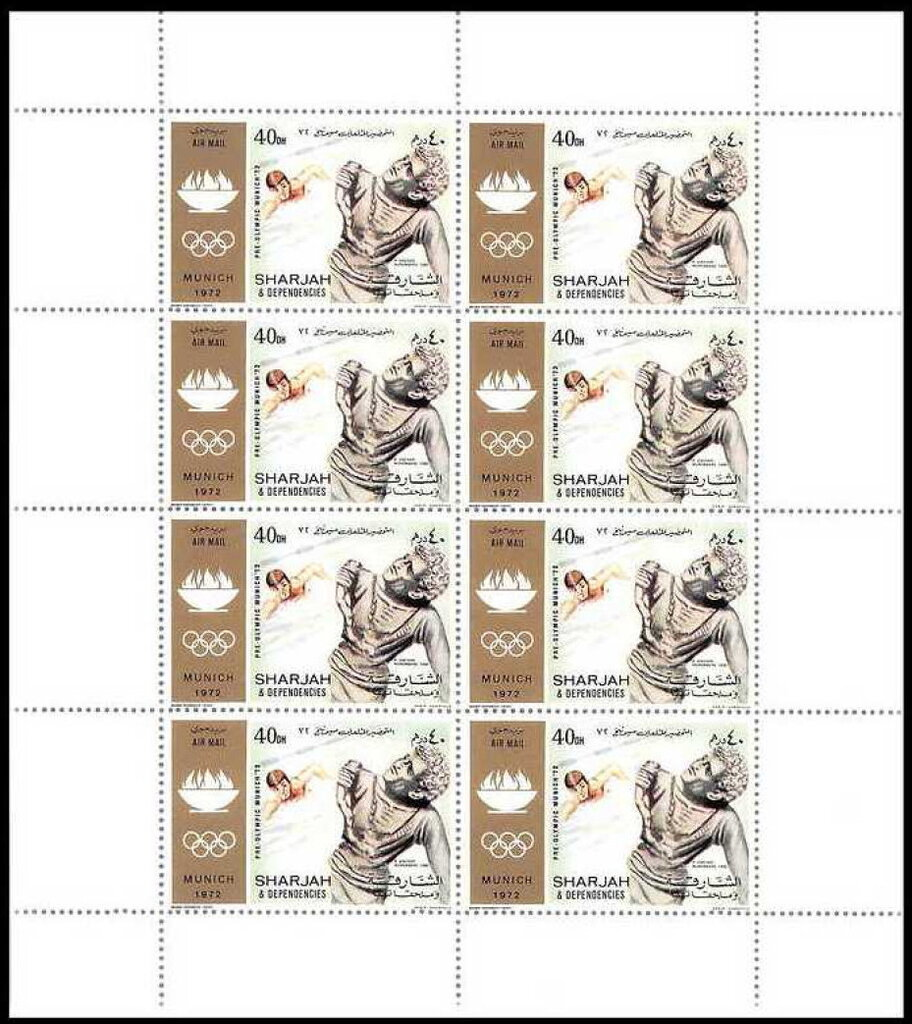
40 درهما
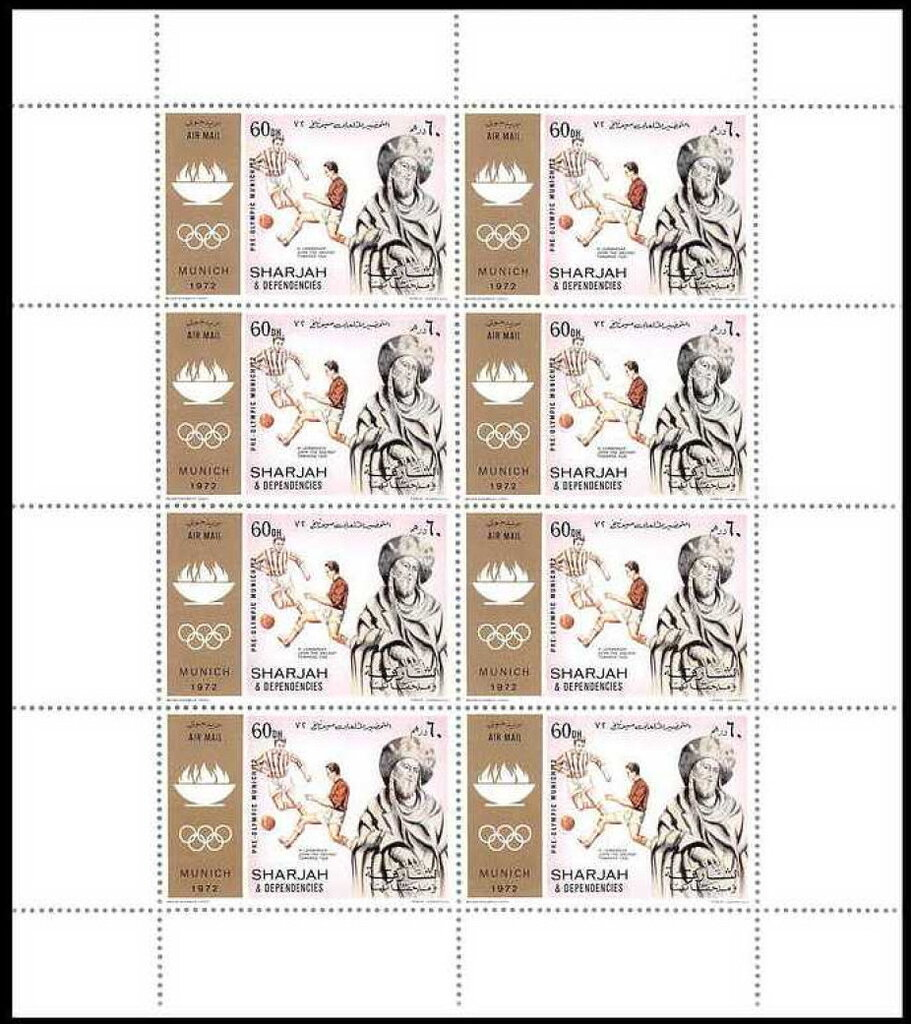
60 درهما
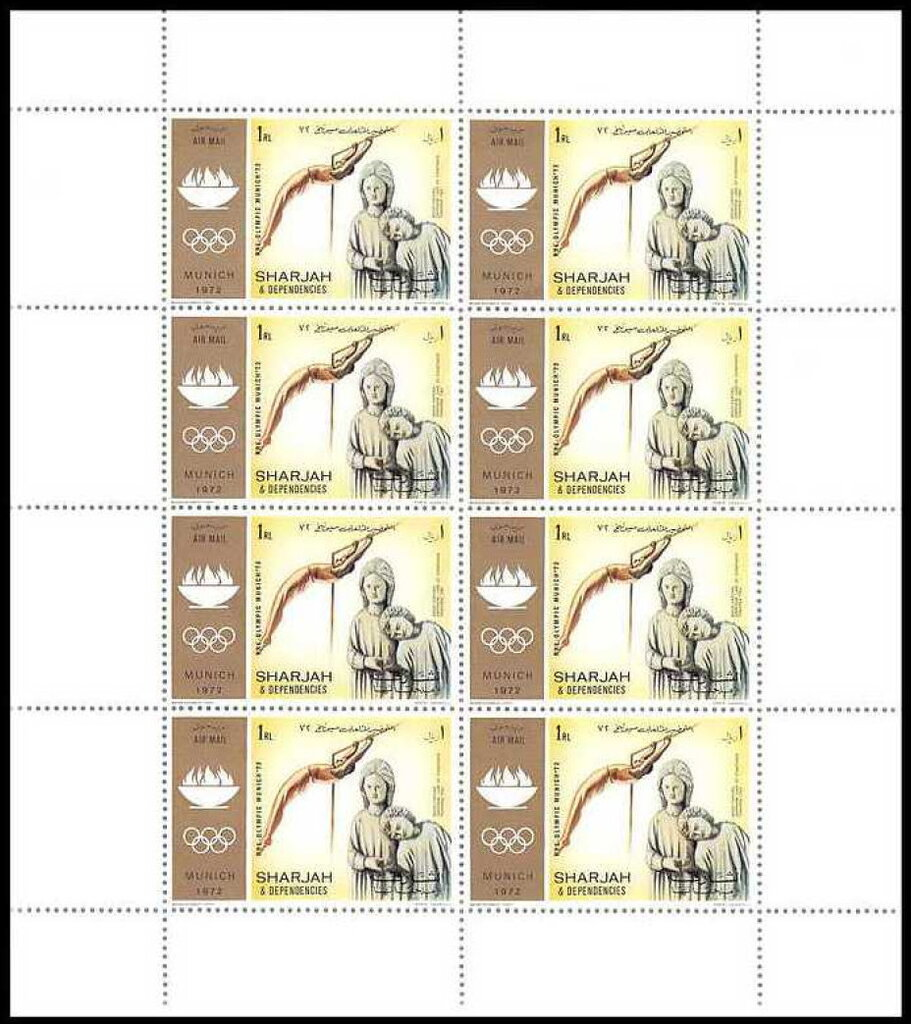
ريال واحد
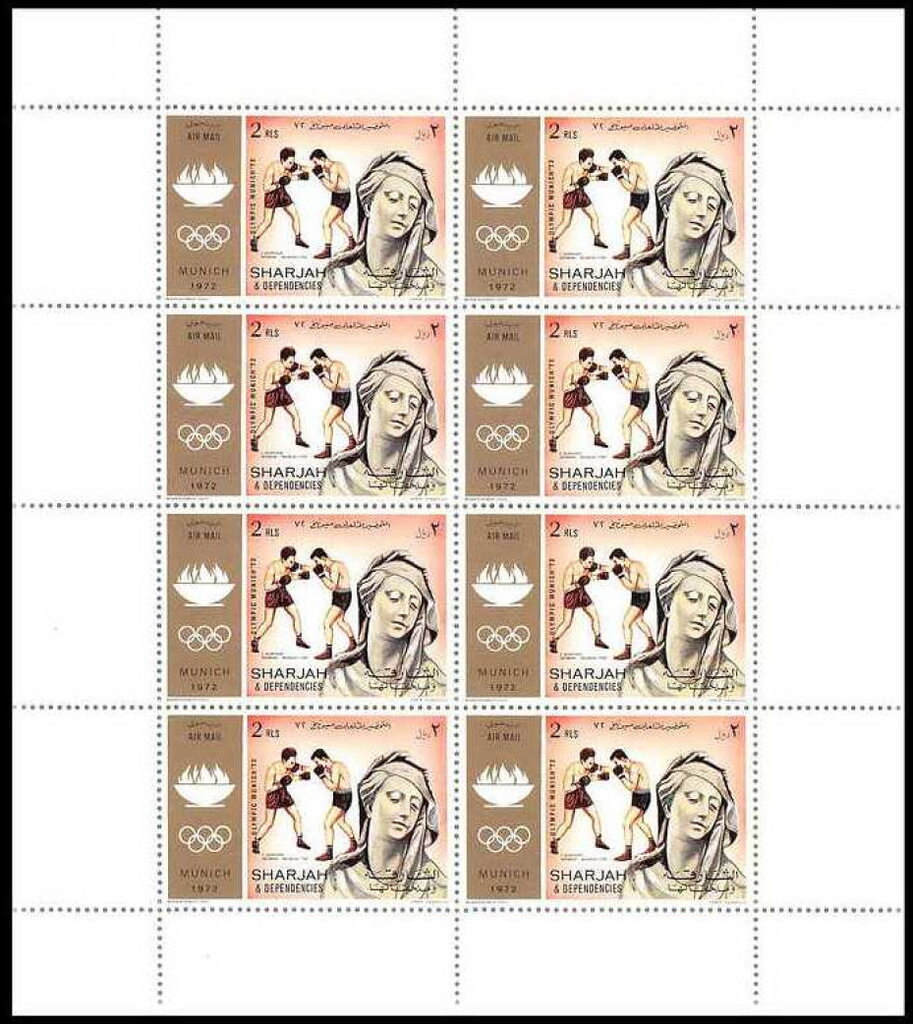
ريالان

وهذه صور صحائف الطوابع المخصصة للبريد الجوي غير المخرمة:

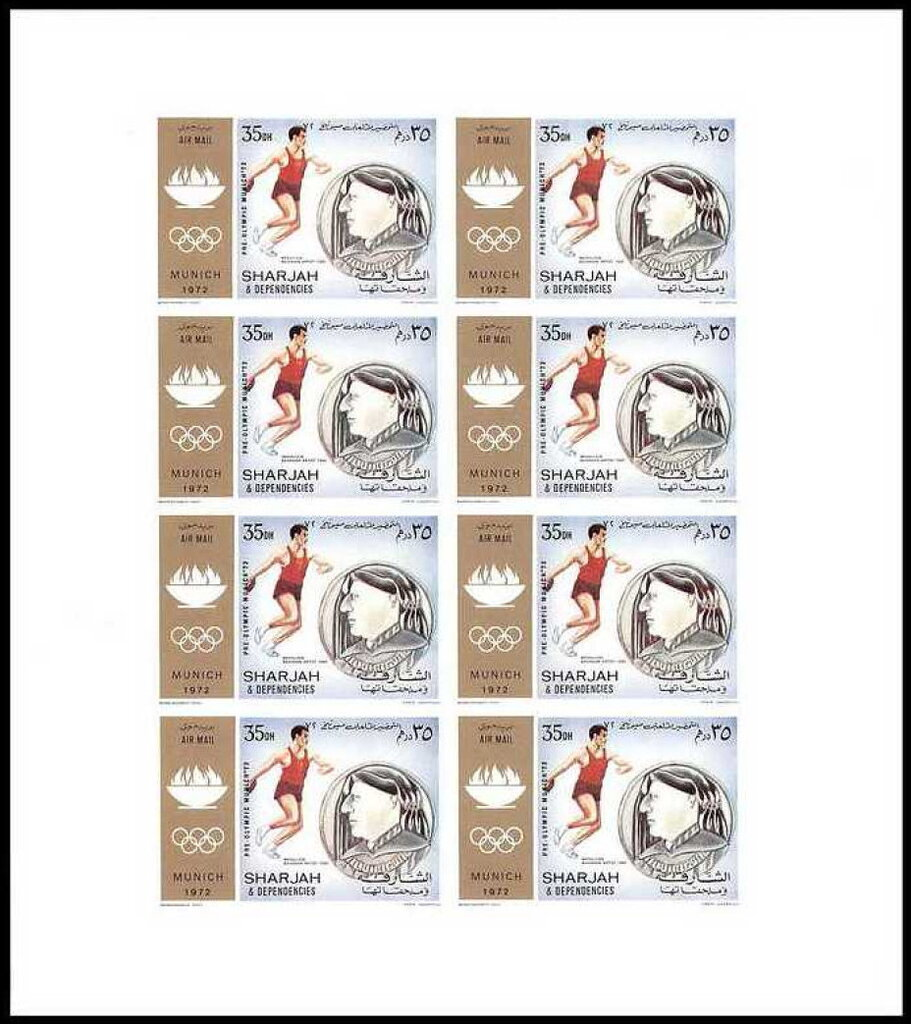
35 درهما
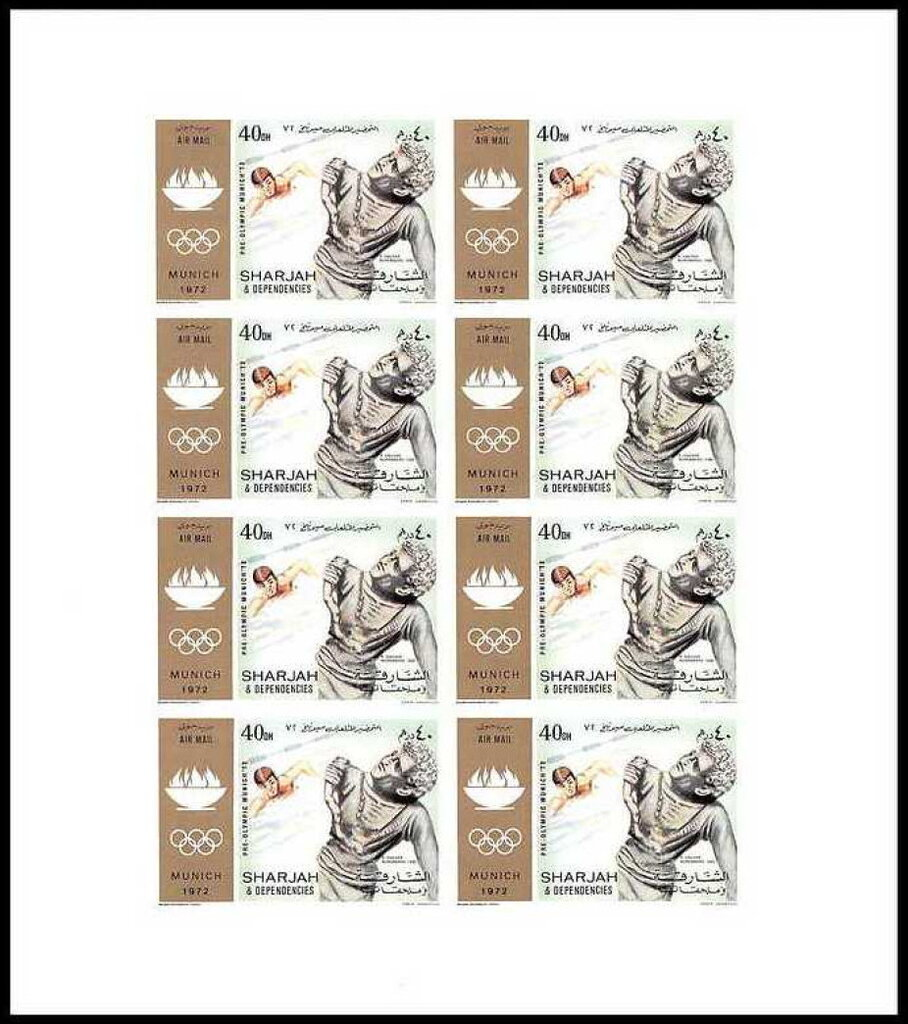
40 درهما
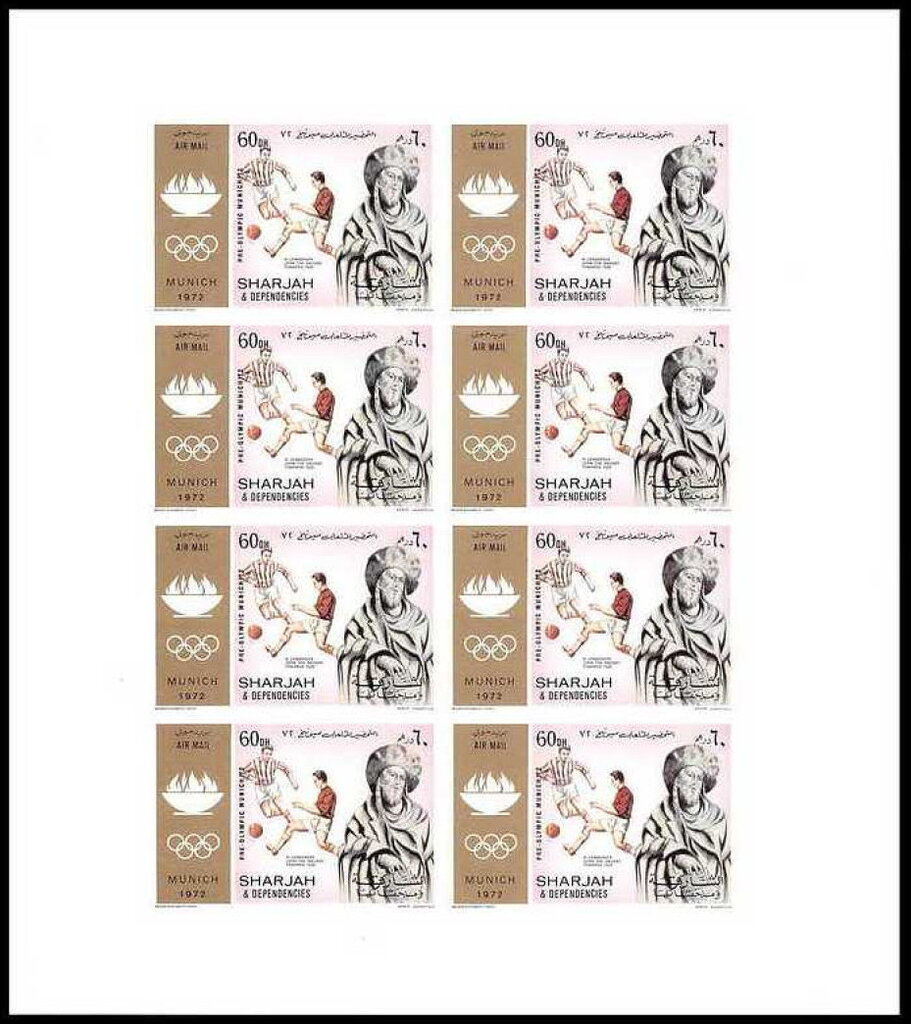
60 درهما
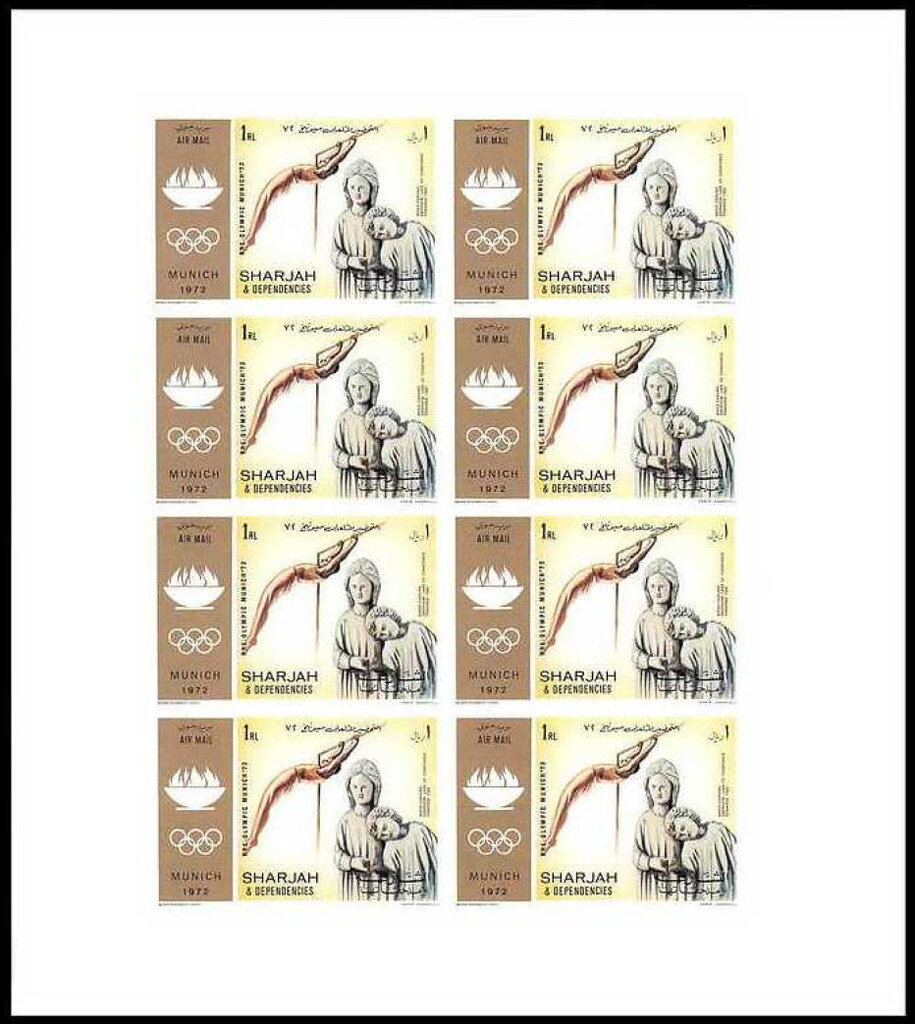
ريال واحد
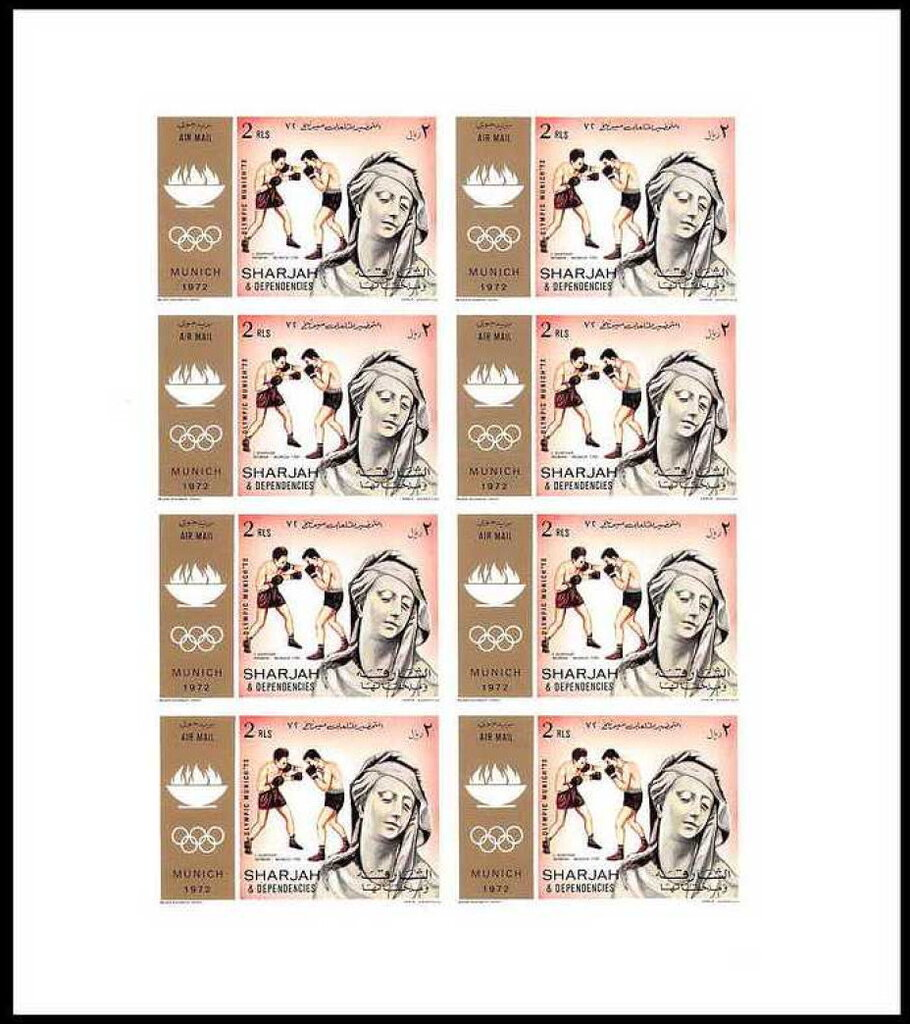
ريالان

كذلك أصدرت بطاقة تذكارية تضم طابعا بقيمة 4 ريالات وأخرى بقيمة 6 ريالات، وتظهر في الطابع صورة الملعب الأولمبي في ميونخ:

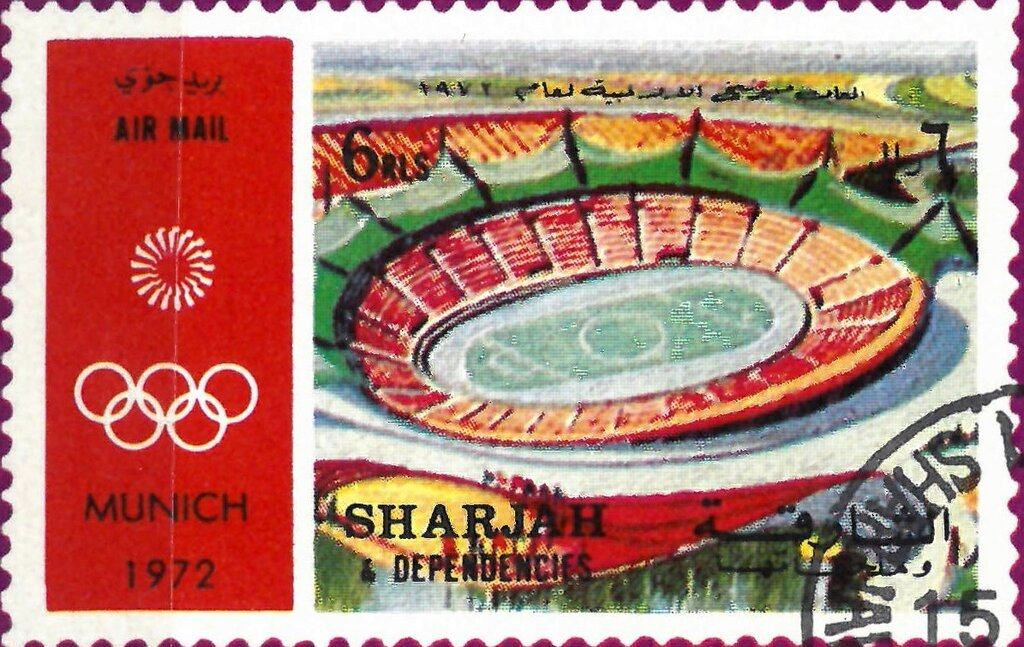
4 ريالات
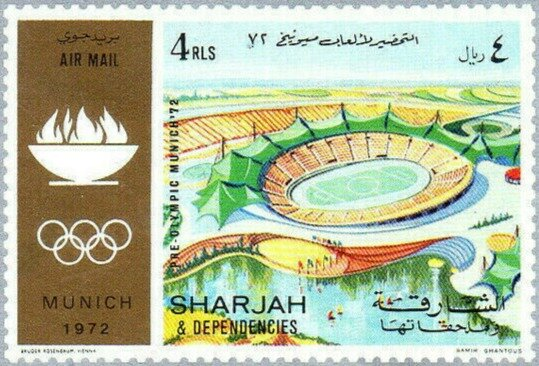
6 ريالات

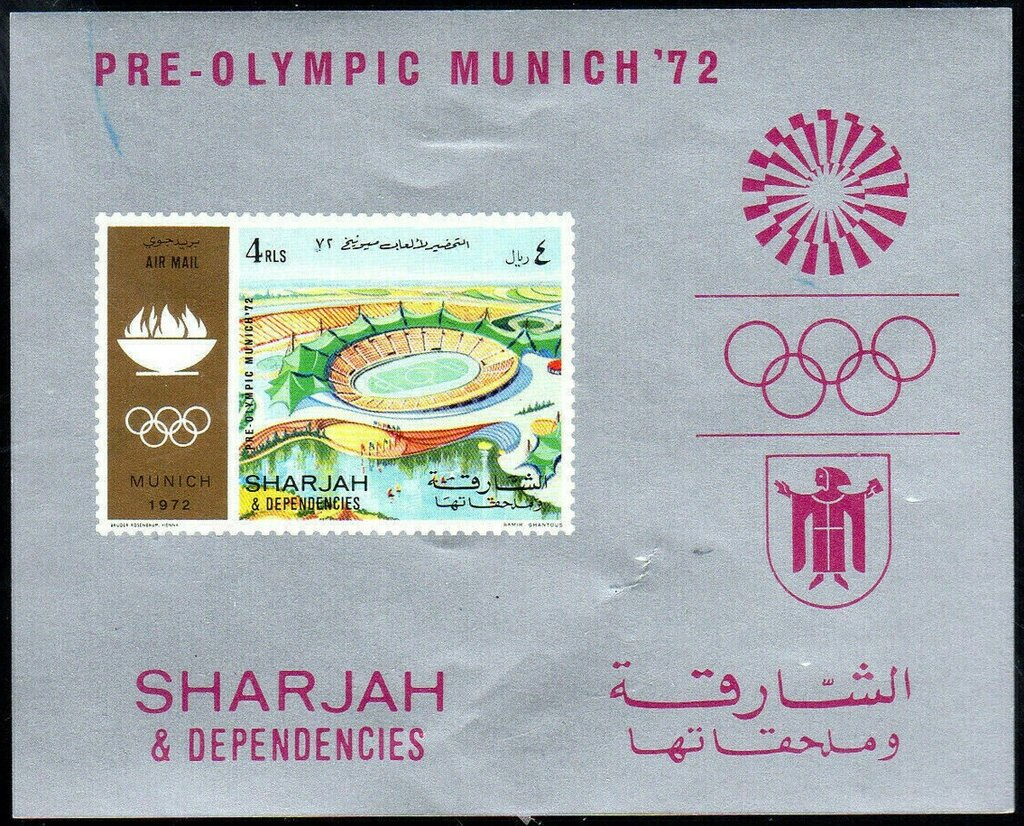
بطاقة تضم طابعا بقيمة 4 ريالات

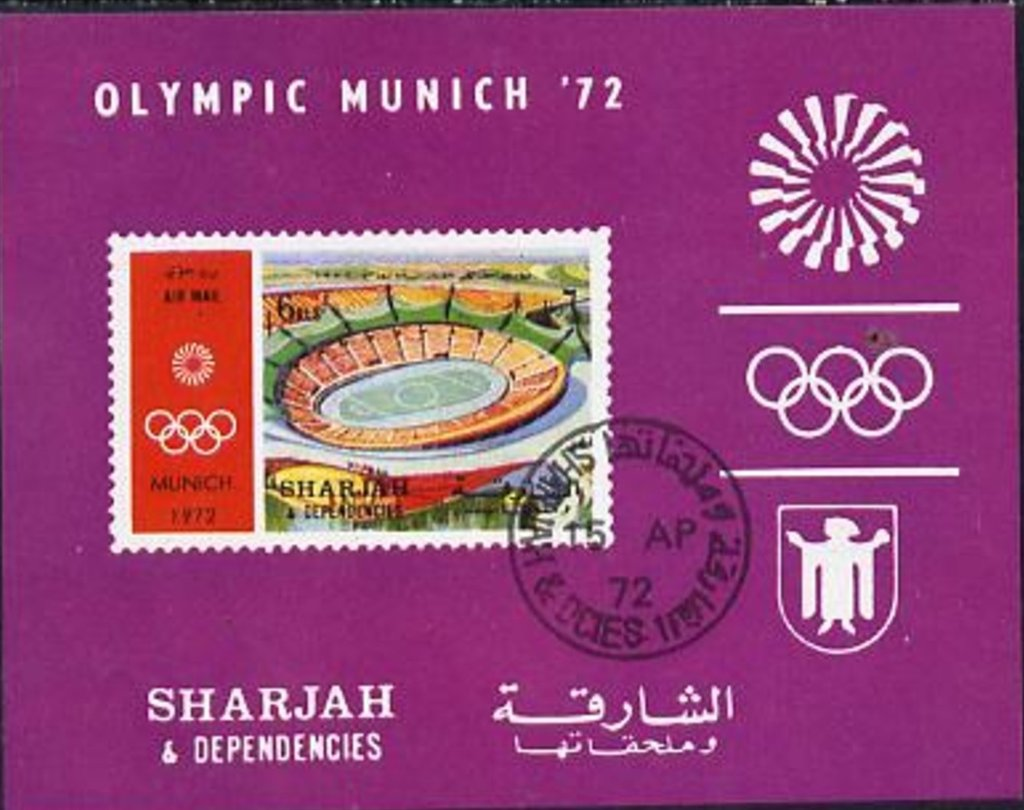
بطاقة تضم طابعا بقيمة 6 ريالات

كما أصدرت بطاقات تذكارية تضم طوابع بألوان ذهبية أو فضية بقيمة 3 و4 ريالات:

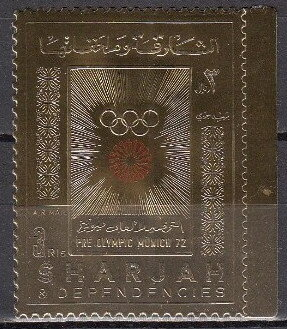
3 ريالات طابع ذهبي مخرم الحواف
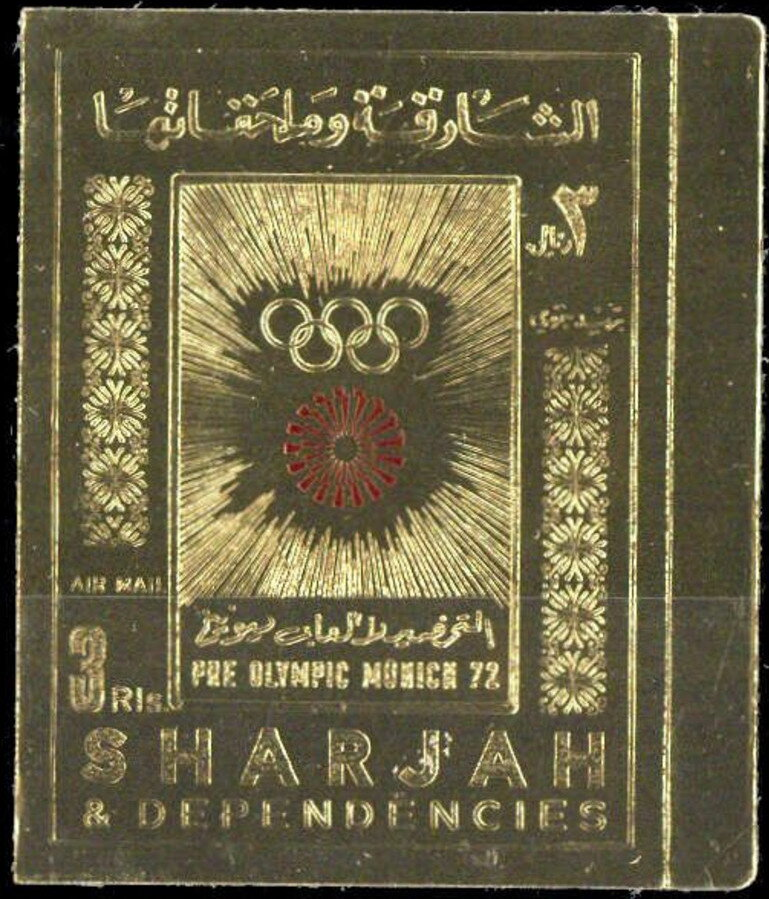
3 ريالات طابع ذهبي غير مخرم الحواف
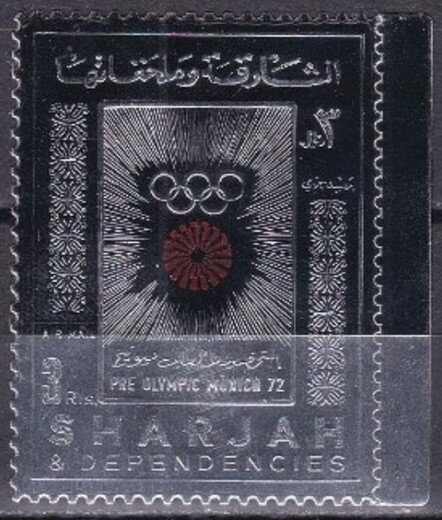
3 ريالات طابع فضي مخرم الحواف
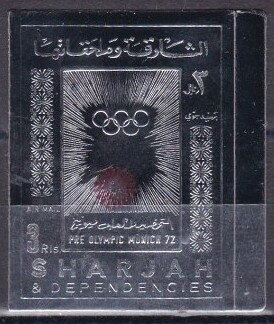
3 ريالات طابع فضي غير مخرم الحواف

## إصدارات جمال عبد الناصر (المجموعة الثانية)

20 درهما صورة شعار جامعة الدول العربية
40 درهما يو ثانت
60 درهما صورة مبنى جامعة الدول العربية وأعلام أعضائها
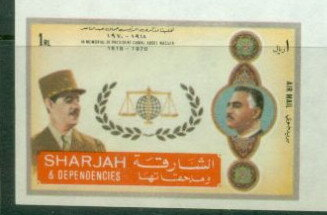
ريال واحد شارل ديغول
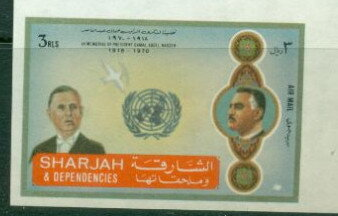
3 ريالات

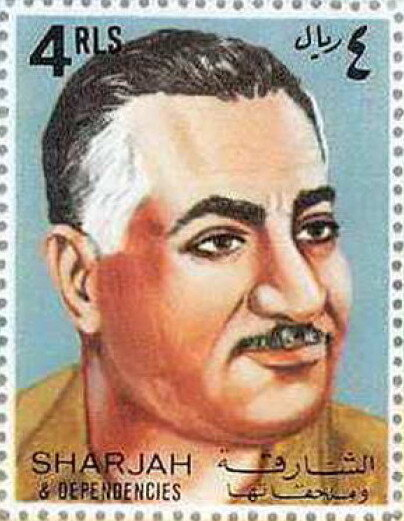
طابع قيمته 4 ريالات.

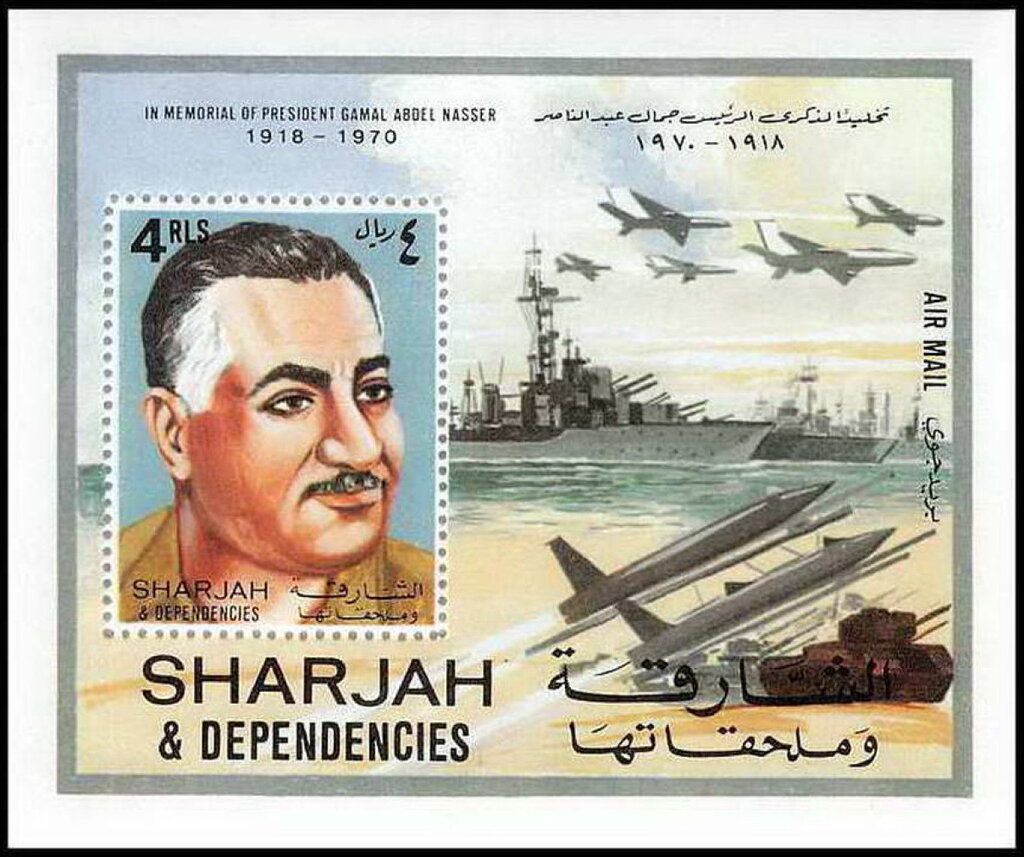
البطاقة التذكارية التي تضم الطابع الذي قيمته 4 ريالات.

كذلك أصدرت في عام 1971 مجموعة ثانية من الطوابع التي تخلد رئيس مصر الراحل جمال عبد الناصر:

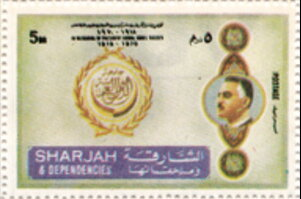
5 دراهم صورة شعار جامعة الدول العربية
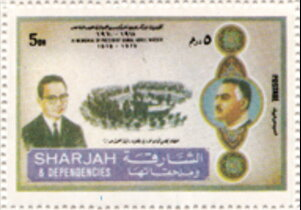
5 دراهم يو ثانت
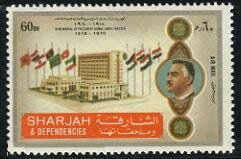
5 دراهم صورة مبنى جامعة الدول العربية وأعلام أعضائها
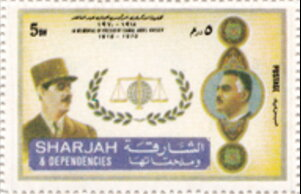
5 دراهم شارل ديغول
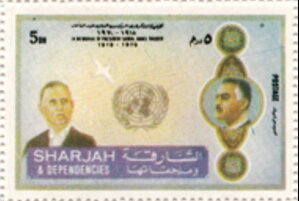
5 دراهم

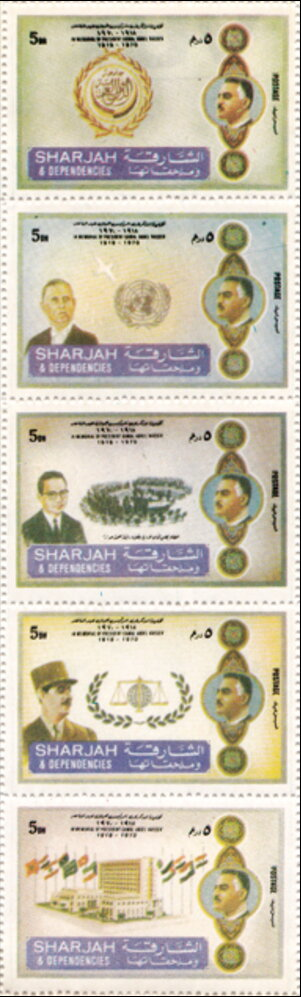
الطوابع الخمسة على هيئة طوابع متجاورة.

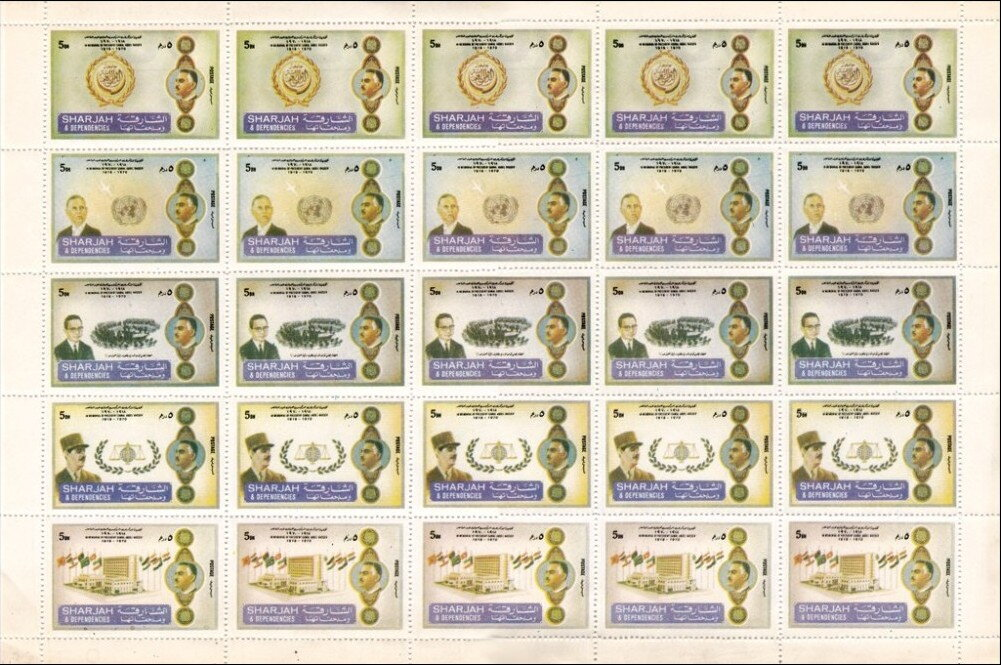
صحيفة الطوابع كاملة.

وتذكر الفهارس وجود إصدار غير مخرم لهذه الطوابع. كذلك أصدرت مجموعة من الطوابع المخصصة للبريد الجوي مع اختلاف بسيط في الألوان وقيمة الطابع:

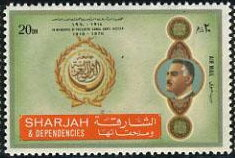
20 درهما صورة شعار جامعة الدول العربية
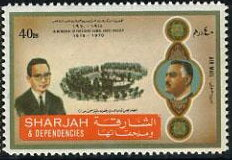
40 درهما يو ثانت
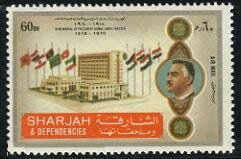
60 درهما صورة مبنى جامعة الدول العربية وأعلام أعضائها
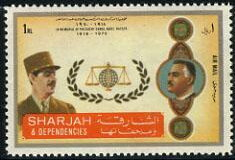
ريال واحد شارل ديغول
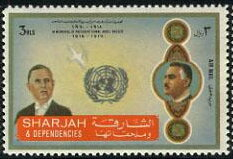
3 ريالات

وكذلك توفرت منها نسخة غير مخرمة:

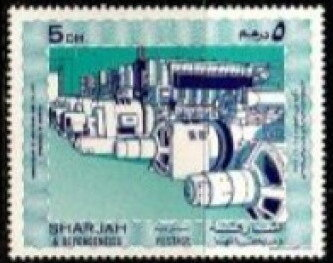
5 دراهم
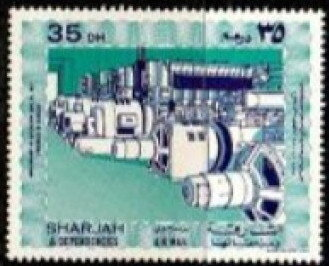
20 درهما
صورة شعار جامعة الدول العربية
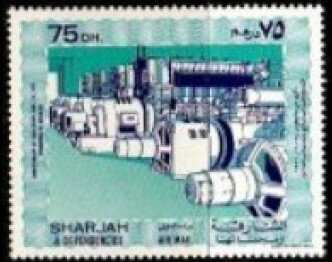
40 درهما
يو ثانت
- 60 درهما
صورة مبنى جامعة الدول العربية وأعلام أعضائها
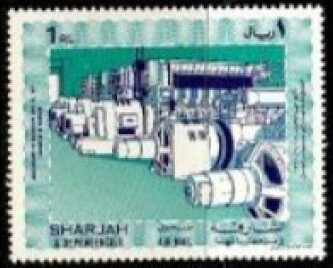
ريال واحد شارل ديغول
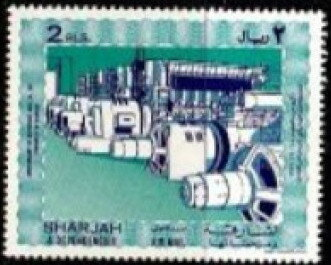
ريالان
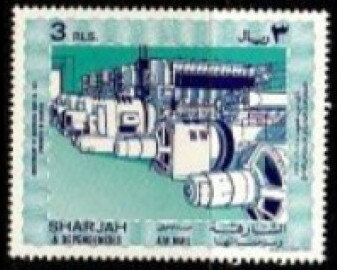
3 ريالات

كما أصدرت بطاقة تذكارية تضم طابعا:

## إصدارات عيد الجلوس
في يونيو 1971، أصدرت طوابع بمناسبة عيد الجلوس مع عبارة "ذكرى عيد الجلوس 24 \ 6 \ 1971 التقدم في الشارقة بعد سمو الشيخ خالد بن محمد القاسمي":
- طوابع برج الساعة والنافورة:

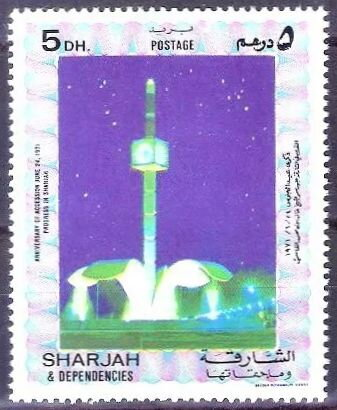
5 دراهم
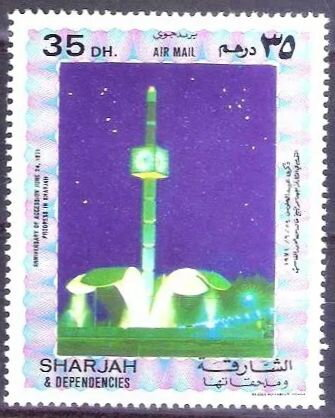
35 درهما
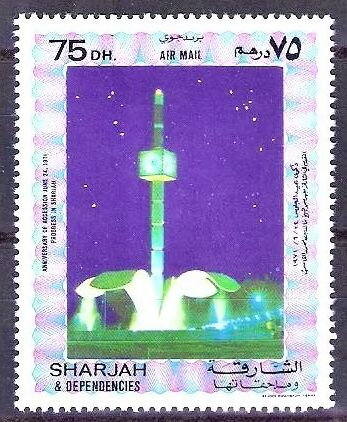
75 درهما
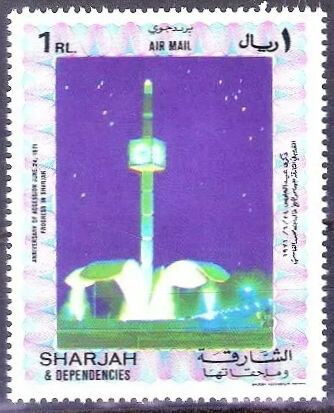
ريال واحد
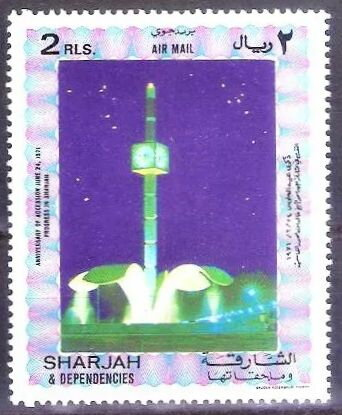
ريالان
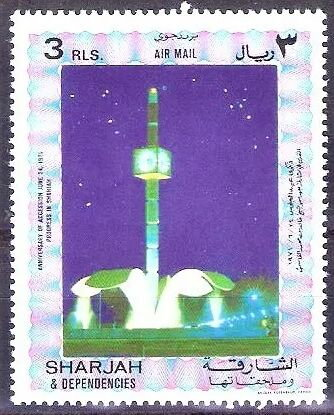
3 ريالات

- طوابع المكائن:

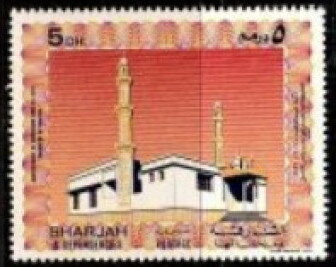
5 دراهم
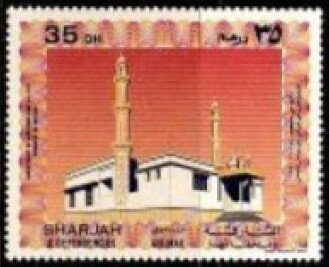
35 درهما
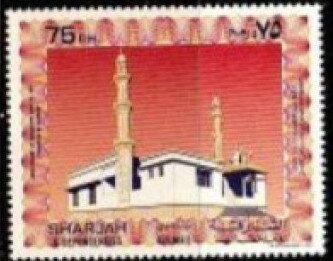
75 درهما
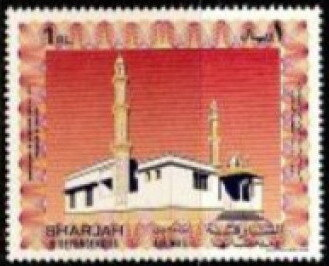
ريال واحد
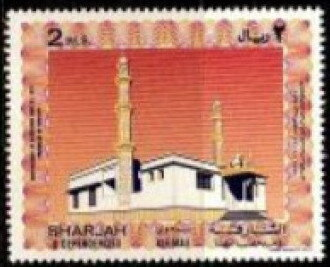
ريالان
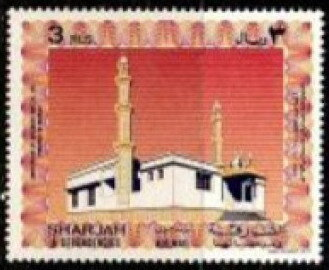
3 ريالات

- طوابع المسجد:

- 5 دراهم
- 35 درهما
- 75 درهما
- ريال واحد
- ريالان
- 3 ريالات

- طوابع الشيخ خالد بن محمد القاسمي:

5 دراهم
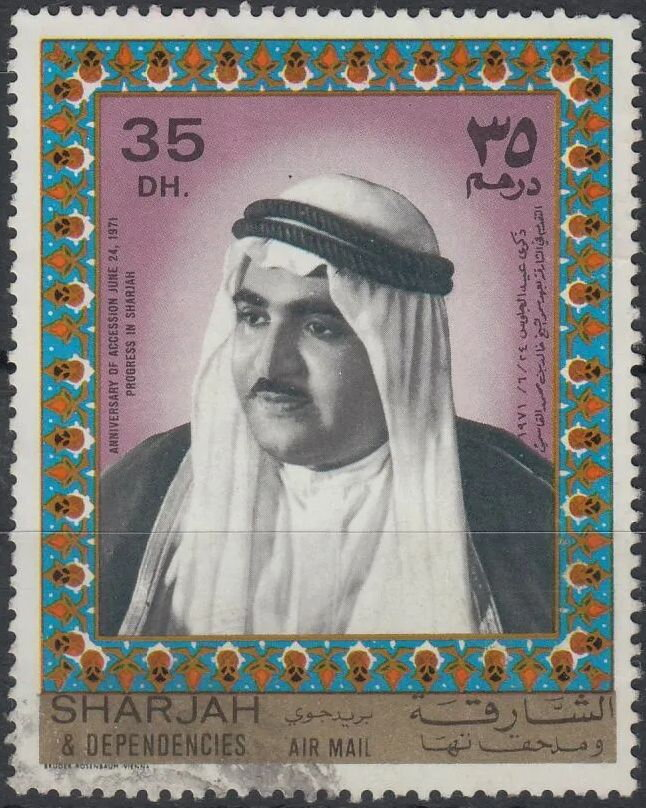
35 درهما
75 درهما
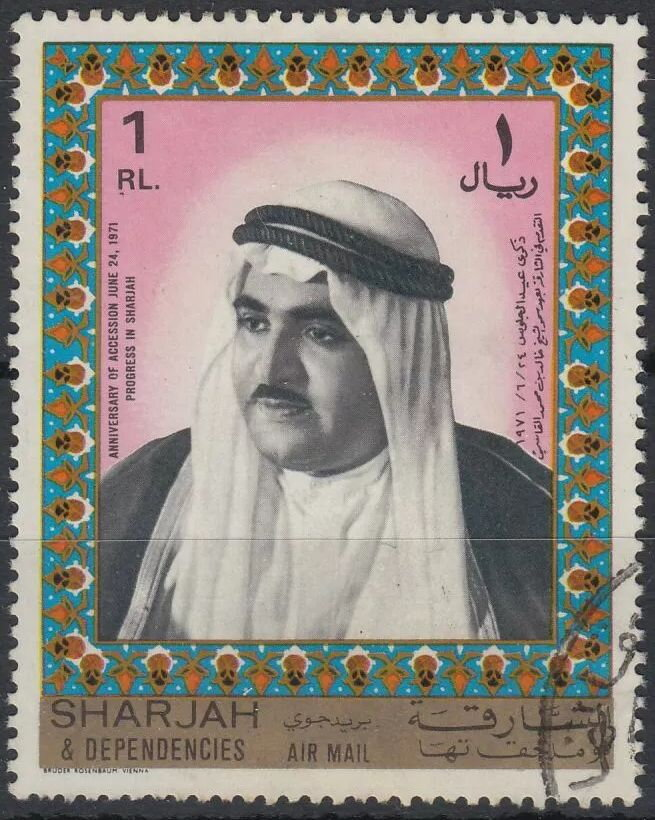
ريال واحد
ريالان
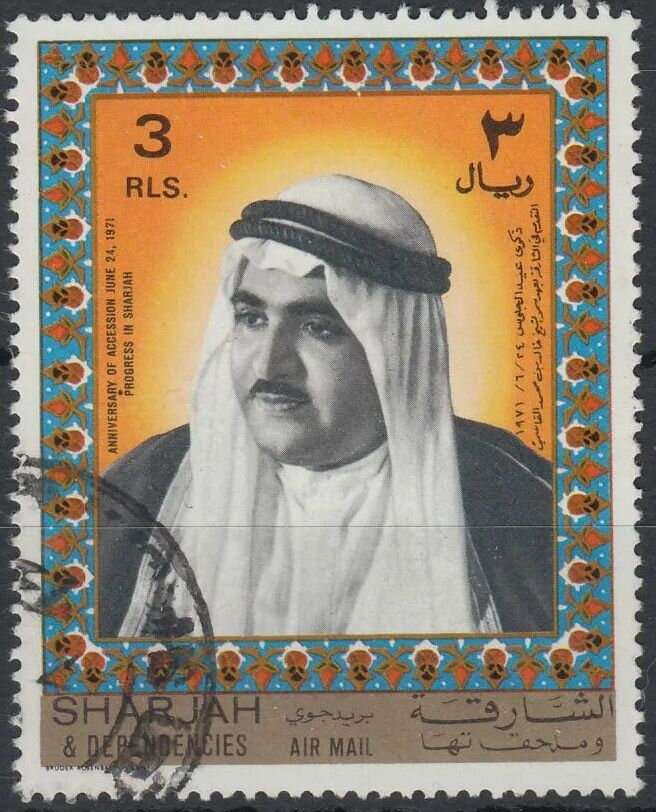
3 ريالات
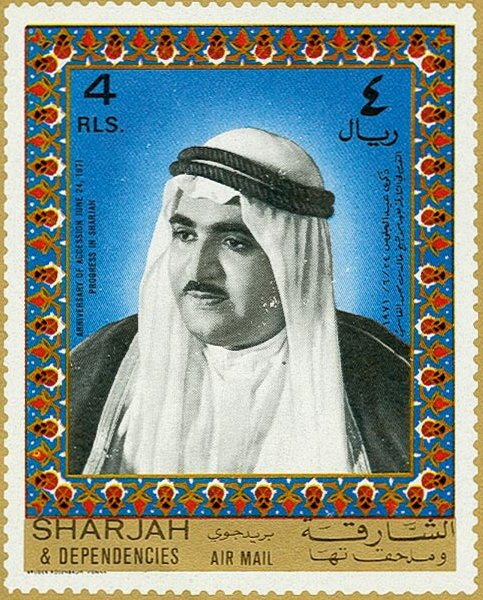
4 ريالات
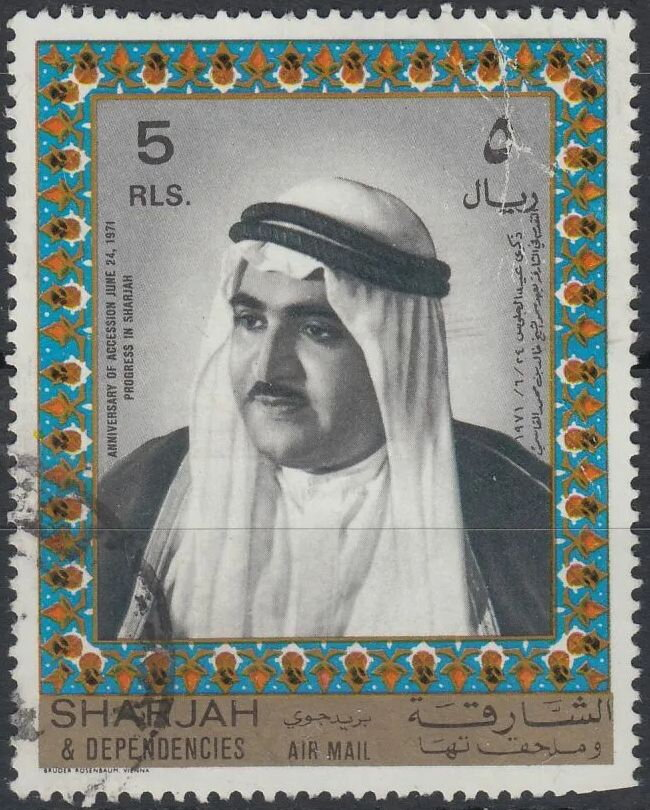
5 ريالات
10 ريالات

كما أصدرت بطاقة تذكارية تضم طابعا بقيمة 4 ريالات يحمل صورة الشيخ خالد بن محمد القاسمي:

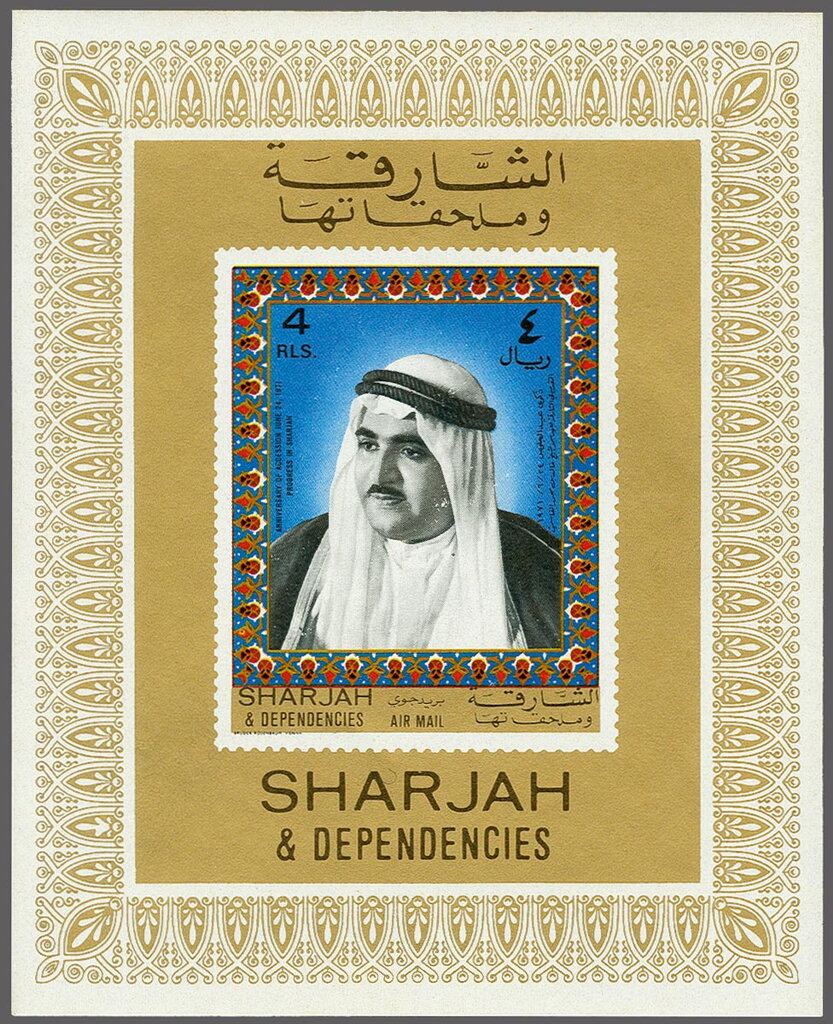
البطاقة التذكارية.

## إصدارات الكشافة
في 6 يوليو 1971، أصدرت الطوابع التالية التي تحتفي بالكشافة، وكانت على 3 مجموعات:

### مجموعة الكشافة العربية

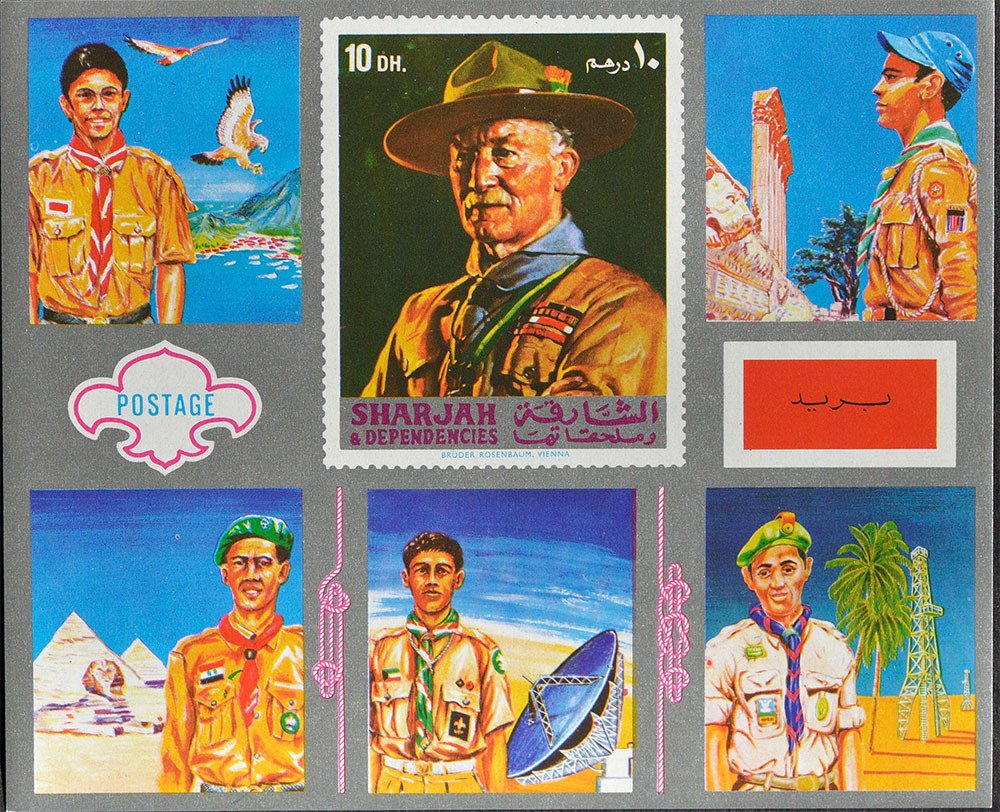
بطاقة تذكارية تضم طابعا بقيمة 10 دراهم

بطاقة تذكارية تضم طابعا بقيمة 4 ريالات وهي مخصصة للبريد الجوي

ضمت هذه المجموعة الطوابع التالية والتي تظهر عليها صورة شخص من الكشافة واسم بلد ومعلما من معالم البلد:

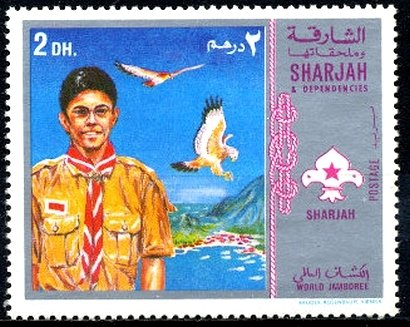
درهمان الشارقة
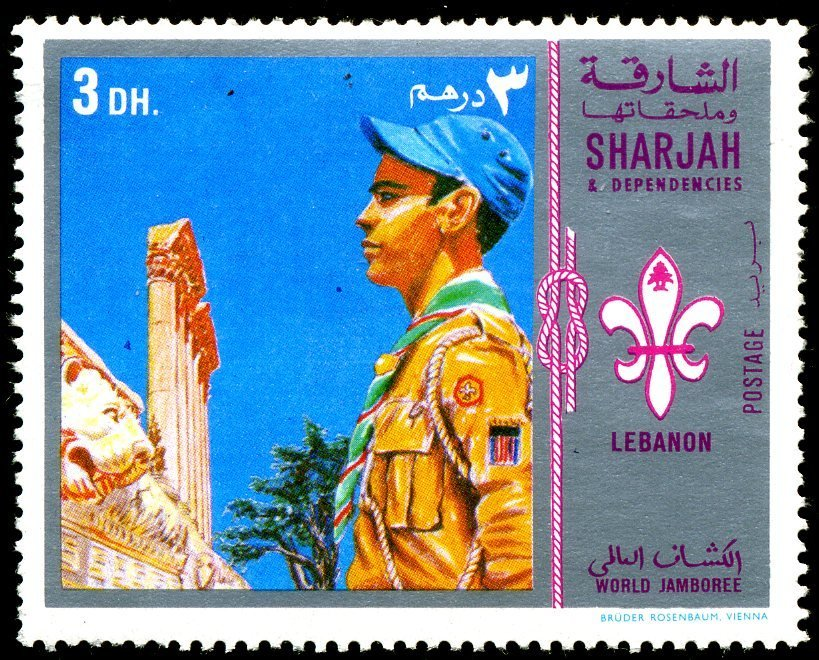
3 دراهم لبنان
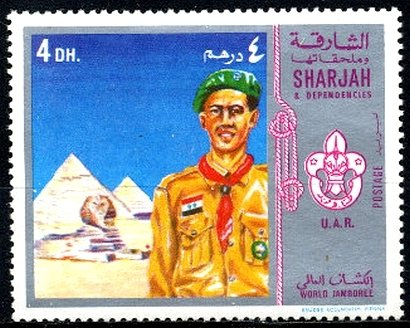
4 دراهم الجمهورية العربية المتحدة
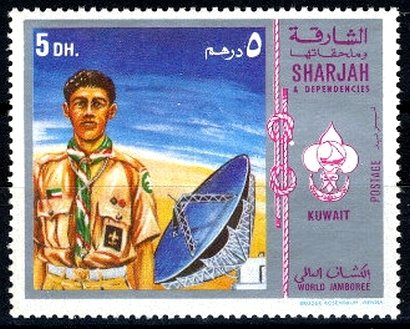
5 دراهم الكويت
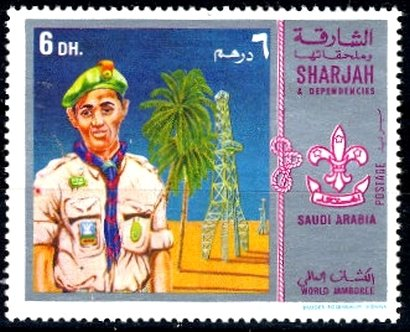
6 دراهم السعودية

وكذلك توفرت نسخ غير مخرمة:

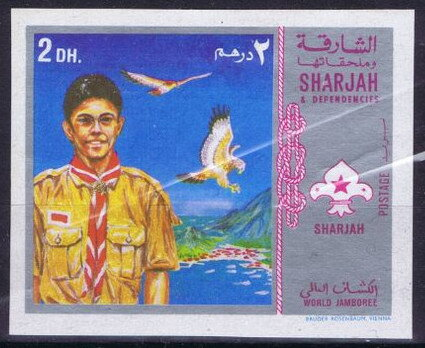
درهمان الشارقة
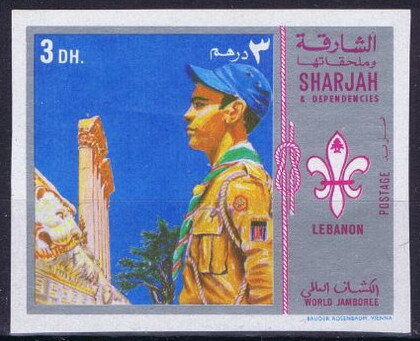
3 دراهم لبنان
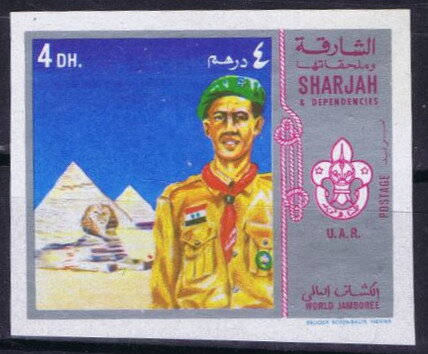
4 دراهم الجمهورية العربية المتحدة
5 دراهم الكويت
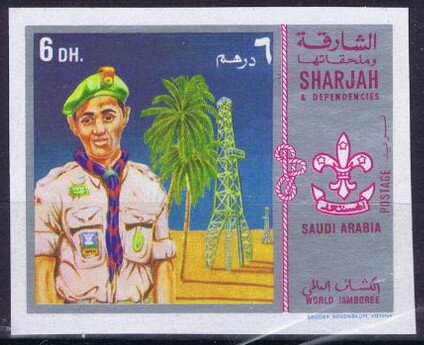
6 دراهم السعودية

كذلك أصدرت مجموعة من الطوابع المخصصة للبريد الجوي مع اختلاف بسيط في الألوان وقيمة الطابع:

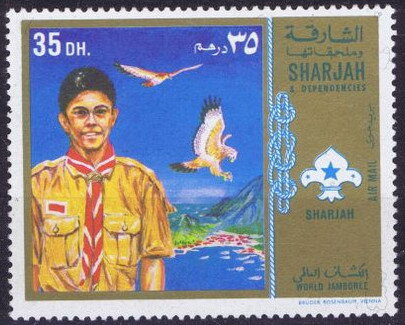
35 درهما الشارقة
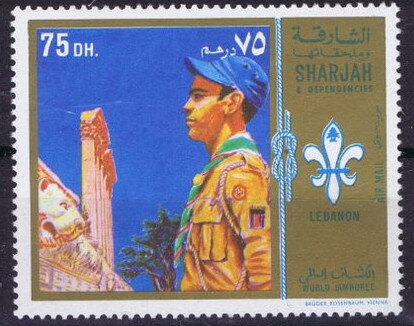
75 درهما لبنان
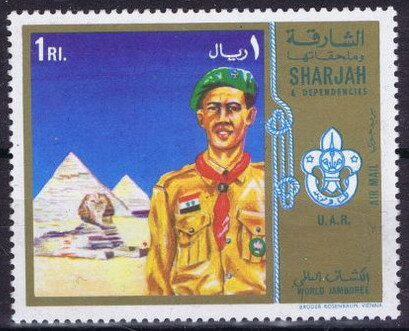
ريال واحد الجمهورية العربية المتحدة
ريالان الكويت
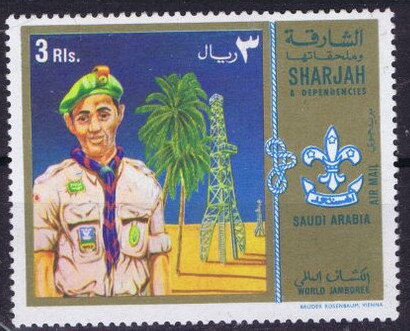
3 ريالات السعودية

وكذلك توفرت منها نسخة غير مخرمة:

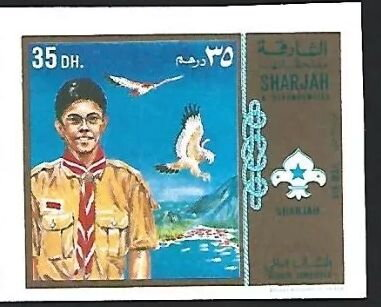
35 درهما الشارقة
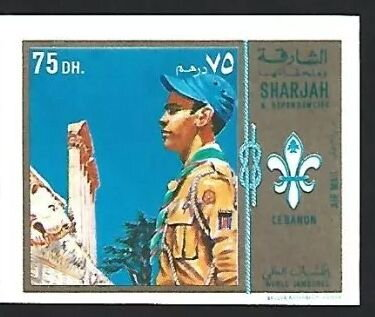
75 درهما لبنان
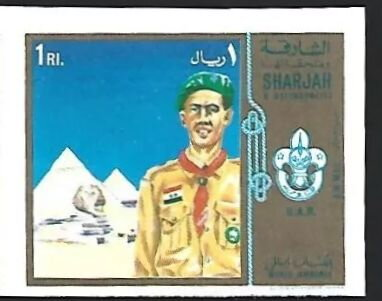
ريال واحد الجمهورية العربية المتحدة
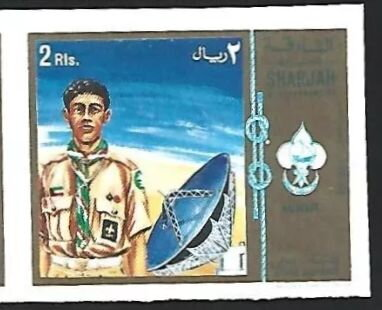
ريالان الكويت
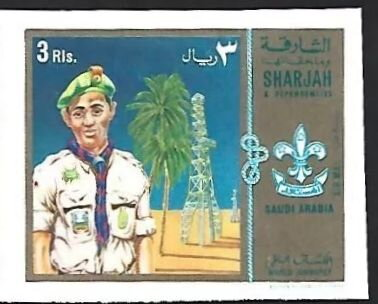
3 ريالات السعودية

كما أصدرت بطاقتان تذكاريتان بنفس التصميم لكن باختلاف في القيمة:

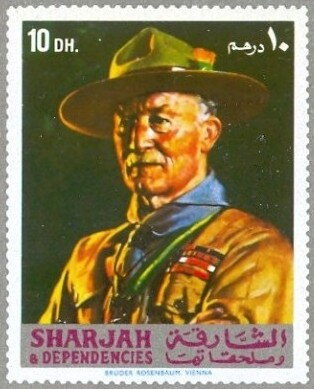
10 دراهم بادن باول
4 ريالات بادن باول (البريد الجوي)

### مجموعة الكشافة الأوروبية

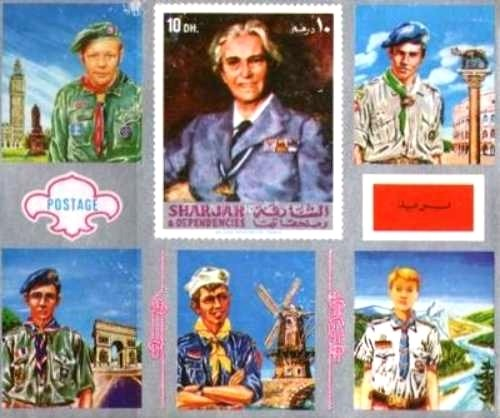
بطاقة تذكارية تضم طابعا بقيمة 10 دراهم

بطاقة تذكارية تضم طابعا بقيمة 4 ريالات

ضمت هذه المجموعة الطوابع التالية والتي تظهر عليها صورة شخص من الكشافة واسم بلد ومعلما من معالم البلد:

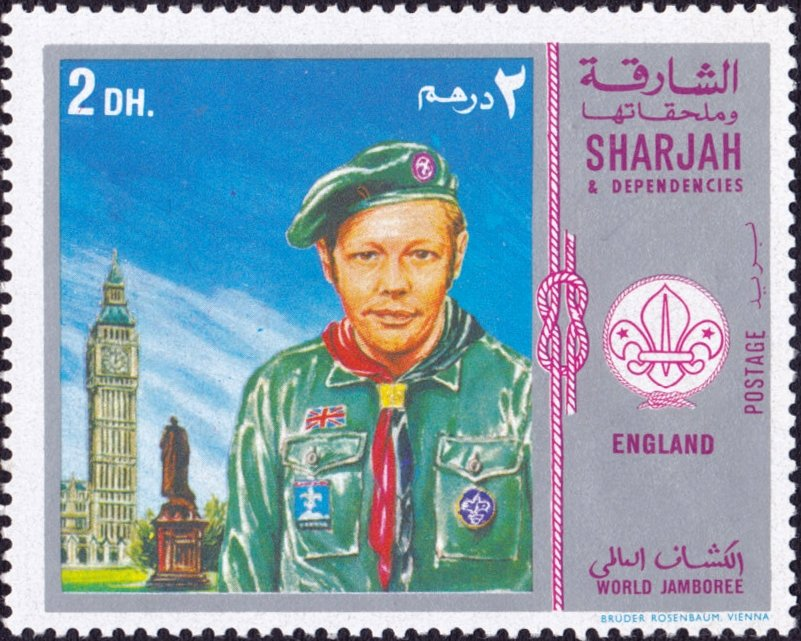
درهمان إنجلترا
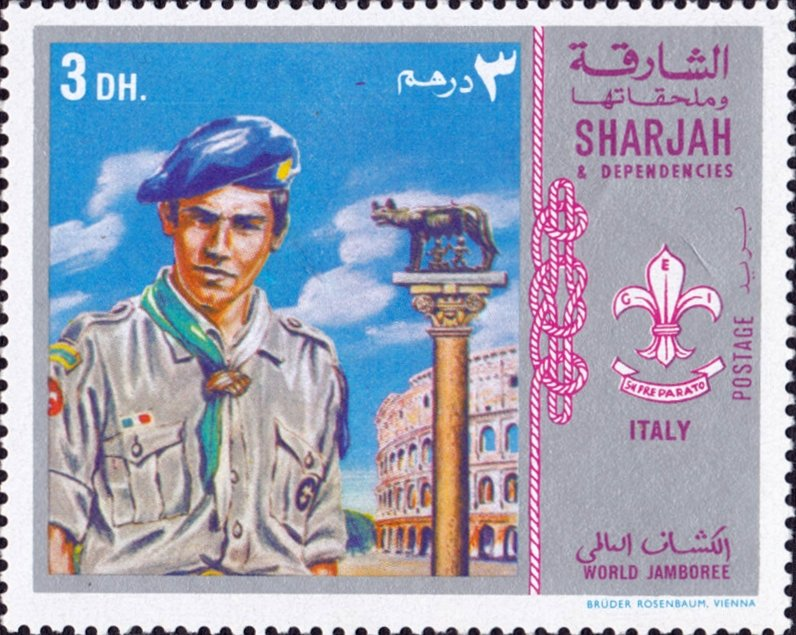
3 دراهم إيطاليا
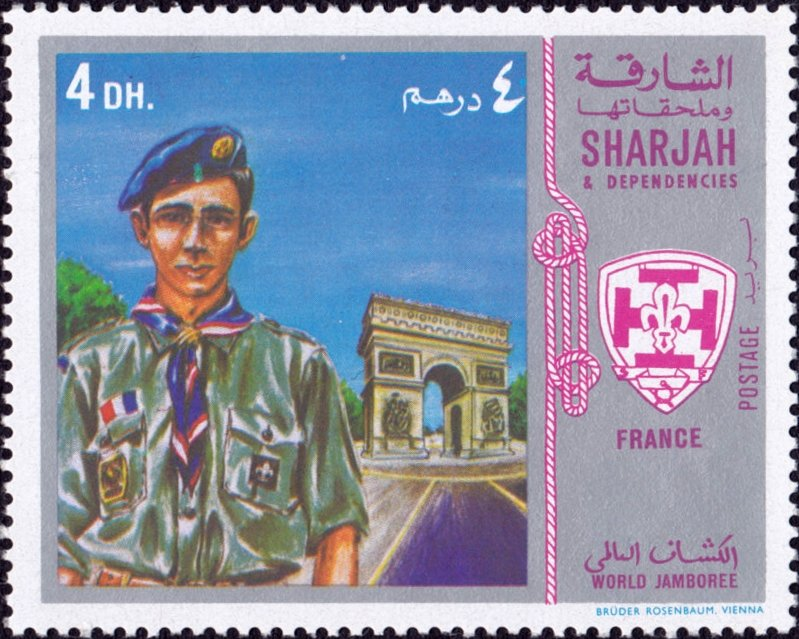
4 دراهم فرنسا
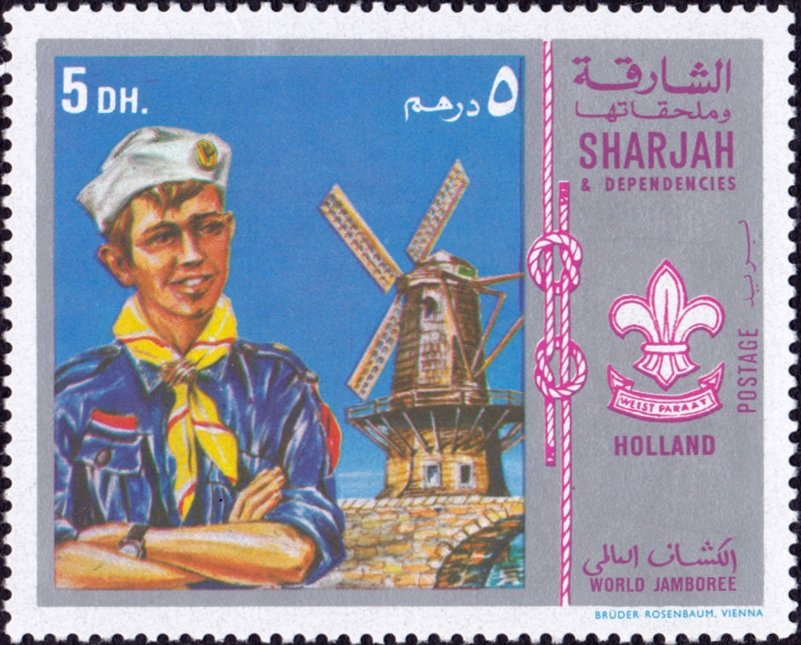
5 دراهم هولندا
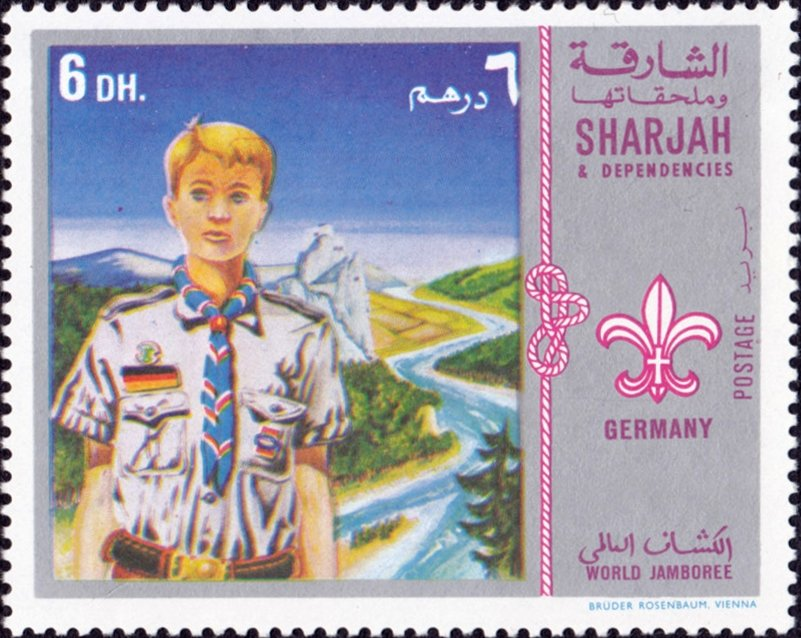
6 دراهم ألمانيا

وكذلك توفرت نسخ غير مخرمة، إلا أن صورها غير متوفرة. كذلك أصدرت مجموعة من الطوابع المخصصة للبريد الجوي مع اختلاف بسيط في الألوان وقيمة الطابع:

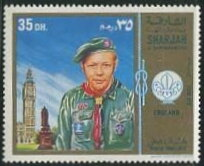
35 درهما إنجلترا
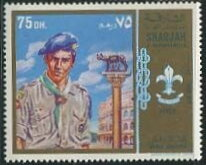
75 درهما إيطاليا
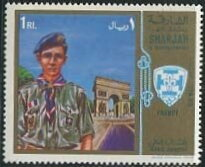
ريال واحد فرنسا
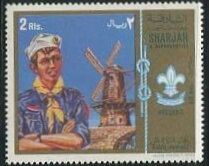
ريالان هولندا
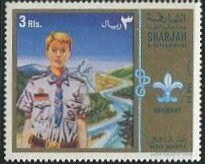
3 ريالات ألمانيا

وكذلك توفرت منها نسخة غير مخرمة:

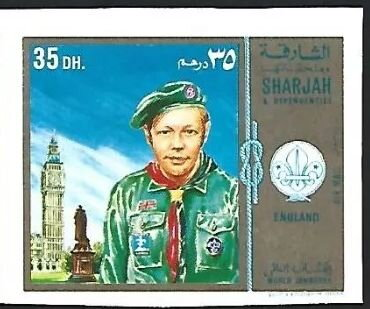
35 درهما إنجلترا
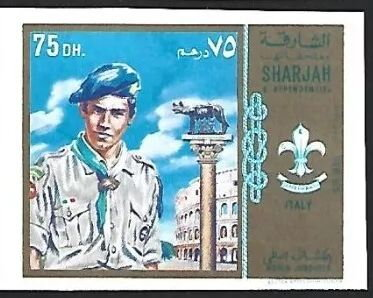
75 درهما إيطاليا
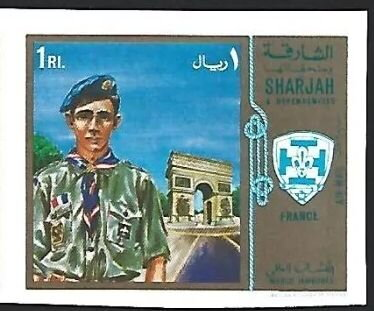
ريال واحد فرنسا
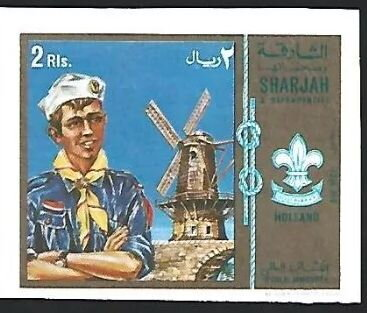
ريالان هولندا
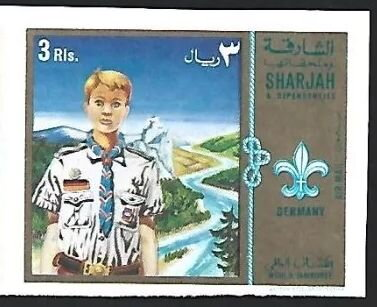
3 ريالات ألمانيا

كما أصدرت بطاقتان تذكاريتان بنفس التصميم لكن باختلاف في القيمة:

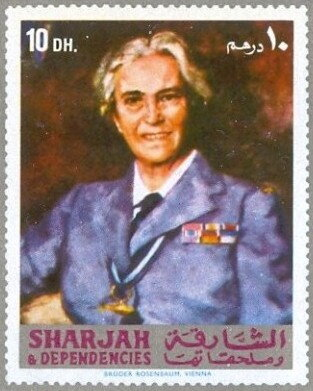
10 دراهم السيدة أولاف بادن باول
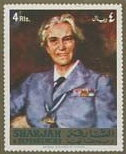
10 دراهم السيدة أولاف بادن باول

### مجموعة كشافة آسيا وأمريكا الشمالية

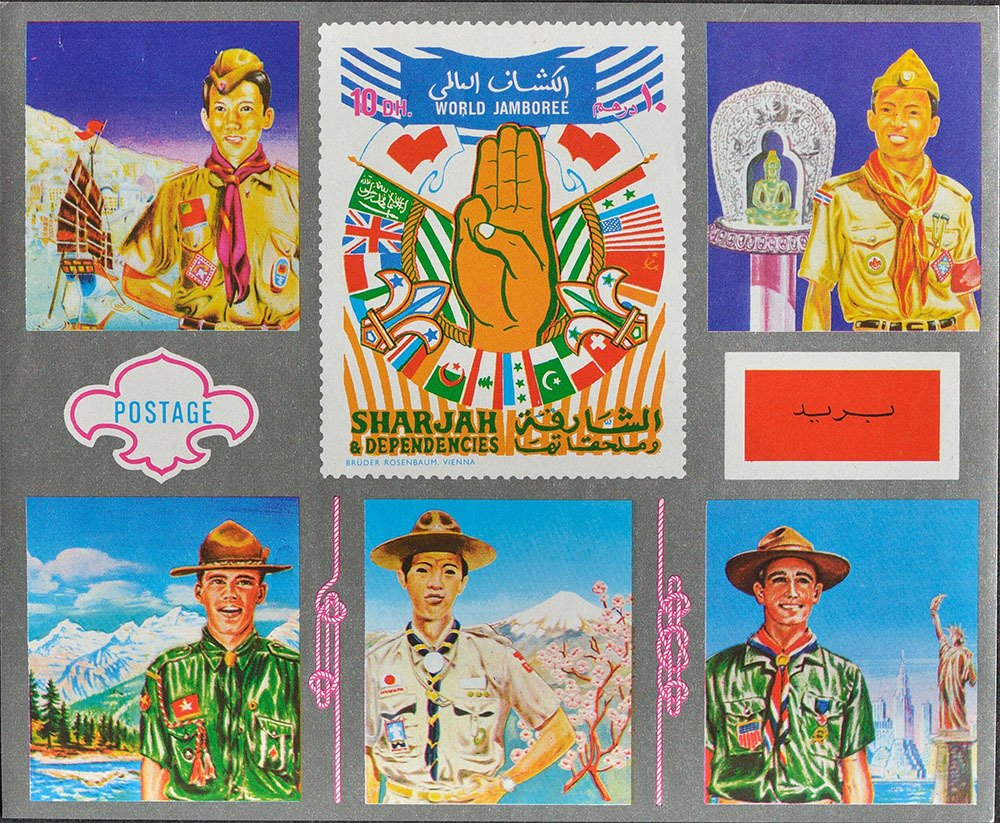
بطاقة تذكارية بقيمة 10 دراهم.

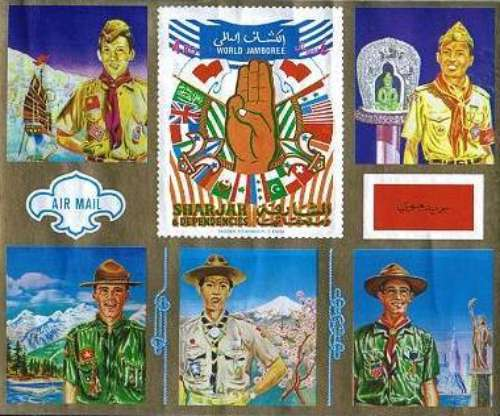
بطاقة تذكارية بقيمة 4 ريالات وخي مخصصة للبريد الجوي.

ضمت هذه المجموعة الطوابع التالية والتي تظهر عليها صورة شخص من الكشافة واسم بلد ومعلما من معالم البلد:

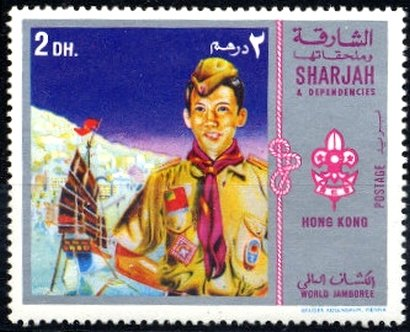
درهمان هونغ كونغ
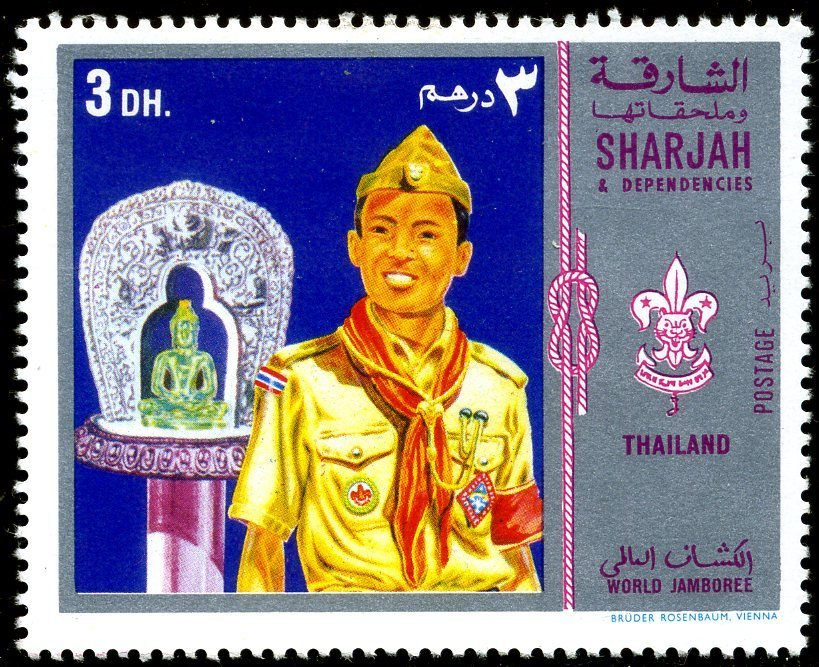
3 دراهم تايلاند
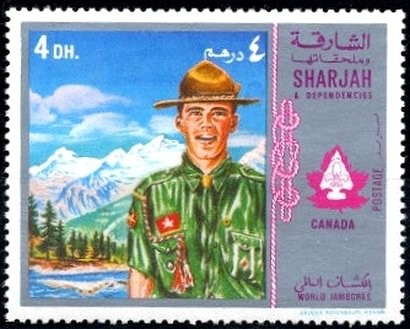
4 دراهم كندا
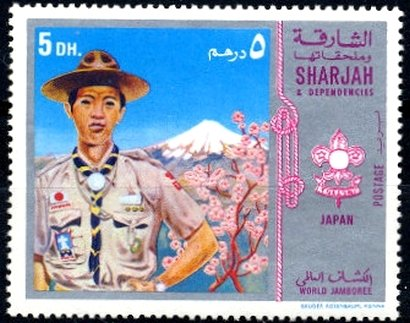
5 دراهم اليابان
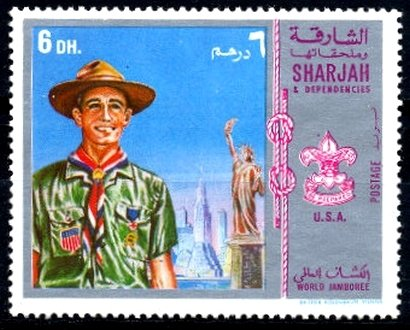
6 دراهم الولايات المتحدة

وكذلك توفرت نسخ غير مخرمة، إلا أن صورها غير متوفرة. كذلك أصدرت مجموعة من الطوابع المخصصة للبريد الجوي مع اختلاف بسيط في الألوان وقيمة الطابع، وهنا تتوفر صورة النسخ غير المخرمة فقط:

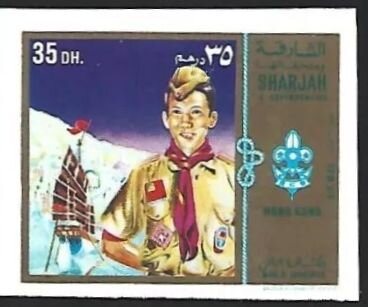
35 درهما هونغ كونغ
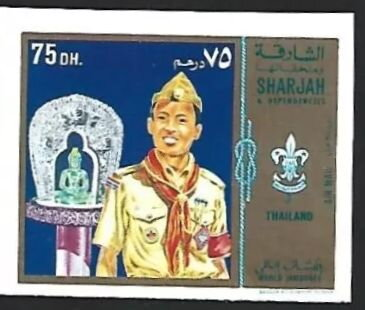
75 درهما تايلاند
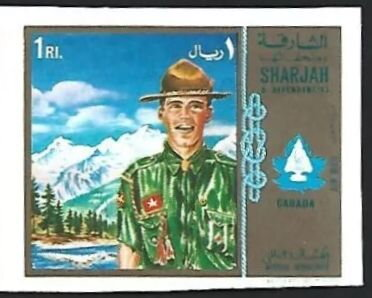
ريال واحد كندا
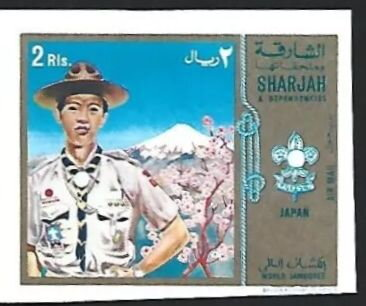
ريالان اليابان
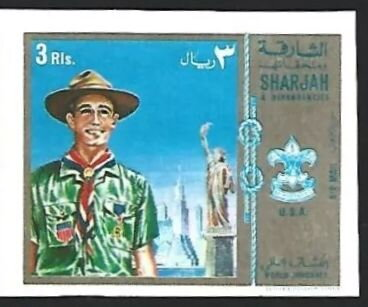
3 ريالات الولايات المتحدة

كما أصدرت بطاقتان تذكاريتان بنفس التصميم تضم كل منها طابعا، لكن باختلاف في القيمة:

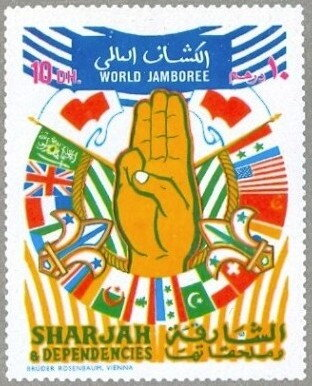
10 دراهم
4 ريالات للبريد الجوي

### طوابع بادن باول الذهبية والفضية

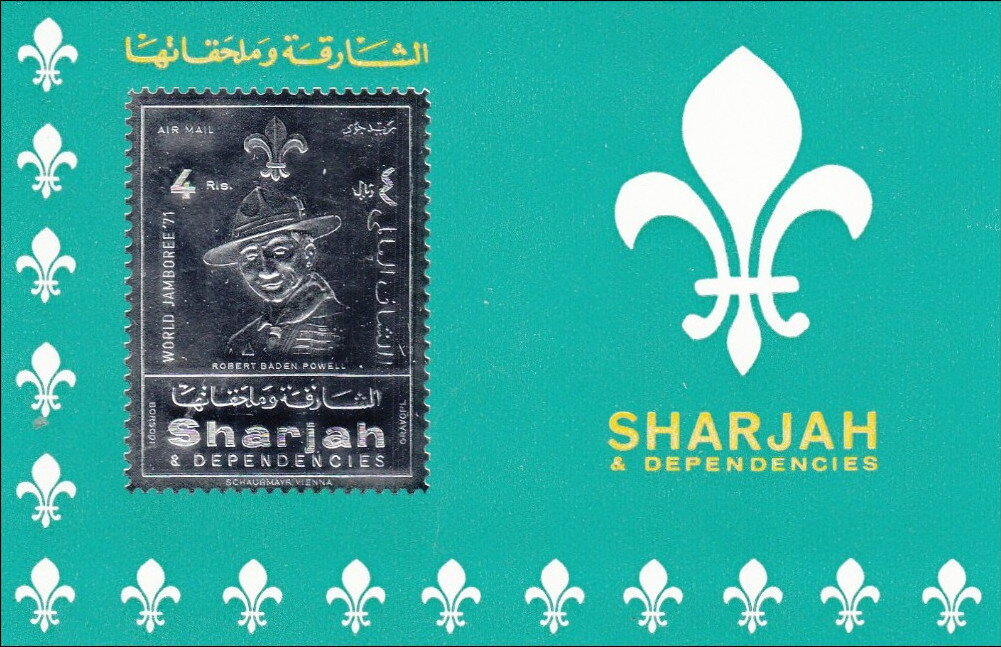
بطاقة تذكارية تضم طابعا فضيا تظهر فيه صورة بادن باول.

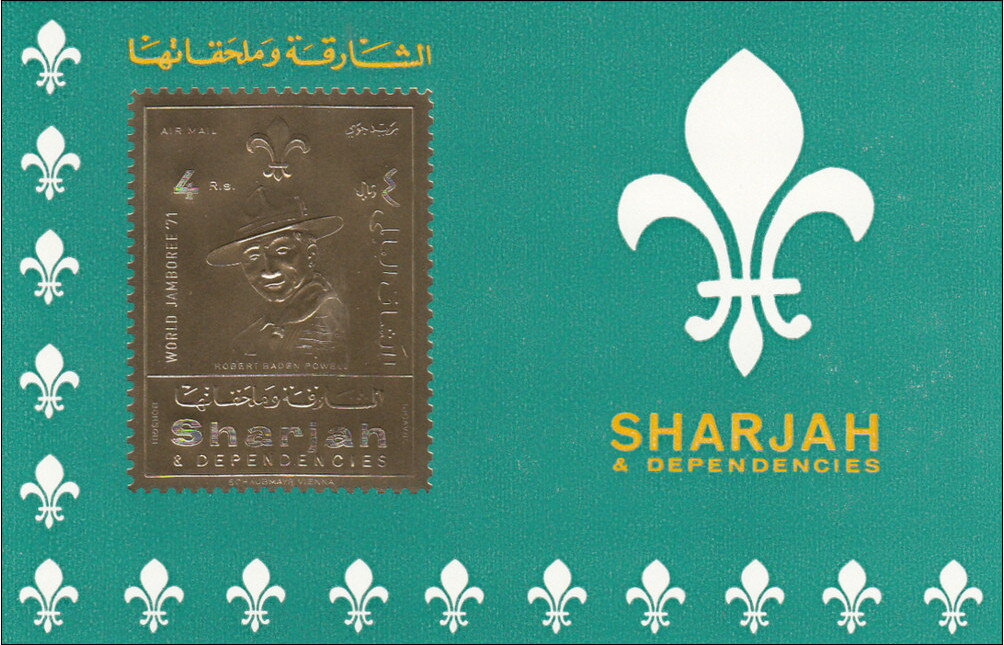
بطاقة تذكارية تضم طابعا ذهبيا تظهر فيه صورة بادن باول.

كما أصدرت طوابع وبطاقات ذهبية وفضية تحمل صورة بادن باول:

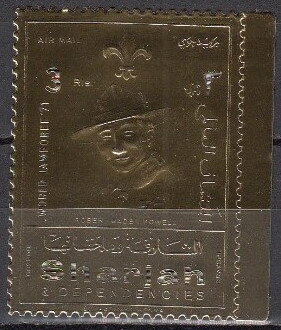
3 ريالات طابع ذهبي مخرم
3 ريالات طابع ذهبي مخرم
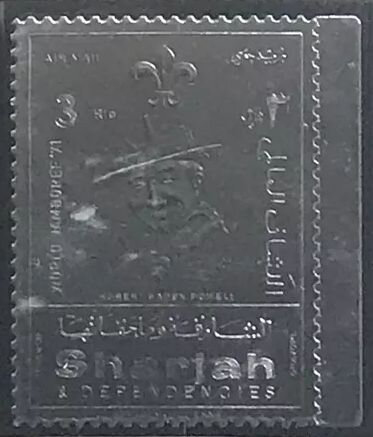
3 ريالات طابع فضي مخرم
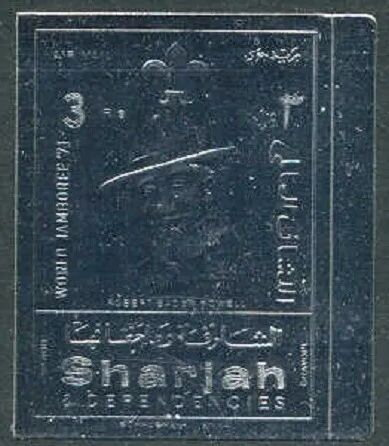
3 ريالات طابع فضي غير مخرم

## إصدارات الرياضات
في نوفمبر 1971، أصدرت الطوابع التالية التي تظهر عليها صور رياضات مختلفة:
- درهمان
الغولف
- 3 دراهم
كرة السلة
- 4 دراهم
كرة المضرب
- 5 دراهم
كرة المنضدة
- 6 دراهم
الكريكت

وهذه صور صحائف الطوابع التي ضمت كل منها 8 طوابع:

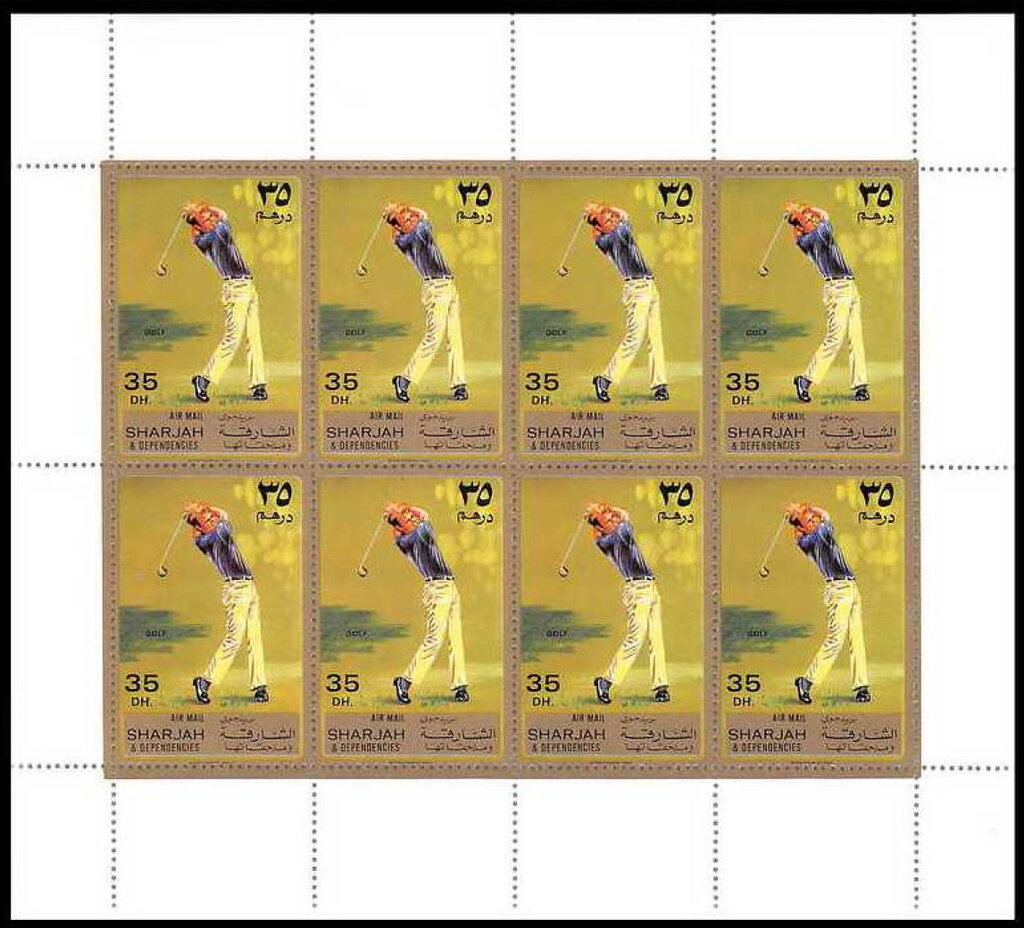
35 درهما الغولف
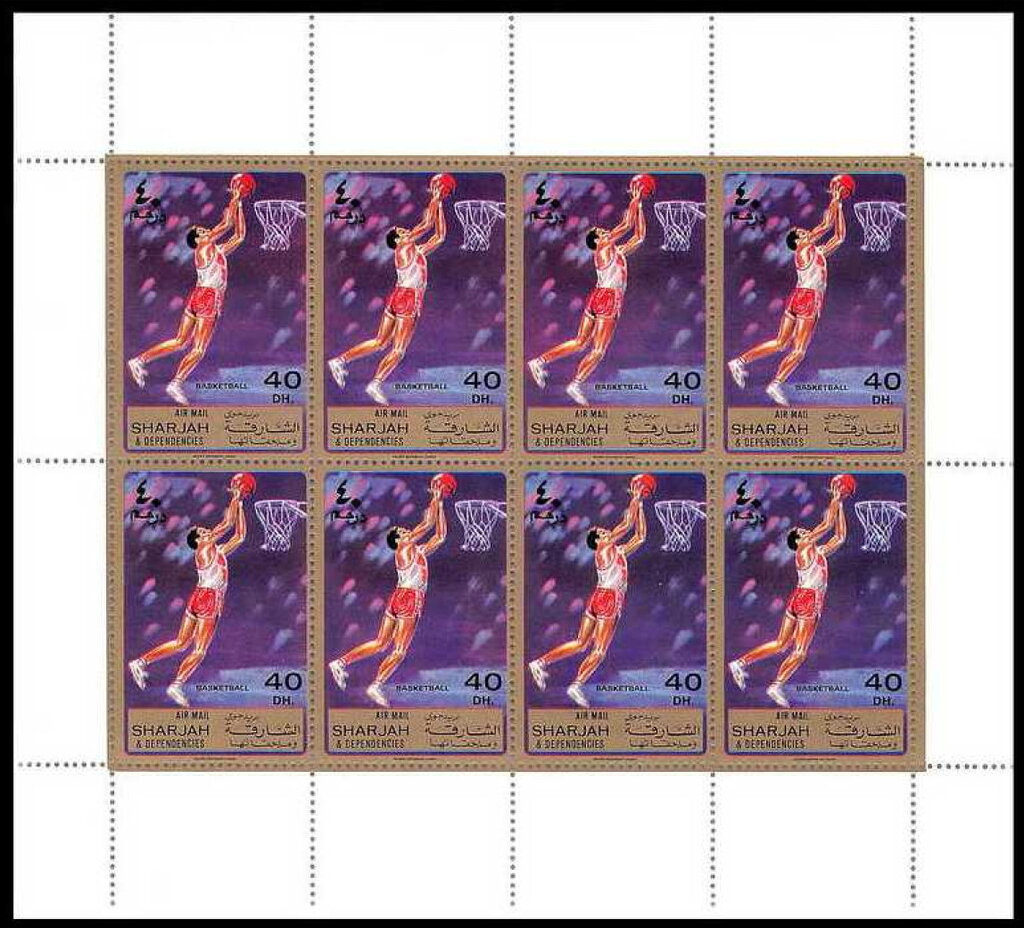
40 درهما دراهم كرة السلة
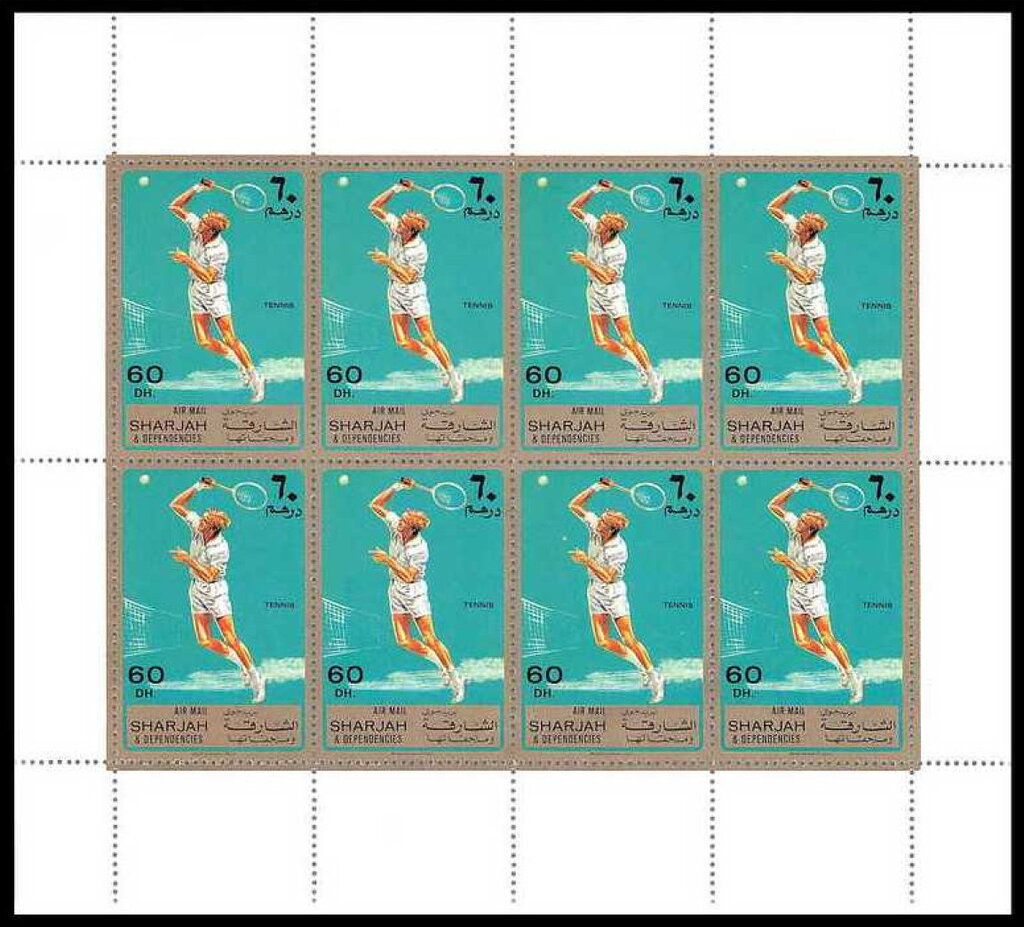
60 درهما كرة المضرب
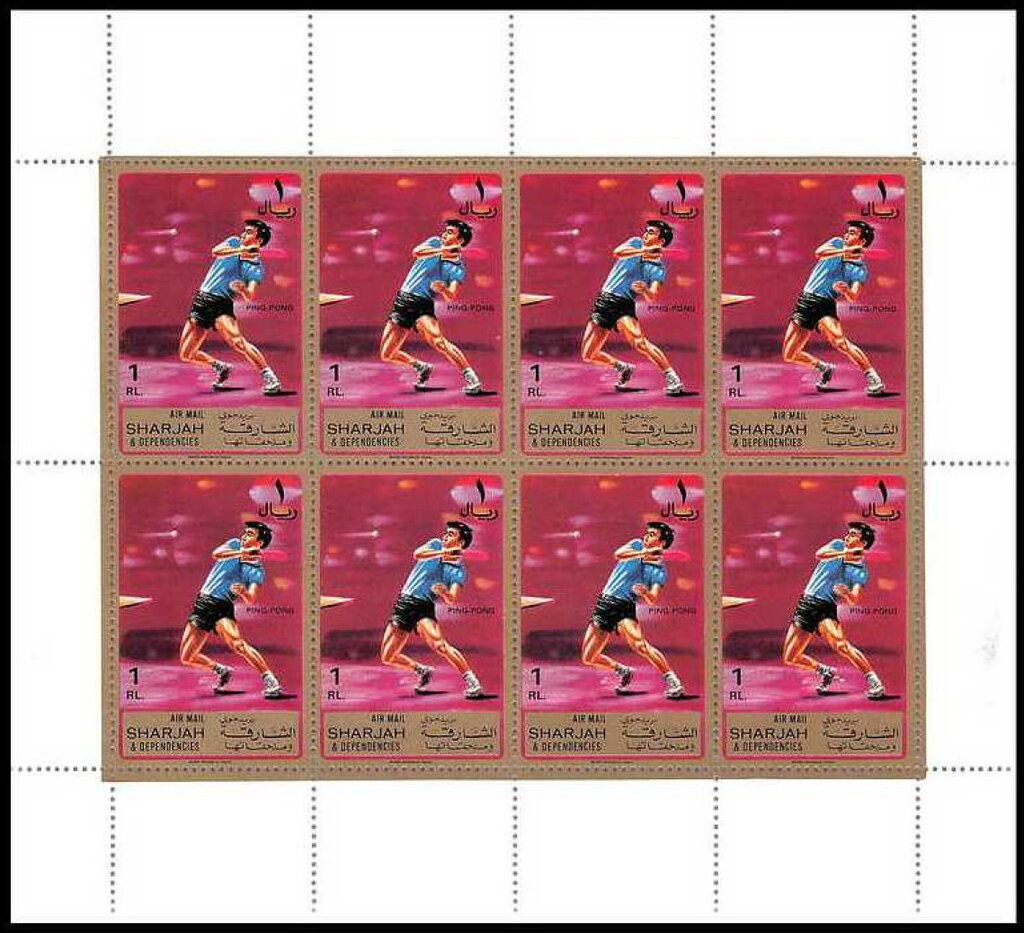
ريال واحد كرة المنضدة
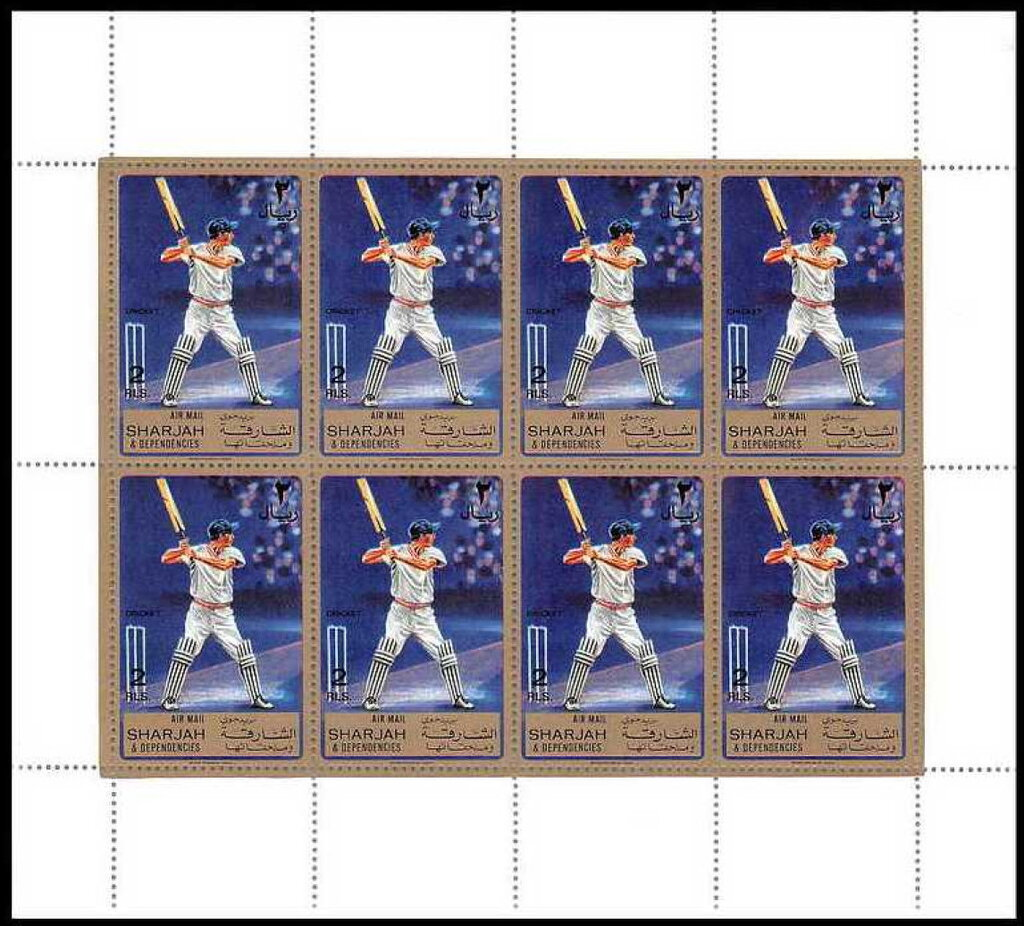
ريالان الكريكت

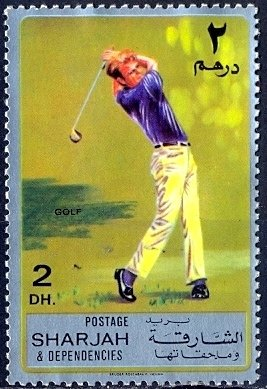
درهمان الغولف
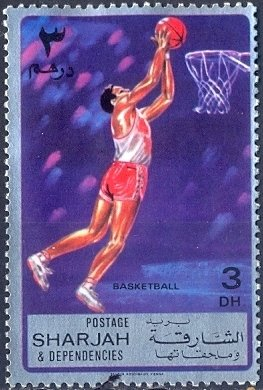
3 دراهم كرة السلة
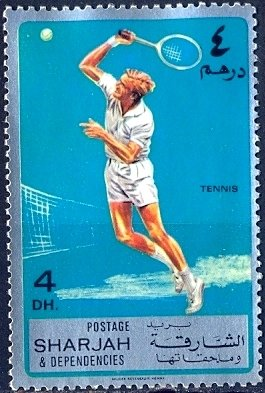
4 دراهم كرة المضرب
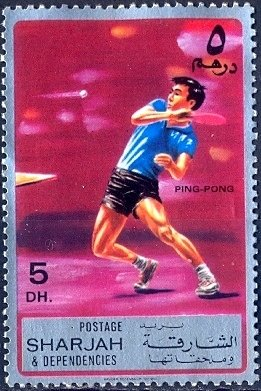
5 دراهم كرة المنضدة
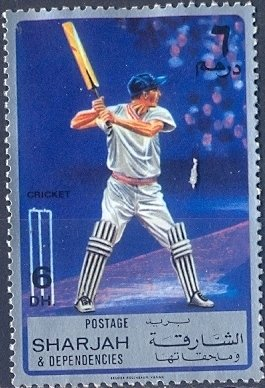
6 دراهم الكريكت

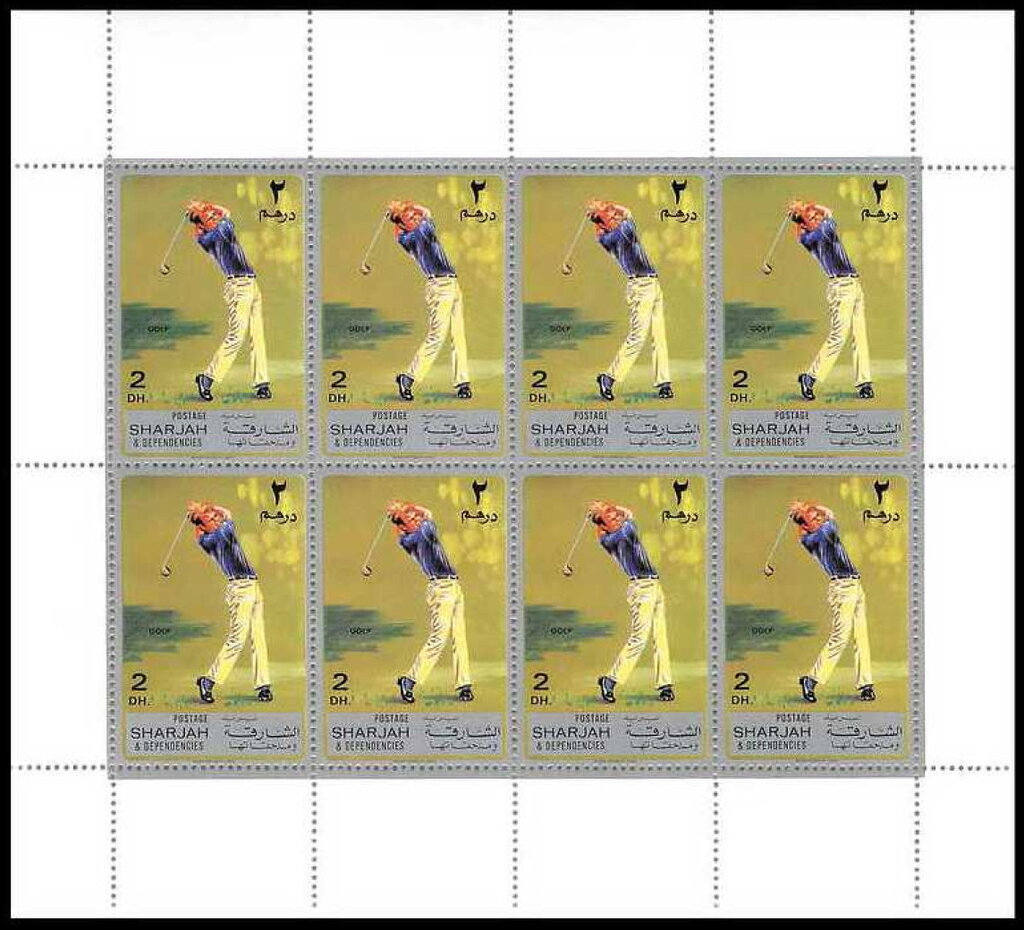
درهمان الغولف
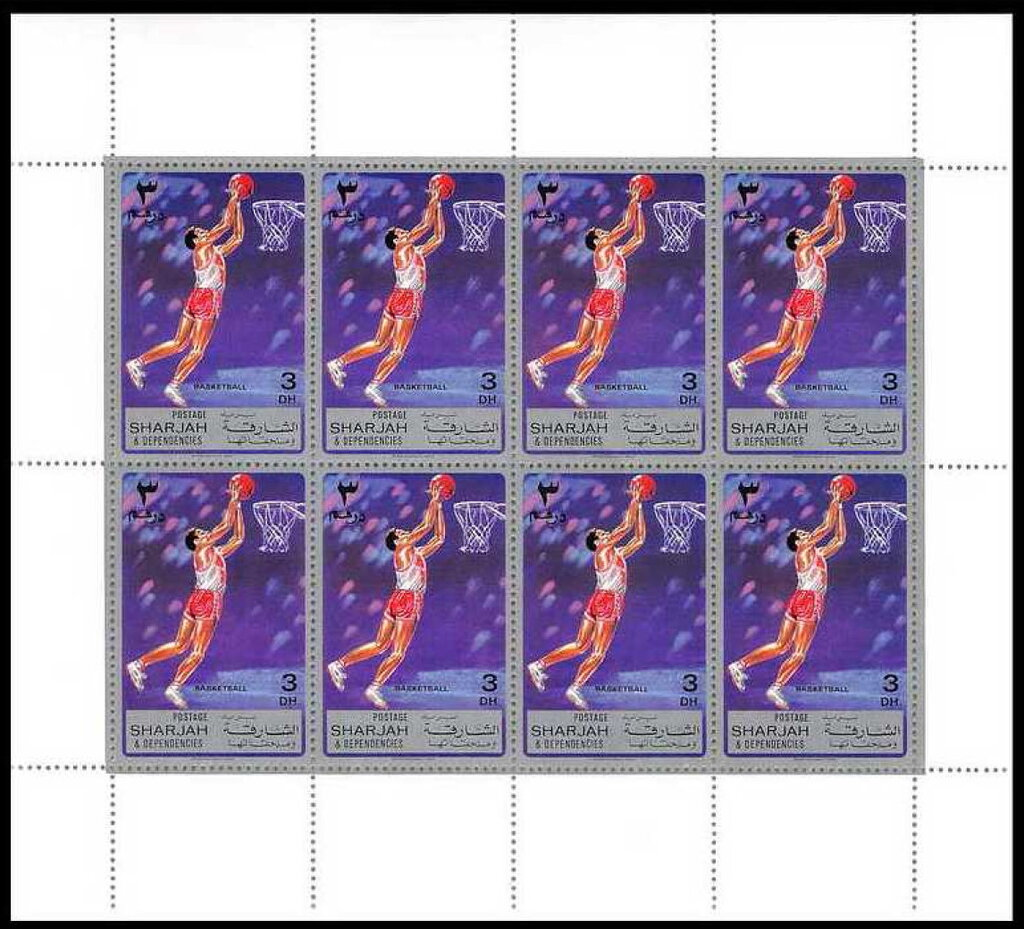
3 دراهم كرة السلة
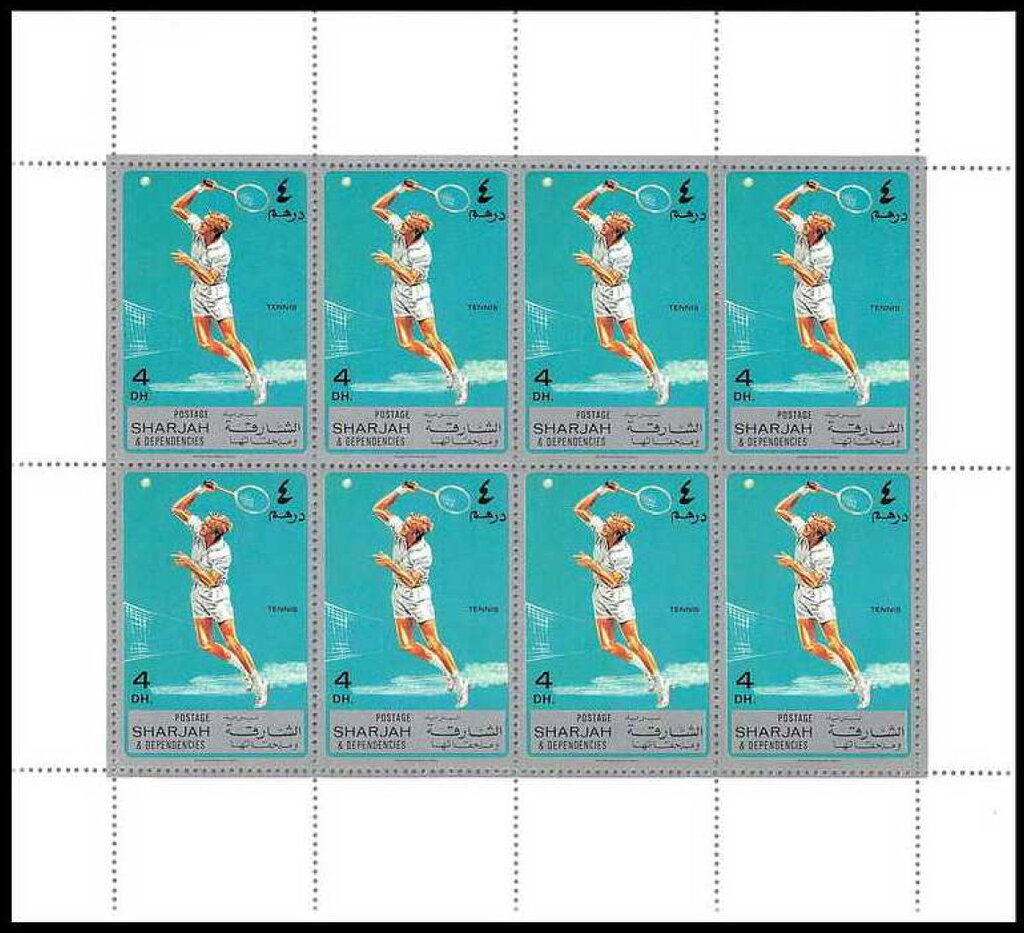
4 دراهم كرة المضرب
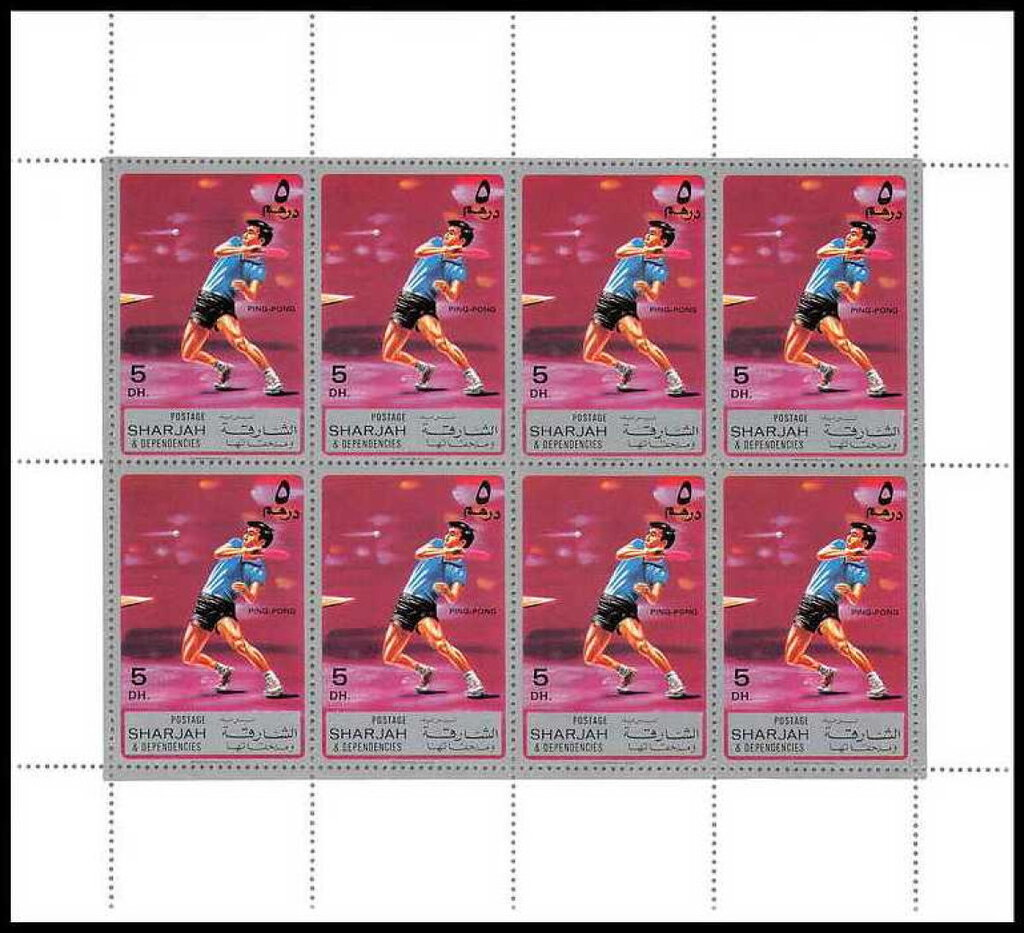
5 دراهم كرة المنضدة
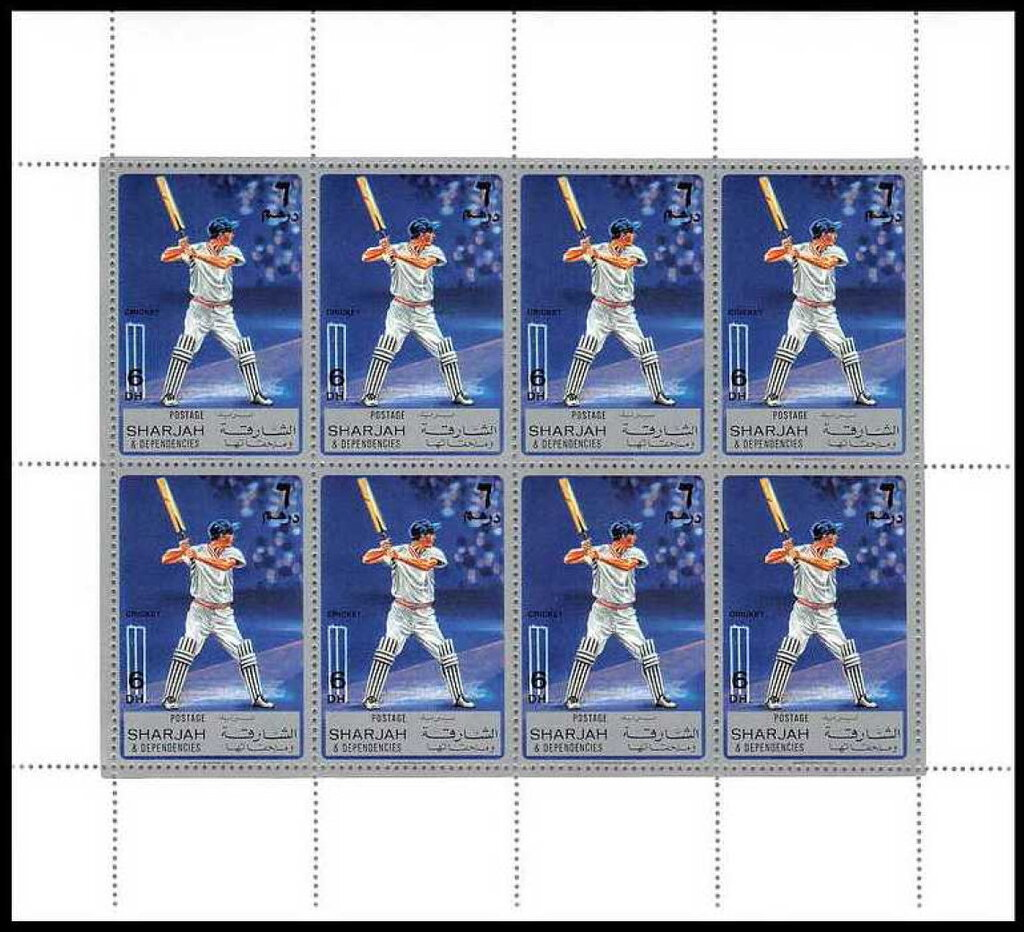
6 دراهم الكريكت

وكذلك توفرت نسخ غير مخرمة، إلا أن صورها غير متوفرة. كذلك أصدرت مجموعة من الطوابع المخصصة للبريد الجوي مع اختلاف بسيط في الألوان وقيمة الطابع:

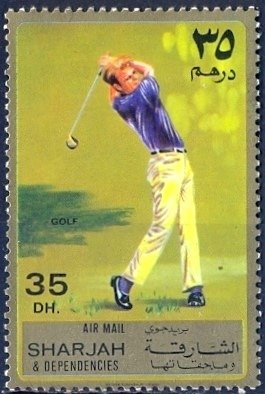
35 درهما الغولف
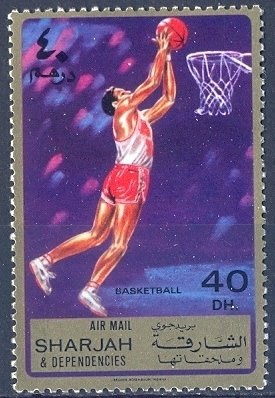
40 درهما دراهم كرة السلة
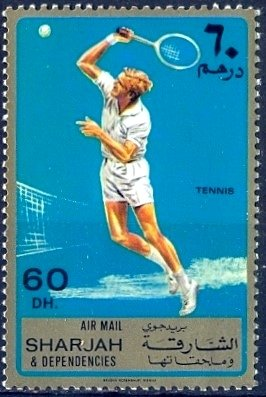
60 درهما كرة المضرب
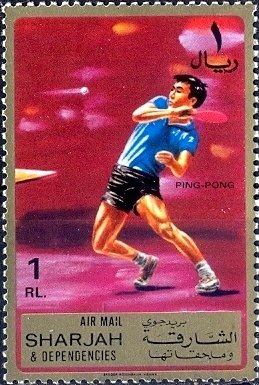
ريال واحد كرة المنضدة
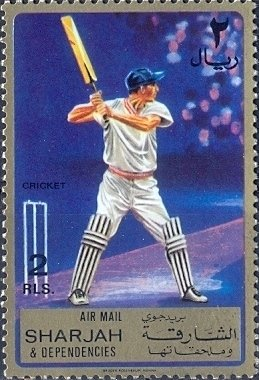
ريالان الكريكت

وهذه صور صحائف الطوابع المخصصة للبريد الجوي التي ضمت كل منها 8 طوابع:
- 35 درهما
الغولف
- 40 درهما دراهم
كرة السلة
- 60 درهما
كرة المضرب
- ريال واحد
كرة المنضدة
- ريالان
الكريكت

كما توفرت منها طوابع غير مخرمة:
- 35 درهما
الغولف
- 40 درهما دراهم
كرة السلة
- 60 درهما
كرة المضرب
- ريال واحد
كرة المنضدة
- ريالان
الكريكت

وهذه صور صحائف الطوابع غير المخرمة المخصصة للبريد الجوي التي ضمت كل منها 8 طوابع:

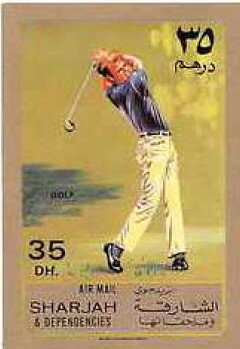
35 درهما الغولف
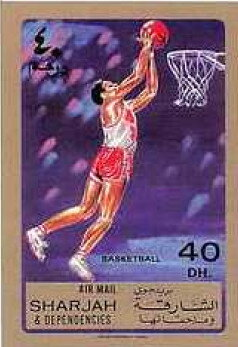
40 درهما دراهم كرة السلة
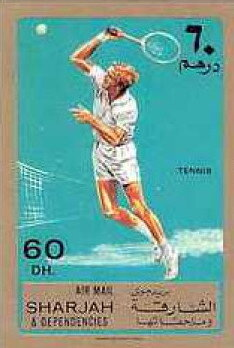
60 درهما كرة المضرب
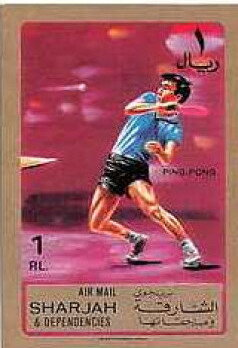
ريال واحد كرة المنضدة
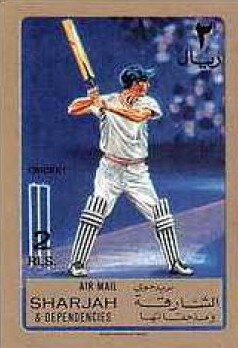
ريالان الكريكت

كما أصدرت بطاقة تذكارية ضمت طابعا بقيمة 4 ريالات:

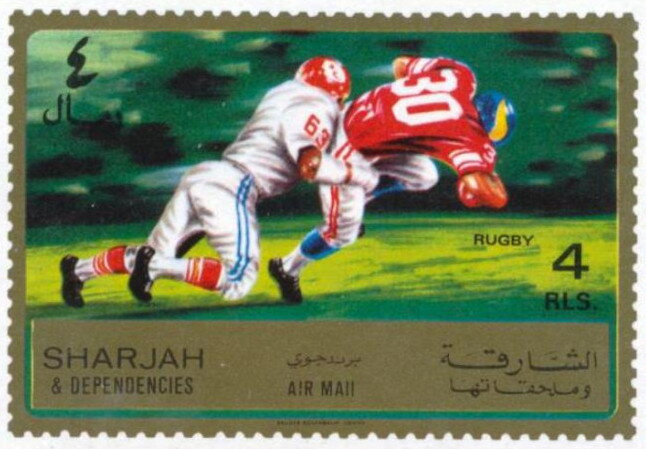
طابع بقيمة 4 ريالات تظهر فيه صورة لاعبين في رياضة كرة القدم الأمريكية.

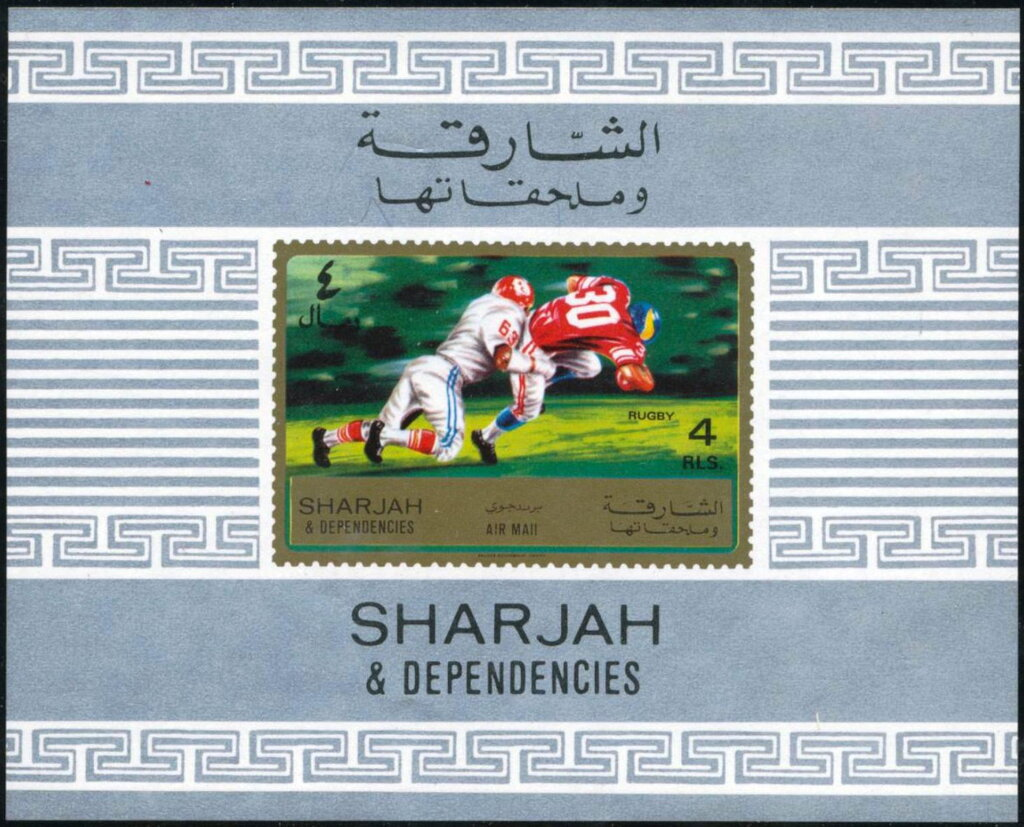
بطاقة تذكارية تضم طابعا بقيمة 4 ريالات تظهر فيه صورة لاعبين في رياضة كرة القدم الأمريكية.

## إصدارات حكام الإمارات

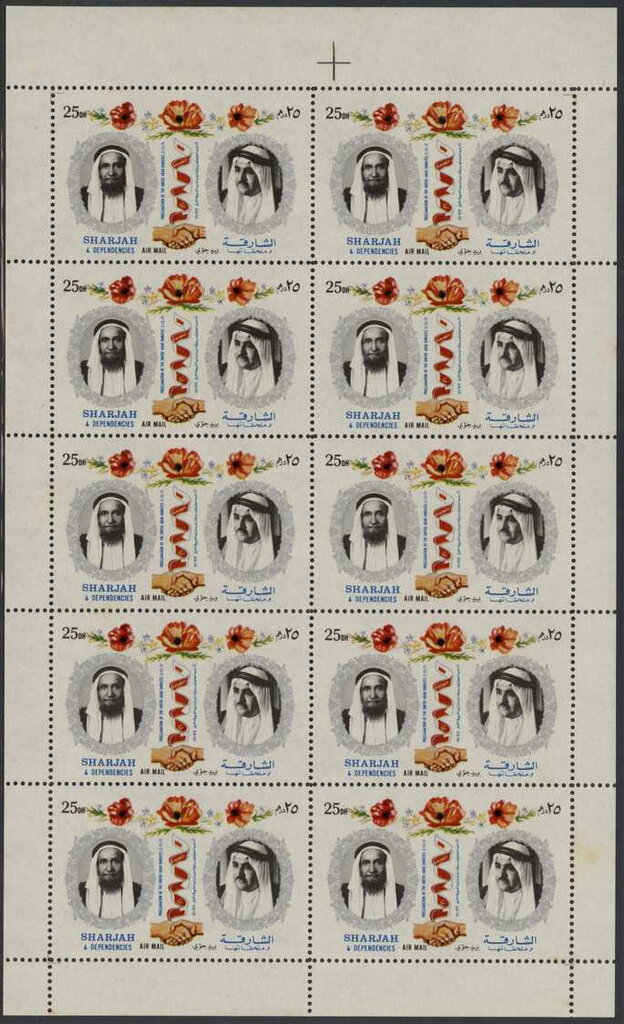
25 درهما إلى اليمين صور حاكم الشارقة الشيخ خالد بن محمد القاسمي، وإلى اليسار حاكم الفجيرة الشيخ محمد بن حمد الشرقي.
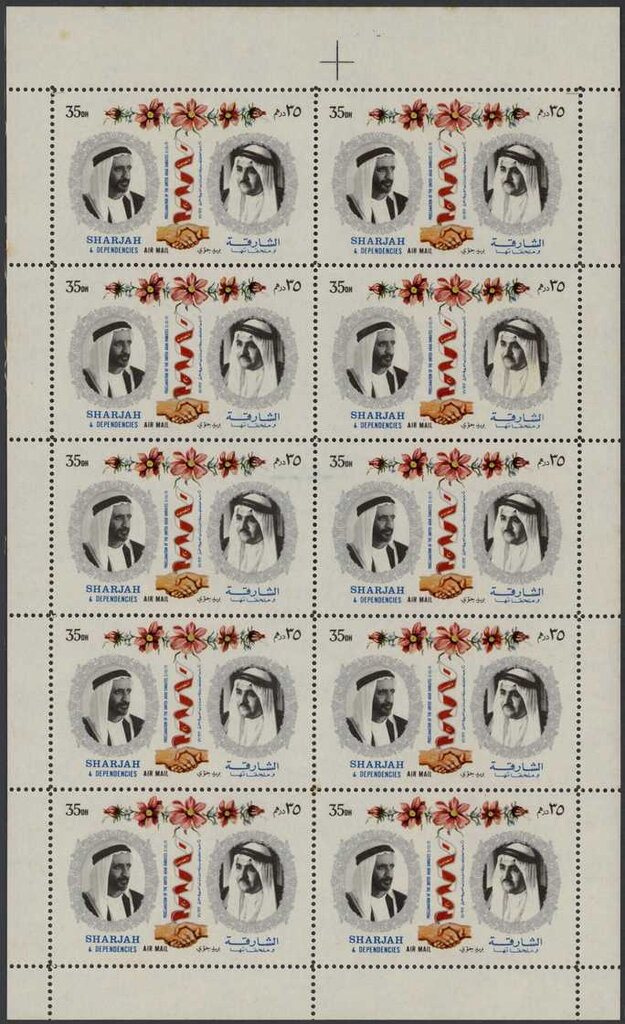
35 درهما إلى اليمين صور حاكم الشارقة الشيخ خالد بن محمد القاسمي، وإلى اليسار حاكم دبي الشيخ راشد بن سعيد آل مكتوم.
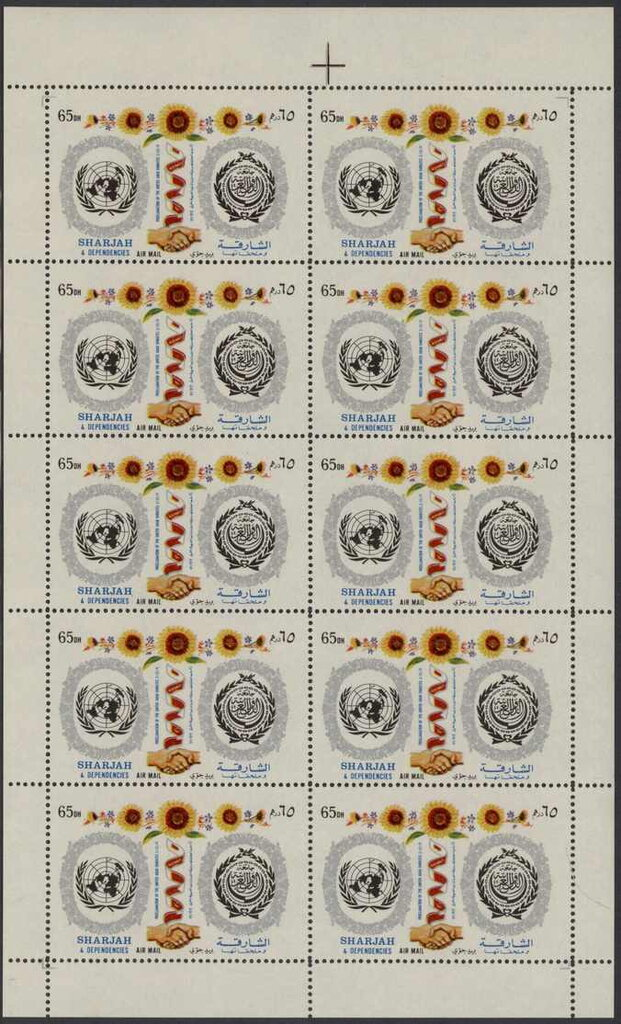
65 درهما إلى اليمين شعار جامعة الدول العربية، وإلى اليسار شعار الأمم المتحدة.
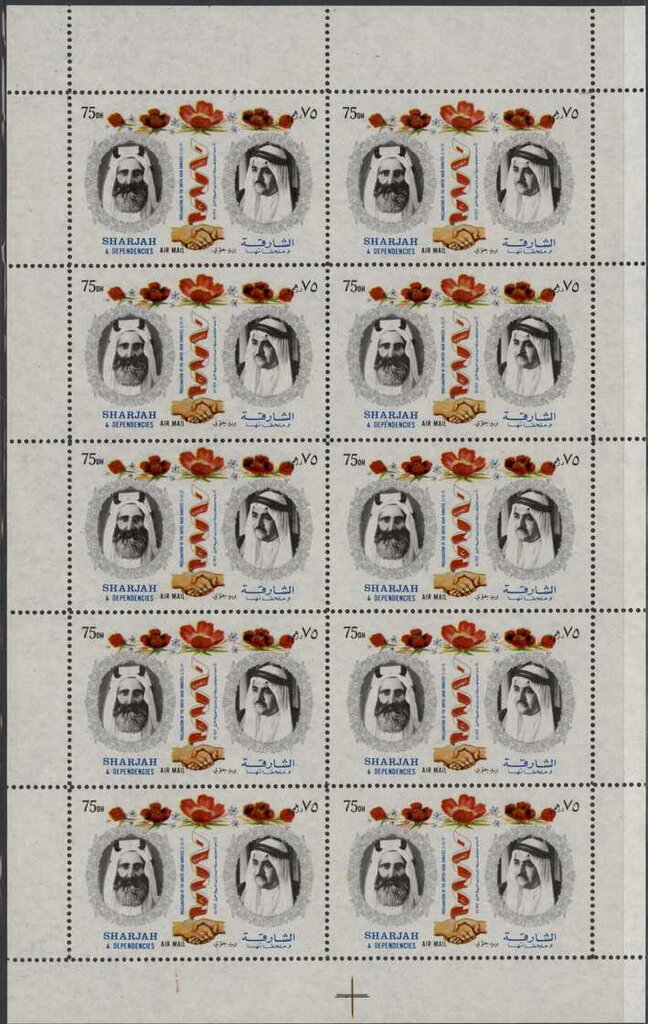
75 درهما إلى اليمين صور حاكم الشارقة الشيخ خالد بن محمد القاسمي، وإلى اليسار حاكم عجمان الشيخ راشد بن حميد النعيمي.
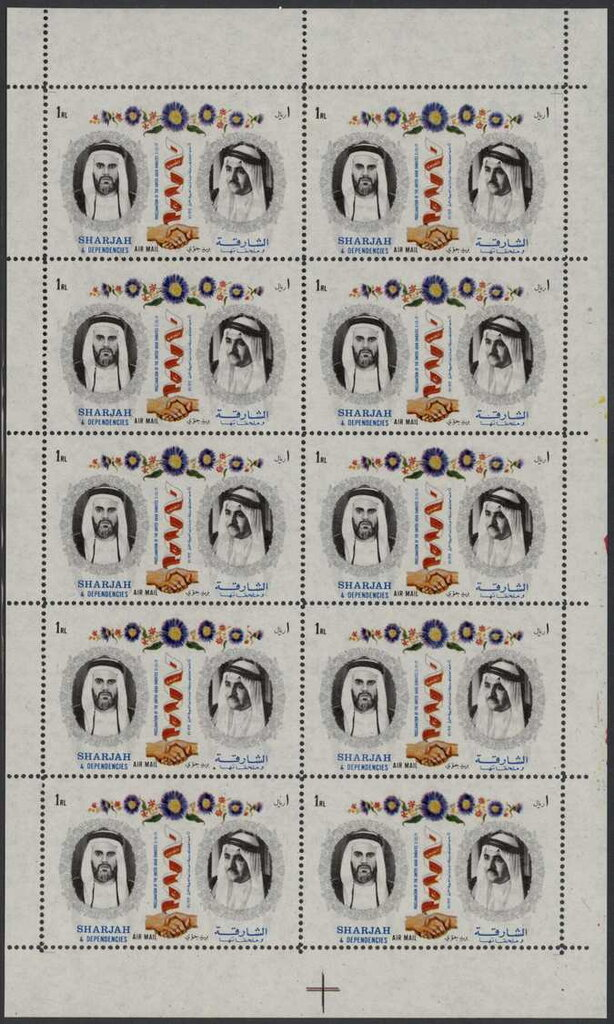
ريال واحد إلى اليمين صور حاكم الشارقة الشيخ خالد بن محمد القاسمي، وإلى اليسار حاكم أم القيوين أحمد بن راشد المعلا.
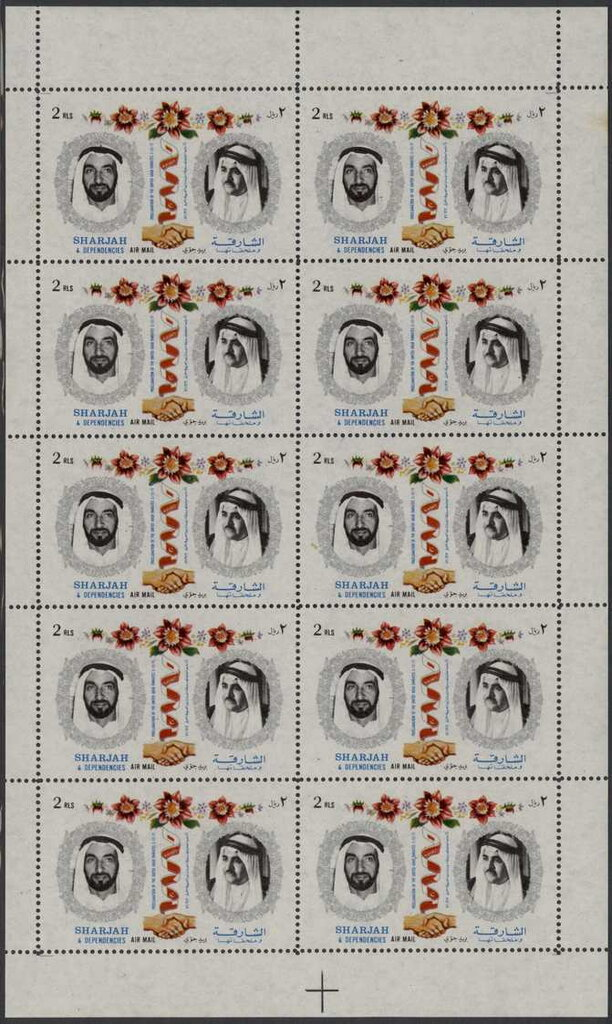
ريالان إلى اليمين صور حاكم الشارقة الشيخ خالد بن محمد القاسمي، وإلى اليسار حاكم أبو ظبي ورئيس دولة الإمارات العربية المتحدة الشيخ زايد بن خليفة آل نهيان.

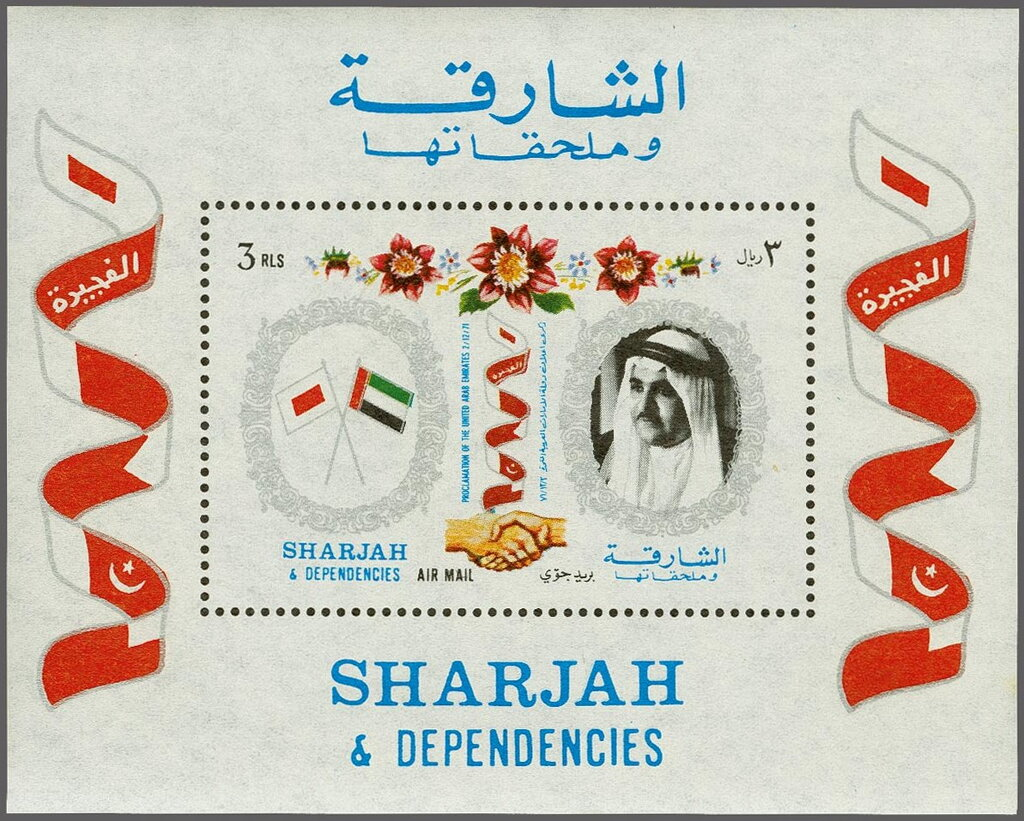
بطاقة تذكارية بقيمة 3 ريالات تظهر فيها إلى اليمين صورة الشيخ خالد بن محمد القاسمي، وإلى اليسار علمي الشارقة والإمارات متقاطعين.

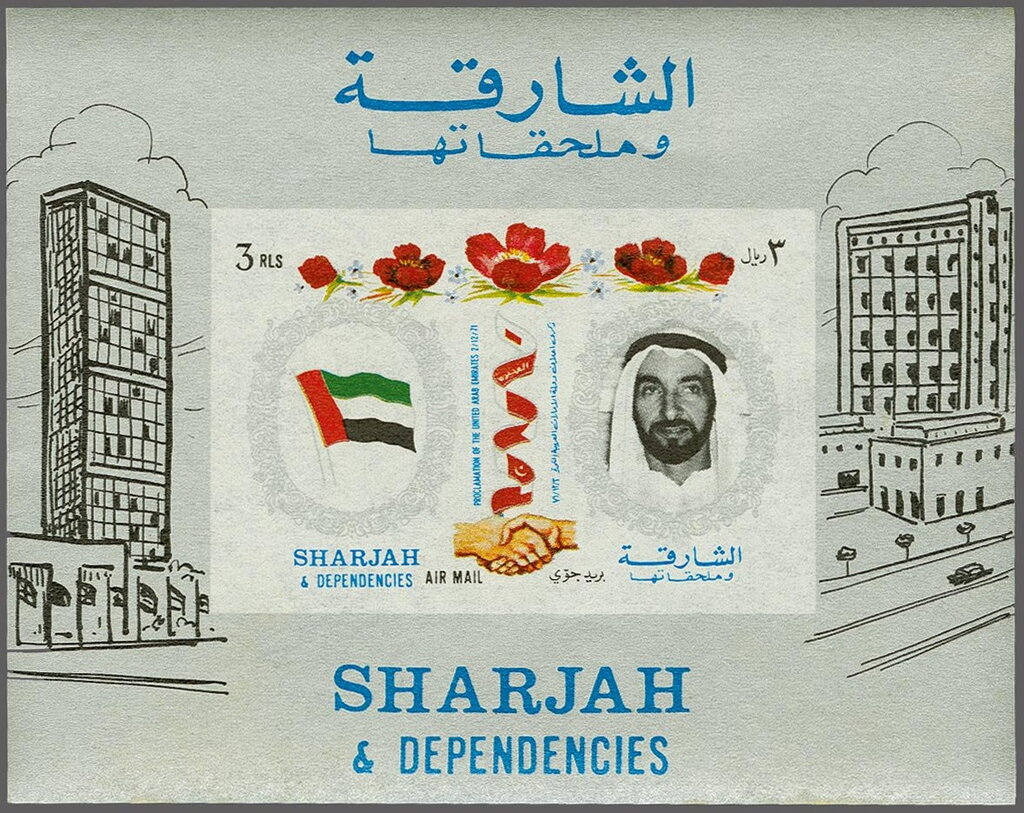
بطاقة تذكارية بقيمة 3 ريالات تظهر فيها صورة الشيخ زايد بن خليفة آل نهيان حاكم أبو ظبي ورئيس دولة الإمارات العربية المتحدة إلى اليمين وعلم الإمارات العربية المتحدة إلى اليسار.

في ديسمبر 1971، أصدرت طوابع تحتفي بإمارات الخليج العربي الستة التي أعلنت نيتها في الاتحاد تحت اسم دولة الإمارات العربية المتحدة، حيث انضمت رأس الخيمة إلى الاتحاد في 10 فبراير 1972، بعد أشهر قليلة من إعلان قيام دولة الإمارات العربية المتحدة في 2 ديسمبر 1971، وقد ظهرت على الطوابع صورة شريط مكون من أعلام الإمارات الستة:

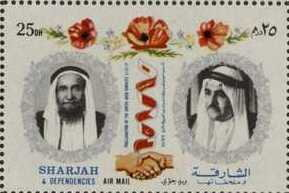
25 درهما إلى اليمين صور حاكم الشارقة الشيخ خالد بن محمد القاسمي، وإلى اليسار حاكم الفجيرة الشيخ محمد بن حمد الشرقي.
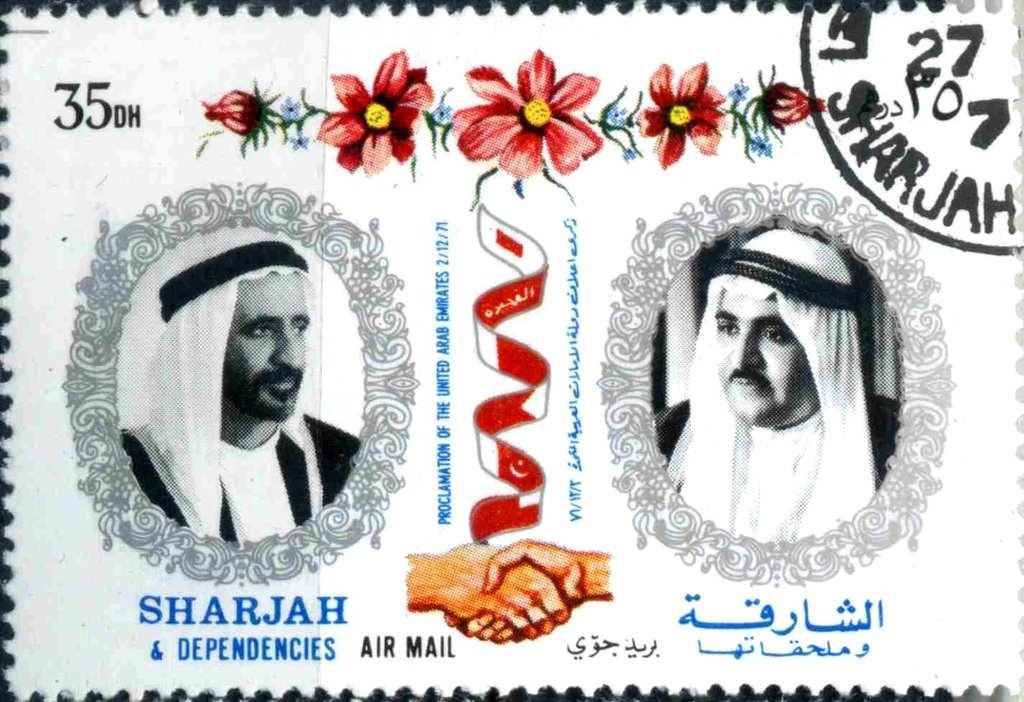
35 درهما إلى اليمين صور حاكم الشارقة الشيخ خالد بن محمد القاسمي، وإلى اليسار حاكم دبي الشيخ راشد بن سعيد آل مكتوم.
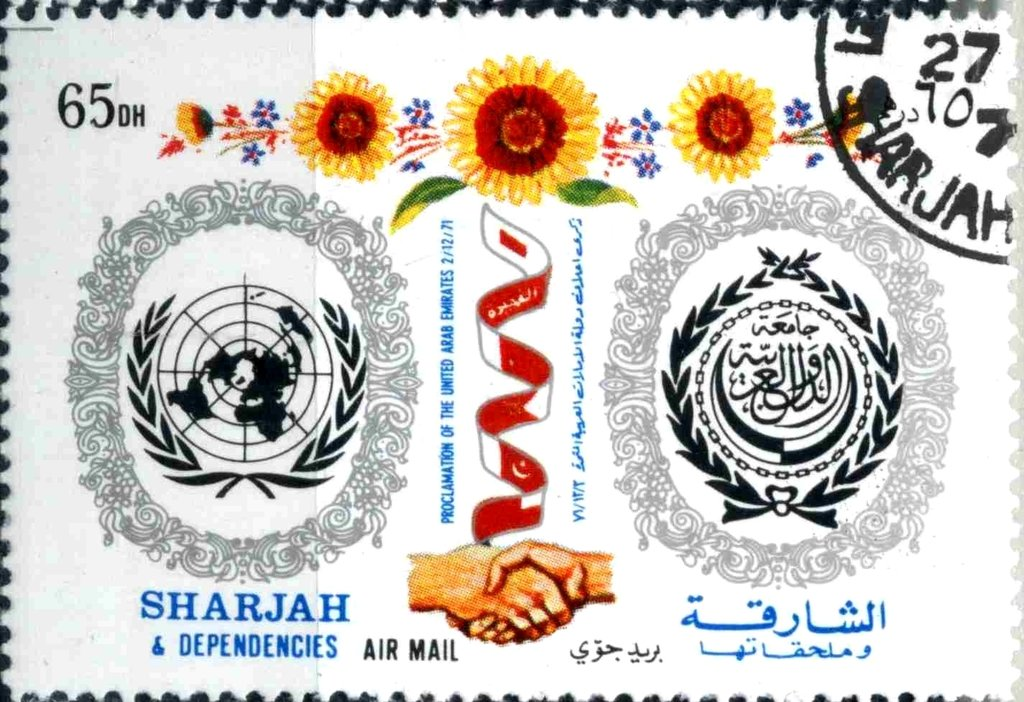
65 درهما إلى اليمين شعار جامعة الدول العربية، وإلى اليسار شعار الأمم المتحدة.
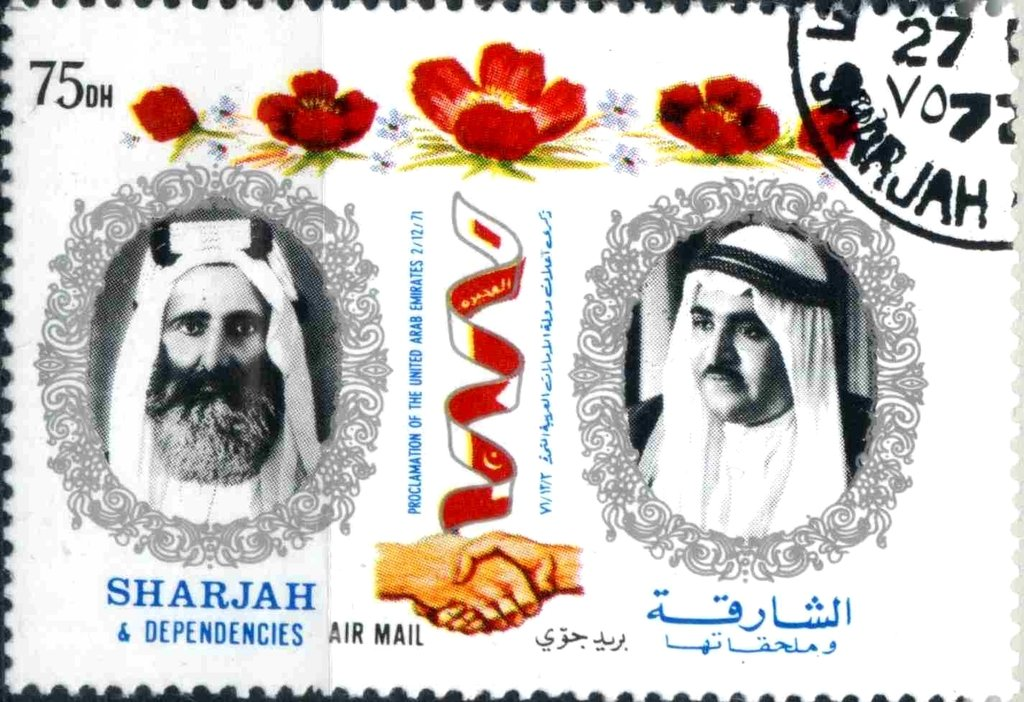
75 درهما إلى اليمين صور حاكم الشارقة الشيخ خالد بن محمد القاسمي، وإلى اليسار حاكم عجمان الشيخ راشد بن حميد النعيمي.
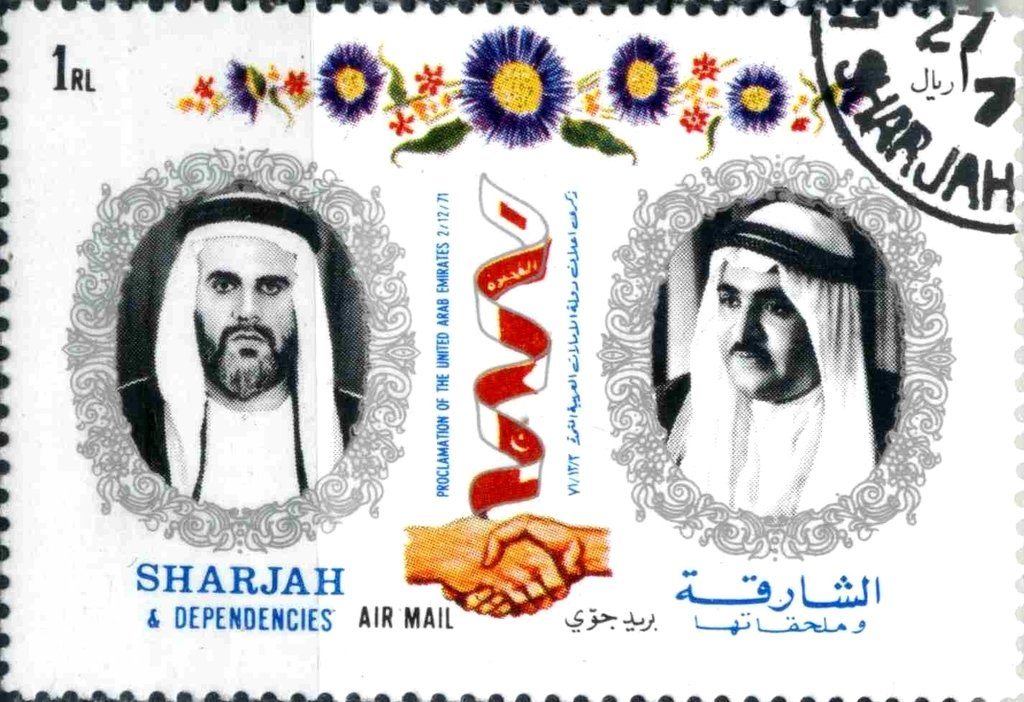
ريال واحد إلى اليمين صور حاكم الشارقة الشيخ خالد بن محمد القاسمي، وإلى اليسار حاكم أم القيوين أحمد بن راشد المعلا.
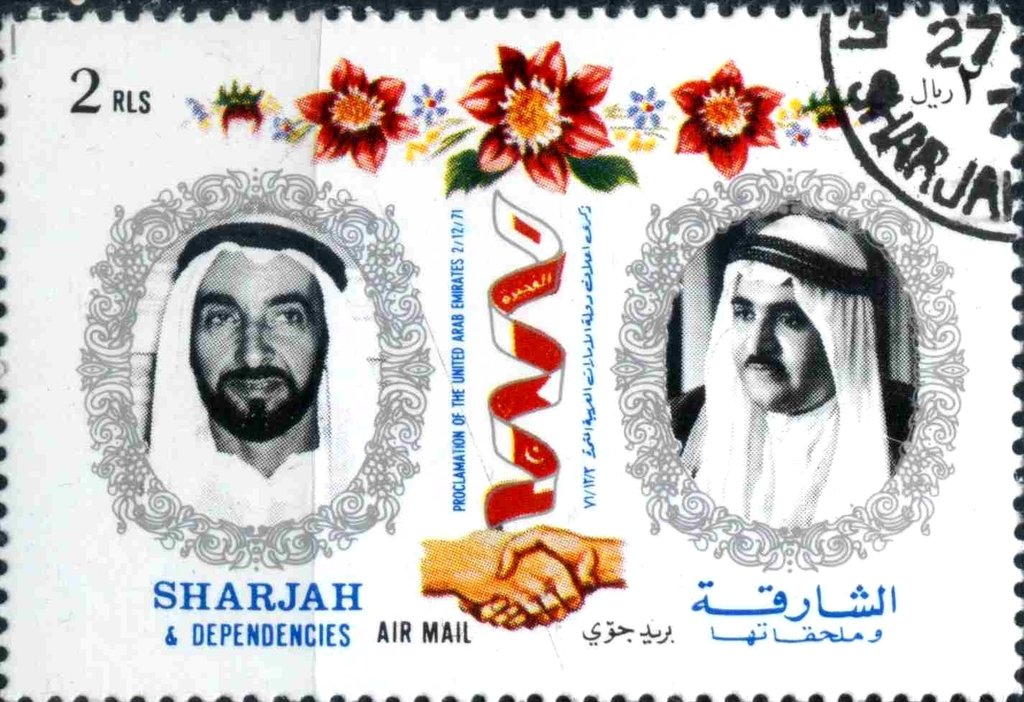
ريالان إلى اليمين صور حاكم الشارقة الشيخ خالد بن محمد القاسمي، وإلى اليسار حاكم أبو ظبي ورئيس دولة الإمارات العربية المتحدة الشيخ زايد بن خليفة آل نهيان.
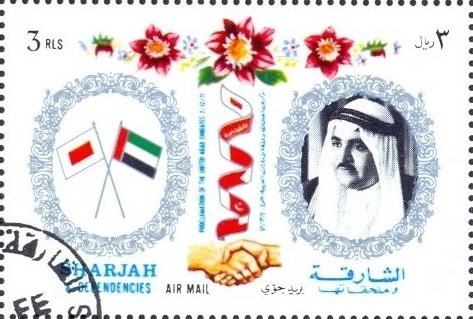
3 ريالات إلى اليمين صورة الشيخ خالد بن محمد القاسمي، وإلى اليسار علمي الشارقة والإمارات متقاطعين.

- 25 درهما
إلى اليمين صور حاكم الشارقة الشيخ خالد بن محمد القاسمي، وإلى اليسار حاكم الفجيرة الشيخ محمد بن حمد الشرقي.

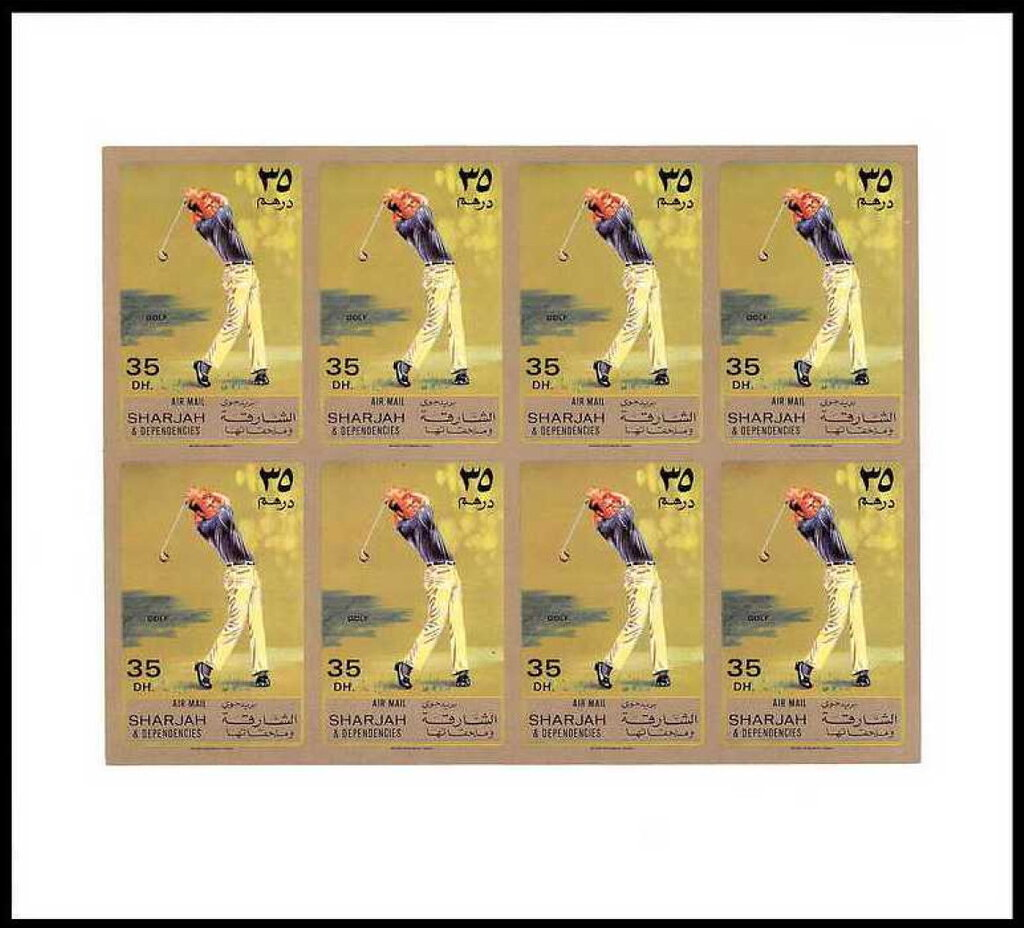
35 درهما
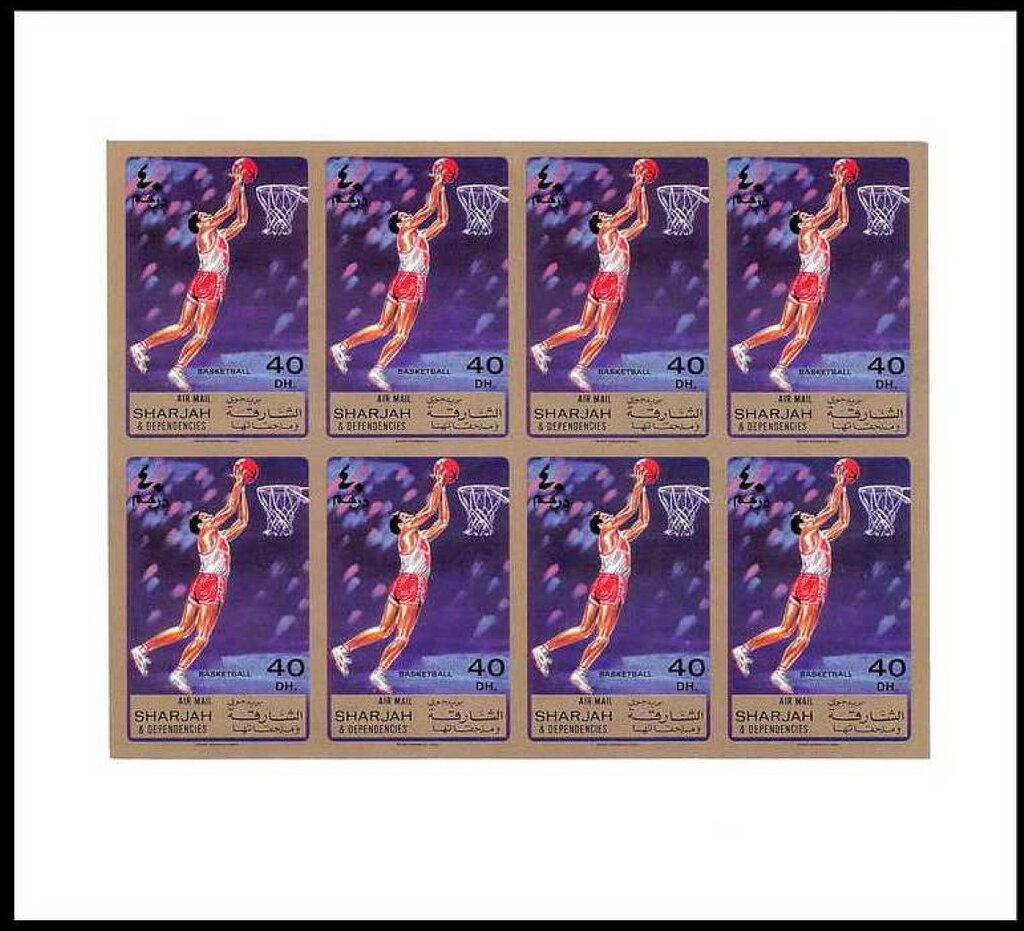
40 درهما دراهم كرة السلة
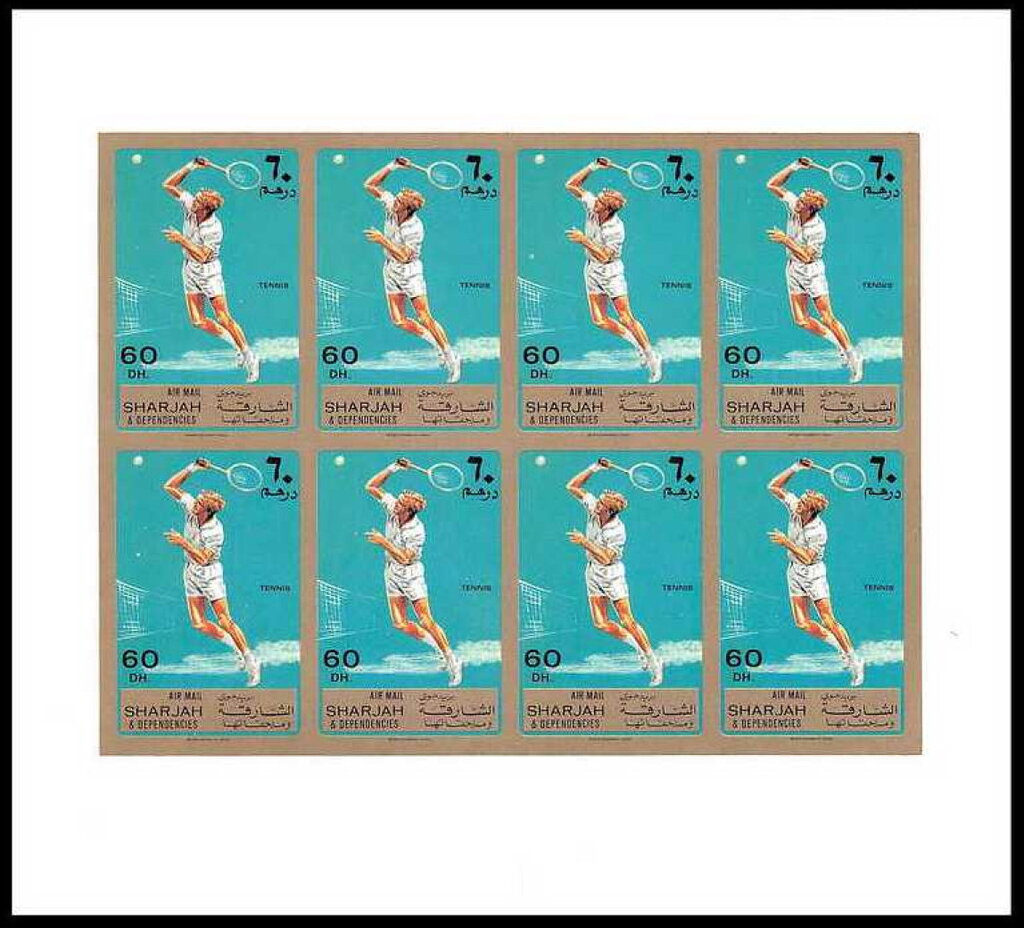
60 درهما كرة المضرب
إلى اليمين صور حاكم الشارقة الشيخ خالد بن محمد القاسمي، وإلى اليسار حاكم دبي الشيخ راشد بن سعيد آل مكتوم.
- 65 درهما
إلى اليمين شعار جامعة الدول العربية، وإلى اليسار شعار الأمم المتحدة.
- 75 درهما
إلى اليمين صور حاكم الشارقة الشيخ خالد بن محمد القاسمي، وإلى اليسار حاكم عجمان الشيخ راشد بن حميد النعيمي.
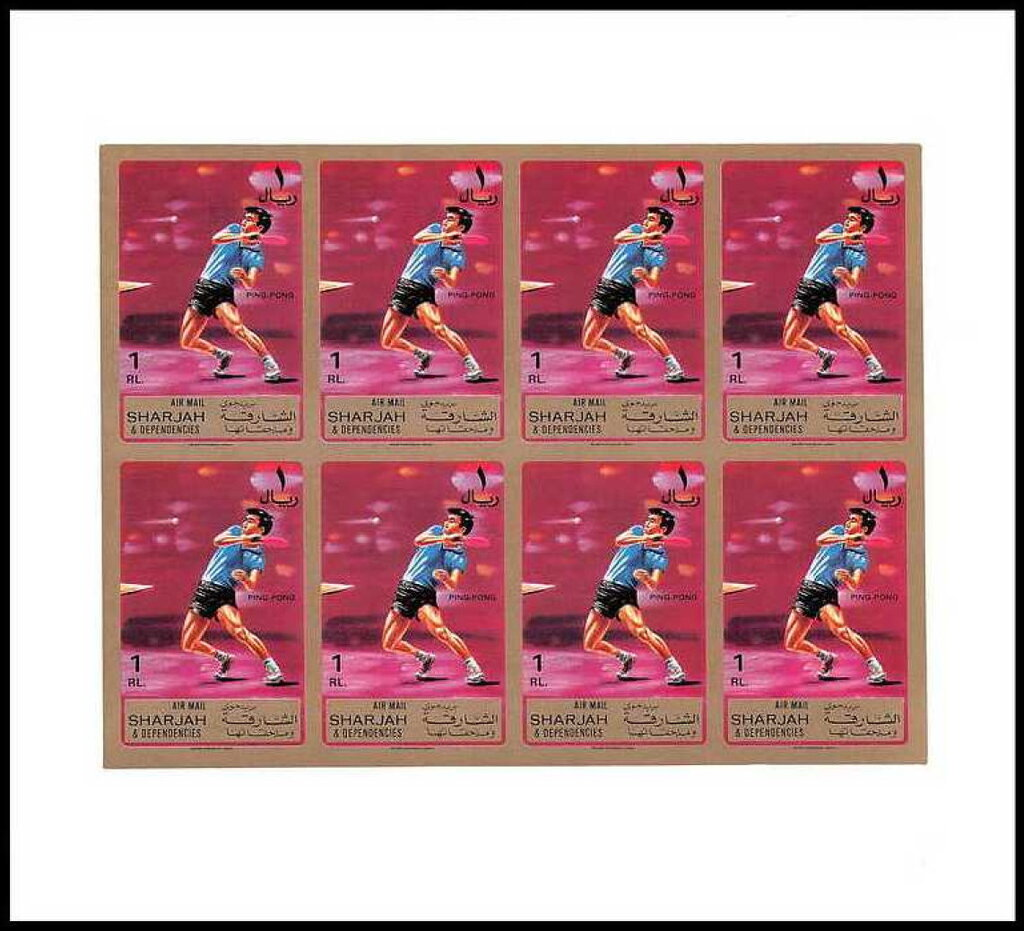
ريال واحد إلى اليمين صور حاكم الشارقة الشيخ خالد بن محمد القاسمي، وإلى اليسار حاكم أم القيوين أحمد بن راشد المعلا.
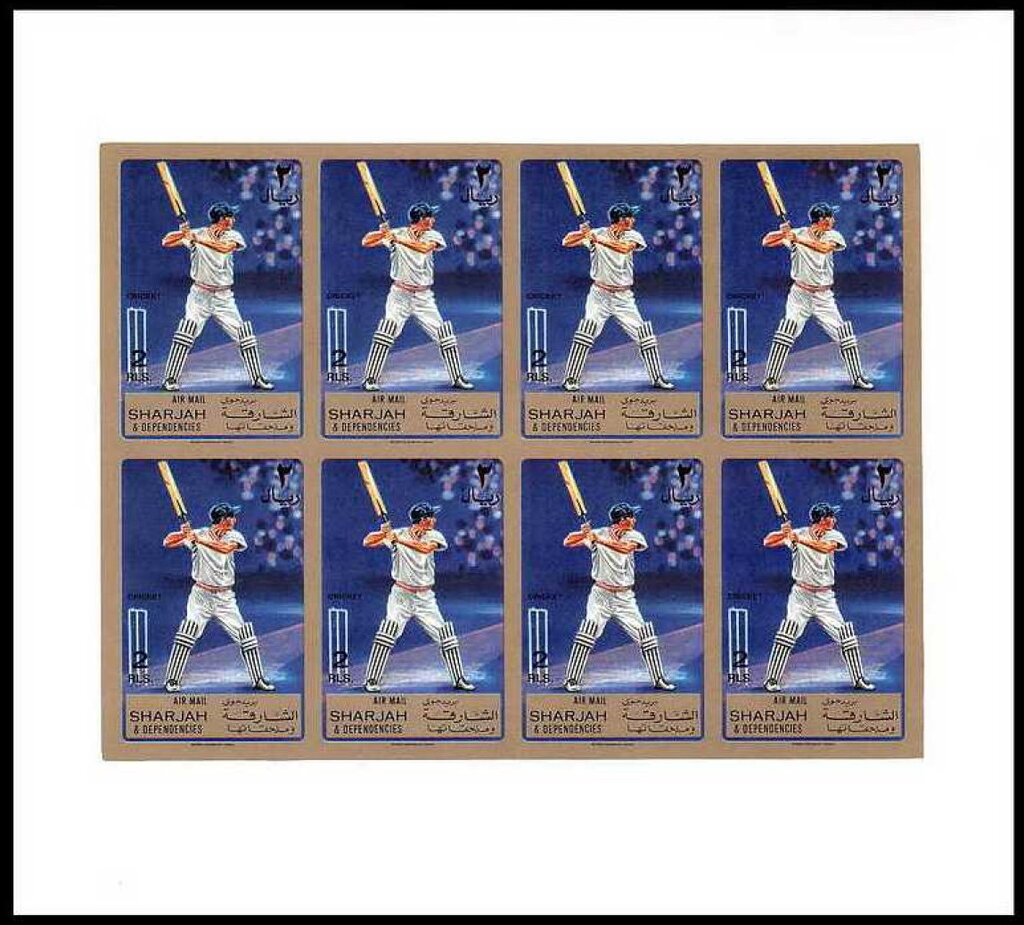
ريالان
إلى اليمين صور حاكم الشارقة الشيخ خالد بن محمد القاسمي، وإلى اليسار حاكم أبو ظبي ورئيس دولة الإمارات العربية المتحدة الشيخ زايد بن خليفة آل نهيان.
- 3 ريالات
إلى اليمين صورة الشيخ خالد بن محمد القاسمي، وإلى اليسار علمي الشارقة والإمارات متقاطعين.

وهذه صور صحائف الطوابع:
- 25 درهما
إلى اليمين صور حاكم الشارقة الشيخ خالد بن محمد القاسمي، وإلى اليسار حاكم الفجيرة الشيخ محمد بن حمد الشرقي.
- 35 درهما
إلى اليمين صور حاكم الشارقة الشيخ خالد بن محمد القاسمي، وإلى اليسار حاكم دبي الشيخ راشد بن سعيد آل مكتوم.
- 65 درهما
إلى اليمين شعار جامعة الدول العربية، وإلى اليسار شعار الأمم المتحدة.
- 75 درهما
إلى اليمين صور حاكم الشارقة الشيخ خالد بن محمد القاسمي، وإلى اليسار حاكم عجمان الشيخ راشد بن حميد النعيمي.
- ريال واحد
إلى اليمين صور حاكم الشارقة الشيخ خالد بن محمد القاسمي، وإلى اليسار حاكم أم القيوين أحمد بن راشد المعلا.
- ريالان
إلى اليمين صور حاكم الشارقة الشيخ خالد بن محمد القاسمي، وإلى اليسار حاكم أبو ظبي ورئيس دولة الإمارات العربية المتحدة الشيخ زايد بن خليفة آل نهيان.

كما أصدرت بطاقات تذكارية:

## إصدارات الطوابع الموشحة
وشحت بعض الطوابع بتغيير القيمة، ومنها طوابع إصدارات الذكرى الخامسة لاستلام الشيخ خالد بن محمد القاسمي حكم إمارة الشارقة لعام 1970:

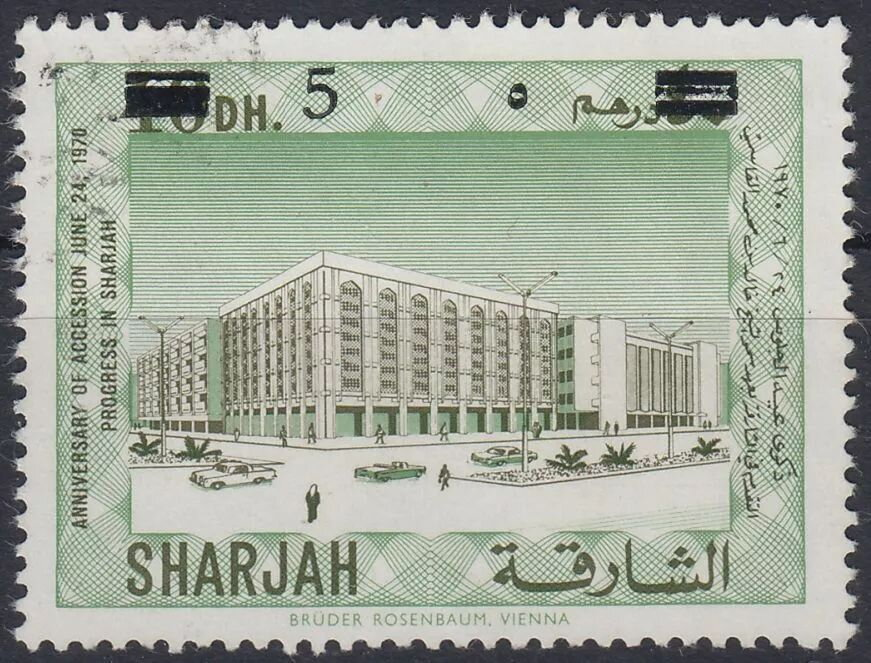
5 دراهم
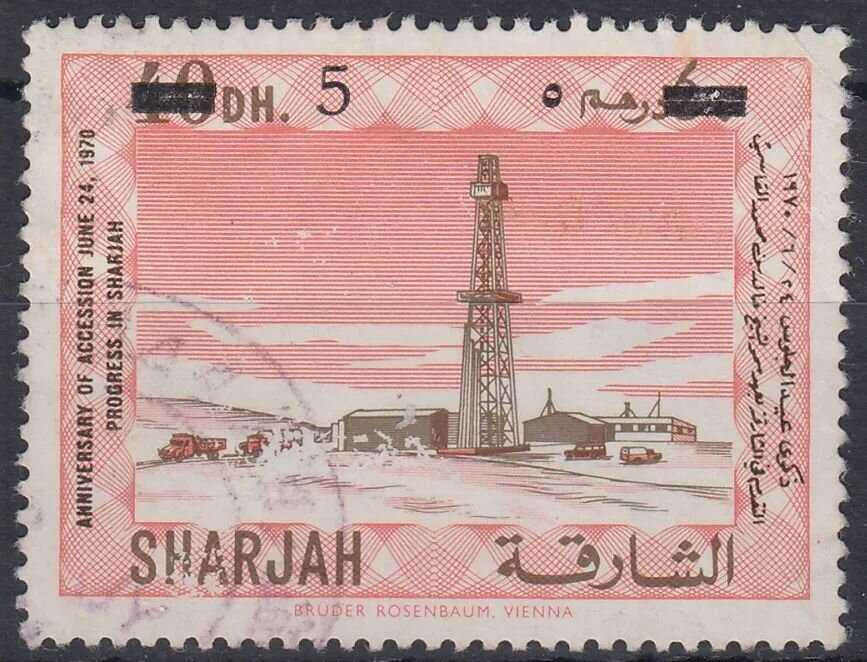
5 دراهم